# Dresden

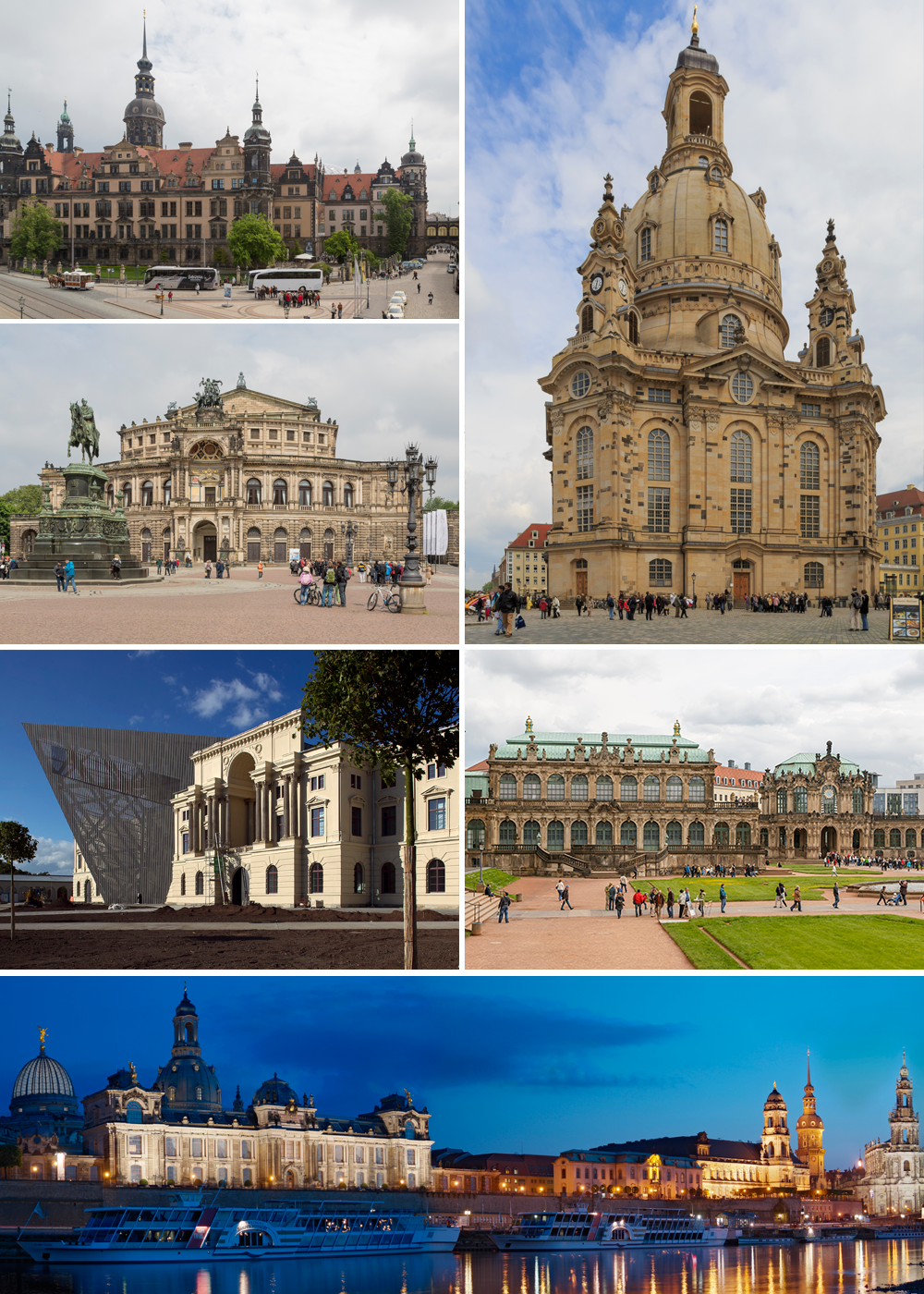
Collage der Sehenswürdigkeiten: Frauenkirche, Residenzschloss, Semperoper, Militärhistorisches Museum, Zwinger, Nachtpanorama

Dresden (Ausspracheⓘ; obersorbisch Drježdźany; abgeleitet aus dem altsorbischen Drežďany für Sumpf- oder Auwaldbewohner) ist die Landeshauptstadt des Freistaates Sachsen. Mit rund 570.000 Einwohnern ist Dresden, nach Leipzig, die zweitgrößte sächsische Kommune und die zwölftgrößte Stadt Deutschlands.
Als Sitz der Sächsischen Staatsregierung und des Sächsischen Landtags sowie zahlreicher Landesbehörden ist die Großstadt das politische Zentrum Sachsens. Außerdem sind bedeutende Bildungs- und Kultureinrichtungen des Freistaates hier konzentriert, darunter die renommierte Technische Universität und die Hochschulen für Technik und Wirtschaft, Bildende Künste und Musik Carl Maria von Weber. Die an der Elbe gelegene kreisfreie Stadt ist sowohl eines der sechs Oberzentren Sachsens als auch wirtschaftliches Zentrum des Ballungsraumes Dresden mit über 780.000 Einwohnern. Innovationen und Spitzentechnologien spielen im Raum Dresden eine herausragende Rolle; wirtschaftlich bedeutend sind etwa die Informationstechnik und Nanoelektronik, weshalb es sich auch als Zentrum von „Silicon Saxony“ positioniert. Ebenfalls große Wertschöpfung im Raum Dresden erbringen die Branchen Pharmazie, Kosmetik, Maschinen-, Fahrzeug- und Anlagenbau, Lebensmittel, optische Industrie, Dienstleistungen, Handel sowie der Tourismus. Mit drei Autobahnen, zwei Fernbahnhöfen, einem Binnenhafen sowie dem Flughafen Dresden bildet Dresden außerdem einen wichtigen Verkehrsknotenpunkt.
Archäologische Spuren auf dem späteren Stadtgebiet deuten auf eine Besiedlung schon in der Steinzeit hin. In erhaltenen Urkunden wurde Dresden 1206 erstmals erwähnt und entwickelte sich zur kurfürstlichen, später königlichen Residenz, 1918 bis 1933 sowie ab 1990 Hauptstadt des Freistaates Sachsen, in der DDR von 1952 bis 1990 Bezirkshauptstadt. Dresden ist Sitz des römisch-katholischen Bistums Dresden-Meißen und der Ev.-Luth. Landeskirche Sachsens.
International bekannt ist Dresden als Kunst- und Kulturstadt mit zahlreichen bedeutenden Bauwerken, wie dem barocken Zwinger oder der Frauenkirche, herausragenden Museen, wie der Gemäldegalerie Alter Meister oder dem Grünen Gewölbe, berühmten Klangkörpern, wie der Sächsischen Staatskapelle oder dem Kreuzchor, und als Wirkungsstätte weithin bekannter Kulturschaffender, zum Beispiel Richard Wagner, Heinrich Schütz und Carl Maria von Weber. Die Dresdner Altstadt wurde in großen Teilen rekonstruiert und durch verschiedene architektonische Epochen geprägt, neben dem Zwinger und der Frauenkirche beispielsweise mit der Semperoper und der Hofkirche sowie dem Residenzschloss. Der 1434 begründete Striezelmarkt ist einer der ältesten (ältester mit einer Urkunde bestätigter Weihnachtsmarkt) und bekanntesten Weihnachtsmärkte Deutschlands. Dresden wird auch Elbflorenz genannt, ursprünglich vor allem wegen seiner Kunstsammlungen; maßgeblich trug dazu sowohl seine barocke und mediterran geprägte Architektur als auch seine malerische und klimatisch begünstigte Lage im Elbtal bei.

## Geographie

### Lage und Fläche

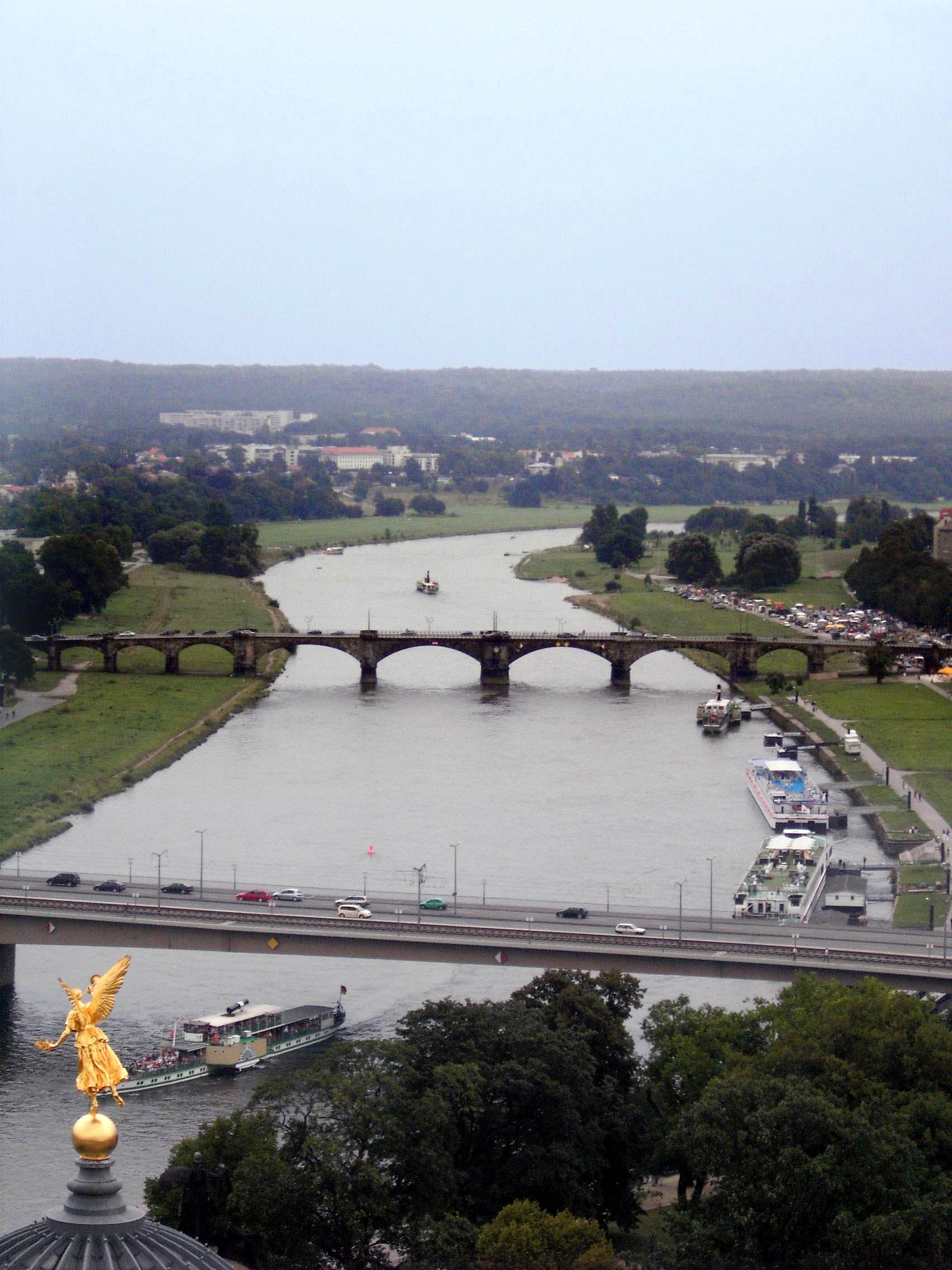
Blick von der Frauenkirche flussaufwärts

Die Stadt liegt beiderseits der Elbe zu großen Teilen im Elbtalkessel, eingebettet zwischen den Ausläufern des Osterzgebirges, dem Steilabfall der Lausitzer Granitplatte und dem Elbsandsteingebirge am Übergang vom Nordostdeutschen Tiefland zu den östlichen Mittelgebirgen im Süden Ostdeutschlands.
Das nördliche und nordöstliche Stadtgebiet gehört naturräumlich daher zum Westlausitzer Hügel- und Bergland (Dresdner Heide und Schönfelder Hochland). Im Süden kennzeichnen die Talausgänge der Erzgebirgsabflüsse und Hochlagen den Übergang zum Östlichen Erzgebirgsvorland (eingegrenzter als Dresdner Erzgebirgsvorland und Meißner Hochland bezeichnet). Die Dresdner Elbtalweitung ist eine Untereinheit des Sächsischen Elblands. Vom Bundesamt für Naturschutz wurde Dresden vollständig der naturräumlichen Großlandschaft „D19 Sächsisches Hügelland und Erzgebirgsvorland“ zugeordnet.
Als Höhenreferenz für Dresden gilt der Altmarkt als zentraler Platz der Stadt mit einer Höhe von 113 m ü. NN, der Nullpunkt des Elbpegels liegt bei 102,73 m. Die höchste Erhebung im Stadtgebiet ist der rechts der Elbe gelegene 383 m hohe Triebenberg, der tiefste Punkt liegt am Elbufer in Niederwartha mit 101 m.
Die Stadt ist nach teils großflächigen Eingemeindungen hinter Berlin, Hamburg und Köln und vor Bremen und München ihrer Fläche nach die viertgrößte Großstadt Deutschlands und steht in der Liste der flächengrößten Gemeinden Deutschlands an 14. Stelle. Die Länge der Stadtgrenze beträgt 139,65 km. Die Ausdehnung des Stadtgebiets beläuft sich in Nord-Süd-Richtung auf 22,6, in Ost-West-Richtung auf 27,1 km.
Durch das Stadtgebiet fließen außer der schiffbaren Elbe (Länge im Stadtgebiet: 30 km) die beiden im Osterzgebirge entspringenden linken Nebenflüsse Lockwitzbach und Weißeritz sowie die rechts zufließende Prießnitz. Daneben fließen auf dem Stadtgebiet noch kleinere Flüsse wie der Kaitzbach, der Landgraben und der Lausenbach.

### Natur

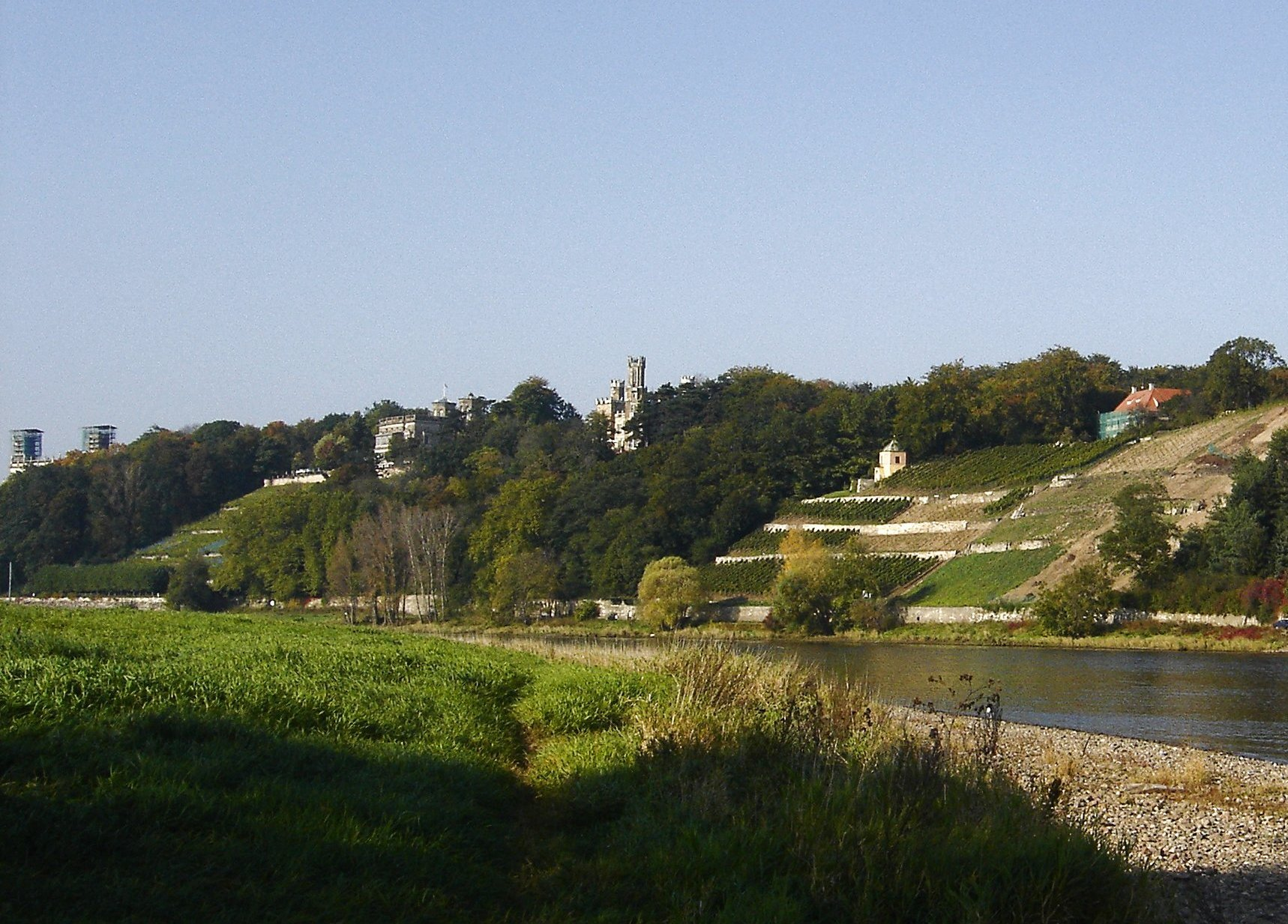
Elbe und Elbschlösser

Insgesamt liegen in Dresden 7341 ha Waldflächen und 676 ha Wasserflächen. Im Stadtgebiet gibt es vier Naturschutzgebiete mit 265 ha und zehn Landschaftsschutzgebiete mit 12.340 ha Fläche, teilweise deckungsgleich mit zehn FFH-Gebieten mit 1901 ha Fläche. Zahlreiche denkmalgeschützte Gärten, Alleen und Parkanlagen sowie Friedhöfe bilden 140 Naturdenkmäler mit 134 ha oder 15 geschützte Landschaftsbestandteile mit 71 ha. Im Stadtgebiet liegen zudem drei Vogelschutzgebiete mit 1612 ha.
Die Natur- und Kulturlandschaft Dresdner Elbtal mit den Elbwiesen ziehen sich fast 20 km durch das Stadtgebiet, ist aber in der Innenstadt unterbrochen. An einer besonders breiten zentrumsnahen Stelle wird es durch die von 2007 bis 2013 errichtete Waldschlößchenbrücke durchschnitten, weshalb die UNESCO das Elbtal 2009 nach jahrelanger Kontroverse von seiner Welterbeliste strich.
In Dresden gibt es ca. 54.000 Straßenbäume.

### Geologie
Den überwiegenden Anteil der oberflächennah anstehenden Gesteine im Stadtgebiet von Dresden prägen kaltzeitliche Ablagerungen pleistozänen Alters. Im Elbtal dominieren fluviatile Ablagerungen, während im Bereich des südlichen Talhanges meist äolische Sedimente in Form von Löss und Lösslehm vorkommen. Im Süden und Südwesten werden diese Sedimente von Aufragungen des Grund- und Übergangsstockwerkes durchbrochen. Hierbei handelt es sich um eine vielfältige Abfolge von Gesteinen unterschiedlicher Ausbildungen und verschiedenen Alters, zum Beispiel kreidezeitlichen Pläner, permische (rotliegende) Sedimentite und Vulkanite sowie variszische Intrusiva. In den morphologisch höher gelegenen nördlichen Stadtteilen stehen außerdem proterozoische Granitoide oberflächennah an.
Das dominierende tektonische Element ist die Lausitzer Verwerfung (auch „Lausitzer Überschiebung“). Sie verläuft etwa parallel zur Elbe und prägt das Landschaftsbild von Dresden in typischer Weise.

### Klima
Dresden liegt mit seinem humiden Klima in der kühl-gemäßigten Klimazone, jedoch ist ein Übergang zum Kontinentalklima spürbar. Der größte Teil des bewohnten Stadtgebietes liegt im Elbtal. Dort herrscht ein milderes Mikroklima als in den Stadtteilen auf den Hängen und im Hügelland der näheren Umgebung. Die Wetterwarte am Flughafen Dresden-Klotzsche befindet sich am nördlichen Stadtrand oberhalb des Elbkessels. An ihrem Standort auf 227 m ü. NN ist es das ganze Jahr über etwa 1–2 Grad kälter als in der Innenstadt.
In der Periode 1981 bis 2010 betrug die mittlere Temperatur in Klotzsche im Januar 0,1 °C und im Juli 19,0 °C. Die Monatstemperaturen in der Innenstadt weisen etwa ähnliche Werte auf wie die in südwestdeutschen Städten. Mit einer Jahresmitteltemperatur im Innenstadtbereich von 10,4 °C gehört Dresden zu den wärmsten Städten in Deutschland. Vor allem im Sommer ist die Lage zwischen der warmen Lausitz und dem kühleren Erzgebirge bemerkenswert. Zwischen diesen beiden Regionen können an einzelnen Tagen Temperaturunterschiede von bis zu 10 Grad herrschen. Die Stadtgrenze ist dann in gewisser Weise zugleich eine Isotherme. Das Erzgebirge kann durch Föhnwetterlagen auf Sachsen wärmend einwirken.
Dresden hat durchschnittlich 1641 Sonnenscheinstunden im Jahr.
Der Februar ist mit im Mittel unter 40 mm Niederschlagshöhe der niederschlagsärmste Monat im langjährigen Mittel 1981 bis 2010, der Juli der niederschlagsreichste; dabei fallen in den westlichen Stadtteilen (Station Dresden-Gohlis, 591 mm) im Mittel rund 10 % weniger Niederschläge als in den östlichen Stadtteilen (Station Dresden-Hosterwitz, 670 mm). Die höchste Regenmenge innerhalb von 24 Stunden fiel am 12. August 2002 mit 158 mm. Die sogenannte Vb-Wetterlage, die zu diesem Niederschlagsereignis führte und den gesamten sächsischen und böhmischen Raum betraf, hatte ein starkes Elbhochwasser zur Folge.
Der Kälterekord in Dresden beträgt minus 30,5 Grad Celsius, gemessen am 11. Februar 1929 in der Innenstadt.
|                       | Jan  | Feb  | Mär  | Apr  | Mai  | Jun  | Jul  | Aug  | Sep  | Okt  | Nov | Dez |   |      |
| Mittl. Tagesmax. (°C) | 4,5  | 6,0  | 10,0 | 16,1 | 20,9 | 25,6 | 26,4 | 27,0 | 21,5 | 15,3 | 9,7 | 7,4 | ⌀ | 15,9 |
| Mittl. Tagesmin. (°C) | −1,6 | −0,4 | 1,2  | 4,5  | 8,4  | 13,3 | 14,4 | 14,2 | 10,2 | 6,9  | 2,9 | 1,7 | ⌀ | 6,3  |
|                       |      |      |      |      |      |      |      |      |      |      |     |     |   |      |
| Niederschlag (mm)     | 42   | 42   | 34   | 45   | 31   | 64   | 52   | 69   | 42   | 50   | 39  | 37  | Σ | 547  |
|                       |      |      |      |      |      |      |      |      |      |      |     |     |   |      |
| Sonnenstunden (h/d)   | 1,8  | 2,7  | 3,6  | 4,9  | 6,5  | 6,7  | 6,8  | 6,4  | 4,9  | 4,1  | 2,0 | 1,5 | ⌀ | 4,3  |
|                       |      |      |      |      |      |      |      |      |      |      |     |     |   |      |
| Regentage (d)         | 19   | 13   | 14   | 13   | 10   | 13   | 13   | 11   | 11   | 15   | 15  | 18  | Σ | 165  |
|                       |      |      |      |      |      |      |      |      |      |      |     |     |   |      |
| Luftfeuchtigkeit (%)  | 84   | 82   | 76   | 72   | 70   | 72   | 69   | 71   | 77   | 79   | 83  | 85  | ⌀ | 76,6 |

| −1,6 |

| −0,4 |

| 1,2 |

| 4,5 |

| 8,4 |

| 13,3 |

| 14,4 |

| 14,2 |

| 10,2 |

| 6,9 |

| 2,9 |

| 1,7 |

| −1,6 |

| −0,4 |

| 1,2 |

| 4,5 |

| 8,4 |

| 13,3 |

| 14,4 |

| 14,2 |

| 10,2 |

| 6,9 |

| 2,9 |

| 1,7 |

### Hochwasserschutz
Aufgrund der Lage Dresdens an der Elbe und an Nebengewässern aus dem Osterzgebirge musste der Hochwasserschutz in der Entwicklung der Stadt berücksichtigt werden. Dazu wurden Freiräume belassen und Altarme weitestgehend baufrei gehalten. Zusätzlich zu dieser Retention gibt es Flutrinnen, die Wasser schneller abführen sollen. Systeme zur Hochwasserregulierung befinden sich dagegen kaum in der Stadt, sondern im südlich gelegenen Erzgebirge und am Oberlauf der Elbe.

### Umgebung
Nahe gelegene Großstädte sind Chemnitz (80 km südwestlich), Leipzig (100 km nordwestlich) und die tschechische Hauptstadt Prag (150 km südlich). Berlin befindet sich 200 km nördlich; 230 km östlich liegt Breslau (Wrocław), die nächstgelegene Partnerstadt Dresdens.
In der Nachbarschaft liegen der Landkreis Bautzen mit der Stadt Radeberg, der Landkreis Sächsische Schweiz-Osterzgebirge mit den Städten Pirna, Heidenau und Freital und der Landkreis Meißen mit Moritzburg und der Stadt Radebeul. Alle erwähnten Städte grenzen direkt an Dresden und bilden den Kernraum des Ballungsraumes Dresden. Etwas weiter entfernt liegen Meißen, Riesa und die Bergstadt Freiberg. Weitere angrenzende Gemeinden sind die Stadt Wilsdruff und Klipphausen im Westen, Radeburg, Ottendorf-Okrilla und Wachau im Norden sowie Arnsdorf und Dürrröhrsdorf-Dittersbach im Osten. Südlich benachbart liegen Dohna, Kreischa und Bannewitz.
Dresden gehört zur Euroregion Elbe/Labe.

## Bevölkerung

Einwohnerentwicklung von Dresden von 1871 bis 2018

Am Anfang des 20. Jahrhunderts gehörte Dresden zu den fünf bevölkerungsreichsten Städten in Deutschland. 1933 wurde mit 642.143 Einwohnern der höchste Wert in der Geschichte der Stadt erreicht. Die Volkszählung am 17. Mai 1939 ergab 629.713 Einwohner, davon 281.379 Männer und 348.334 Frauen. Durch den Zweiten Weltkrieg verringerte sich die Stadtbevölkerung auf etwa 468.000 (Zählung von 1946). Bis Mitte der 1980er Jahre nahm die Bevölkerung bis auf etwa 520.000 Einwohner zu. Danach sank die Anzahl an wohnberechtigter Bevölkerung mit Erstwohnsitz durch Abwanderung und Suburbanisierung bis 1998 auf etwa 453.000 Einwohner und lag damit trotz der Eingemeindungen der 1950er Jahre unter der Zahl von 1946, die eine kleinere Fläche betraf. Danach wurde sie durch Eingemeindungen erhöht und steigt mittlerweile dauerhaft durch einen leichten Wanderungs- und Geburtenüberschuss an. Die Einwohnerzahl betrug am 30. Juni 2006 genau 500.068 (nur Hauptwohnsitze). Am 12. August 2006 wurde deshalb nach umfangreichen Ermittlungen ein Neugeborener symbolisch als der 500.000. Einwohner der Stadt nachträglich vom Oberbürgermeister begrüßt.
Mit mehr als 6000 Geburten (im Jahr 2012) galt Dresden bis 2014 als „Geburtenhauptstadt“ unter deutschen Großstädten.
Am 31. Dezember 2017 lebten in Dresden laut Melderegister 557.098 Einwohner bei einer Bevölkerungsdichte von 1.696 Einwohnern je Quadratkilometer.
Am 31. Dezember 2023 hatten laut Melderegister 572.240 Einwohner den Hauptwohnsitz in Dresden bei einer Bevölkerungsdichte von 1742 Einwohnern je Quadratkilometer.
Sie leben in ca. 62.500 Wohngebäuden und in ca. 309.000 Wohnungen/Haushalten. 132.000 Wohnungen sind an das Fernwärmenetz angeschlossen. Die Gesamtwohnkosten (Warmmiete) liegen in Dresden durchschnittlich bei 10,75 Euro pro Quadratmeter.
2023 wurden in Dresden 4212 Kinder geboren, 6032 Menschen starben. 27,5 Prozent der Einwohner sind über 60 Jahre alt.

### Migration
Der Ausländeranteil in Dresden bezifferte sich 2023 auf 12,0 Prozent; 2010 betrug er 4,1 Prozent. 2023 lebten dort 4,9 Prozent Deutsche mit Migrationshintergrund.
Gemäß Zensus 2022 war der Ausländeranteil in Dresden niedriger als bis dahin angenommen und lag bei 9,3 %. Damit liegt der Ausländeranteil Dresdens über dem sächsischen Durchschnitt von 6,3 %; unter den kreisfreien Städten Sachsens hat Dresden dagegen den niedrigsten Anteil vorzuweisen.

### Siedlungsraum
Im Stadtgebiet entfallen 8087 Hektar auf Gebäude- und Freiflächen, im Jahr 2011 gab es in Dresden 292.740 Wohnungen mit 286.889 Haushalten.
Wie feinstrukturiert und unterschiedlich die urbanen Räume besiedelt sind, zeigt sich beim Vergleich von Äußerer und Innerer Neustadt. Die Äußere Neustadt ist mit mehr als 15.000 Bewohnern pro Quadratkilometer der am dichtesten besiedelte Stadtteil Dresdens, während die Innere (historische) Neustadt mit etwa 4000 Einwohnern pro Quadratkilometer eine weit geringere Bevölkerungsdichte aufweist, die jedoch weit über anderen Stadtteilen liegt.
Der Bereich mit der dichtesten Besiedlung ist der Stadtbezirk Blasewitz: Dies ist vor allem mit dem Stadtteil Striesen verbunden, weniger mit dem früheren Gemeindegebiet von Blasewitz. Dichte Besiedlung ist hier nicht Anzeichen für schlechteren Wohnraum, wie es zu Zeiten enger Hinterhofbebauung noch gelten konnte, im Gegenteil: Die Grundsätze für die Bebauung haben schon in den 1880er Jahren einerseits zu den Dresdner Villen als Typus eines Mehrfamilienhauses geführt, andererseits führte dies trotz dichter Bebauung zu einem durchgrünten Stadtteil. Die Elbe mit ihren Auen wirkt im Bereich von Blasewitz überdies als Grenze des urbanen Raums, weshalb die linkselbischen dicht besiedelten und die rechtselbisch quasi unbewohnten Flächen der Dresdner Heide sehr nahe beieinander liegen. Blasewitz selbst wurde erst 1921 an Dresden angegliedert, wobei zu jener Zeit schon weite Teile des heutigen Stadtbezirks (Striesen seit 1892) zur Stadt gehörten. Die Dresdner Heide wiederum liegt im Stadtbezirk Loschwitz, der mit 268 Einwohnern je Quadratkilometer der am dünnsten besiedelte Stadtbezirk ist.

### Religionen
Der überwiegende Teil der Bevölkerung ist derzeit konfessionslos.
Die Reformation setzte sich in Dresden 1539 durch. Ab etwa 1571 vertrat die Stadt ein strenges Luthertum. Im Jahre 1661 gab es in Dresden erstmals wieder katholische Gottesdienste. Kurfürst Friedrich August I. veranlasste 1697 den Wechsel des Hofstaates zum katholischen Glauben, um zum polnischen König gekrönt werden zu können. Die katholischen Gemeinden wurden erst 1807 den evangelischen gleichgestellt und blieben nach Mitgliederzahl eine kleine Minderheit. Von den am 1. Dezember 1900 gezählten 396.146 Einwohnern Dresdens (ohne die später einverleibten Vorstädte, jedoch einschließlich des Gutsbezirks Albertstadt, inkl. 11.962 Mann Militär) waren 349.145 Lutheraner, 3340 Reformierte, 36.910 Römisch-Katholische und 3029 Juden.
Das Ende der Monarchie führte nach dem Ersten Weltkrieg zur Trennung von Kirche und Staat und 1922 zur Wahl des ersten evangelischen Landesbischofs. Von im Jahr 1939 gezählten 629.713 Einwohnern waren 513.301 Evangelische, 40.951 Katholiken, 3052 sonstige Christen und 1459 Juden. Nach dem Zweiten Weltkrieg ging während und nach der DDR-Zeit der Anteil der evangelischen Kirchenmitglieder von etwa 85 % (1949) auf 22 % (1989) auf 12 % (2022) zurück. Der Anteil der katholischen Kirchenmitglieder dahingegen ist relativ konstant geblieben. 1980 wurde Dresden Sitz eines katholischen Bischofs, wobei die Katholische Hofkirche zur Kathedrale des Bistums Dresden-Meißen erhoben wurde.
Der Volkszählung 2011 zufolge waren 15,3 % der Einwohner evangelisch und 4,3 % römisch-katholisch. 80,4 % waren konfessionslos, gehörten einer anderen Glaubensgemeinschaft an oder machten keine Angabe. Ende 2022 gehörten von den Einwohnern 12,3 % einer der Evangelisch-lutherische Kirchen und 4,4 % der katholischen Kirche an. 83,3 % waren konfessionslos, gehörten einer anderen Glaubensgemeinschaft an oder machten keine Angabe. Am Stichtag 31. Dezember 2023 waren nach Recherchen der Forschungsgruppe Weltanschauungen in Deutschland 12,0 % der Einwohner der Stadt evangelisch, 4,1 % römisch-katholisch und 83,9 % waren konfessionsfrei oder gehörten einer sonstigen Religionsgemeinschaft an.
Im Jahr 2021 entschieden sich 2068 Dresdner für den Austritt. Im Jahr 2022 waren dies 2536 und im Jahr 2023 weiter 2665 – ein neues Rekordhoch. Durchschnittlich traten 0,5 % der Gesamtbevölkerung jährlich aus der Kirche aus.
Die Stadtverwaltung schätzte die Anzahl der Mitglieder von weiteren christlichen Glaubensgemeinschaften, wie zum Beispiel der russisch-orthodoxen Kirche, rumänisch-orthodoxen Kirche, Freikirchen und nicht-christlichen Gemeinden auf etwa 5000 Menschen. In Dresden lebten 2011 etwa 760 Juden. Weitere registrierte Religionsgemeinschaften sind muslimische, buddhistische und hinduistische Glaubensgemeinschaften und die Glaubensgemeinschaft der Bahá'í.

## Geschichte

### Erste Besiedlung, Stadtgründung und Mittelalter
Bereits in der Jungsteinzeit bestanden erste Siedlungen im Raum Dresden. Die Kreisgrabenanlagen in Nickern aus dem 5. Jahrtausend v. Chr. waren die ersten Monumentalbauten im heutigen Stadtgebiet.
Die Furt durch die Elbe in Höhe der heutigen Altstadt bestand wahrscheinlich schon im frühen Mittelalter. Eine Besiedlung blieb aber trotz der lukrativen Lage an der Elbe und seiner fruchtbaren Böden aufgrund der starken Bewaldung problematisch. Dresdens vom altsorbischen drežďany (= „Sumpf-“ oder „Auwald-Bewohner“, Mehrzahlform) abgeleiteter Name deutet auf eine ursprünglich slawische Siedlung. Dresdene lag im damaligen Gau Nisan, der 1142 von Böhmen an den deutschen König Konrad III. kam. Das nahe Meißen war ab 968 der Sitz der Markgrafen von Meißen und entwickelte sich so zum zentralen Ort der Markgrafschaft Meißen, die im Zuge der Expansion und Eingliederung der sorbischen Siedlungsgebiete östlich von Elbe und Saale errichtet wurde. Südöstlich von Dresden befand sich ab 1156 die reichsunmittelbare Burggrafschaft Dohna.

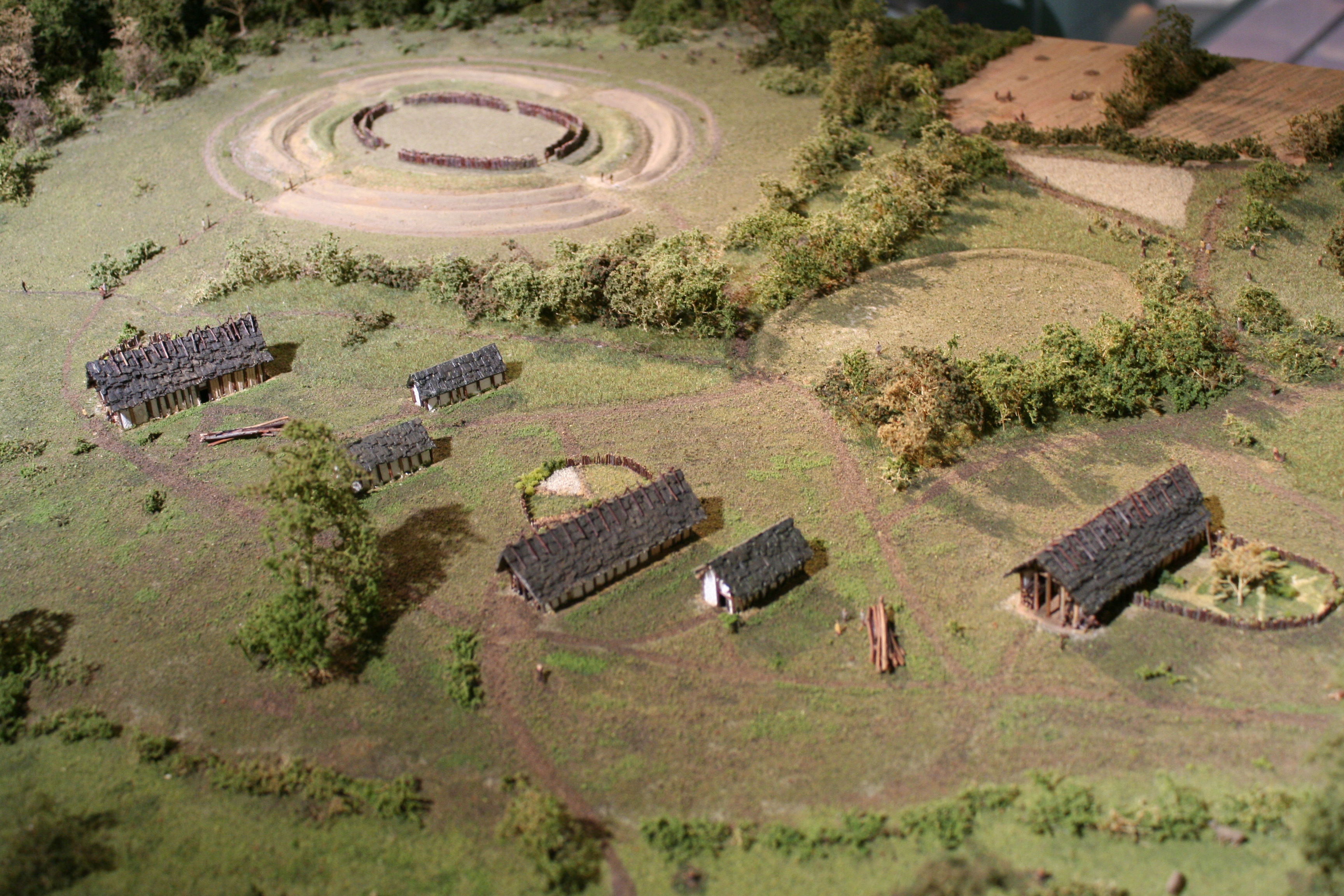
Kreisgrabenanlagen in Nickern, etwa 4.700 vor Christus
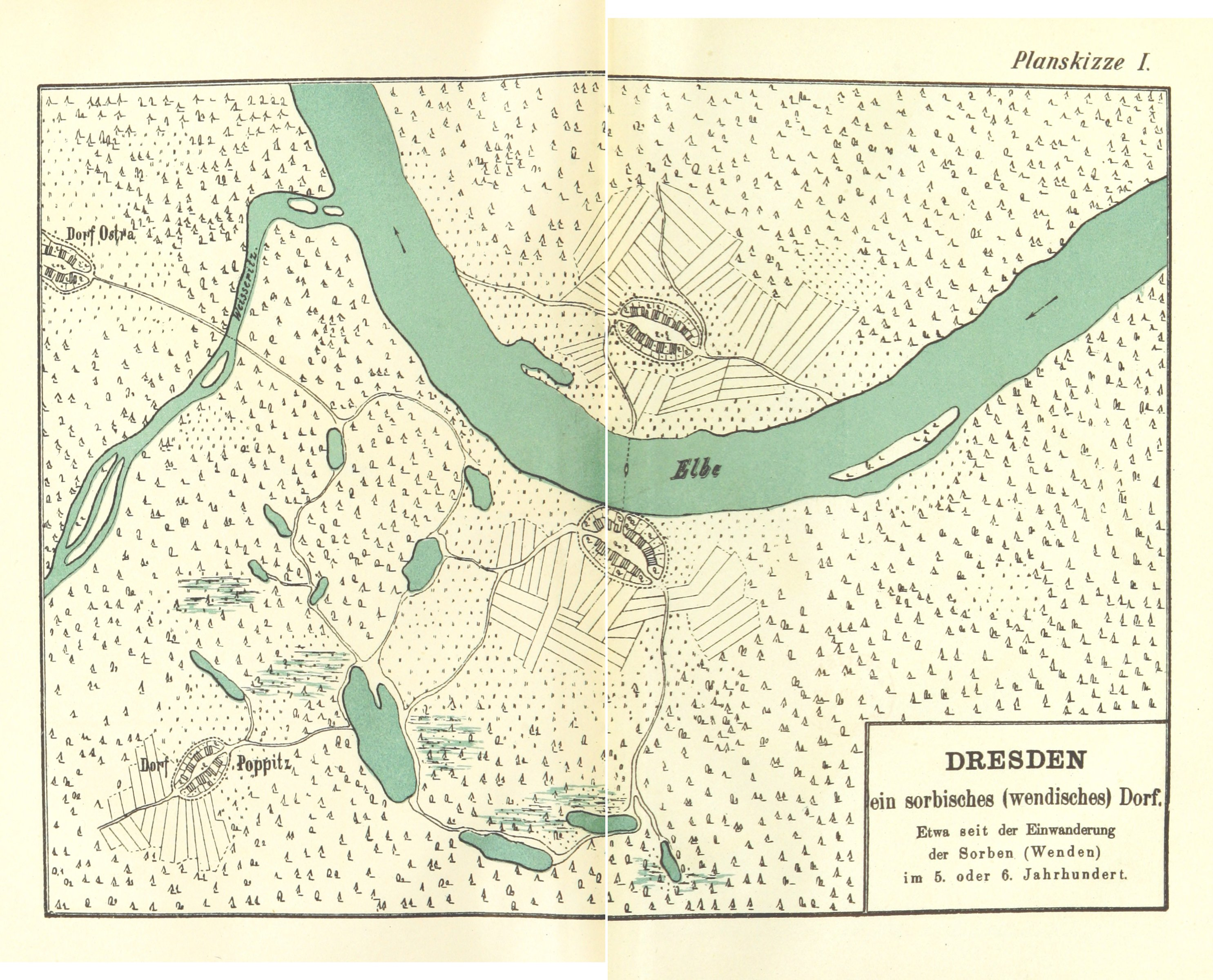
Dresden im 5. und 6. Jahrhundert
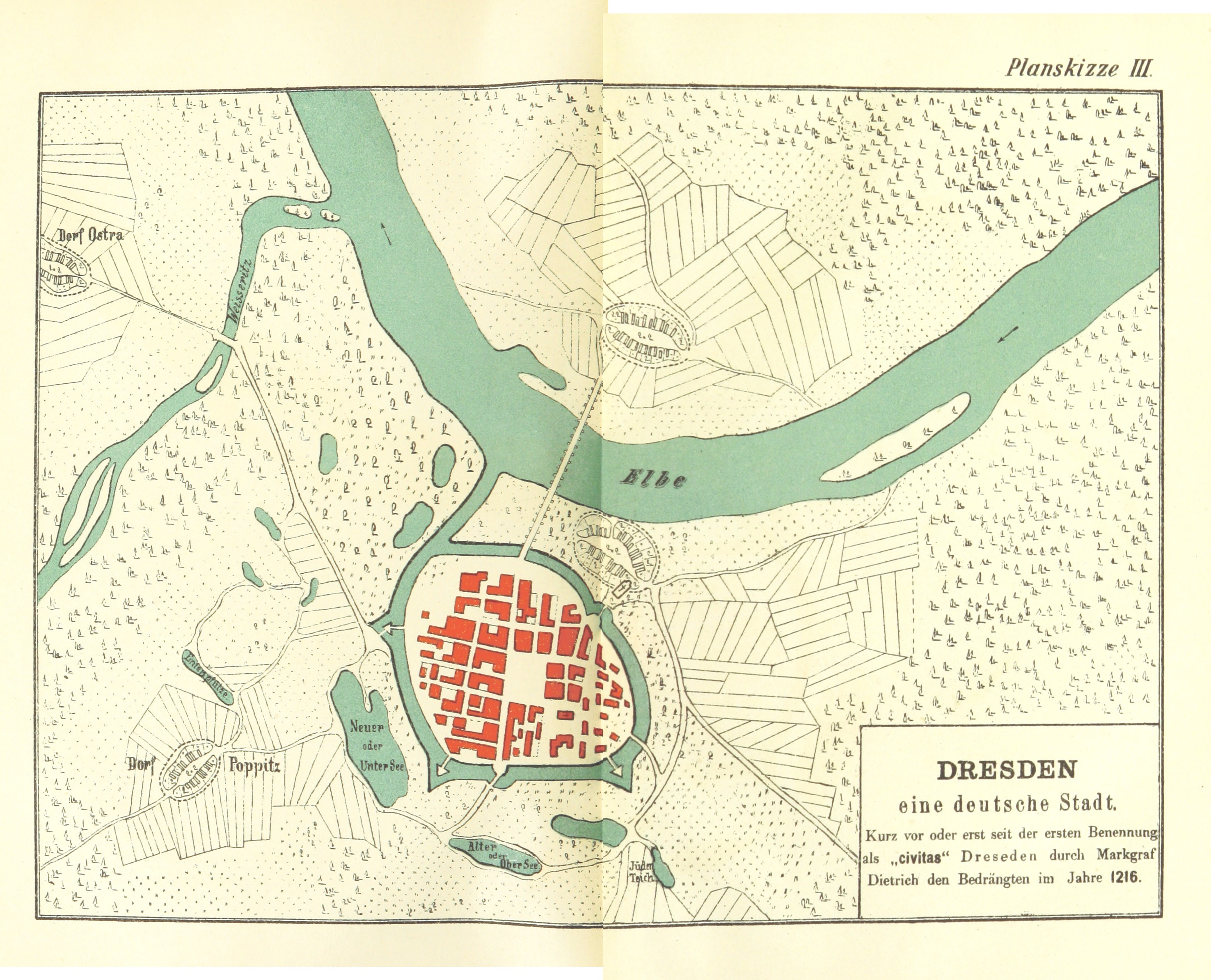
Dresden um 1216
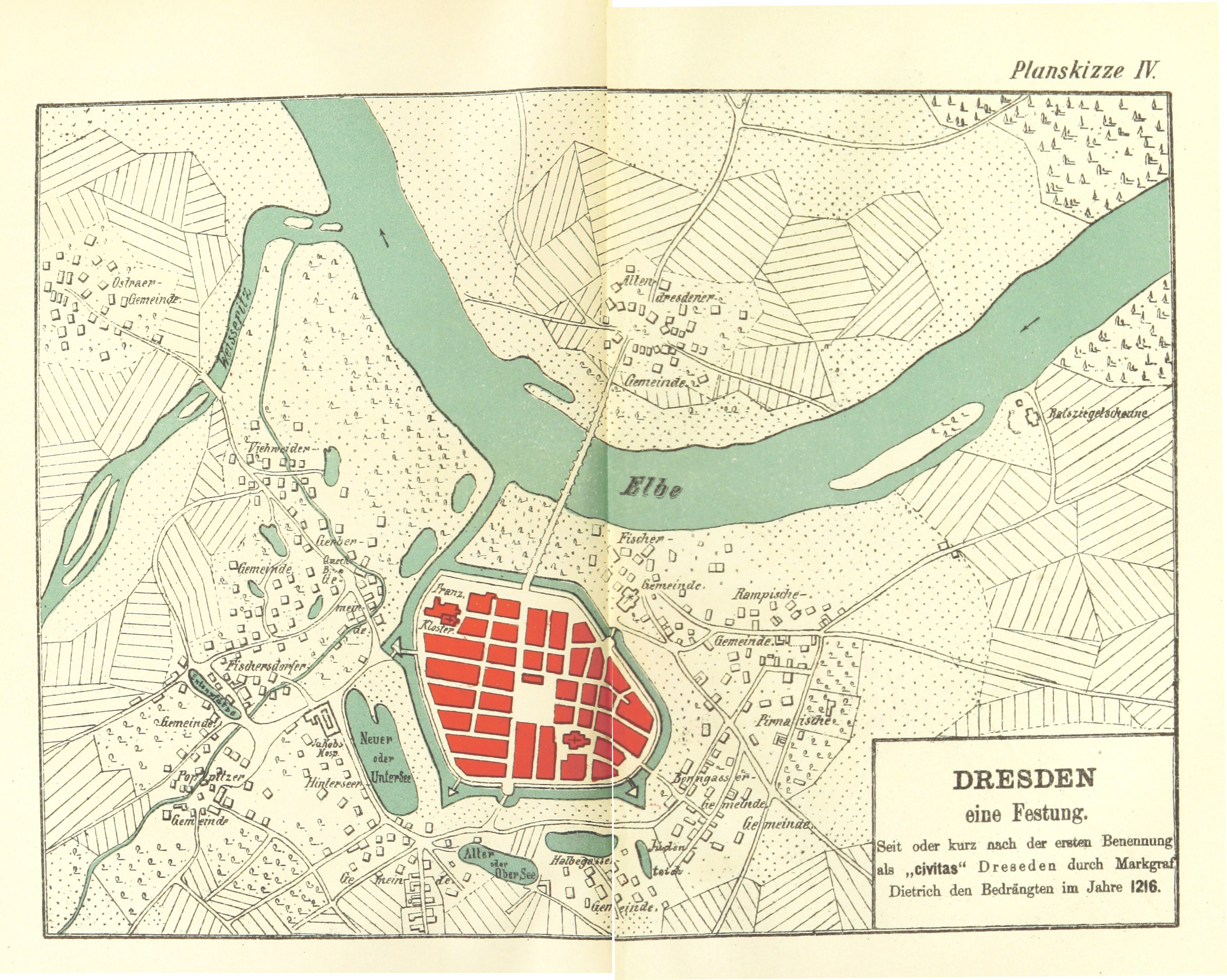
Dresden um 1270
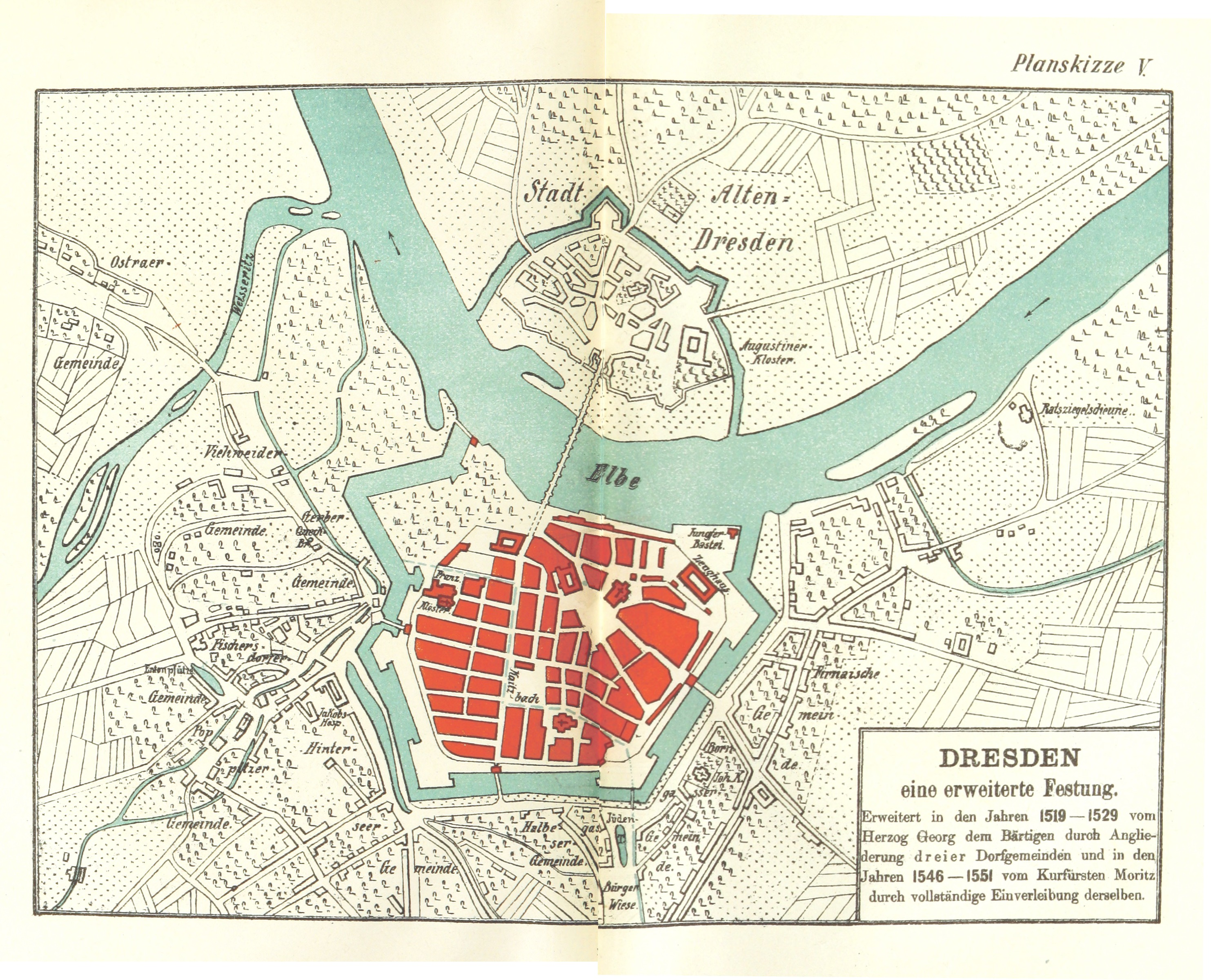
Dresden 1529

Am 31. März 1206 wird Dresden erstmals in einer erhaltenen Urkunde genannt: Acta sunt hec Dresdene. Das in Dresden ausgestellte Schriftstück befasst sich mit einer Gerichtsverhandlung wegen Schleifung der Burg Thorun auf dem Burgwartsberg, der im Gebiet der heutigen Stadt Freital südlich von Dresden zwischen Potschappel und Pesterwitz liegt. In einer Urkunde vom 21. Januar 1216 wird Dresden bereits als Stadt erwähnt: „Acta sunt hec … in civitate nostra Dreseden“.
1350 wird das rechtselbisch gelegene Dresden (Altendresden), die heutige Innere Neustadt, als selbstständige Ansiedlung „Antiqua Dressdin“ erstmals erwähnt. Eine Verleihung des Stadtrechts an Altendresden ist urkundlich bisher nicht belegt, aber sie soll am 21. Dezember 1403 durch Wilhelm I. erfolgt sein.
Erst ab 29. März 1549 bildeten unter Kurfürst Moritz die rechts- und linkselbischen Teile der Stadt eine Einheit.

### Frühe Neuzeit
Bei der Erlangung des Stapelrechts am 17. September 1455 war Dresden noch eine recht unbedeutende Stadt, wurde jedoch nach der Leipziger Teilung der wettinischen Länder 1485 für Jahrhunderte herzogliche Residenzstadt der sächsischen Herrscher und erfuhr mit der Erhebung des wettinischen Herrschaftsbesitzes zum Kurfürstentum und Königreich eine Aufwertung als politisches und kulturelles Zentrum. Durch den Übergang der kurfürstlichen Würde innerhalb des Hauses Wettin (Wittenberger Kapitulation) wurde die Stadt zur Hauptstadt des wichtigsten protestantischen Landes innerhalb des Heiligen Römischen Reiches Deutscher Nation. In dieser Zeit wurden wichtige kulturelle Einrichtungen begründet, die bis in die Gegenwart die besondere Geltung der Stadt ausmachen. Die von Kurfürst August 1556 zunächst in unmittelbarer Nähe des Residenzschlosses errichtete Münzstätte Dresden wurde nach Schließung sämtlicher Landesmünzstätten einzige Münzstätte im Kurfürstentum.

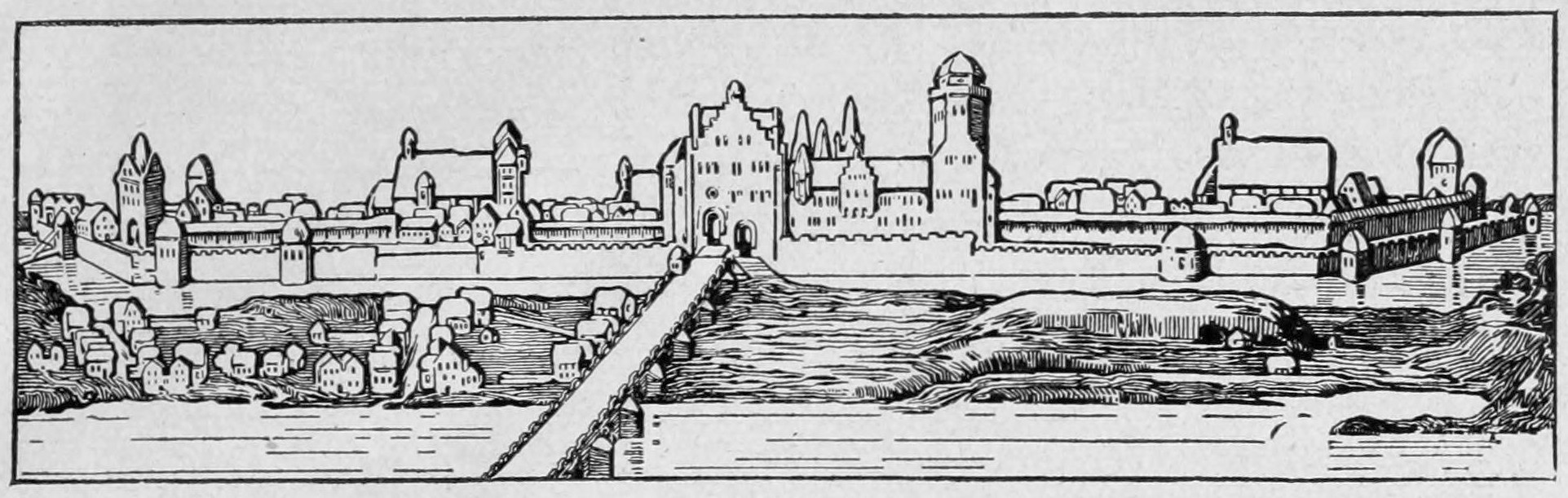
Ansicht von Dresden 1529
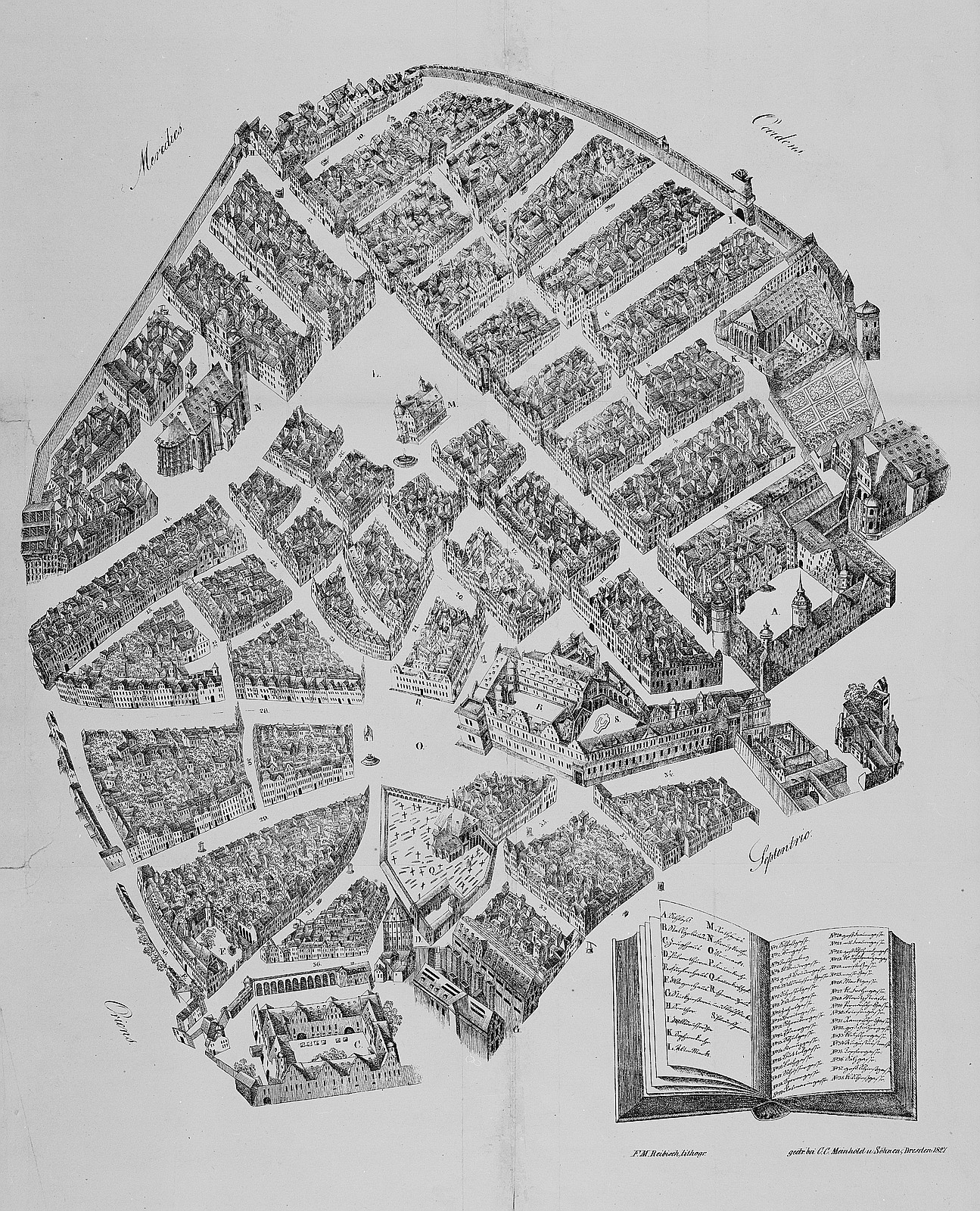
Isometrische Stadtansicht Dresdens, um 1634
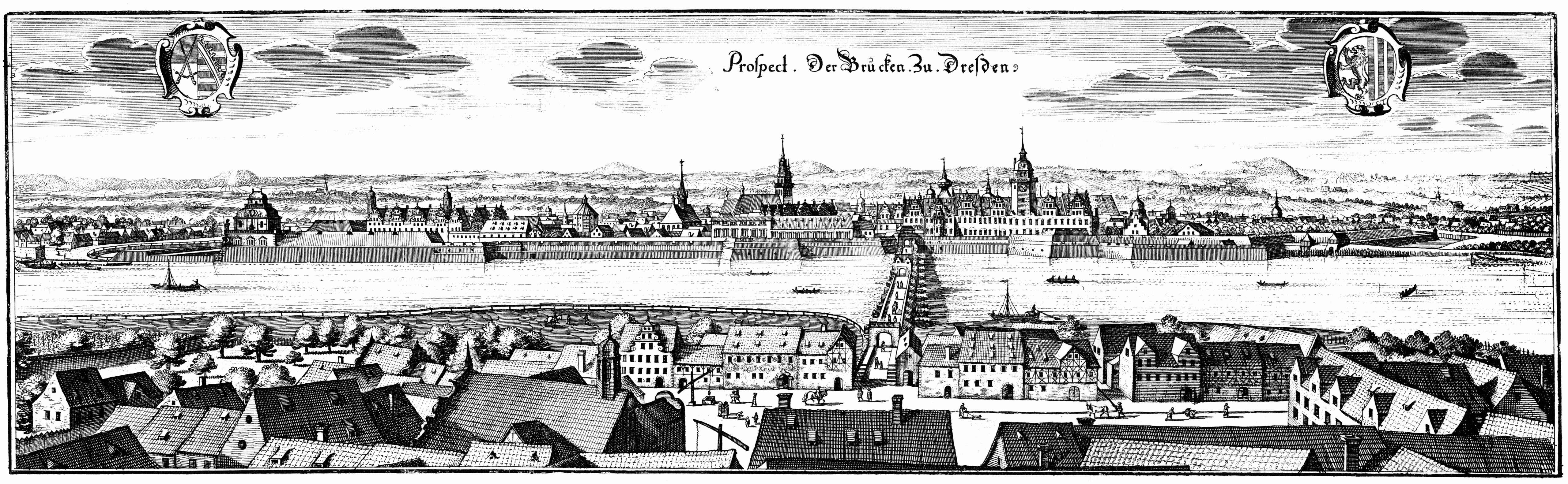
Ansicht von Dresden, um 1650
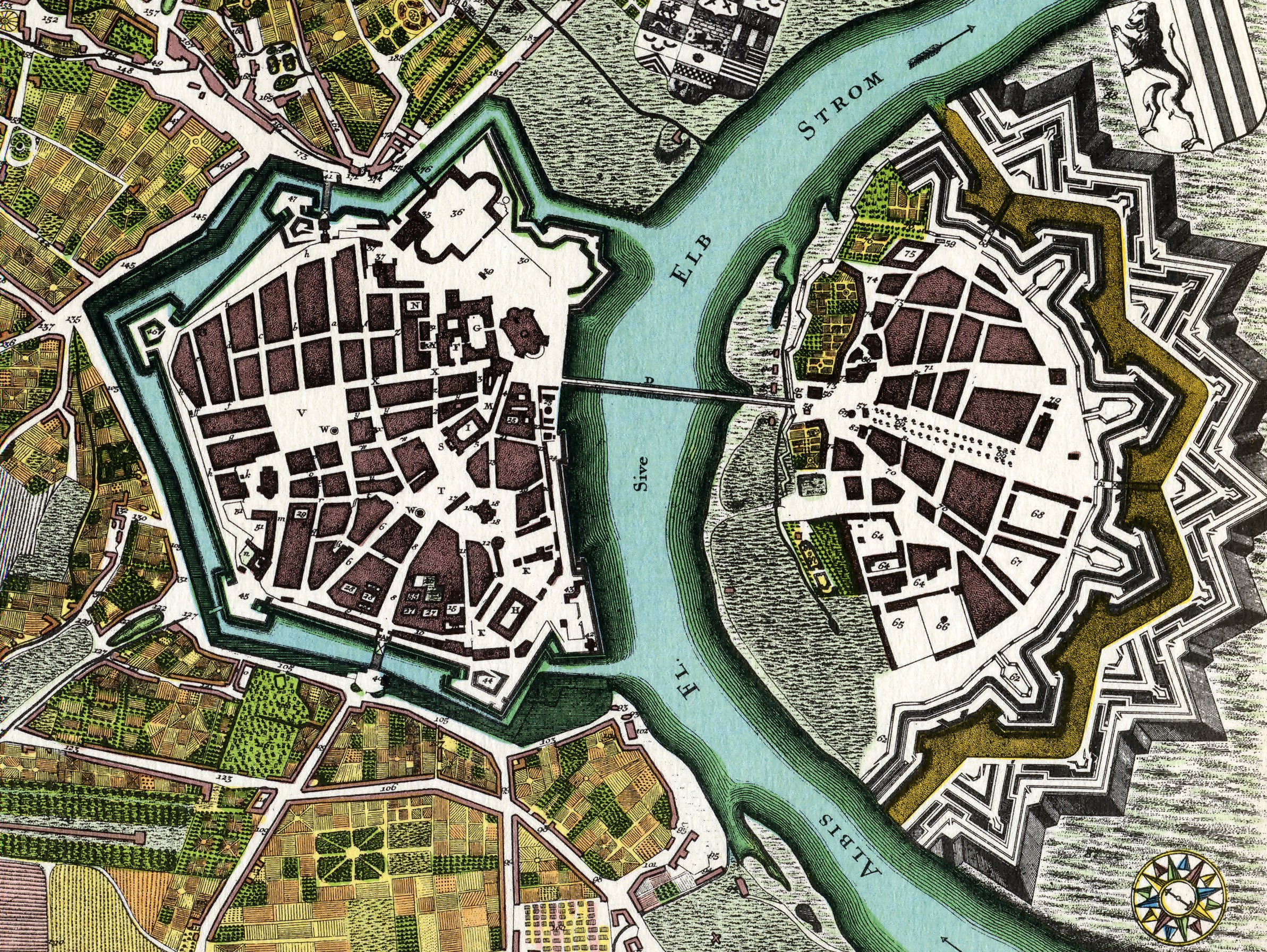
Form und Ausmaße der Stadtfestung, um 1750
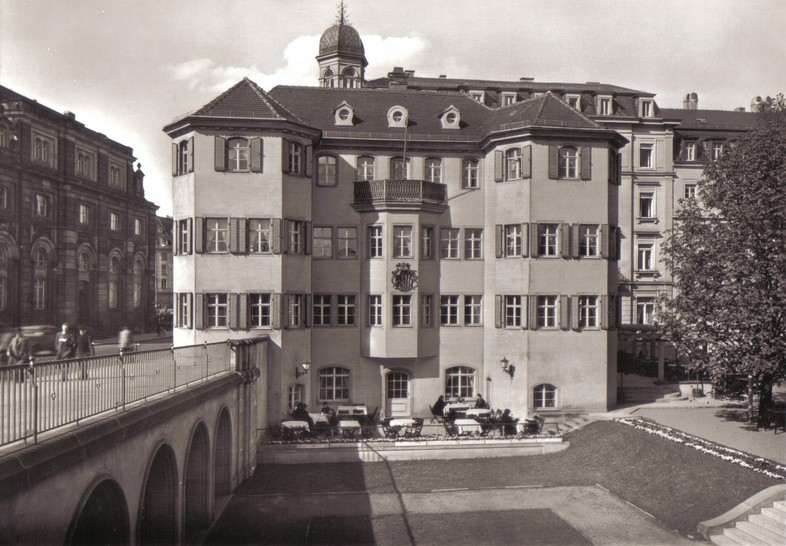
Das Narrenhäusel befand sich seit 1755 (bis 1945) auf der Augustusbrücke.

Im Dreißigjährigen Krieg wurde Dresden nie geplündert oder zerstört, aber um 1632 durch Pest und Hungersnot sowie die allgemeine wirtschaftliche Stagnation in seiner Entwicklung gestört. Die Geschichte seit dem Dreißigjährigen Krieg ist sehr wechselvoll: Zum einen entstanden die weltbekannten Bauwerke und Parkanlagen; auf der anderen Seite war die Stadt in fast alle großen europäischen Kriege verwickelt und wurde dabei mehrfach in Mitleidenschaft gezogen.
Im Jahr 1685 brannte Altendresden komplett ab. Es wurde hernach über mehrere Jahrzehnte wiederaufgebaut und 1732 als „Neue Königliche Stadt“ vollendet. Der Stadtteil wird deshalb als Neustadt bezeichnet. Unter August dem Starken errang Dresden durch den Dresdner Barock und den opulenten Hoffesten des Dresdner Hofes die kulturelle Bedeutung, die es bis in die Moderne hat. Im Dezember 1745 wurde die Stadt im Österreichischen Erbfolgekrieg zum ersten Mal durch Preußen erobert. Erneut wurde es im Siebenjährigen Krieg 1756 durch Preußen erfolglos besetzt. Als sich die österreichische Armee der Stadt näherte, rief der preußische Gouverneur zu Vergeltungsaktionen auf und ließ die Stadt teilweise abbrennen. 1760 belagerte Preußen Dresden erfolglos und beschoss dabei die Innenstadt. 1785 schrieb Friedrich Schiller für die Tafel der Freimaurerloge „Zu den drei Schwertern“ in Dresden das Gedicht An die Freude. Dieses Gedicht wurde von Ludwig van Beethoven für seine 9. Sinfonie vertont. Die Melodie des Themas dieser Vertonung ist die Europahymne.
Im Frühjahr des Jahres 1791 wurde im nahe gelegenen Ort Pillnitz mit der Pillnitzer Deklaration ein Initial für die mehr als 150 Jahre währende Feindseligkeit zwischen Deutschland und Frankreich gelegt. Darin riefen die vornehmlich deutschen Monarchen die europäischen Mächte zur Zerschlagung der Französischen Revolution auf.

### 19. und frühes 20. Jahrhundert

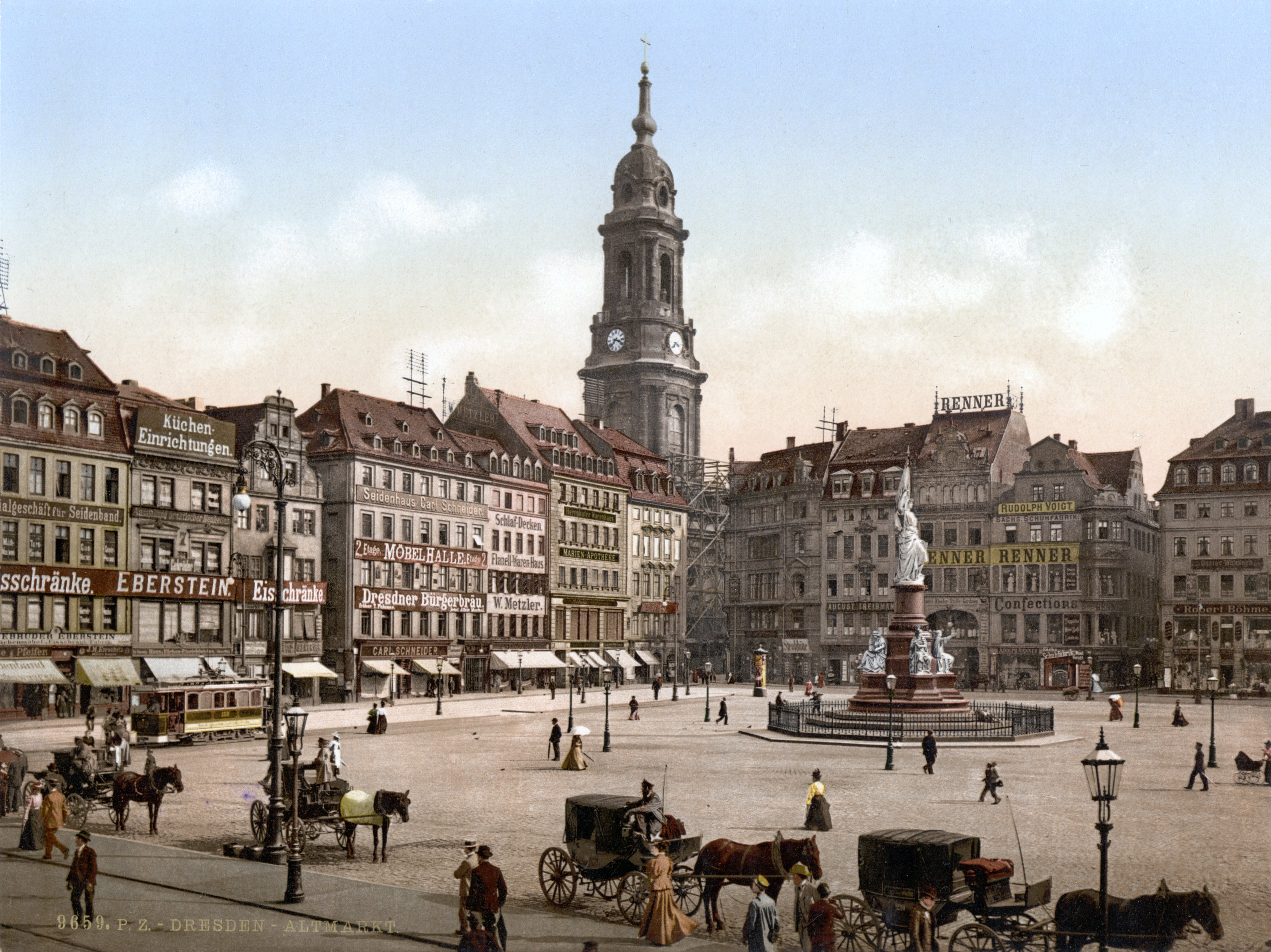
Altmarkt mit Kreuzkirche, um 1900

Im Großraum Dresden fanden 1813 in den Befreiungskriegen gegen Napoleon vorentscheidende Schlachten der Völkerschlacht bei Leipzig statt. Sachsen, und damit Dresden, kämpfte auf der Seite von Frankreich; die Stadt wurde durch die Franzosen weiter befestigt und durch deren Truppen geschützt. Napoleon errang am 27. August 1813 in der Schlacht um Dresden einen seiner letzten Siege auf deutschem Boden. Die südlichen Vororte von Dresden wurden teilweise schwer zerstört, und die Stadt Dresden glich durch die hohe Anzahl von Verwundeten einem großen Feldlazarett.
Der auf die Märzrevolutionen folgende Dresdner Maiaufstand vom 3. bis 9. Mai 1849 zwang den sächsischen König Friedrich August II., die Stadt zu verlassen. Er konnte sie erst durch preußische Unterstützung wiedergewinnen. Bekannte Teilnehmer des Aufstandes waren Richard Wagner und Gottfried Semper; beide verließen daraufhin Sachsen. Nach Niederschlagung der Revolution fanden hier 1850/1851 die Dresdner Konferenzen statt, die einzigen in der Zeit des Deutschen Bundes, auf der alle Staaten vertreten waren.
Vom 17. bis 19. Juli 1880 fand in Dresden der 11. Deutsche Feuerwehrtag statt.
Im weiteren Verlauf des 19. Jahrhunderts blieb Dresden von Kriegen verschont und wurde Hauptstadt eines der wohlhabendsten Bundesstaaten im Deutschen Reich.

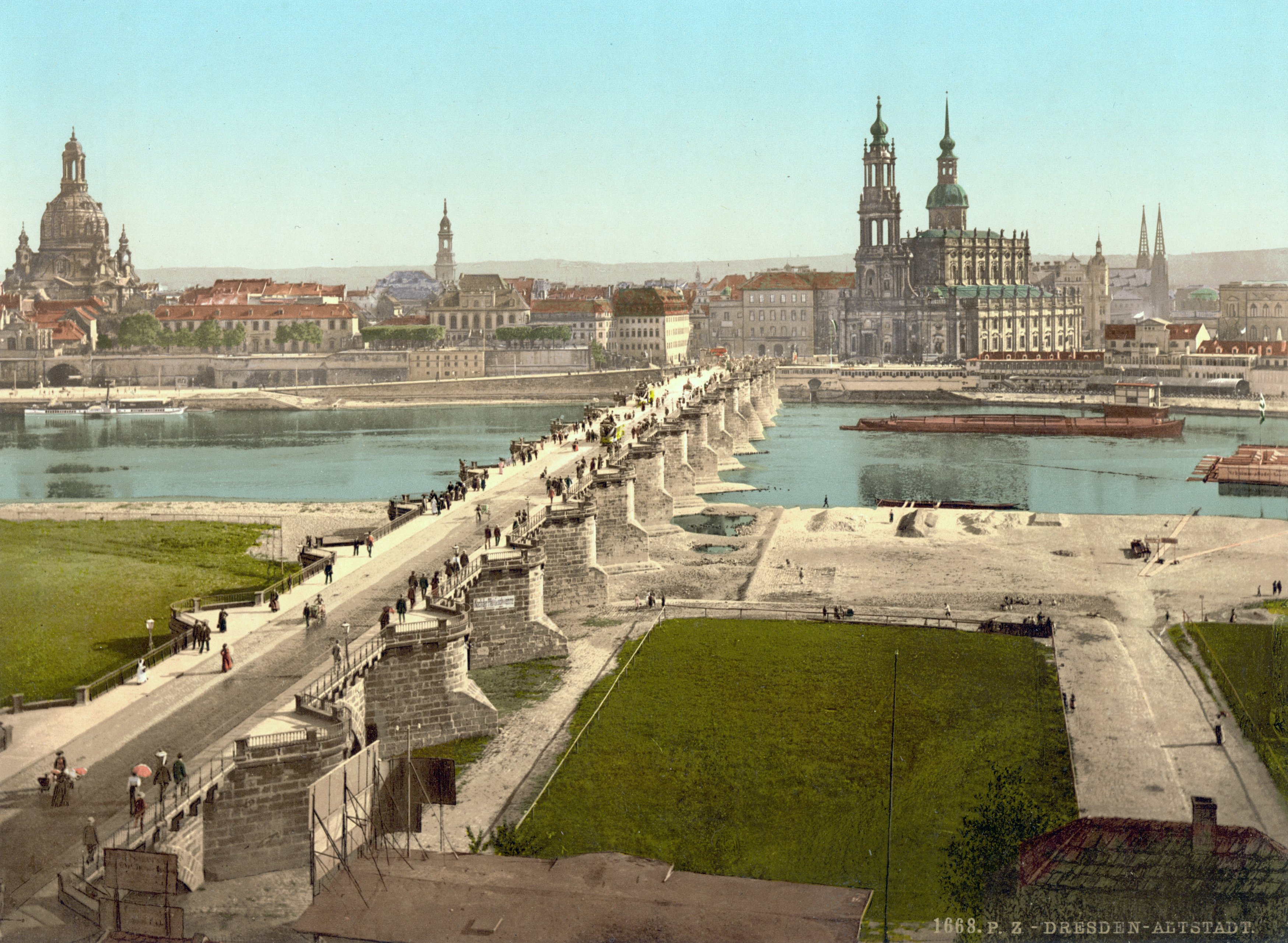
Blick auf die Augustusbrücke und die Silhouette der Innere Altstadt von Dresden (um 1900)

Am 7. Juni 1905 wurde in Dresden die Künstlergruppe Brücke von den vier Architekturstudenten Ernst Ludwig Kirchner, Fritz Bleyl, Erich Heckel und Karl Schmidt-Rottluff gegründet. Weitere Mitglieder waren Max Pechstein, Otto Mueller und Cuno Amiet, kurzzeitig auch Emil Nolde und Kees van Dongen. Nicht abschließend geklärt ist, ob die Bezeichnung der Künstlergruppe sich auf die vielen Brücken Dresdens bezog oder ob es sich um eine Metapher für den Willen zum Aufbruch in der Kunst und die Überwindung alter Konventionen handeln sollte.
Im Ersten Weltkrieg blieb die Stadt zwar von direkten Kampfhandlungen unberührt, aber die Einwohnerzahl ging zwischen 1910 und dem ersten Nachkriegsjahr 1919 um fast 20.000 Menschen zurück.

### Weimarer Republik

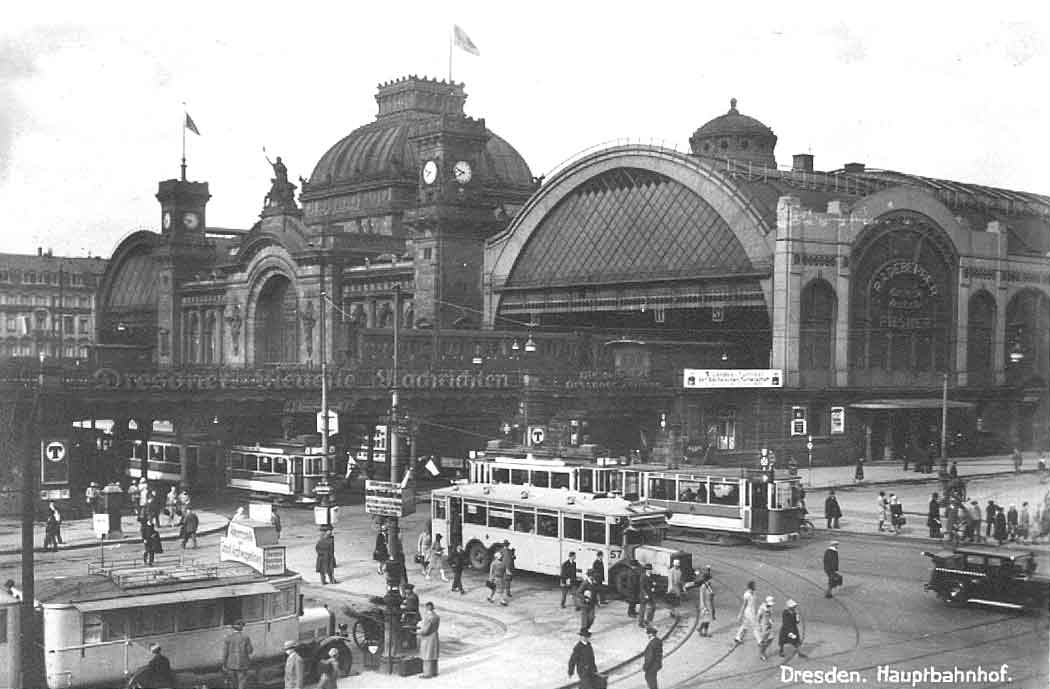
Alltagsszene vor dem Hauptbahnhof in Dresden am Ende der Goldenen Zwanziger

Nach der Novemberrevolution 1918 wurde Dresden Hauptstadt des (ersten) Freistaates Sachsen. Es gehörte zu den zehn größten Städten in Deutschland und war ein kulturelles und wirtschaftliches Zentrum der Weimarer Republik. 1919 gründete sich die Dresdner Sezession, deren bekanntestes Mitglied Otto Dix war. Dieser Gruppe ging schon vor dem Ersten Weltkrieg die Vereinigung Brücke voraus. 1925 wurde mit der Palucca-Schule Dresden neben der bestehenden Hochschule für Bildende Künste eine bedeutende Schule der Darstellenden Kunst gegründet. Die Sächsische Staatsoper war eine bedeutende Bühne für Uraufführungen. Bis 1913 entstand das Schauspielhaus des Staatstheaters.
Zwar verlegte die 1872 gegründete Dresdner Bank ihre Hauptverwaltung noch im 19. Jahrhundert nach Berlin, Dresden blieb aber bedeutender Bankenstandort vor allem kleinerer familiengeführter Privatbanken bis in die 1920er Jahre. Führende Unternehmen bestanden hier zwischen 1918 und 1933 im (Elektro-)Maschinenbau, der Pharmazie und Kosmetik sowie in der Tabakverarbeitung und Lebens- und Genussmittelindustrie. Teilweise haben sich diese Unternehmen (häufig in neu gegründeter Form) bis in die Gegenwart erhalten. Die durch die Stadt 1909 übernommenen Straßenbahnbetriebe wurden 1930 als Dresdner Straßenbahn AG wieder privatisiert.

### Zeit des Nationalsozialismus
Die etwa 5000 jüdischen Dresdner, die noch 1933 Gemeindemitglieder waren, wurden vertrieben oder später in Konzentrationslager deportiert. Der Antisemitismus in Dresden ist vor allem durch die Tagebücher Victor Klemperers („Ich will Zeugnis ablegen bis zum letzten“) dokumentiert. Nach dem Zweiten Weltkrieg lebten nur noch 41 Juden in der Stadt.
Bei den Bücherverbrennungen am 8. März und 10. Mai 1933 sollte unter anderem das Werk des Dresdners Erich Kästner „symbolisch für immer ausgetilgt werden“. Das vor allem expressionistische Kulturleben Dresdens aus dem ersten Viertel des 20. Jahrhunderts endete 1933. Die Werke von Ernst Ludwig Kirchner, Max Pechstein, Karl Schmidt-Rottluff oder Otto Dix dieser Zeit waren Teil der Ausstellung Entartete „Kunst“. 56 Werke der Galerie Neue Meister wurden beschlagnahmt. Auch die Staatsoper, geprägt von Werken von Richard Strauss, geriet in Bedrängnis. Schon im März 1933 wurde durch einen von der SA inszenierten Theater-Skandal bei einer „Rigoletto“-Aufführung ihr berühmter langjähriger Generalmusikdirektor Fritz Busch aus Dresden vertrieben; die einst von Busch entdeckte Erna Berger, inzwischen an der Berliner Staatsoper engagiert und an diesem Abend als Gilda gastierend, wurde Zeugin dieser Barbarei. Die Strauss-Oper „Die schweigsame Frau“ konnte dort 1935 wegen ihres jüdischen Librettisten Stefan Zweig überhaupt nur dank der Prominenz ihres Komponisten uraufgeführt werden, musste aber nach nur drei Wiederholungen vom Spielplan genommen werden und verschwand in Deutschland von der Bildfläche.

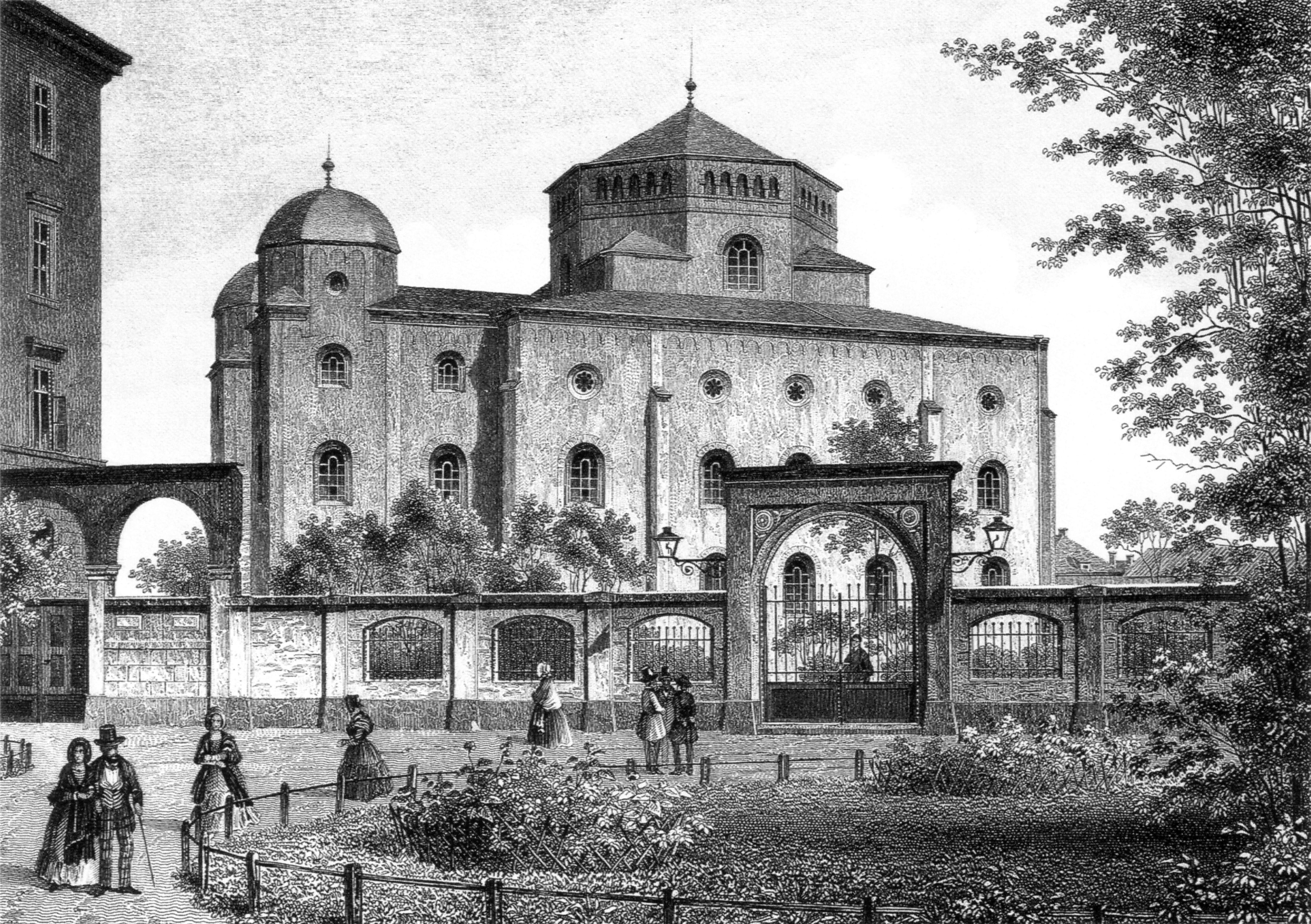
Die 1938 zerstörte Semper-Synagoge, Lithographie von Ludwig Thümling, um 1860

Während der Novemberpogrome 1938 wurde die Alte Synagoge (Sempersynagoge) niedergebrannt. Zahlreiche Geschäfte und Wohnungen wurden vor den Augen der Polizei verwüstet und geplündert, jüdische Bürger misshandelt. Die männlichen wohlhabenden jüdischen Bürger wurden anschließend in Konzentrationslager verschleppt, um sie zur Emigration zu nötigen und ihr Vermögen zu arisieren.
Zwischen 1939 und 1945 befanden sich KZ-Häftlinge, vor allem aus den Lagern in Auschwitz und Flossenbürg, in der Stadt in KZ-Außenlagern. Mehrere hundert Frauen mussten Zwangsarbeit in der Rüstungsindustrie bei Zeiss Ikon (685 Frauen im Goehle-Werk und 400 Frauen in Dresden-Reick) und in der Universelle-Maschinenfabrik (685 Frauen) leisten. Außerdem gab es ein KZ-Außenlager in der Schandauer Straße 68 in Dresden-Striesen für den Berliner Rüstungsbetrieb Bernsdorf & Co. 500 Juden mussten hier im Metallwerk Striesen Zwangsarbeit leisten und wurden nach der Bombardierung Dresdens zu großen Teilen provisorisch nach Pirna, und später nach Zwodau und Theresienstadt evakuiert. In der Ausländerkinder-Pflegestätte „Kiesgrube Dresden“ wurden 497 Kinder geboren, 225 Säuglinge und Kleinkinder verstarben dort. Die noch erhaltenen Privatbanken im jüdischen Familienbesitz wurden unter Zwang der Dresdner Bank angeschlossen.
Dresden war seit Jahrhunderten ein militärisches Zentrum und diente bis 1945 zur Aufstellung militärischer Großverbände. Die Albertstadt nördlich des Stadtzentrums war als autarke Militärstadt angelegt und wurde in der Zeit des Nationalsozialismus weiter ausgebaut.

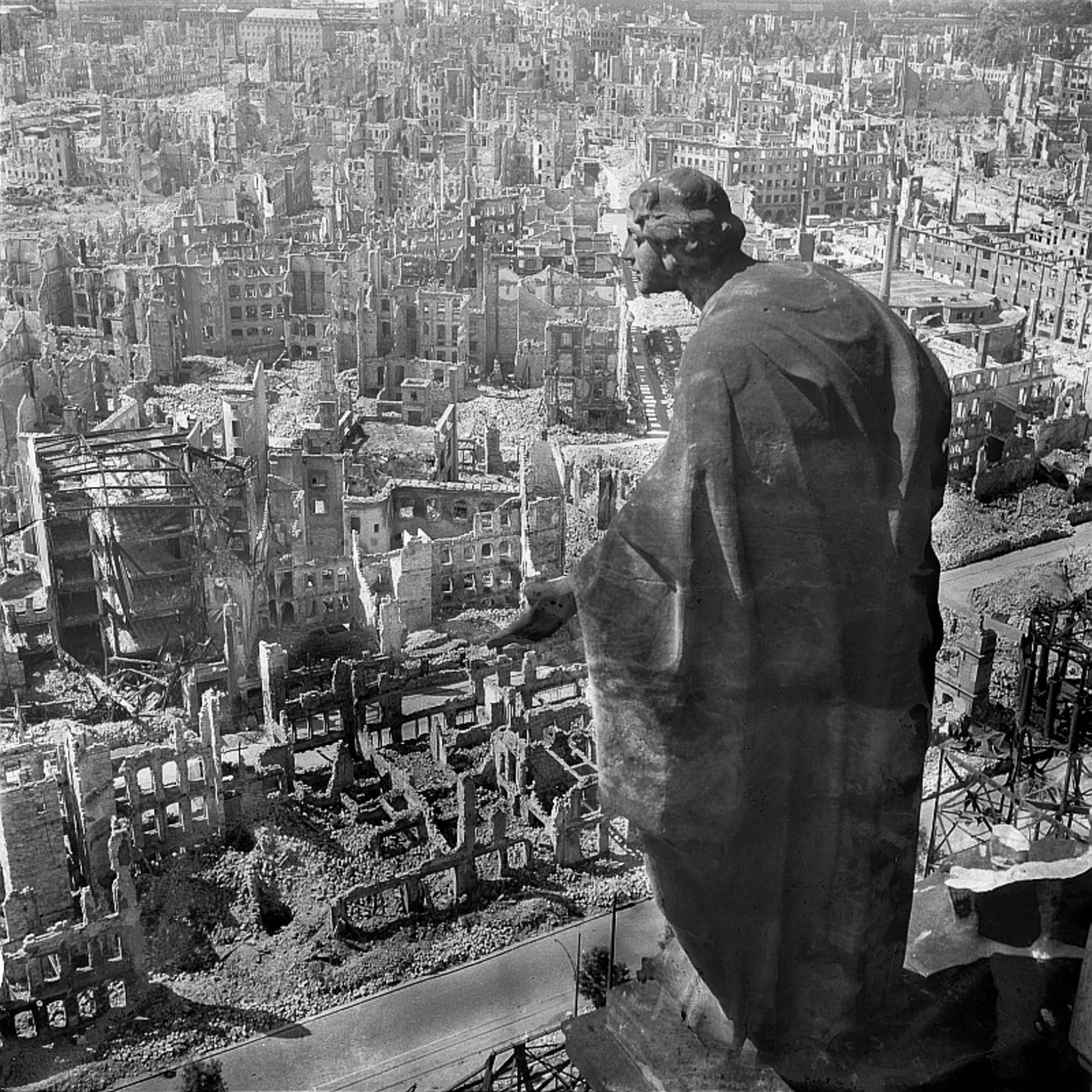
Blick vom Rathausturm nach Süden nach der Bombardierung, Aufnahme von Richard Peter

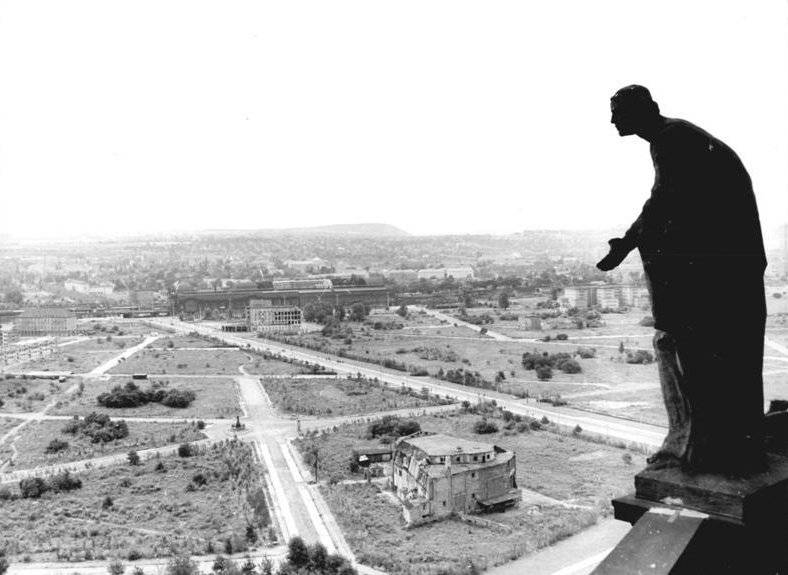
Der gleiche Blick nach der Trümmerberäumung, 1958

Im Zweiten Weltkrieg wurden bereits im August 1944 erste Luftangriffe auf den Großraum Dresden geflogen, woraufhin sich die Stadt auf Bombardierungen vorbereitete. Bei den Luftangriffen auf Dresden wurden in vier aufeinanderfolgenden nächtlichen Angriffswellen vom 13. bis 15. Februar 1945 weite Teile des Stadtgebietes durch britische und US-amerikanische Bomber schwer beschädigt. Die genaue Zahl der Opfer ist ungewiss. Früher fand sich in einzelnen – und weiter unbeirrt in vielen geschichtsrevisionistischen und rechtsradikalen – Publikationen die falsche Angabe von rund 350.000 Toten. Der Report of the Joint Relief 1941–1946 des Internationalen Roten Kreuzes kolportiert eine ebenfalls falsche Opferzahl von 275.000. In jüngerer Zeit sind die Opferzahlen auf 22.700, höchstens 25.000 korrigiert worden. Dem Historiker Frederick Taylor zufolge gehe die falsche Opferzahl auf eine Fälschung der Nazis selber zurück: ihr sei einfach eine Null hinzugefügt worden, um in neutralen Medien und Ländern Stimmung gegen die Alliierten zu machen. Der Schaden an Gebäuden wird ebenfalls häufig zu hoch angegeben. 60 Prozent des Stadtgebietes waren von den Angriffen schwer betroffen, 15 km² ausgehend von der Innenstadt wurden gar total zerstört; Stadtteile im Norden und Nordwesten waren dagegen wenig zerstört. Vorwiegend vom nördlich der damaligen Stadtgrenze gelegenen Flughafen Dresden-Klotzsche aus wurde das ab Mitte Februar 1945 bis zum 6. Mai eingekesselte Breslau versorgt, ehe Dresden selbst am 8. Mai, dem Tag der bedingungslosen Kapitulation der Wehrmacht, von der Roten Armee besetzt wurde. Zuvor wurde in einer verdeckten Aktion ohne Wissen der jeweils anderen von fünf Personen, unter anderem von den auf einer Gedenktafel genannten Paul Zickler und Erich Stöckel, die von der SS geplante Sprengung des Blauen Wunders vereitelt.

### Zeit der Deutschen Demokratischen Republik
Von 1952 bis 1990 war Dresden Hauptstadt des gleichnamigen Bezirks Dresden.
Während der Zeit des Sozialismus wurden viele Reste der stark zerstörten Stadt beseitigt. Viele Ruinen Dresdens, darunter auch die Überreste der Sophienkirche, vor allem aber die historische Wohnbebauung, wurden abgetragen oder gesprengt. Das historische Stadtzentrum wurde dabei entkernt und fortlaufend wieder bebaut. Die Umgebung der einst so belebten Prager Straße glich einer Brachlandschaft, ehe sie Anfang der 1960er Jahre im sozialistischen Stil wieder bebaut wurde.
Erneuert bzw. vollständig rekonstruiert wurden vor allem die historischen Monumentalbauwerke, so das Ständehaus (1946), die Augustusbrücke (1949), die Kreuzkirche (bis 1955), der Zwinger (bis 1963), die Katholische Hofkirche (bis 1965), die Semperoper (bis 1985), das Japanische Palais (bis 1987) und die beiden größten Bahnhöfe (teilweise fortlaufend). Einige dieser Arbeiten zogen sich, geprägt von der wirtschaftlichen Gesamtlage der DDR, über Jahrzehnte hin und waren mitunter für längere Zeit unterbrochen worden. Das Schloss wurde über viele Jahre gesichert und Teile rekonstruiert (so der Stallhof). Erst ab 1986 begann der Wiederaufbau, der bis in die Gegenwart dauert. Die Ruine der Frauenkirche sollte als Mahnmal gegen den Krieg auf dem Neumarkt verbleiben.
Während so Theater- und Schloßplatz 1990 zumindest nach historischem Vorbild bebaut waren, blieb der Neumarkt völlig unbebaut. Der Altmarkt dagegen ist geprägt von Bauten des Sozialistischen Klassizismus und einer Raumgestaltung und -ausrichtung nach sozialistischen Idealen (zum Beispiel Kulturpalast).
Von 1955 bis 1958 wurde ein großer Teil der von der Sowjetunion erbeuteten Kunstschätze zurückgegeben, so dass ab 1960 viele Museen der Staatlichen Kunstsammlungen in wiedererbauten Einrichtungen oder Interimsausstellungen eröffnet werden konnten. Die wichtigen Klangkörper wie die Staatskapelle traten in Ausweichspielstätten auf (zum Beispiel im Kulturpalast ab 1969). Teile der Kultureinrichtungen wurden aus der Innenstadt herausverlegt (so die Landesbibliothek in die Albertstadt).

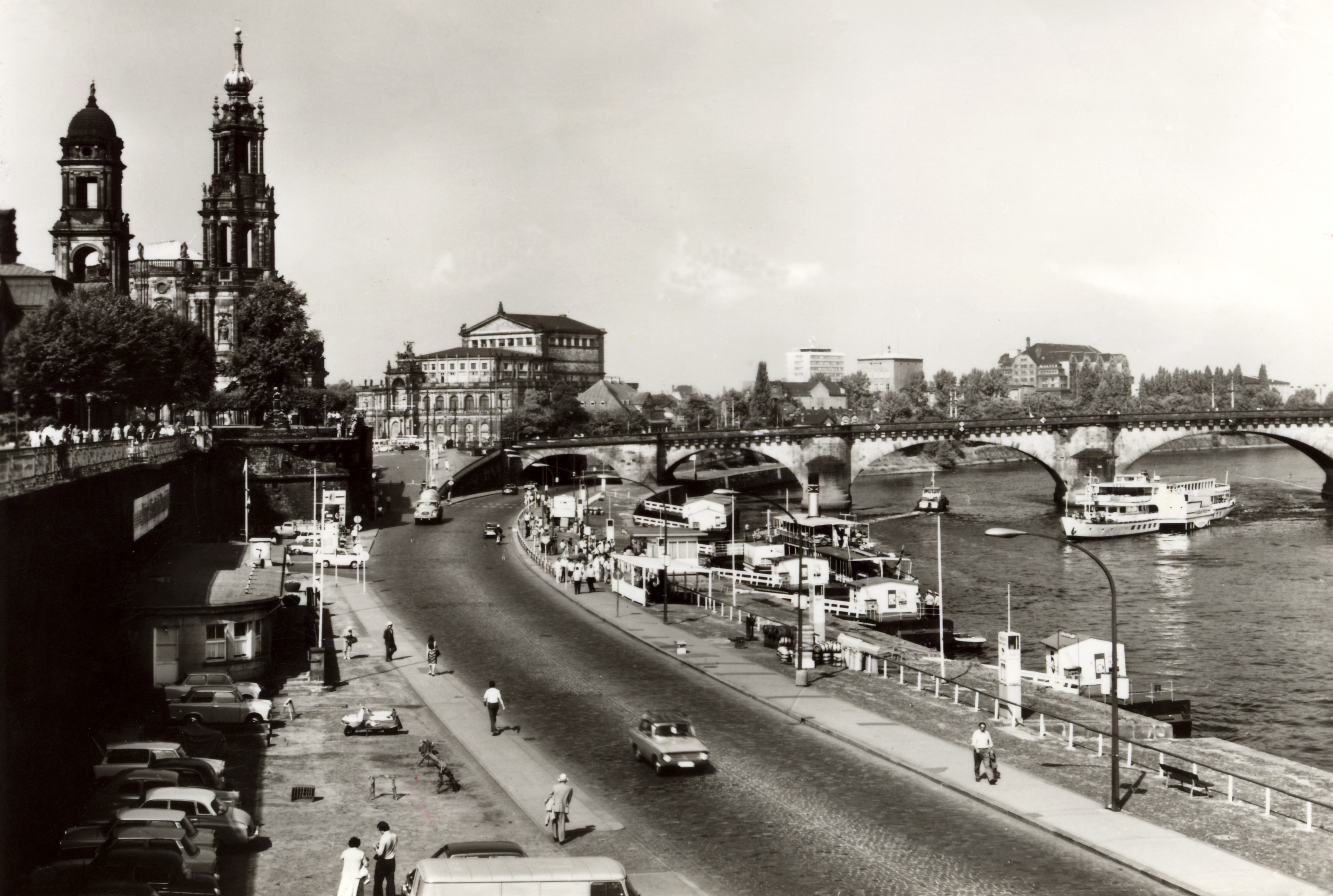
Elbufer, links die Brühlsche Terrasse, 1980
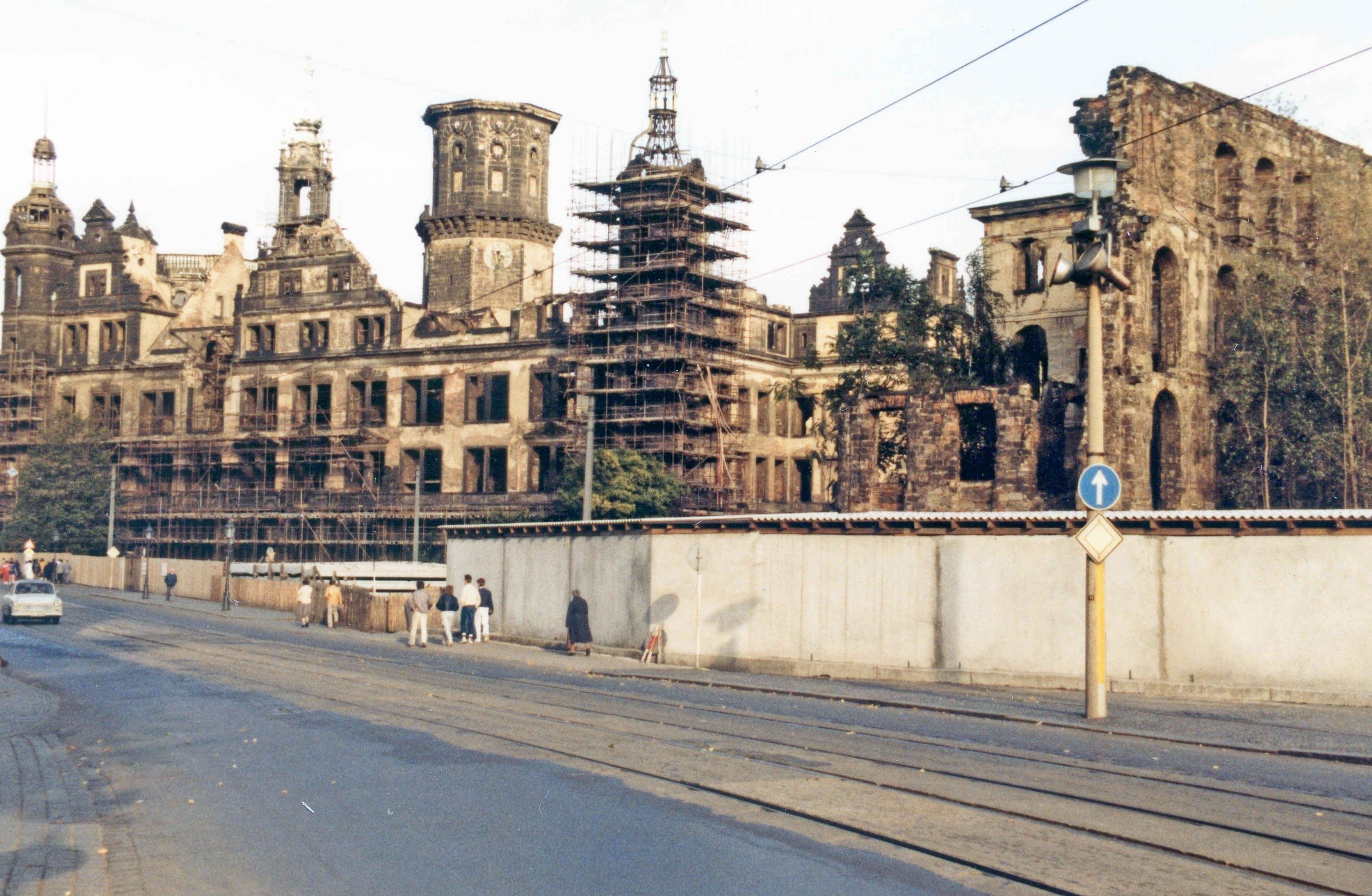
Ruine des Schlosses, rechts die einzigen stehengebliebenen Umfassungsmauern des Taschenbergpalais, 1985
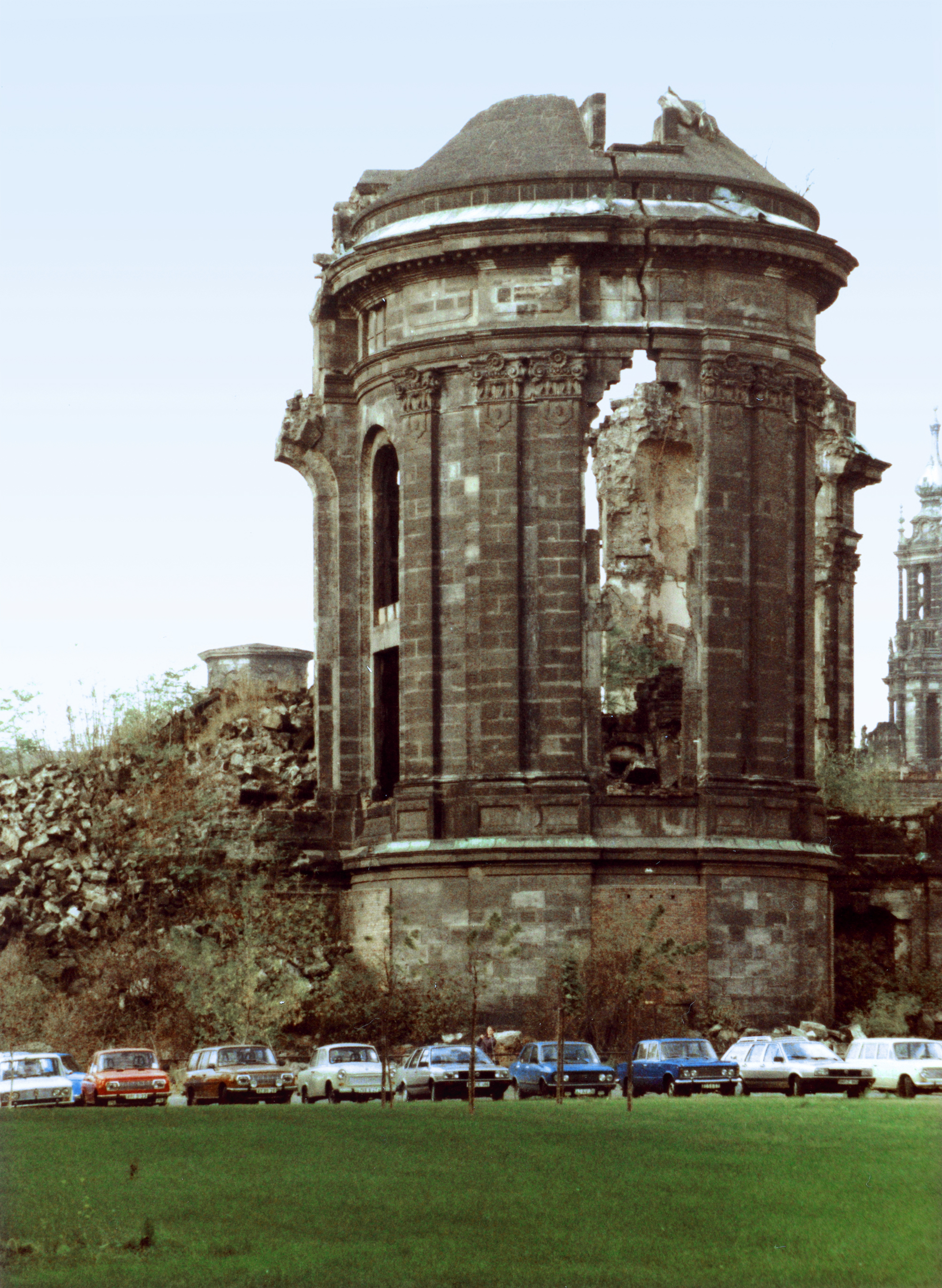
Ruine der Dresdner Frauenkirche, 1985
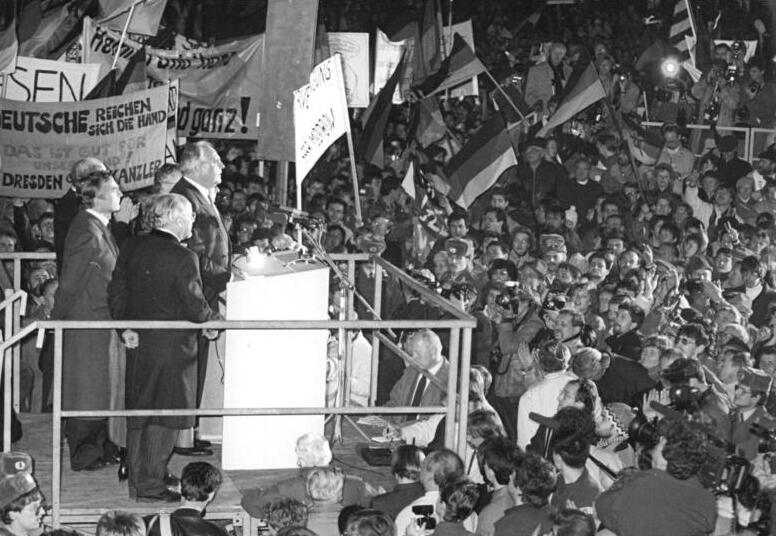
Helmut Kohl spricht am 19. Dezember 1989 vor der Ruine der Frauenkirche auf dem Neumarkt

Die im Krieg nahezu unzerstörte Äußere Neustadt blieb aufgrund von Bürgerprotesten erhalten. Ihr drohte in den 1980er Jahren der Abriss, da ihre Bebauung stark vernachlässigt wurde und deshalb in schlechtem Zustand war.
In Prohlis und Gorbitz entstanden Großwohnsiedlungen in Plattenbauweise auf zuvor unbebautem Land. Die Johannstadt und andere Gebiete im Stadtzentrum wurden ebenso in Großblockbauweise überbaut. Weitestgehend erhalten wurden die Villenviertel in Blasewitz, Striesen, Kleinzschachwitz, Loschwitz und am Weißen Hirsch.
Bis zum Ende des Kalten Krieges waren in und um Dresden die 1. Gardepanzerarmee der Sowjetarmee sowie die 7. Panzerdivision der Nationalen Volksarmee stationiert. Nach der Wende in der DDR ab 1989 wurden gemäß den Bestimmungen des Zwei-plus-Vier-Vertrags von 1990 die sowjetischen/russischen Truppen Anfang der 1990er Jahre aus Deutschland abgezogen und die NVA aufgelöst.
Zwischen dem 30. September und dem 5. Oktober 1989 fuhren Sonderzüge mit den Flüchtlingen aus der bundesdeutschen Prager Botschaft über Dresden und Plauen in die Bundesrepublik. Besonders in der Nacht vom 4. zum 5. Oktober versammelten sich tausende Menschen am Hauptbahnhof. Dabei kam es zu gewaltsamen Auseinandersetzungen zwischen Sicherheitskräften und Bürgern, die teils demonstrierten, teils die Züge zur Flucht erreichen wollten. Am 8. Oktober zogen rund 20.000 Menschen durch Dresden und demonstrierten unter anderem für Reise- und Meinungsfreiheit. Ein großer Teil von ihnen wurde von der Polizei auf der Prager Straße eingekesselt. Es bildete sich spontan die „Gruppe der 20“, die am nächsten Tag dem SED-Oberbürgermeister Wolfgang Berghofer die Forderungen der Demonstranten vorbrachte. Am Tag darauf fand in Leipzig die erste große Montagsdemonstration statt, wie sie in den folgenden Wochen in Dresden ebenfalls stattfanden.

### Seit 1990
Nach der politischen Wende 1989 und der deutschen Wiedervereinigung 1990 wurde Dresden wieder die Hauptstadt des wieder errichteten Landes Sachsen. In der Stadt wurden nochmals einige alte Gebäude abgerissen. Viele andere wurden jedoch mit Hilfe steuerlicher Subventionen wieder restauriert. Viele Gebiete Dresdens gelten daher als Beispiele für die gelungene Restaurierung von Baudenkmälern und stehen als Gesamtensembles unter Denkmalschutz.

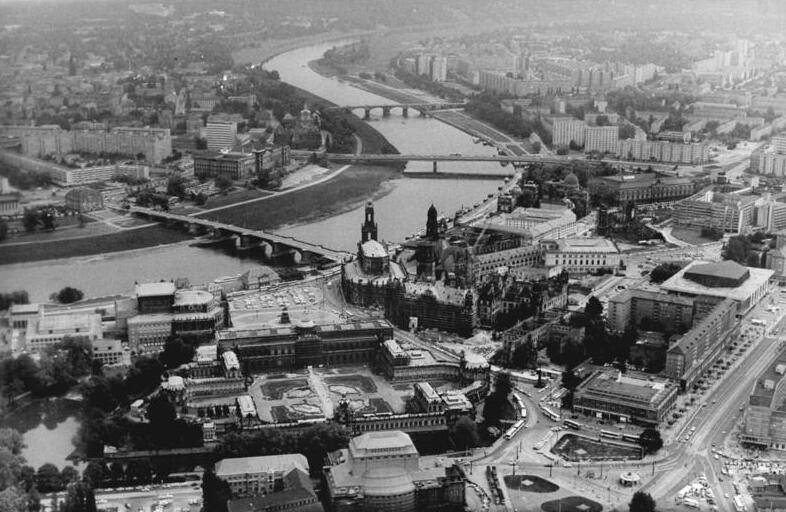
Blick über die Dresdner Innenstadt, 1990
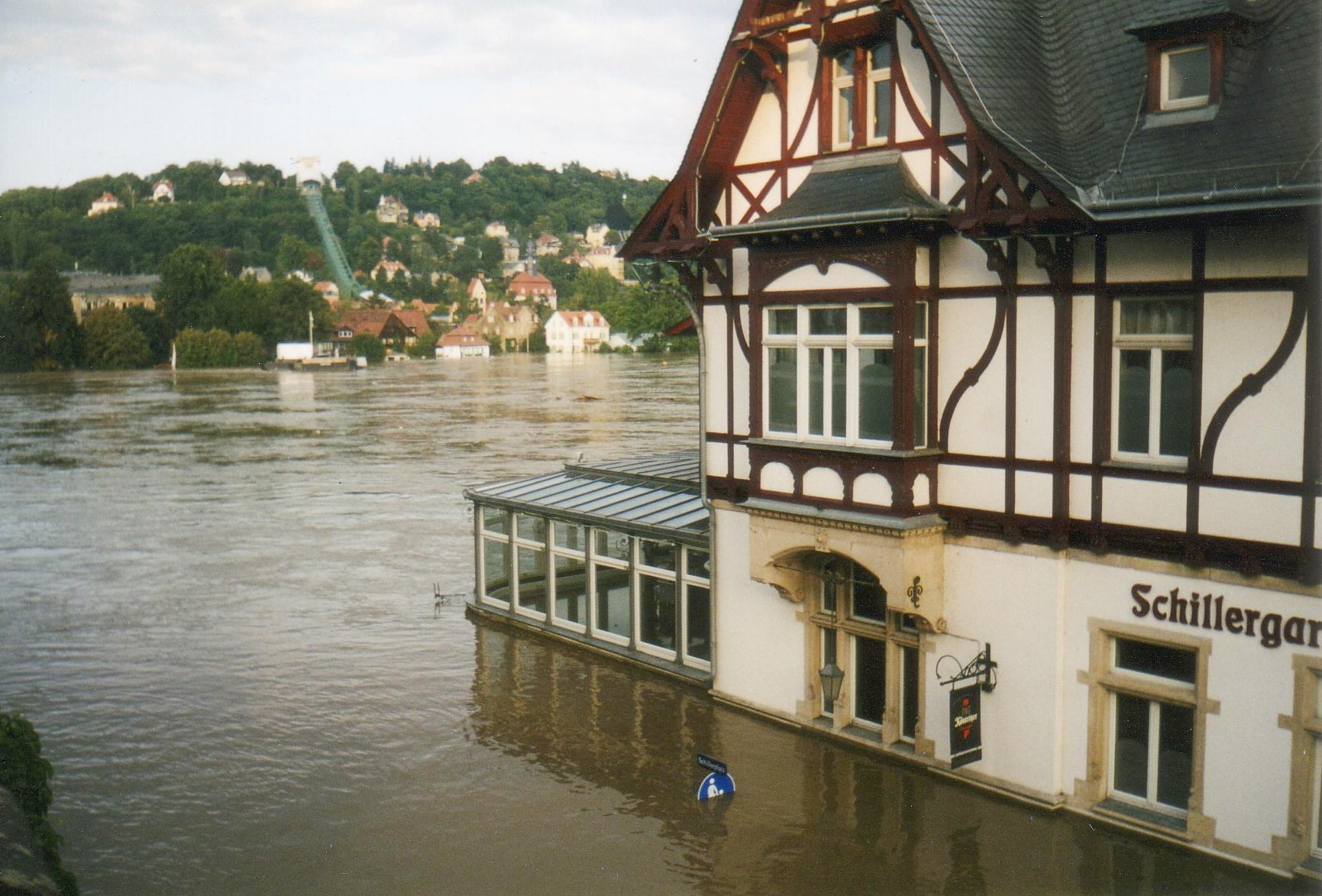
Schillergarten mit Blick auf Loschwitz, Elbhochwasser August 2002
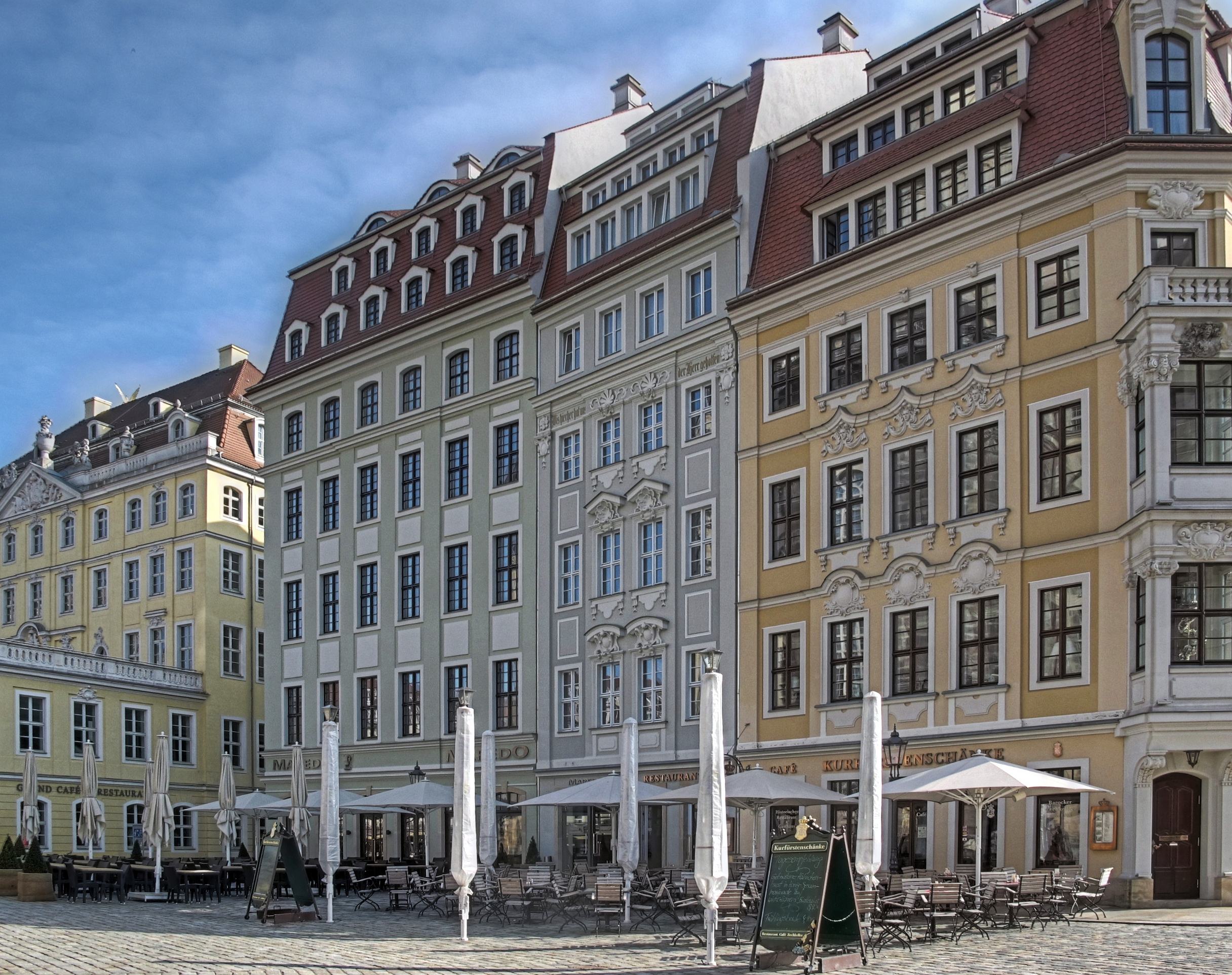
Der Neumarkt mit nach historischen Vorbildern gestalteten Gebäuden, 2011

Im August 2002 wurde die Stadt von der „Jahrhundertflut“ getroffen. Dabei überschwemmten die Weißeritz und die Elbe nebst mehrerer ihrer Nebengewässer die Stadt. Die Elbe erreichte einen Pegelstand, der das bis dato schwerste Hochwasser von 1845 übertraf. Das Reparieren der Infrastruktur dauert nach dem Hochwasser bis in die Gegenwart an; betroffene Bauwerke waren wesentlich schneller wieder hergerichtet.
Am 30. Oktober 2005 wurde die Frauenkirche nach einem zehnjährigen Wiederaufbau, der weitgehend durch Spendengelder finanziert wurde, geweiht („Wunder von Dresden“). 2006 feierte die Stadt ihr 800-jähriges Bestehen (formal am Tag ihrer ersten urkundlichen Erwähnung am 31. März). Höhepunkt war dabei im Rahmen des Festumzuges im August eine Nachstellung des kompletten Fürstenzuges durch Reiter in historischen Kostümen. Am 5. Juni 2009 besuchte mit Barack Obama erstmals ein Präsident der Vereinigten Staaten die Stadt und traf sich mit Bundeskanzlerin Angela Merkel im Residenzschloss. Er besichtigte anschließend die Frauenkirche.
Mit dem Bau der Waldschlößchenbrücke erhielt Dresden 2013 eine weitere innenstadtnahe Elbquerung für den Straßenverkehr, nachdem 2011 bereits eine neue Straßenbrücke nach Radebeul eröffnet worden war.
Im Oktober 2014 nahm die islam- und fremdenfeindliche Bewegung Pegida, die durch Demonstrationen in Dresden und anschließend in anderen Städten im Jahr 2015 viel Aufmerksamkeit erreichte, ihren Anfang. Die Stadt erhielt am 21. April 2015 zusammen mit der schwedischen Stadt Vara den Europapreis, der jährlich vom Ministerkomitee des Europarats an Gemeinden verliehen wird, die sich um den europäischen Gedanken verdient gemacht haben.

## Stadtgebietsentwicklung und Stadtgliederung

### Geschichtliches

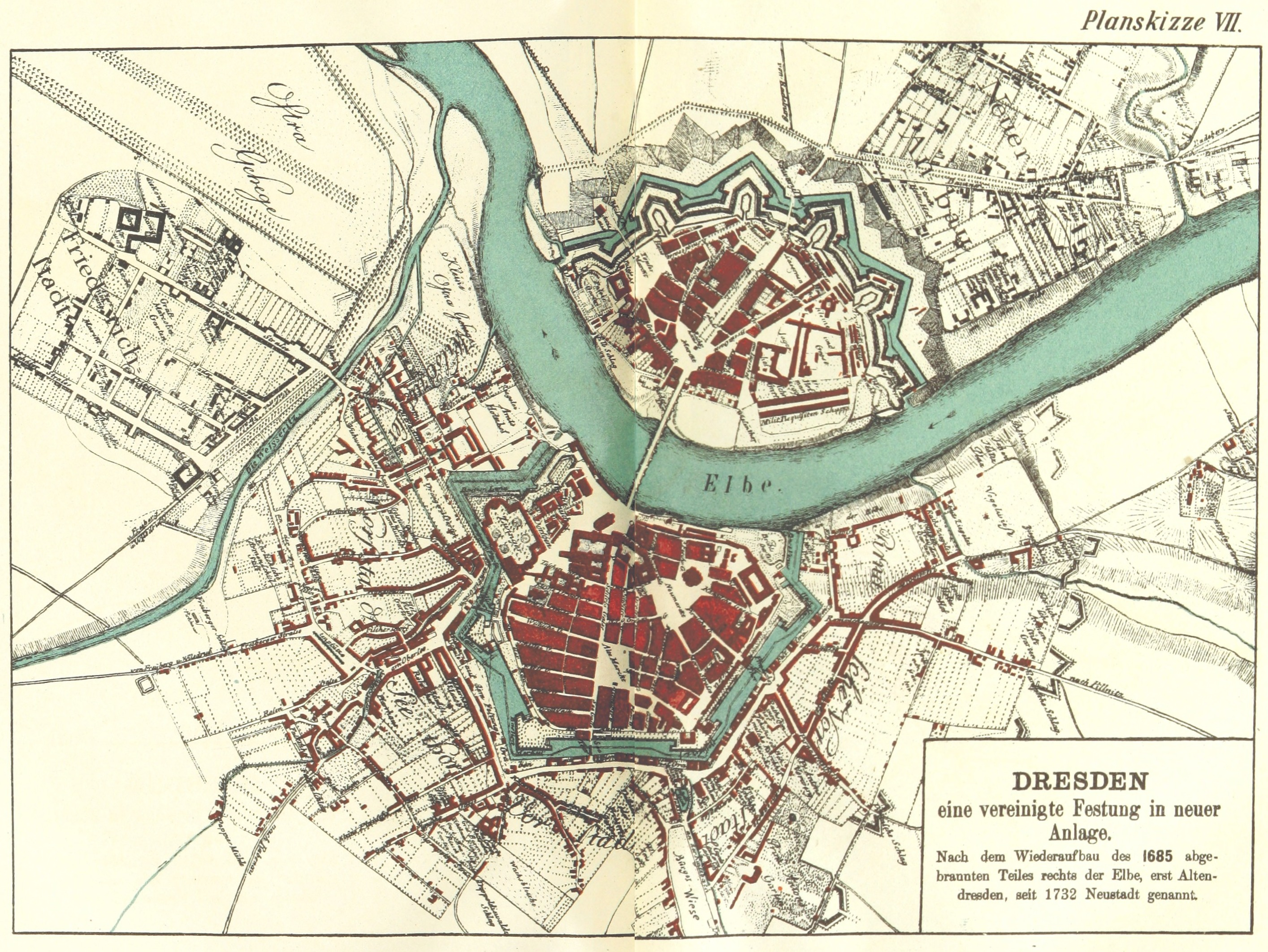
Dresden, ca. 1750

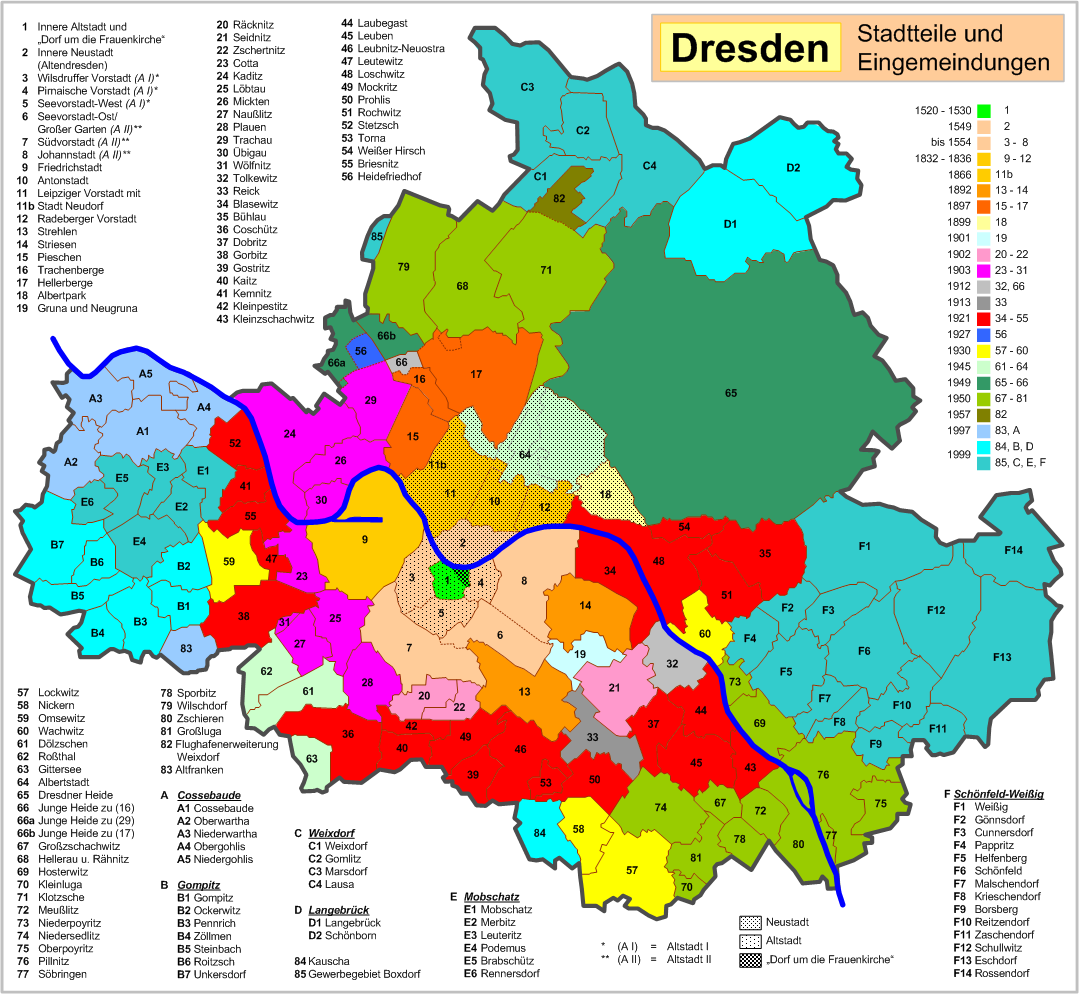
Stadtteile und Eingemeindungen

Zu Eingemeindungen siehe auch Liste der Gemarkungen von Dresden.
Ursprünglich lag der älteste Teil der Stadt rechtselbisch, also nördlich der Elbe. Den Stadtteil Altendresden gibt es nicht mehr. Nachdem er abgebrannt war, wurde er 1732 als Neue Königliche Stadt, später vereinfacht Neustadt, neu angelegt und ist mit der heutigen Inneren Neustadt deckungsgleich. Der Stadtteil südlich der Elbe wird daher mittlerweile als die historische Altstadt bezeichnet. Die flachere südliche Tallage hat eine stärkere Entwicklung begünstigt, so dass sich damit die gesamte Stadt nach Süden verlagert hat. Die Stadt dehnt sich nicht gleichmäßig aus, sondern folgt dem Elbtal in südöstlicher beziehungsweise nordwestlicher Richtung. Überall wuchs Dresden zunächst durch Vorstädte, die anfangs der Stadtbefestigung vorgelagert waren.

Panorama über der Altstadt zur Neustadt

Eingemeindungen von umliegenden Gemeinden gab es seit 1835, als Dresden sich nach Norden und Westen ausdehnte. Seitdem wurden 65 Landgemeinden, die vier Gutsbezirke Albertstadt, Wilder Mann, das Gorbitzer und das Pillnitzer Kammergut sowie die Stadt Klotzsche nach Dresden eingemeindet. Landgemeinden, die nach 1990 eingemeindet wurden, erhielten innerhalb der kommunalen Struktur kraft Gesetzes den Sonderstatus „Ortschaft“. Die größte Eingemeindung war die von Schönfeld-Weißig im Osten des Stadtgebietes.
Dresden ist nicht nur durch die Eingemeindungen in den 1990er Jahren eine weitläufige Stadt mit unterschiedlichen Strukturen in den einzelnen Stadtteilen. Viele Stadtteile besitzen einen erhaltenen Dorfkern; einige sind vollständig dörflich erhalten. Andere prägende Strukturen sind die der Vorstädte und der Einzelbebauung durch Stadtvillen sowie die Plattenbauviertel. Es gibt Stadtteile, die teilweise in enger Nachbarschaft verschiedene Strukturmerkmale aufweisen.
Zur ursprünglichen Stadt gehörten Stadtteile, die in der gegenwärtigen Struktur fast alle zu den Stadtbezirken Altstadt und Neustadt gehören. Neben diesen innerhalb der Stadtfestung liegenden Teilen entstanden außerhalb der Stadtmauern, jedoch meist auf Dresdner Flur, Vorstädte, die zum Teil auf Anweisung sächsischer Herrscher angelegt worden waren und zum Teil nach diesen benannt wurden (Friedrichstadt, Albertstadt, Johannstadt). Weitere Dresdner Vorstädte wurden nach Stadttoren bzw. Ausfallstraßen (Wilsdruffer Vorstadt, Pirnaische Vorstadt) oder nach – nicht mehr vorhandenen – Naturmerkmalen (Seevorstadt) benannt. Die Antonstadt ist mittlerweile weitgehend unter dem Begriff Äußere Neustadt bekannt. Die anderen, nach Königen benannten Vorstädte blieben ihrerseits als Begriff erhalten. Später wuchs die Stadt vor allem im 19. Jahrhundert, als weitere Dörfer dichter bebaut wurden. Der Begriff Vorstadt wurde nach dem Ersten Weltkrieg für weitere Stadtteile nicht mehr verwendet.
Von 1957 bis 1991 war das Stadtgebiet in die fünf Stadtbezirke Dresden-Mitte, -Ost, -West, -Süd und -Nord eingeteilt.

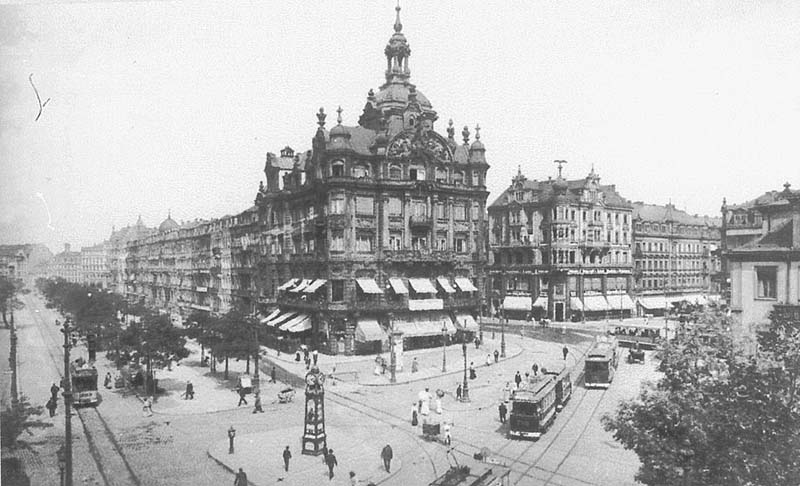
Pirnaische Vorstadt mit einstigem Kaiserpalast (um 1910)
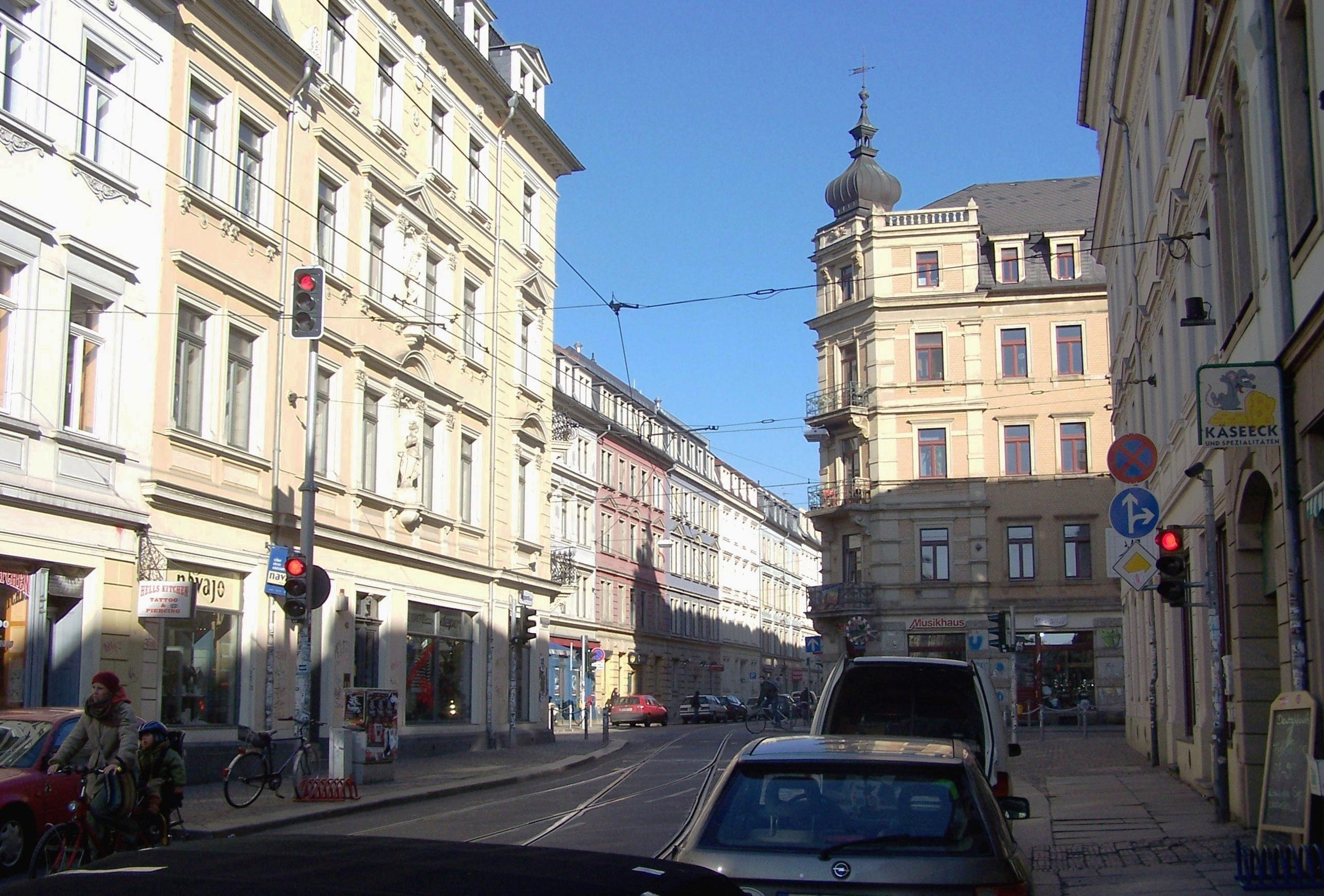
Äußere Neustadt
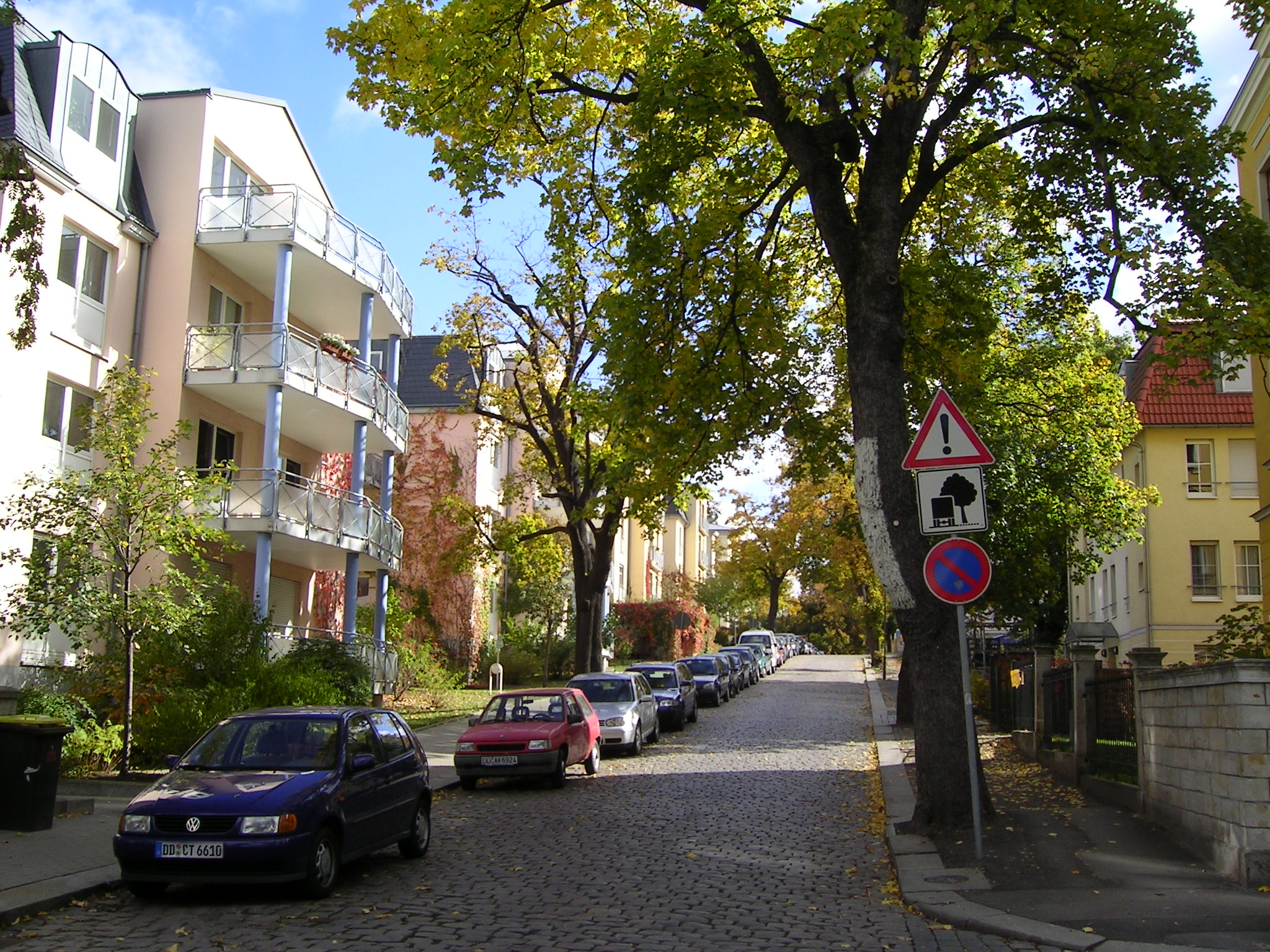
Radeberger Vorstadt
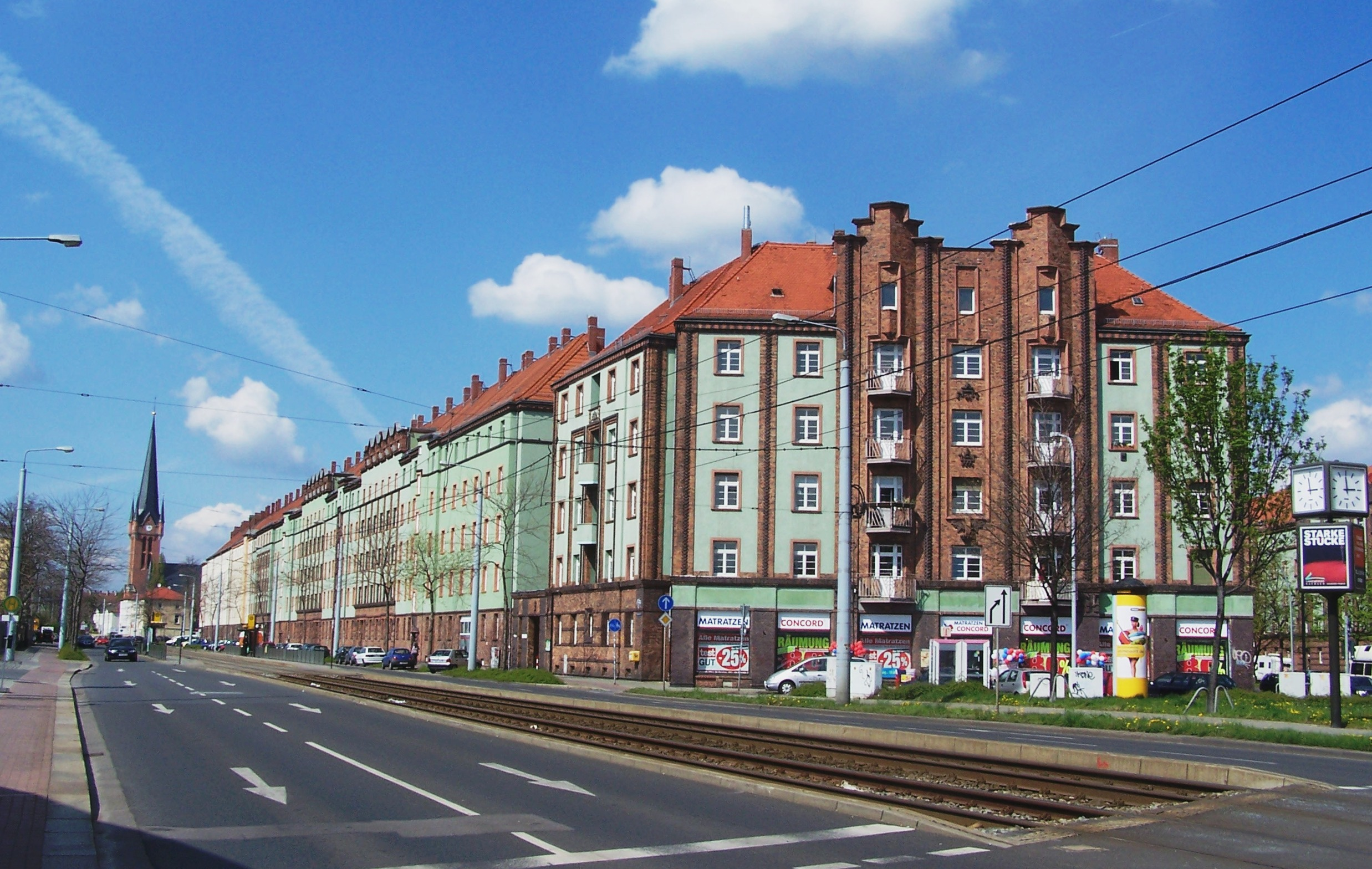
Leipziger Vorstadt
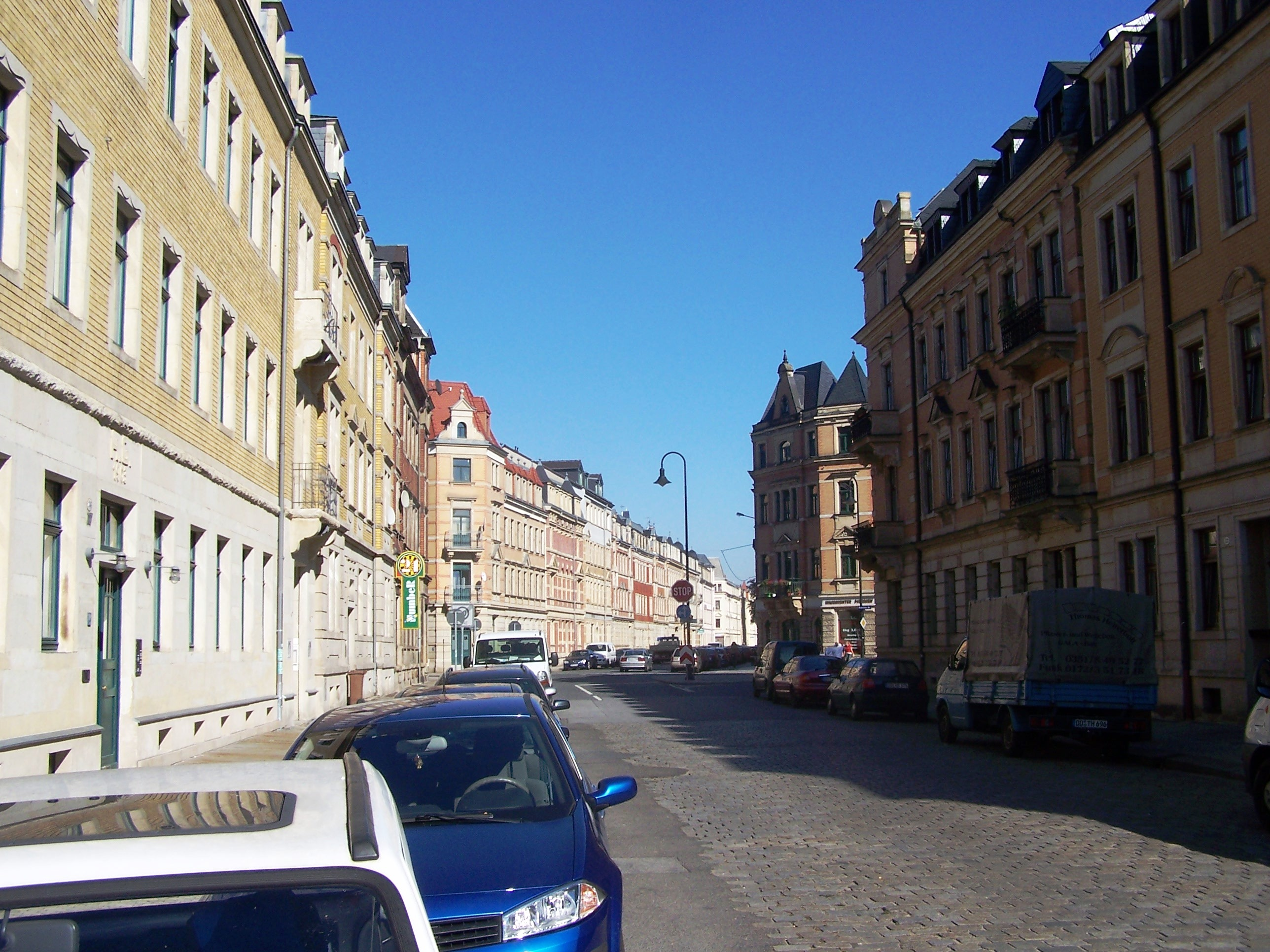
Pieschen – 1897 eingemeindet
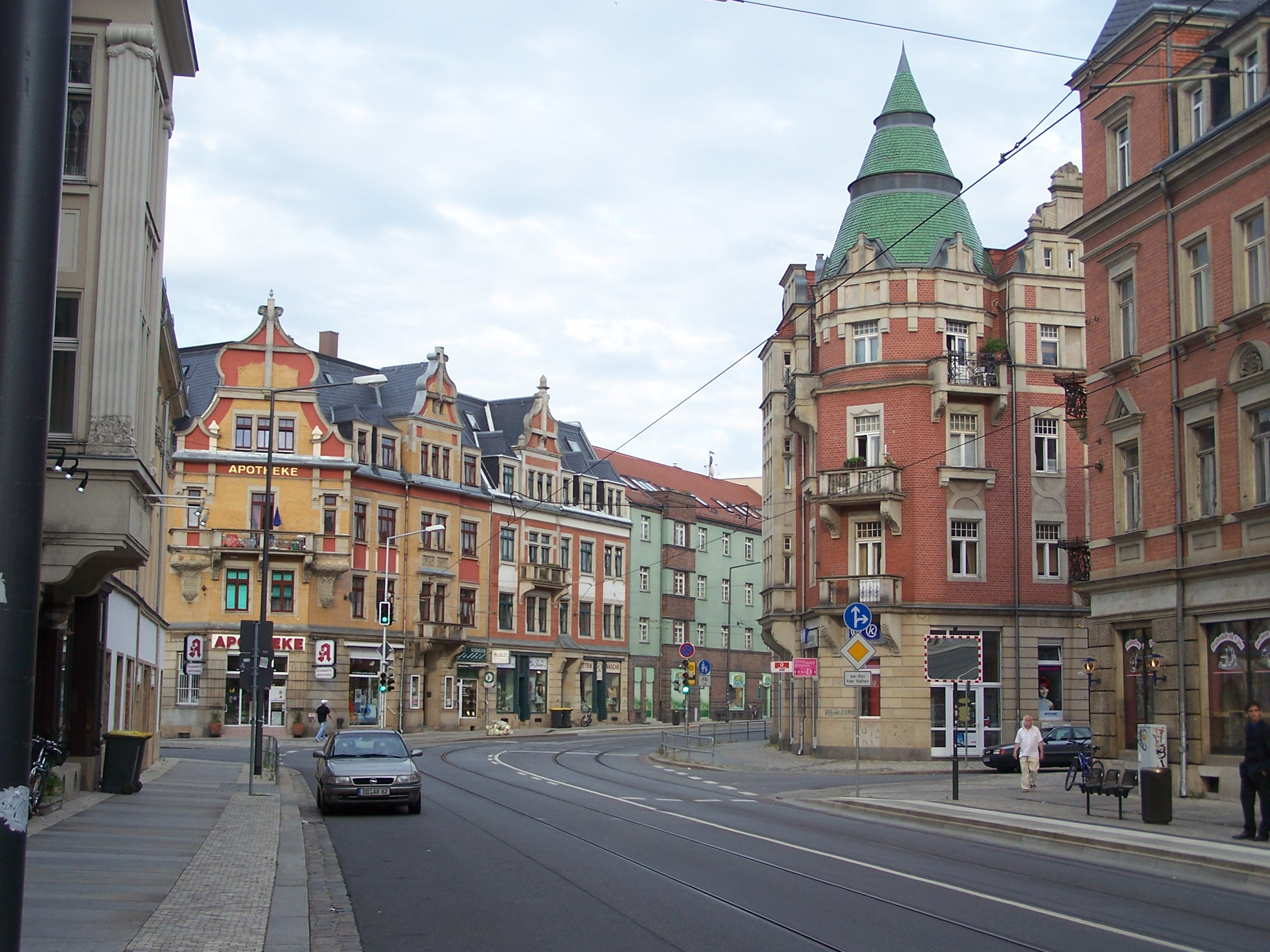
Trachau – 1903 eingemeindet
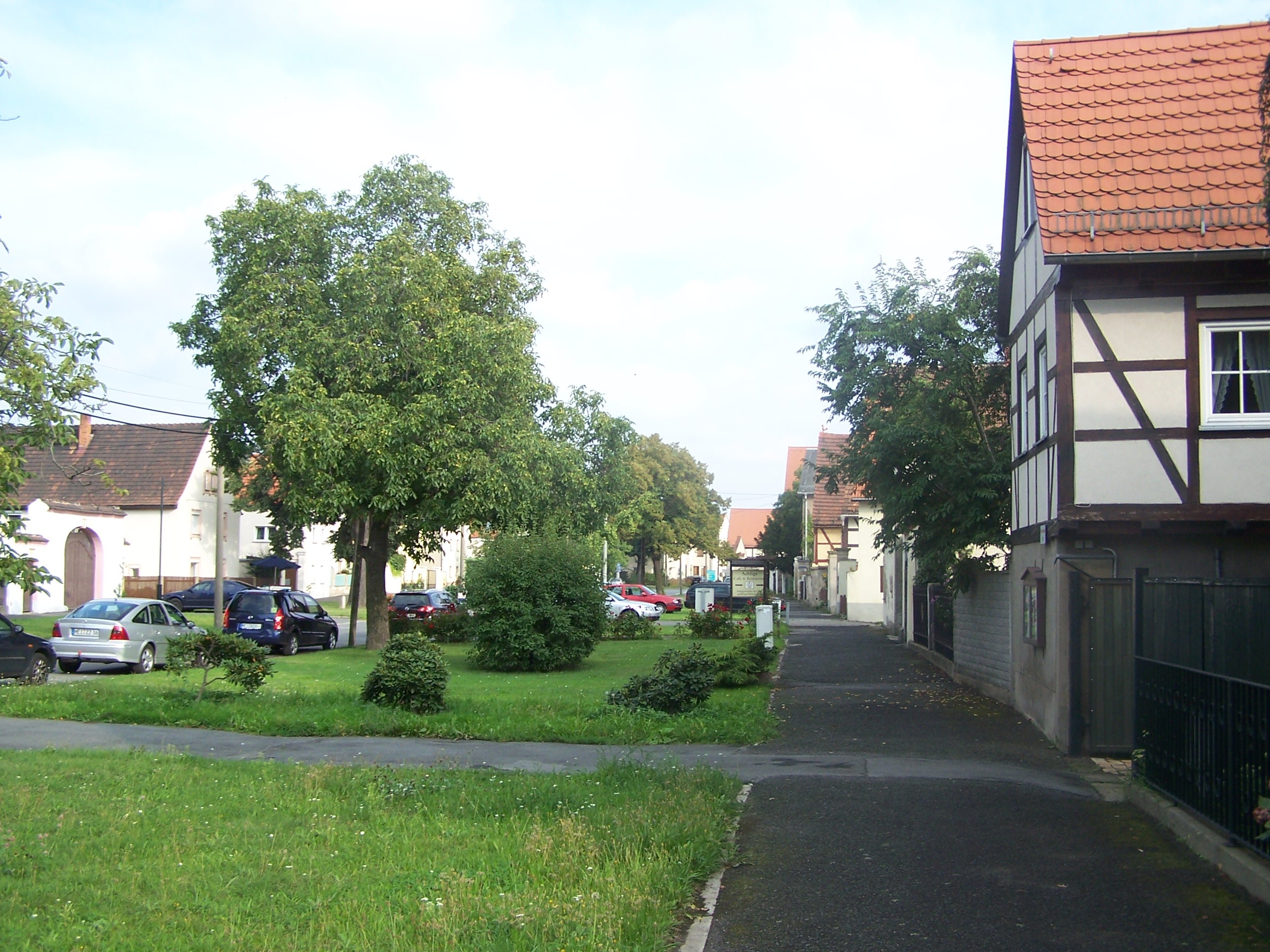
Kaditz – 1903 eingemeindet
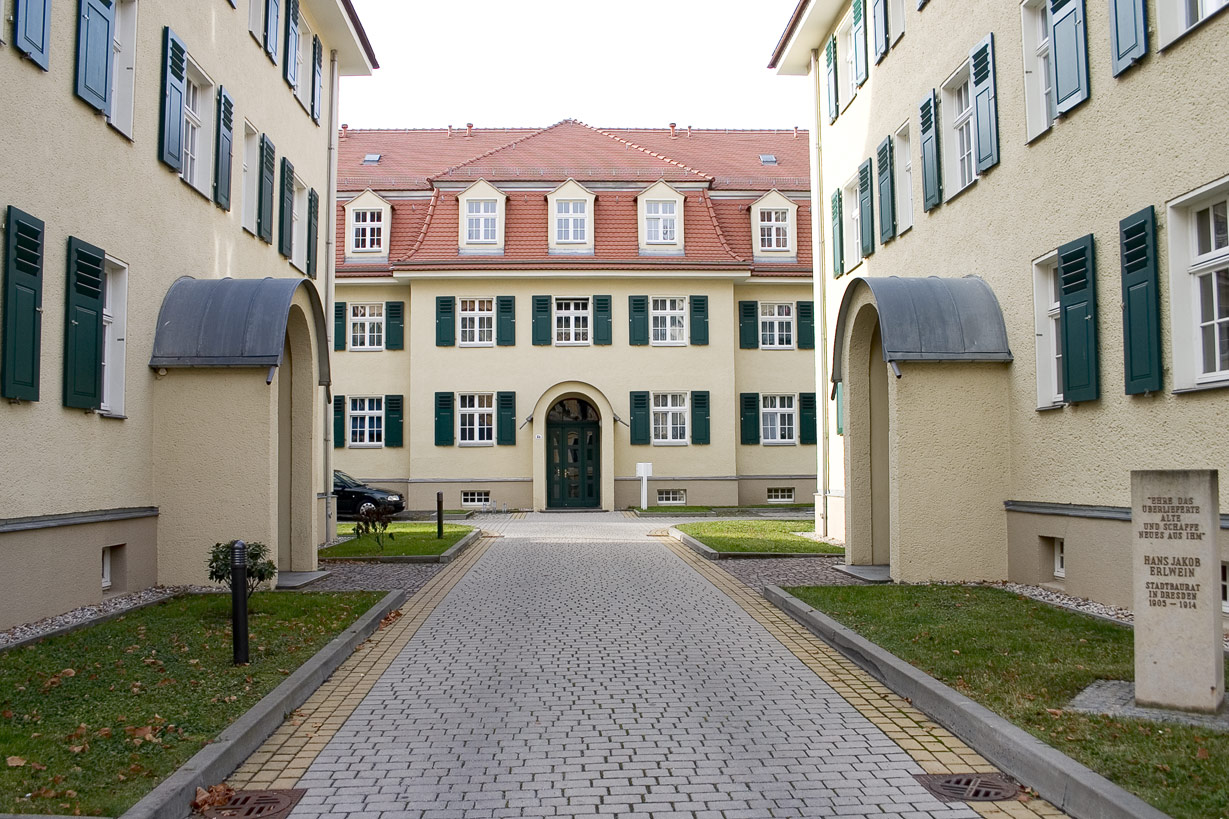
Löbtau – 1903 eingemeindet
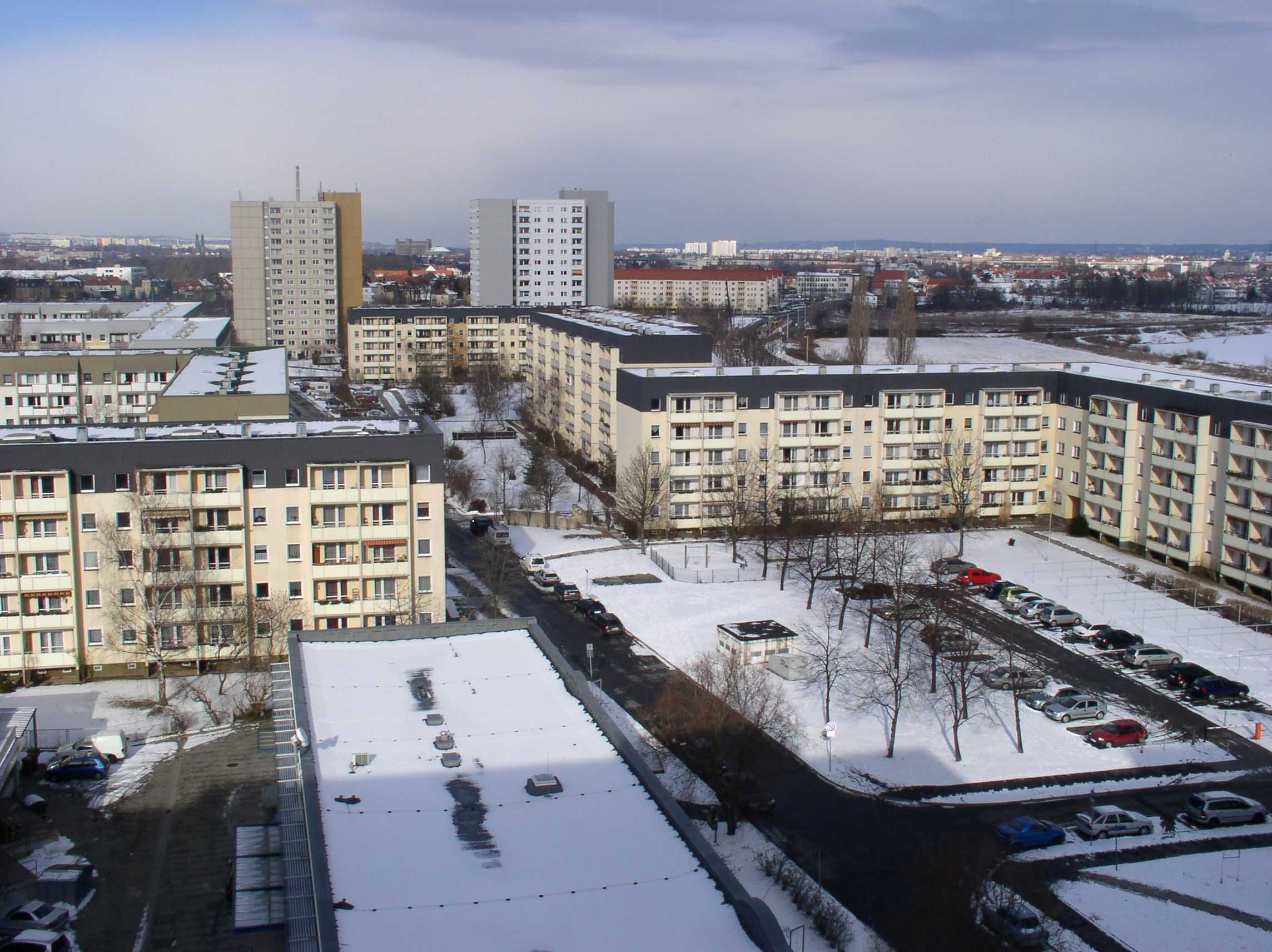
Leuben – 1921 eingemeindet
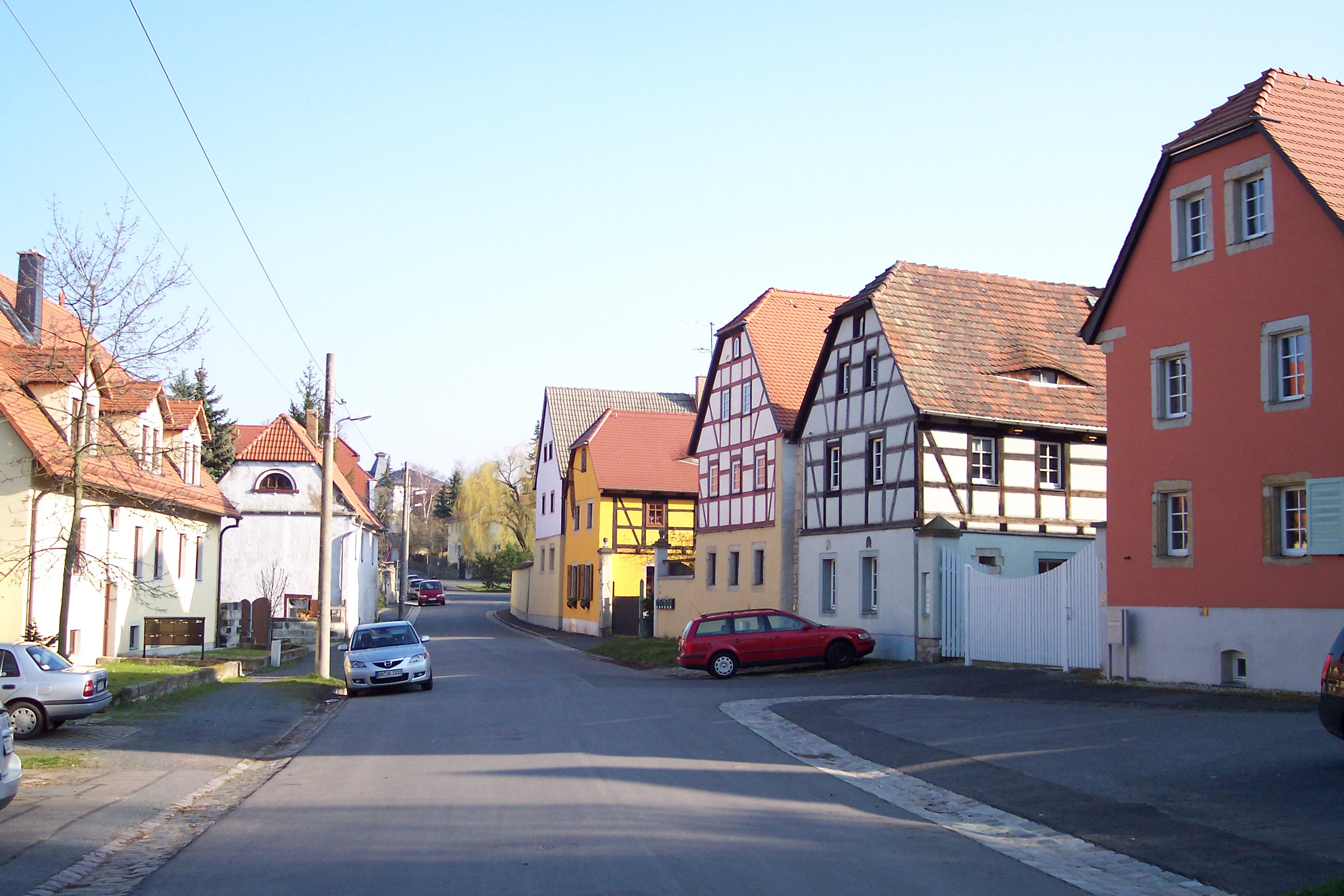
Coschütz – 1921 eingemeindet
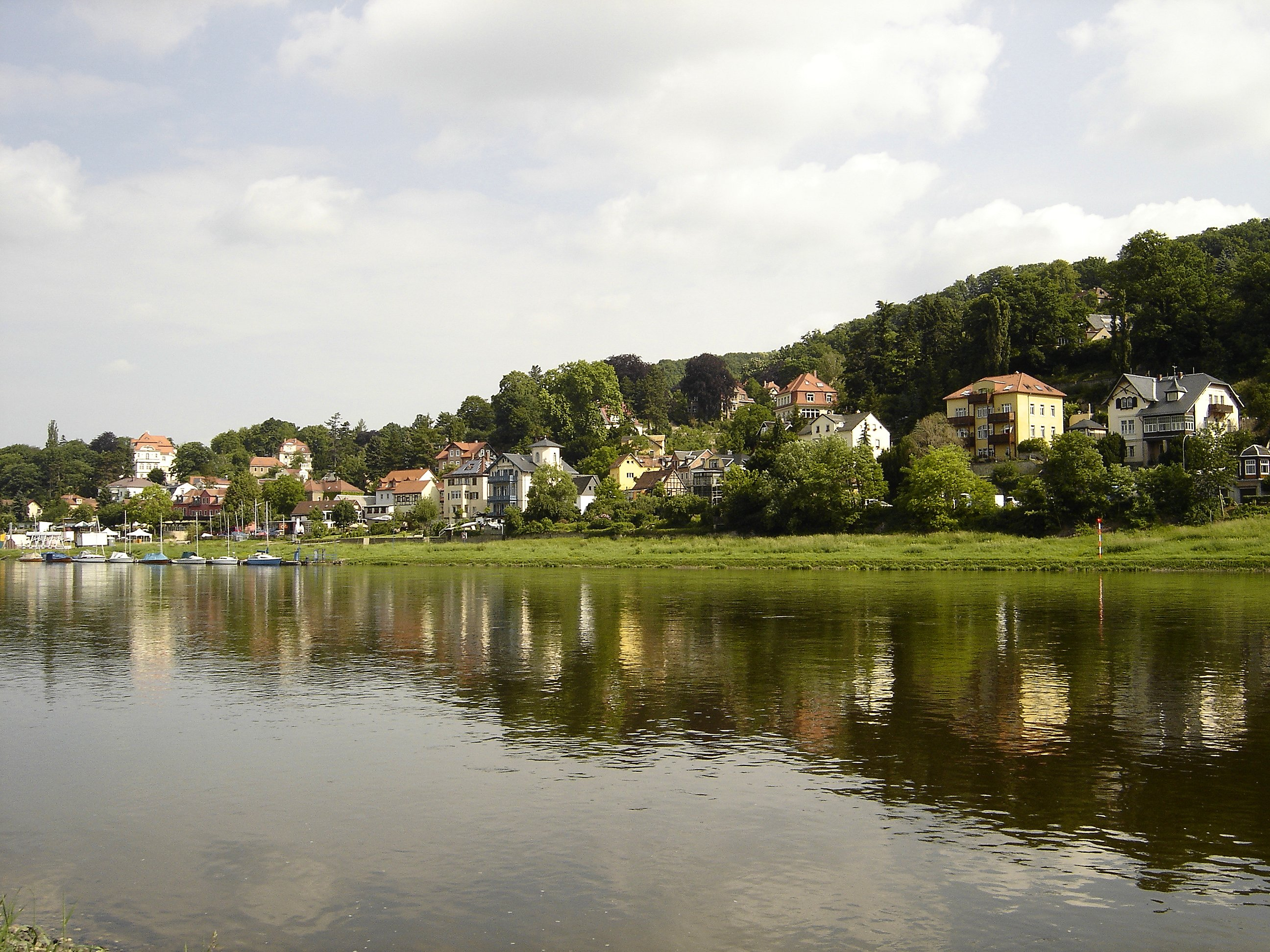
Wachwitz – 1930 eingemeindet

### Stadtbezirke und Ortschaften seit 1990
Seit 1991 gab es die Gliederung in zehn Ortsämter (für das Stadtgebiet vor 1990) und neun Ortschaften (nach 1990 eingemeindete Flächen). Mit der Einführung der Ortschaftsverfassung und die Wahl 2019 wurde die Bezeichnung „Ortsamt“ rückgängig gemacht und nunmehr Stadtbezirke eingerichtet, die ihrerseits ebenfalls den eingemeindeten „Ortschaften“ entsprechen.
Sie sind Stadt- beziehungsweise Ortsteile des Stadtgebietes mit Flächenstand vom 31. Dezember 1990 und haben jeweils ein Stadtbezirksamt, das heißt ein Rathaus vor Ort, sowie einen Stadtbezirksbeirat im Sinne des von § 71 der Sächsischen Gemeindeordnung, der zu allen wichtigen Angelegenheiten, die den Stadtbezirk betreffen, vom Stadtrat und seinen Ausschüssen anzuhören ist. Vorsitzender des Stadtbezirksbeirats ist der Oberbürgermeister oder eine von ihm beauftragte Person. Diese beauftragte Person ist in der Regel die Leiterin oder der Leiter der Verwaltung des Stadtbezirks (Stadtbezirksamtsleiter). Die ehrenamtlich tätigen Mitglieder der Stadtbezirksbeiräte werden direkt gewählt. Die Stadtbezirksbeiräte (als Personen) müssen ihren Hauptwohnsitz im jeweiligen Stadtbezirk haben.
Der Stadtbezirk mit der größten Bevölkerung ist der von Blasewitz, der flächengrößte der von Loschwitz. Die Dresdner Innenstadt liegt in den Stadtbezirken Altstadt und Neustadt. Bis zu einer Änderung der Hauptsatzung im September 2018 wurden die Stadtbezirke als Ortsamtsbereiche bezeichnet. Entsprechend hießen Stadtbezirksbeiräte, Stadtbezirksämter und Stadtbezirksamtsleiter bis dahin Ortsbeiräte, Ortsämter und Ortsamtsleiter.
Bei den neun Ortschaften, die zum Teil ihrerseits aus mehreren Ortsteilen bestehen, handelt es sich – mit Ausnahme der Ortschaften Oberwartha und Schönborn – um erst Ende der 1990er Jahre eingegliederte und bis dahin selbständige Gemeinden. Eine weitere Ausnahme ist der Ortsteil Kauscha, der, bis 1999 zu Bannewitz gehörig, dem Stadtbezirk Prohlis angegliedert wurde.
Für die Ortschaften wurden insgesamt fünf Verwaltungsstellen eingerichtet, lediglich die Ortschaft Altfranken wird vom Stadtbezirksamt Cotta mitverwaltet.
Je Ortschaft existiert ein Ortschaftsrat, der – im Gegensatz zu den Stadtbezirksbeiräten der Stadtbezirke – direkt von den Bürgern der Ortschaft zeitgleich mit dem Stadtrat gewählt wird. Jeder Ortschaftsrat wählt für seine Ortschaft einen Ortsvorsteher. Im Gegensatz zu den Ortsbeiräten haben die Ortschaftsräte eigene Entscheidungskompetenzen und dafür eigene Budgets innerhalb des Stadthaushaltes, über das sie selbst verfügen. Soweit sich ihre Entscheidungsbefugnisse nicht aus der Sächsischen Gemeindeordnung ergeben, regeln die jeweiligen Eingemeindungsverträge im Detail ihre Kompetenzen.
Die größte und bevölkerungsreichste Ortschaft ist Schönfeld-Weißig, die sich im Schönfelder Hochland erstreckt. Sie entstand ihrerseits aus mehreren ehemaligen Gemeinden, die sich in den 1990er Jahren zunächst als Gemeinde Schönfeld-Weißig vereinigt hatten.
Die jahrelang nur inoffiziell diskutierte „Einführung der Ortschaftsverfassung für das gesamte Stadtgebiet Dresdens“ war 2014 ein Wahlkampfthema und sollte zur darauffolgenden Stadtratswahl 2019 eingeführt werden. Die Änderung der Sächsischen Gemeindeordnung im Jahr 2018, durch die die Rechte der Ortsbeiräte gestärkt werden, verhinderte letztlich die Einführung der Ortschaftsverfassung.
| Stadtbezirk/Ortschaft | Einwohner (Hauptwohnsitz) (31. Dez 2017) | Fläche in km² | Dichte in Einw./km² | Stadtteile/Ortsteile |
| --------------------- | ---------------------------------------- | ------------- | ------------------- | --- |
| Altstadt              | 57.958                                   | 16,97         | 3.415               | Innere Altstadt, Friedrichstadt, Johannstadt, Pirnaische Vorstadt, Seevorstadt und Wilsdruffer Vorstadt                                                           |
| Neustadt              | 50.871                                   | 14,79         | 3.440               | Albertstadt, Äußere Neustadt, Innere Neustadt, Leipziger Vorstadt und Radeberger Vorstadt                                                                         |
| Pieschen              | 53.532                                   | 16,21         | 3.303               | Pieschen, Trachenberge, Mickten, Kaditz, Trachau und Übigau |
| Klotzsche             | 20.782                                   | 27,07         | 768                 | Klotzsche, Hellerau, Hellerberge und Wilschdorf |
| Loschwitz             | 20.500                                   | 68,80         | 298                 | Loschwitz, Weißer Hirsch, Rochwitz, Wachwitz, Niederpoyritz, Hosterwitz, Söbrigen, Oberpoyritz, Bühlau, Pillnitz und die Dresdner Heide                           |
| Blasewitz             | 88.917                                   | 14,49         | 6.136               | Blasewitz, Striesen, Tolkewitz, Gruna, Dobritz und Seidnitz |
| Leuben                | 39.270                                   | 13,05         | 3.010               | Leuben, Laubegast, Alttolkewitz, Kleinzschachwitz, Zschieren, Meußlitz, Großzschachwitz, Sporbitz und für Teile von Niedersedlitz und Dobritz                     |
| Prohlis               | 58.028                                   | 21,15         | 2.744               | Großluga, Kleinluga, Kauscha, Leubnitz-Neuostra, Lockwitz, Nickern, Niedersedlitz, Prohlis, Reick, Strehlen, Torna und Teile von Mockritz                         |
| Plauen                | 57.413                                   | 15,79         | 3.637               | Plauen, Südvorstadt, Coschütz, Gittersee, Kaitz, Kleinpestitz, Mockritz, Gostritz, Räcknitz und Zschertnitz                                                       |
| Cotta                 | 74.289                                   | 19,38         | 3.833               | Briesnitz, Kemnitz, Stetzsch, Cotta, Omsewitz, Leutewitz, Gorbitz, Wölfnitz, Löbtau, Naußlitz, Roßthal, Dölzschen                                                 |
| Altfranken            | 1.118                                    | 1,28          | 873                 | |
| Cossebaude            | 5.758                                    | 8,04          | 716                 | Gohlis, Niederwartha, Cossebaude, Neu-Leuteritz |
| Gompitz               | 3.272                                    | 11,72         | 279                 | Gompitz, Ockerwitz, Pennrich, Roitzsch, Steinbach, Unkersdorf, Zöllmen                                                                                            |
| Langebrück            | 3.913                                    | 6,95          | 563                 | |
| Mobschatz             | 1.468                                    | 8,50          | 173                 | Alt-Leuteritz, Brabschütz, Merbitz, Mobschatz, Podemus und Rennersdorf                                                                                            |
| Oberwartha            | 432                                      | 2,03          | 213                 | |
| Schönborn             | 504                                      | 5,20          | 97                  | |
| Schönfeld-Weißig      | 13.086                                   | 41,34         | 317                 | Borsberg, Cunnersdorf, Eschdorf, Gönnsdorf, Krieschendorf, Malschendorf, Pappritz, Reitzendorf, Rockau, Rossendorf, Schönfeld, Schullwitz, Weißig und Zaschendorf |
| Weixdorf              | 5.987                                    | 15,49         | 387                 | Weixdorf, Marsdorf, Lausa, Friedersdorf und Gomlitz |

### Namensherkunft der Ortsteile
Viele Stadtteilnamen sind wie der Stadtname Dresden sorbischer Herkunft. Typische Endungen der Namen sind „-itz“ und – ursprünglich eine Suffixverbindung mit dem Vorigen – „-witz“. Beide Endungen haben adjektivische Funktion; erstere sind Ableitungen von Appellativen, letztere von Personennamen und sind damit Patronyme. -nitz ist etymologisch keine eigene Endung, sondern eine Verbindung von stammauslautendem -n mit der Endung -itz.
Die im Gefolge der Ostsiedlung eingedeutschten Endungen gehen somit häufig auf ursprüngliche (mittelalterliche) Besitzverhältnisse zurück. Leutewitz zum Beispiel wurde erstmals als Ludiwice „bei den Ludischen, das heißt bei den Leuten des Lud, Dorf des Lud“ erwähnt. Pillnitz hieß ursprünglich Belenewitz „Dorf des Belan“. Andere Stadtteilnamen sind aus geografischen Merkmalen gebildet worden; so bedeutet Klotzsche „gerodeter Wald“.
Sehr wenige Ortsbezeichnungen wie Langebrück haben ihren Ursprung tatsächlich in der deutschen Sprache. Die (neueren) Ortsbezeichnungen „Weißer Hirsch“ und „Wilder Mann“ gehen beide auf Gastwirtschaften zurück, die sich in diesen Randlagen der Stadt befanden. Die Stadtteilbezeichnung Gittersee ist eine Volksetymologie und entwickelte sich aus dem slawischen „Geterssin“.

## Politik und Verwaltung

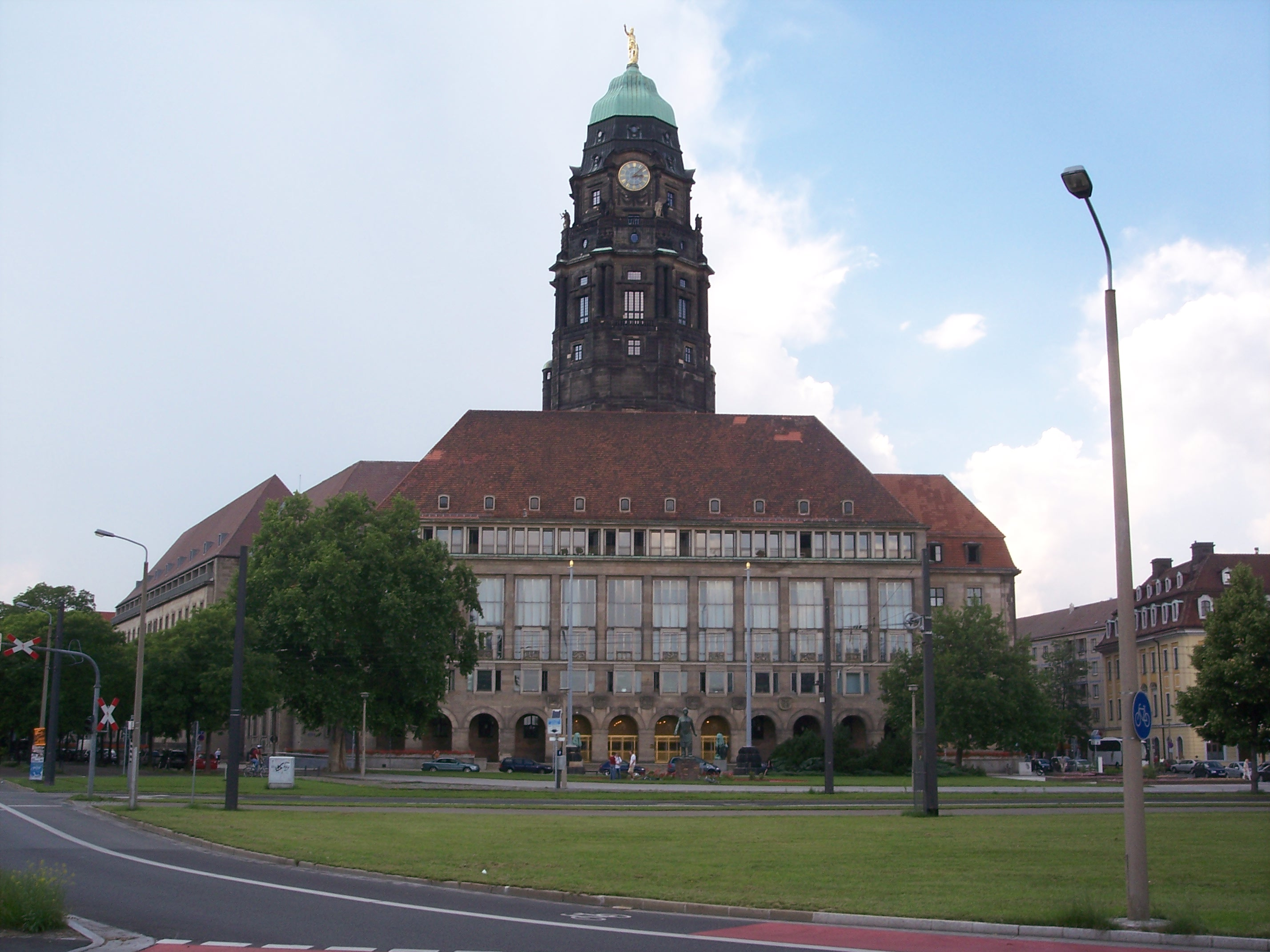
Das Neue Rathaus ist der Sitz der Stadtverwaltung

### Grundlagen
Die insgesamt 70 Stadträte Dresdens werden nach dem in Sachsen auf kommunaler Ebene üblichen Personen-Mehrstimmenwahlsystem mit drei Stimmen – wobei Kumulieren und Panaschieren möglich ist – für eine Amtszeit von fünf Jahren gewählt. Die Stadt selbst wird dabei vor jeder Kommunalwahl in Wahlkreise aufgeteilt, die sich an einer annähernden Gleichzahl der Stimmberechtigten orientieren, womit sich allerdings ihre Grenzen von Wahl zu Wahl verschieben. Die Sitzverteilung im Stadtrat wird nach dem D’Hondt-Verfahren berechnet (§ 22 KomWG) und auf dieser Grundlage, zunächst über die jeweilig höchste Stimmzahl der Wahlliste in den Wahlkreisen und anschließend die persönlich erreichte Stimmzahl auf der Wahlliste innerhalb des Wahlkreises, wiederum die gewählte Person oder die gewählten Personen bestimmt.
Hauptorgan der Stadt ist der Stadtrat; er nimmt satzungsgebende Kompetenzen wahr und erlässt allgemein geltende Verordnungen, definiert die Grundlagen und fasst die Beschlüsse, nach denen die Stadtverwaltung (einschließlich Oberbürgermeister) zu handeln hat. Als Organ bestimmt er direkt über solche Angelegenheiten, die nicht im Kompetenzbereich des Oberbürgermeisters liegen. Die Mitglieder der einzelnen Parteien im Stadtrat bilden Fraktionen. Die Stadträte arbeiten in elf beschließenden Ausschüssen und einem beratenden Ausschuss und wirken außerdem in sieben Beiräten mit. Dem einzelnen Mitglied stehen umfangreiche Frage- und Auskunftsrechte zu sowie mit weiteren gemeinsam ein Akteneinsichtsrecht.

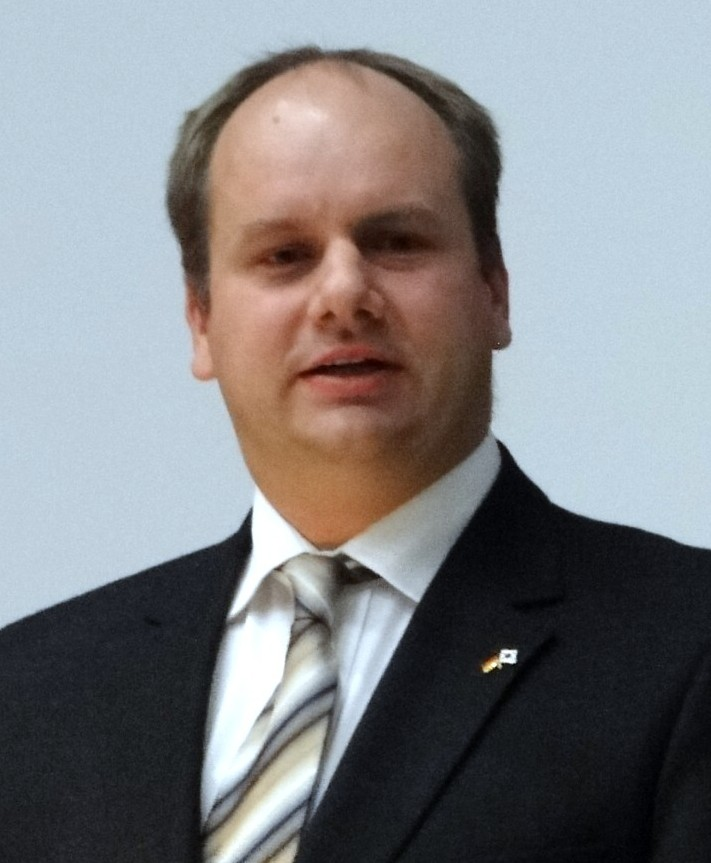
Dirk Hilbert, Oberbürgermeister von Dresden

Der Oberbürgermeister wiederum ist allein für die Weisungsaufgaben nach Bundes- und Landesrecht zuständig. Er leitet die Stadtverwaltung, verantwortet laufende Tagesgeschäfte und repräsentiert die Stadt. Entsprechend den Regelungen der Sächsischen Gemeindeordnung (SächsGemO) wird er für eine Amtszeit von sieben Jahren direkt von den Bürgern gewählt. Ihm zur Seite gestellt sind sieben Beigeordnete, die für einzelne Geschäftskreise zuständig sind und diese eigenverantwortlich leiten. Sie führen den Titel „Bürgermeister“, wobei der „Erste Bürgermeister“ den Oberbürgermeister ständig vertritt. Dies kam Ende 2014 bis Mitte 2015 voll zum Tragen, da die Oberbürgermeisterin Helma Orosz aus gesundheitlichen Gründen vorzeitig in den Ruhestand gegangen war. Ihr Stellvertreter, der seit 2008 Erste Bürgermeister Dirk Hilbert (FDP), wurde im zweiten Wahlgang am 5. Juli 2015 mit 54,2 % der Stimmen zum neuen Oberbürgermeister gewählt.
Für Senioren, Ausländer und Behinderte sowie für geheimzuhaltende Angelegenheiten hat der Stadtrat Beiräte berufen, letzterer hat jedoch seit 1994 bis heute kein einziges Mal getagt.
Die Stadtverwaltung Dresden zählte im Jahr 2021 ca. 7.400 Mitarbeiter, 2010 waren es noch etwa 6.200. Sie sind auf mehr als 50 Standorte in der Stadt verteilt.

### Historische Entwicklung der städtischen Verwaltung
An der Spitze der Stadt gab es seit dem 13. Jahrhundert (1292) einen Rat mit einem Bürgermeister. Dieser wurde vom Rat gewählt und wechselte jährlich. Er war ehrenamtlich tätig. Besonderen Einfluss auf das Umland konnte die Stadt über das Dresdner Brückenamt der Kreuzkirchgemeinde ausbauen, das in Konkurrenz zum Kloster Altzella Güter und Dörfer insbesondere auf dem späteren Stadtgebiet erwarb.
Nach Einführung der Allgemeinen Städteordnung des Königreichs Sachsen im Jahr 1832 gab es neben dem Bürgermeister noch gewählte Stadträte. Wie Köln und München überschritt Dresden 1852 als vierte deutsche Stadt nach Berlin, Hamburg und Breslau die 100.000-Einwohner-Grenze, wodurch die Stadt zur Großstadt wurde. 1853 wurde Bürgermeister Friedrich Wilhelm Pfotenhauer erstmals der damals den Großstädten vorbehaltene Titel Oberbürgermeister verliehen. 1874 schied die Stadt aus der Amtshauptmannschaft aus und wurde eine „exemte Stadt“ (kreisfreie Stadt). Sie blieb weiterhin Sitz der Amtshauptmannschaft Dresden (bzw. beider Amtshauptmannschaften Dresden-Altstadt und -Neustadt) sowie der Kreishauptmannschaft Dresden. Mit der DDR-Kreisreform wurde Dresden 1952 als Stadtkreis definiert; der Kreis Dresden-Land erhielt einen neuen Zuschnitt, mit dem er bis zu seiner Auflösung Anfang 1996 fortbestand.
Während der Zeit des Nationalsozialismus wurden Oberbürgermeister und Ratsherren entsprechend der Deutschen Gemeindeordnung von der NSDAP eingesetzt.
Nach dem Ende des Zweiten Weltkriegs setzte die sowjetische Stadtkommandantur 1945 zunächst eine Verwaltung ein. Im September 1946 wurde als Stadtvertretung eine Stadtverordnetenversammlung gewählt. Bei späteren Wahlen bis 1989 traten alle Parteien und Organisationen auf einer gemeinsamen Liste der Nationalen Front auf.
Nach dem Beitritt der DDR zur Bundesrepublik Deutschland wurde das zunächst weiterhin als Stadtverordnetenversammlung, seit 1994 als Stadtrat bezeichnete Gremium wieder frei gewählt. Vorsitzender dieses Gremiums war von 1990 bis 1994 ein besonderer Präsident (beziehungsweise eine Präsidentin: Evelyn Müller, CDU). Die Wahl des Oberbürgermeisters war Sache der Stadtverordnetenversammlung. Nach Einführung der Süddeutschen Ratsverfassung in Sachsen ist seit 1994 der nunmehr direkt vom Volk gewählte Oberbürgermeister zugleich Vorsitzender des Stadtrates.
Amtsinhaber ist seit 2015 Dirk Hilbert von der FDP, der sich 2015 im zweiten Wahlgang mit 54,2 % der Stimmen gegen Eva-Maria Stange (SPD) durchsetzte. Im Jahr 2022 konnte sich Dirk Hilbert im zweiten Wahlgang erneut gegen seine vier Mitbewerber durchsetzen.
Die beiden Wahlgänge der Oberbürgermeisterwahl 2022 ergaben folgende Ergebnisse:
| Kandidat                  | 1. Wahlgang       | 1. Wahlgang | 2. Wahlgang       | 2. Wahlgang |                                         |
| Kandidat                  | Stimmen (absolut) | Stimmen (%) | Stimmen (absolut) | Stimmen (%) | Politische Unterstützung                |
| ------------------------- | ----------------- | ----------- | ----------------- | ----------- | --------------------------------------- |
| Dirk Hilbert              | 66.165            | 32,5        | 80.483            | 45,3        | Freie Demokratische Partei              |
| Eva Jähnigen              | 38.473            | 18,9        | 67.947            | 38,3        | Bündnis 90/Die Grünen                   |
| Albrecht Pallas           | 31.068            | 15,2        | –                 | –           | Sozialdemokratische Partei Deutschlands |
| Maximilian Krah           | 28.971            | 14,2        | 21.741            | 12,2        | Alternative für Deutschland             |
| André Schollbach          | 20.898            | 10,3        | –                 | –           | Die Linke                               |
| Marcus Carsten Fuchs      | 6.856             | 3,4         | 3.549             | 2,0         | unabhängig (Querdenken)                 |
| Martin Schulte-Wissermann | 5.975             | 2,9         | –                 | –           | Piratenpartei                           |
| Sascha Wolff              | 2.695             | 1,3         | –                 | –           | unabhängig                              |
| Jan Pöhnisch              | 2.684             | 1,3         | 3.824             | 2,2         | Die PARTEI                              |
| Wähler/Wahlbeteiligung    | 204.930           | 47,4        | 178.518           | 41,3        |                                         |

### Stadtrat
Der Dresdner Stadtrat verfügt regulär über 60 Mitglieder. Diese Zahl kann allerdings gemäß sächsischer Gemeindeordnung um 10 Stadträte erhöht werden, wovon die Stadt Gebrauch macht, wodurch der Rat insgesamt 70 Stadträte umfasst.
Bei der letzten Kommunalwahl am 9. Juni 2024 wurde folgender Stadtrat gewählt:
| Parteien und Wählergemeinschaften | Parteien und Wählergemeinschaften           | Prozent 2024 | Sitze 2024 | Prozent 2019 | Sitze 2019 | Prozent 2014 | Sitze 2014 |
| --------------------------------- | ------------------------------------------- | ------------ | ---------- | ------------ | ---------- | ------------ | ---------- |
| AfD                               | Alternative für Deutschland                 | 19,4         | 14         | 17,1         | 12         | 7,0          | 5          |
| CDU                               | Christlich Demokratische Union Deutschlands | 18,0         | 13         | 18,3         | 13         | 27,6         | 21         |
| Grüne                             | Bündnis 90/Die Grünen                       | 14,6         | 10         | 20,5         | 15         | 15,7         | 11         |
| SPD                               | Sozialdemokratische Partei Deutschlands     | 9,0          | 6          | 8,8          | 6          | 12,8         | 9          |
| Zastrow                           | Team Zastrow/Bündnis Sachsen 24             | 8,1          | 6          | –            | –          | –            | –          |
| Linke                             | Die Linke                                   | 7,8          | 5          | 16,2         | 12         | 20,9         | 15         |
| BSW                               | Bündnis Sahra Wagenknecht                   | 7,2          | 5          | –            | –          | –            | –          |
| FW                                | Freie Wähler Dresden                        | 3,5          | 2          | 5,3          | 4          | 0,1          | –          |
| Piraten                           | Piratenpartei Deutschland                   | 3,2          | 2          | 2,4          | 1          | 3,3          | 2          |
| FDP                               | Freie Demokratische Partei                  | 2,8          | 2          | 7,5          | 5          | 5,0          | 3          |
| Partei                            | Die PARTEI                                  | 1,9          | 1          | 1,8          | 1          | 0,9          | –          |
| FS                                | Freie Sachsen                               | 1,5          | 1          | –            | –          | –            | –          |
| Volt                              | Volt Deutschland                            | 1,2          | 1          | –            | –          | –            | –          |
| DissDD                            | Dissident:innen Dresden                     | 1,0          | 1          | –            | –          | –            | –          |
| Freie Bürger                      | Bündnis Freie Bürger Dresden                | 0,9          | 1          | 1,5          | 1          | 5,3          | 2          |
| NPD                               | Nationaldemokratische Partei Deutschlands   | –            | –          | 0,6          | –          | 2,8          | 2          |
|                                   | Sonstige                                    | –            | –          | –            | –          | 1,0          | –          |
| Gesamt                            | Gesamt                                      | 100,0        | 70         | 100,0        | 70         | 100,0        | 70         |
| Wahlbeteiligung in Prozent        | Wahlbeteiligung in Prozent                  | 70,8         | 70,8       | 66,9         | 66,9       | 49,0         | 49,0       |

Nach den Kommunalwahlen am 9. Juni 2024 ergab sich die folgende Sitzverteilung. Insgesamt konnten 15 verschiedene Parteien und Verbände Mandate im Stadtrat erringen.
| Sitzverteilung im Dresdner Stadtrat 2024Insgesamt 70 Sitze - Linke: 5 - BSW: 5 - SPD: 6 - Grüne: 10 - Piraten: 2 - PARTEI: 1 - DissDD: 1 - Volt: 1 - Freie Bürger Dresden: 1 - FDP: 2 - FW: 2 - CDU: 13 - Team Zastrow: 6 - AfD: 14 - FS: 1 | Sitzverteilung im Dresdner Stadtrat 2024 (nach Fraktionen)Insgesamt 70 Sitze - Linke: 5 - BSW: 5 - SPD: 6 - Grüne: 10 - PVP-Kooperation (2 Piraten, 1 PARTEI, 1 Volt): 4 - FDP/FB (inkl. 1 TZ): 4 - CDU: 13 - Team Zastrow (inkl. 1 FW): 6 - AfD (inkl. 1 FW): 15 - fraktionslos (1 FS, 1 DissDD): 2 |

### Weitere Wahlen
In der folgenden Tabelle sind die Ergebnisse von Bundestags-, Landtags- und Europawahlen in Dresden dargestellt.
| Jahr | Wahl           | Wahlbeteiligung | AfD  | CDU  | Grüne | BSW  | SPD  | Linke | FDP  | Sonst. |
| ---- | -------------- | --------------- | ---- | ---- | ----- | ---- | ---- | ----- | ---- | ------ |
| 2024 | Landtagswahl   | 77,4            | 22,0 | 30,9 | 11,6  | 10,3 | 11,0 | 5,7   | 1,3  | 7,2    |
| 2024 | Europawahl     | 72,8            | 22,4 | 19,5 | 11,9  | 10,6 | 8,7  | 5,7   | 3,2  | 18,1   |
| 2021 | Bundestagswahl | 80,1            | 17,6 | 14,5 | 16,8  | —    | 17,7 | 11,1  | 12,0 | 10,3   |
| 2019 | Landtagswahl   | 72,2            | 20,7 | 26,8 | 16,9  | —    | 8,5  | 11,4  | 6,5  | 9,2    |
| 2019 | Europawahl     | 68,6            | 19,8 | 18,7 | 17,7  | —    | 8,4  | 12,5  | 5,0  | 17,9   |

### Polizei und Justiz
Die Polizeidirektion Dresden sitzt im Polizeipräsidium nahe dem Pirnaischen Platz.
Das Amtsgericht Dresden befindet sich im Bezirk des Landgerichts Dresden; übergeordnet ist das Oberlandesgericht Dresden. Weitere Gerichte sind das Verwaltungsgericht Dresden, das Arbeitsgericht Dresden und das Sozialgericht Dresden.
Seit 1559 bestand das Sächsische Appellationsgericht in Dresden. Ab 1835 wurde es durch das Oberappellationsgericht Dresden abgelöst, dem das Appellationsgericht Dresden und das Bezirksgericht Dresden nachgeordnet waren. Zu DDR-Zeiten gab es das Bezirksgericht Dresden sowie das Landesverwaltungsgericht Sachsen mit Sitz in Dresden.
Die Justizvollzugsanstalt Dresden befindet sich der Dresdner Albertstadt.

### Stadtwappen und -flagge
| Wappen von Dresden | Blasonierung: „Im gespaltenen Schild rechts auf goldenem Grund einen nach rechts aufsteigenden rot bezüngten und rot bewehrten schwarzen Meißner Löwen, links auf goldenem Grund zwei schwarze Landsberger Pfähle.“ |
| Wappen von Dresden | Wappenbegründung: Der Löwe steht für die Markgrafschaft Meißen, die „Landsberger Pfähle“ für die Markgrafschaft Landsberg, beides Kernländer der Wettiner, die seit dem Mittelalter die Stadt beherrschten. Beide Wappensymbole sind bereits seit 1309 in den Siegeln der Stadt nachweisbar. Ursprünglich waren die Pfähle blau (vergleiche die Wappen von Leipzig und Chemnitz), doch wurden sie später schwarz gefärbt, um Verwechslungen mit ebendiesen Städten zu vermeiden. Die Stadtfarben sind daher schwarz und gelb. |

Flagge der Landeshauptstadt Dresden

Die Flagge der Stadt zeigt das Stadtwappen auf einem schwarz-goldenen Flaggentuch.

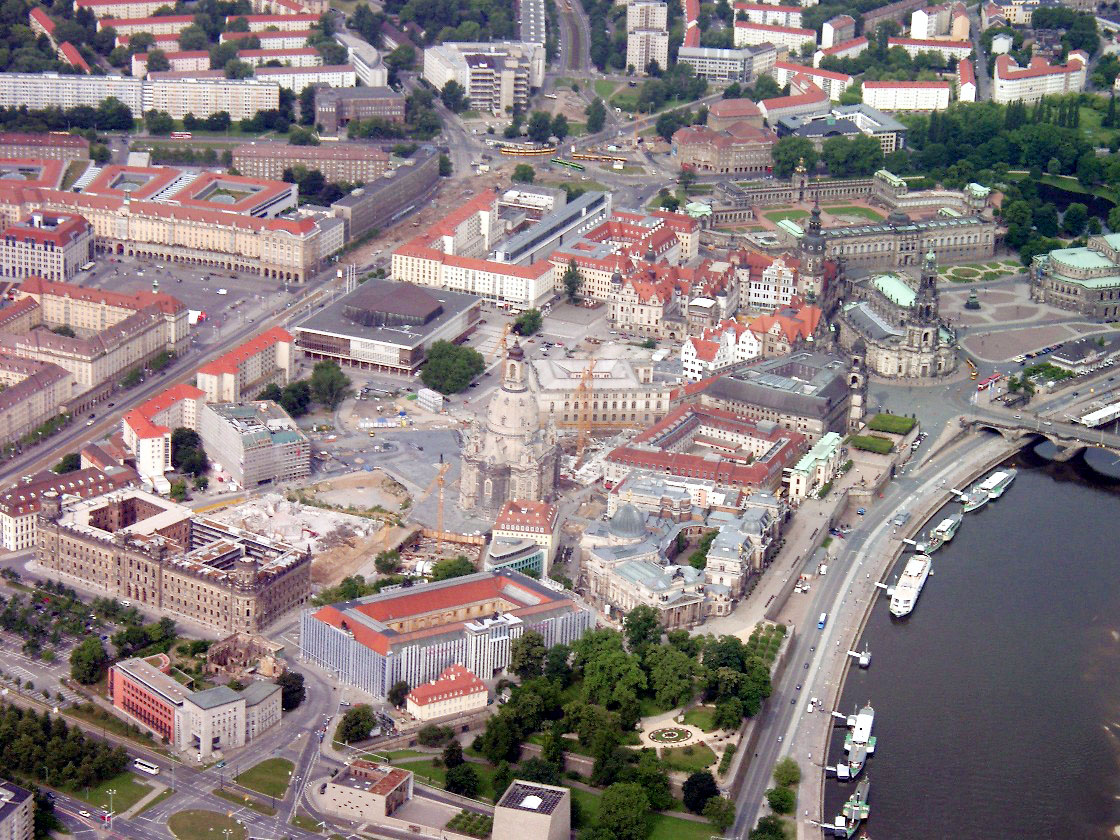
Altstadt mit Neumarkt und Postplatz, 2005

### Kommunalpolitische Themen mit überregionaler Resonanz

#### Jüngere Vergangenheit
Waldschlößchenbrücke

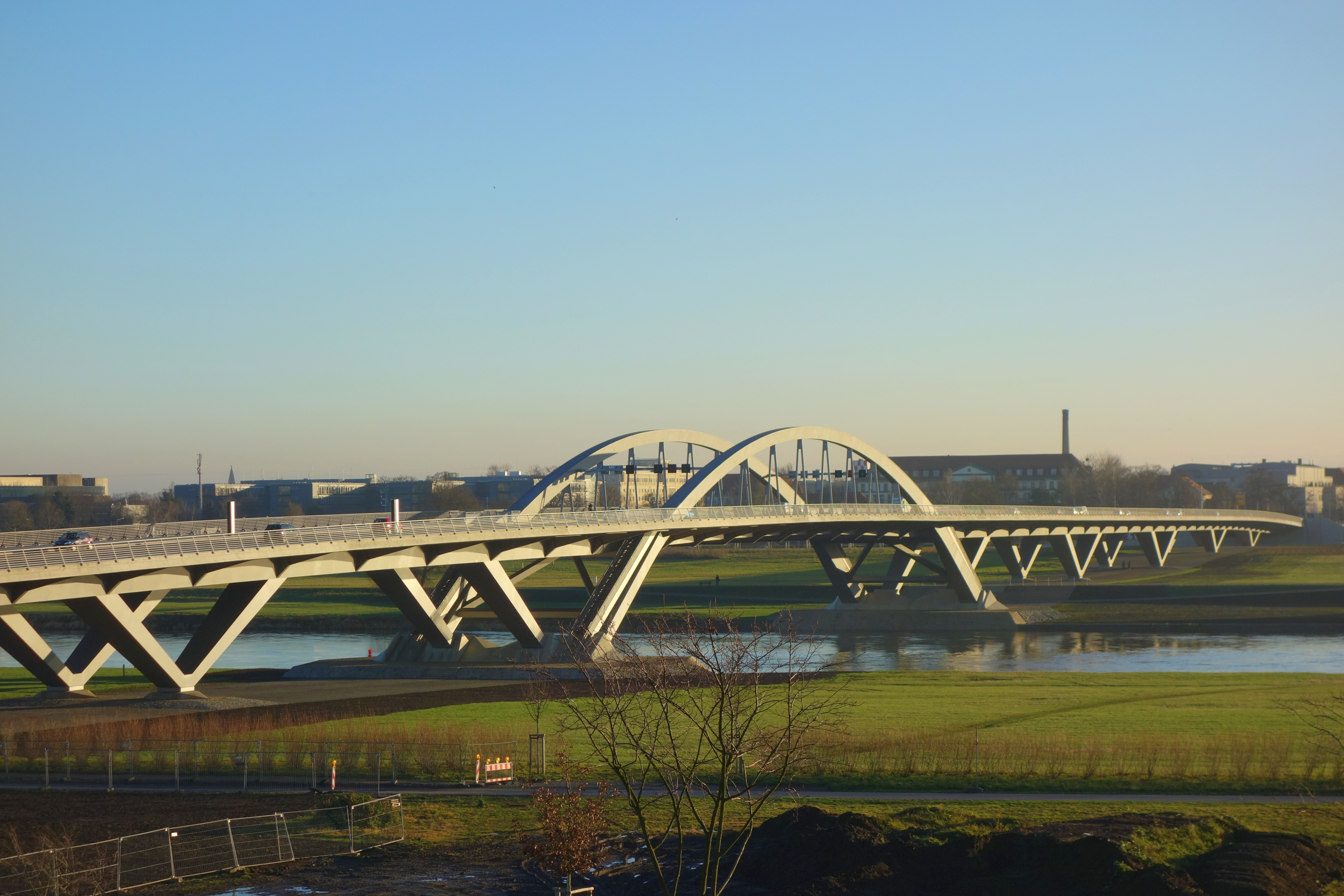
Waldschlößchenbrücke, 2013

Über den Bau einer neuen Elbquerung, der Waldschlößchenbrücke entbrannte eine heftige Diskussion, als die UNESCO den Brückenbau als so wesentlich ansah, dass sie die 2004 aufgenommene Weltkulturerbestätte nur zwei Jahre später auf die Rote Liste des gefährdeten Welterbes setzte. Im November 2007 war Baubeginn, im August 2013 erfolgte dann die Eröffnung der neuen Elbbrücke. Dresden verlor als einzige Stätte weltweit den Titel als Weltkulturerbe 2009.
Schuldenfreie Stadt durch WOBA-Verkauf
Im März 2006 wurde der, auf Initiative des damaligen Oberbürgermeisters Ingolf Roßberg gestarteten und nach einem umfangreichen Verfahren 2005 durch den Stadtrat beschlossenen Verkauf der Wohnungsbaugesellschaft Woba Dresden mit 47.000 Wohnungen an die US-amerikanische Investmentgesellschaft Fortress Investment Group durch die Aufsichtsbehörde genehmigt. Mit einem erzielten Netto-Erlös von ca. 988 Mio. Euro wurde Dresden zur ersten faktisch schuldenfreien Großstadt Deutschlands. Der Verkauf war umstritten und löste ein breites Medienecho aus. Abgesichert wurde er mit einer umfangreichen Sozialcharta, unter anderem einem kostenfreien Belegungsrecht für 8000 Wohnungen für insgesamt 20 Jahre, sowie, um die Mieter zu schützen, zahlreichen Einschränkungen hinsichtlich Kündigungen und Mietpreiserhöhungen. Am 21. Juni 2007 nahm der Stadtrat mit 37 zu 12 Stimmen (bei 9 Enthaltungen) ein Verschuldungsverbot in die Hauptsatzung auf.
Während 2006, zum Zeitpunkt des Verkaufs, der Dresdner Immobilienmarkt durch einen hohen Leerstand gekennzeichnet war, haben in den letzten Jahren Investoren wie Capital Holding S.A., Intershop Holding (MiKa-Quartier), Adler Real Estate (Hufewiesen Alttrachau) oder die Immokles AG (Lingner Altstadtgarten Dresden) den Wohnungsmarkt in Dresden als renditeträchtige Anlageform entdeckt.
Mittlerweile lag zwischenzeitlich 2018 die durchschnittliche Dresdner Wohnkostenquote mit 32 % des Gesamteinkommens für Familien höher als in Stuttgart und auf dem geteilten Rang vier gleichauf mit Nürnberg, gleichwohl wurden daraus politische Lösungen, wie der Rückkauf von ehemaligen städtischen Wohnungen oder die (Wieder-)Gründung einer städtischen Wohnungsgesellschaft zwar diskutiert und seitdem zum Teil realisiert: Eine gewisse Zögerlichkeit resultiert daraus, dass etwa 22 % des Wohnungsbestandes der Stadt sich ohnehin im Besitz von Wohnungsgenossenschaften befindet (Stand 2022, prozentual gegenüber 2006 nahezu unverändert), die ihrerseits bereits von ihrem genossenschaftlichen Auftrag her preisgünstige Wohnungen anbieten. Das seit 2007, also nunmehr fast 16 Jahren (Stand: Ende 2022) geltende Verschuldungsverbot der Stadt Dresden ist dabei nach wie vor fraktionsübergreifender Konsens bei den politischen Mandatsträgern im Stadtrat.

#### Gegenwart
Neumarkt
Die Wiederbebauung des Neumarktes – in welcher Verdichtung und ob modern oder historisiert – steht exemplarisch für das internationale Interesse an der Dresdner Architektur. Die Gesellschaft Historischer Neumarkt Dresden ist wegen dieser Auseinandersetzung gegründet worden.
Grundsatzerklärung gegen Rechtsextremismus
Der Stadtrat Dresdens verabschiedete am 30. Oktober 2019 eine Grundsatzerklärung gegen Rechtsextremismus. Diese fand in der internationalen wie auch nationalen Berichterstattung unter dem Begriff Ausrufung des Nazi-Notstandes Beachtung. Oberbürgermeister Hilbert distanzierte sich nur wenige Stunden später von diesem Begriff. Die Grundsatzerklärung wurde fraktionsübergreifend mit den Stimmen der SPD, Bündnis 90/Die Grünen, Die Linke, FDP und Fraktionslosen beschlossen und sieht vor, „demokratische Alltagsstrukturen zu stärken“, „Bürgerschaft und zivilgesellschaftliche Bündnisse, die sich für aktiv für Menschenrechte einsetzen“, zu unterstützen, Opfern rechter Gewalt zu helfen, Täter konsequent zu verfolgen und die Verbreitung menschenfeindlicher und extrem rechter Einstellungen auf öffentlichen Plätzen nicht unwidersprochen zuzulassen.

### Bundestagsabgeordnete
Der Wahlkreis 159 (Dresden I) umfasst die Stadtteile südlich der Elbe mit Ausnahme einiger westlicher Bereiche. In diesem Wahlkreis ist Markus Reichel von der CDU gewählter Abgeordneter.
Der Wahlkreis 160 (Dresden II – Bautzen II) schließt alle Stadtteile nördlich der Elbe und einige westliche südlich der Elbe ein und umfasst zusätzlich einige Gemeinden im westlichen Landkreis Bautzen. Abgeordneter dieses Wahlkreises ist Lars Rohwer von der CDU.
Weiterhin vertreten von den Landeslisten der jeweiligen Parteien Torsten Herbst (FDP), Rasha Nasr (SPD), Kassem Taher Saleh und Merle Spellerberg (beide Grüne) sowie bis zur Niederlegung ihres Mandats auch Katja Kipping (Linke) die Stadt.

### Städtepartnerschaften

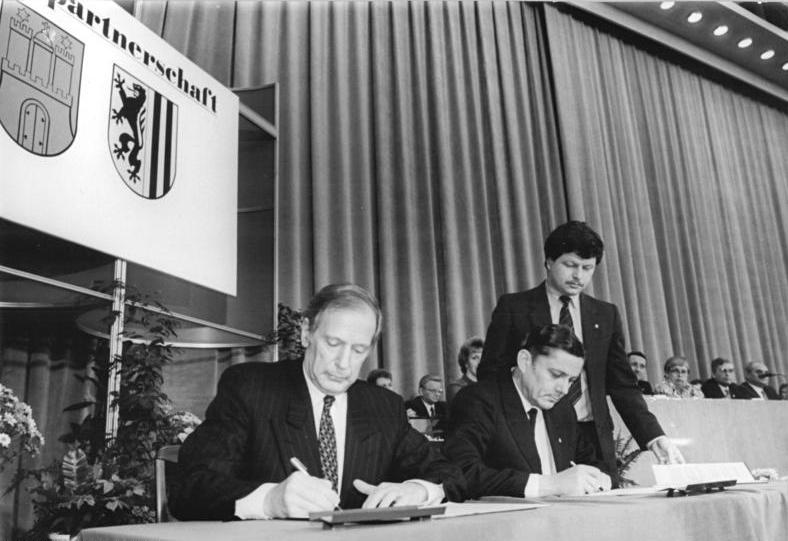
Am 14. Dezember 1987 unterzeichneten der Dresdner Oberbürgermeister, Wolfgang Berghofer (r.), und der Präsident des Amtsrates und 1. Bürgermeister der Hansestadt Hamburg, Klaus von Dohnanyi (l.), die Vereinbarung zur Entwicklung kommunaler Beziehungen im Plenarsaal des Rathauses in Dresden.

Städtepartnerschaften bestehen mit folgenden Städten:
- Coventry, Vereinigtes Königreich, seit 1959
- Breslau, Polen, seit 1959
- Sankt Petersburg, Russland, seit 1961
- Skopje, Nordmazedonien, seit 1967
- Ostrava, Tschechien, seit 1971
- Brazzaville, Republik Kongo, seit 1975
- Florenz, Italien, seit 1978
- Hamburg, Deutschland, seit 1987
- Rotterdam, Niederlande, seit 1988
- Straßburg, Frankreich, seit 1990
- Salzburg, Österreich, seit 1991
- Columbus, Ohio, Vereinigte Staaten, seit 1992
- Hangzhou, Volksrepublik China, seit 2009

Eine Städtefreundschaft besteht außerdem seit 1976 mit der polnischen Stadt Gostyń in Zusammenhang mit der von dort stammenden Widerstandsgruppe Schwarze Legion.
Weitere Städtefreundschaften bestehen zu Daejeon in Südkorea und zu Schiras im Iran.

### Konsulate und Auslandsvertretungen
Neben einem tschechischen Generalkonsulat befinden sich in Dresden die Honorarkonsulate von Dänemark, Ecuador, Finnland, Italien, Kap Verde, Kasachstan, Kroatien, Litauen, Luxemburg, Niederlande, Österreich, Panama, den Philippinen, der Schweiz, Slowenien, Spanien, Südafrika, Südkorea und Ungarn. Außerdem befindet sich in Dresden ein Institut français.

## Kultur und Sehenswürdigkeiten

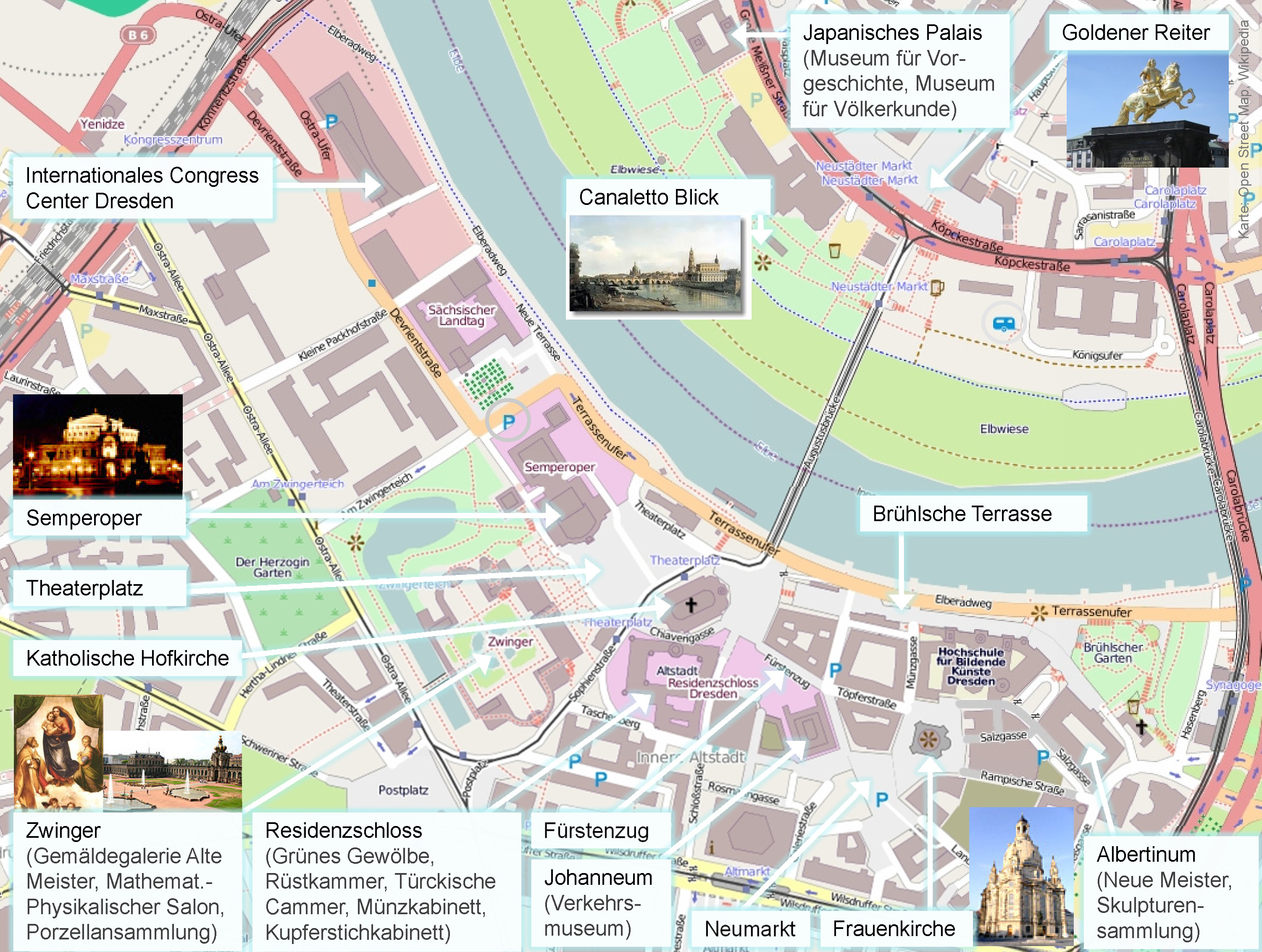
Historische Innenstadt mit Sehenswürdigkeiten

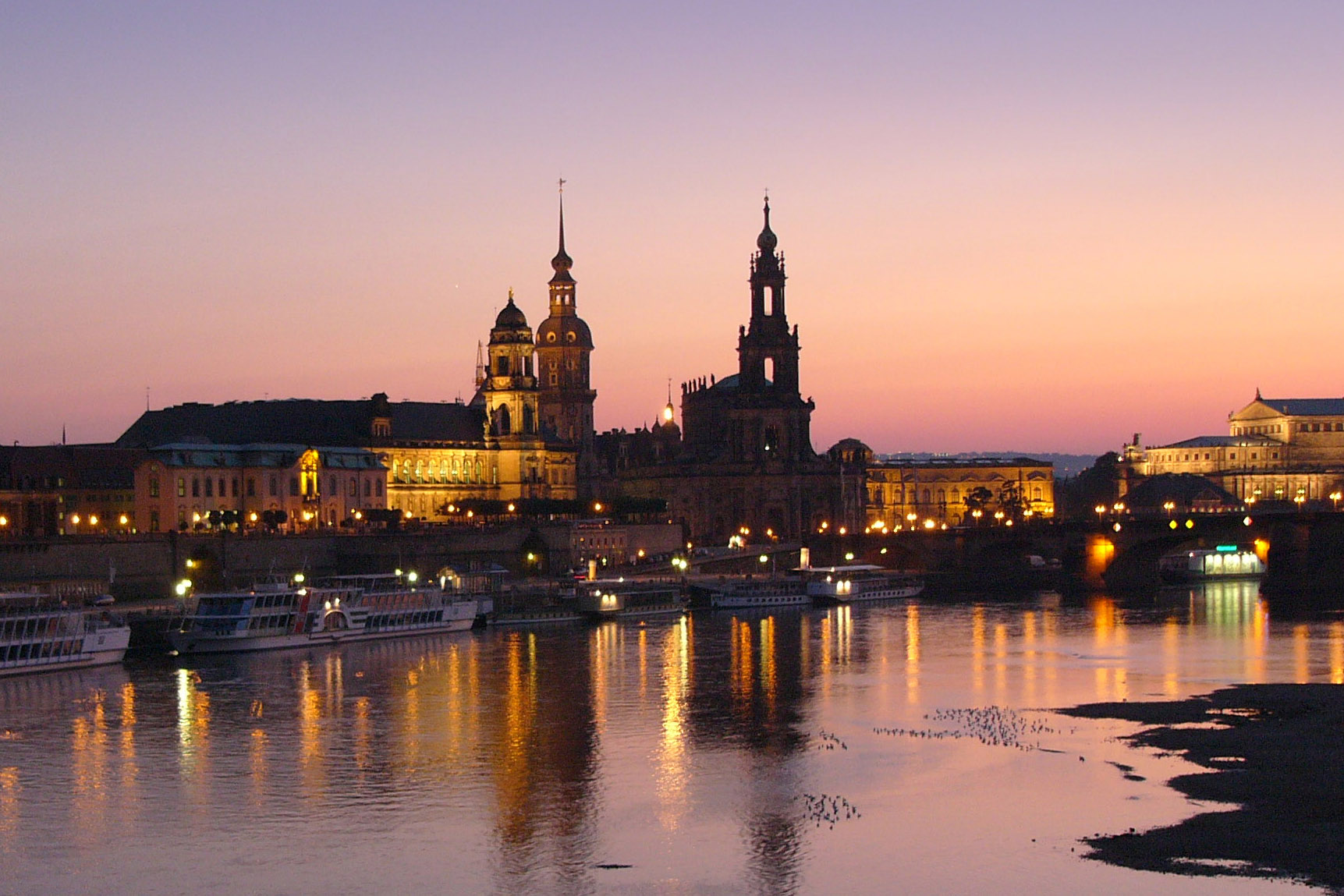
Abendliche Elbe am Terrassenufer

Dresden war in den Jahren 2004 bis 2009 Weltkulturerbestätte der UNESCO. Die Stadt beherbergt über 50 Museen, mehr als 35 Theater und Kleinkunstbühnen, herausragende Klangkörper und bekannte Bauwerke verschiedener Kunststile. Großveranstaltungen ziehen jedes Jahr Gäste aus dem In- und Ausland an. Jährlich wird der Kunstpreis der Landeshauptstadt Dresden verliehen.

### Theater und Bühnen

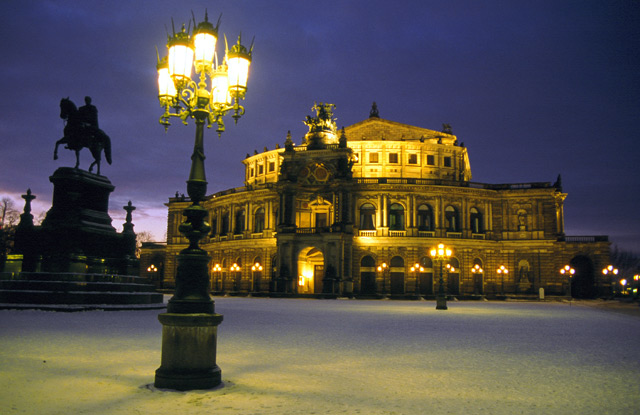
Semperoper

Die Sächsische Staatsoper Dresden im Bauwerk der Semperoper wurde 1841 am jetzigen Standort, dem Theaterplatz, gegründet. Das Gebäude wurde in seiner Geschichte zweimal zerstört. Insgesamt war die Staatsoper in mehr als 50 Jahren ihrer etwa 160-jährigen Geschichte gezwungen, an einem anderen Ort als der Semperoper zu spielen. In der Semperoper und ihren Vorgängerbauten wurden Opern unter anderem von Richard Wagner und Richard Strauss uraufgeführt. Das Orchester der Oper ist die Sächsische Staatskapelle (siehe Abschnitt Musik). Die Semperoper verfügt außerdem über eine Kammerbühne, „Semper Zwei“.
Das Staatsschauspiel Dresden betreibt das „Schauspielhaus“ – allgemein als das „Große Haus“ bekannt – und damit das größte Theater der Stadt sowie das „Kleine Haus“ in der Glacisstraße. Am Theaterplatz befindet sich der Theaterkahn, eine Bühne auf einem Elbschiff.
Die Staatsoperette Dresden hat seit Dezember 2016 ihr Haus im Kraftwerk Mitte. Entgegen ihrer Bezeichnung ist die Stadt Besitzer und Betreiber der Operette.
Die bedeutenden Kabaretttheater der Stadt sind „Die Herkuleskeule“, „Dresdner Friedrichstatt Palast“, die „Comödie Dresden“ und das „Boulevardtheater Dresden“.
Theater für moderne Formen von Aufführungen sind das Theater Junge Generation, zu dem auch ein Puppentheater gehört, das neubauLABOR im Kleinen Haus des Staatsschauspiels und insbesondere das Festspielhaus Hellerau, in dem sich das Europäische Zentrum der Künste befindet. Weitere Theater und Aufführungsstätten sind das Societaetstheater, das Studententheater Die Bühne, „Das Projekttheater“ sowie die „Theaterruine St. Pauli“ in der Neustadt und das „Boulevardtheater Dresden“. Die Kulturvereine „Mimenstudio Dresden e. V.“, „Kulturverein riesa efau“ und die „Motorenhalle – Projektzentrum für zeitgenössische Kunst“ zeigen ebenfalls Aufführungen; auch das Tanztheater Derewo ist in Dresden beheimatet.

### Musik

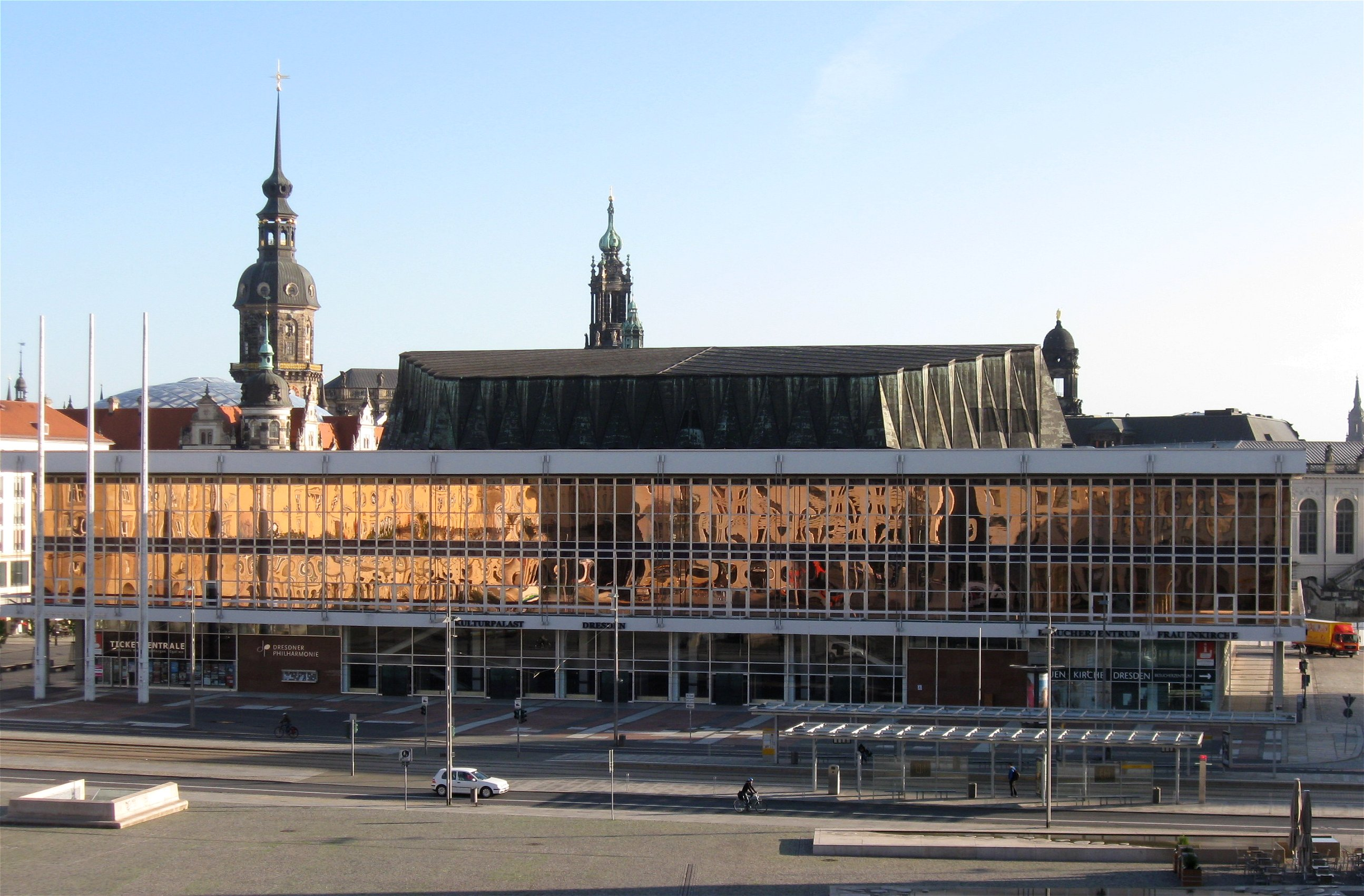
Der 2017 wiedereröffnete Kulturpalast

In Dresden sind mehrere Orchester und Chöre zu Hause.
Die Sächsische Staatskapelle Dresden geht auf die Königliche Hofcantorey zurück. Diese wurde von Moritz von Sachsen bereits 1548 gegründet. Anfang des 17. Jahrhunderts begann die Dresdner Hofkapelle Opernaufführungen zu begleiten, ihr Kapellmeister Heinrich Schütz komponierte und führte mit ihr 1627 in Torgau die erste deutschsprachige Oper Daphne auf. Das Textbuch schrieb Martin Opitz nach der italienischen Oper des Jacopo Peri. Johann Georg Pisendel, seit 1728 Konzertmeister, führte eine „neuzeitliche Orchesterleitung“ ein, wodurch das Orchester in der ersten Hälfte des 18. Jahrhunderts in Europa führend wurde.
Musikdirektoren im 19. Jahrhundert wurden unter anderen Carl Maria von Weber, Heinrich Marschner sowie als Assistent Richard Wagner. Seit September 2012 ist Christian Thielemann Chefdirigent.
Die Dresdner Philharmonie, das Konzertorchester der Stadt, wurde 1871 gegründet. Bis 1915 trug das Orchester den Namen „Gewerbehaus-Kapelle“, bis 1923 „Dresdner Philharmonisches Orchester“. Chefdirigenten in jüngerer Zeit waren unter anderen Kurt Masur, Michael Sanderling und Marek Janowski. Der derzeit designierte Chefdirigent ist Donald Runnicles. 
Die Dresdner Sinfoniker wurden 1996 von Sven Helbig und Markus Rindt gegründet. Das Orchester widmet sich der zeitgenössischen Musik sowie dem Crossoverbereich. 2004 wurde es mit dem Echo Klassik ausgezeichnet und vertonte zusammen mit den Pet Shop Boys den Film Panzerkreuzer Potemkin neu.
Weitere Orchester sind das „ensemble courage“, ein Ensemble für zeitgenössische (Kammer-)Musik, 2004 mit dem Förderpreis der Stadt Dresden ausgezeichnet, Sinfonietta Dresden, ein Kammerorchester mit vielfältigen Aufgaben im städtischen Musikleben und einer eigenen Konzertreihe, das Dresdner Barockorchester, die Dresdner Kapellsolisten sowie die Virtuosi Saxoniae.
Das Dresdner Festspielorchester ist ein 2012 für die Dresdner Musikfestspiele gegründetes, international besetztes Ensemble unter der Leitung von Ivor Bolton, es hat 2016 seine erste eigene CD veröffentlicht.
In Dresden haben zwei berühmte Chöre mit langer Geschichte ihre Heimat:
- Der Dresdner Kreuzchor (Capella sanctae crucis) ist zwar Knabenchor der Kreuzkirche und wird mit dieser identifiziert, ist jedoch seit seiner Gründung bis heute ein städtischer Chor. Nach dessen eigener Darstellung sei er so alt wie die Stadt selbst und im 13. Jahrhundert gegründet worden (was allerdings so nicht zutrifft).
- Der Knabenchor der Kathedrale (ehemalige Hofkirche) wiederum sind die Dresdner Kapellknaben, der jedoch im Gegensatz zum Kreuzchor ein kirchlicher Chor ist.

Weitere Chöre in Dresden sind:
- Dresdner Kammerchor – international renommierter Chor mit einem breiten Repertoire (Alte Musik über Romantik bis zu Uraufführungen), gegründet (1985) und geleitet von Hans-Christoph Rademann
- Das Sächsische Vocalensemble – 1996 gegründet mit dem Schwerpunkt Alte Musik und geleitet von Matthias Jung.
- Philharmonische Chöre Dresden – 1967 gegründet, arbeiten hauptsächlich mit der Philharmonie zusammen, derzeitiger Leiter ist Gunter Berger
- Knabenchor Dresden – gegründet im Jahr 1971 durch Studienrat Manfred Winter, geleitet von Matthias Jung
- Singakademie Dresden – einer der bedeutendsten Laienchöre Mitteldeutschlands, hervorgegangen aus dem 1884 gegründeten Dresdner Lehrergesangverein, bestehend aus Kinder-, Kammer-, Oratorien- und Seniorenchor, geleitet von Ekkehard Klemm
- Chorus 116

Sven Helbig ist zugleich Produzent der Band Polarkreis 18, der 2008 als erster Dresdner Band mit Allein Allein ein Nummer-eins-Hit in den deutschen Singlecharts gelang. In den 1970er Jahren war Dresden mit Bands wie electra und Lift ein Zentrum der Rockmusik in der DDR. Die Mitglieder dieser Bands waren vorrangig Studenten der Hochschule für Musik Carl Maria von Weber. Hier begann unter anderem Veronika Fischer ihre musikalische Karriere. Anfang der 1990er Jahre galten die Freunde der italienischen Oper unter vielen Journalisten als beste und innovativste Band der neuen Länder. Ray & the Rockets veröffentlichten im Jahre 1998, 44 Jahre nach der „Erfindung“ des Rock ’n’ Roll den ersten Rock-’n’-Roll-Tonträger Dresdens.
Bekannte Komponisten, die in Dresden wirkten, sind zum Beispiel Fritz Geißler, Jörg Herchet, Heinrich Schütz, Richard Wagner, Carl Maria von Weber, Jan Dismas Zelenka  und Udo Zimmermann. Einige Komponisten haben in Dresden ihren Wohnsitz, darunter Thuon Burtevitz, Alexander Keuk, Wilfried Krätzschmar, Karoline Schulz und Jorge García del Valle Méndez.

### Museen und Galerien

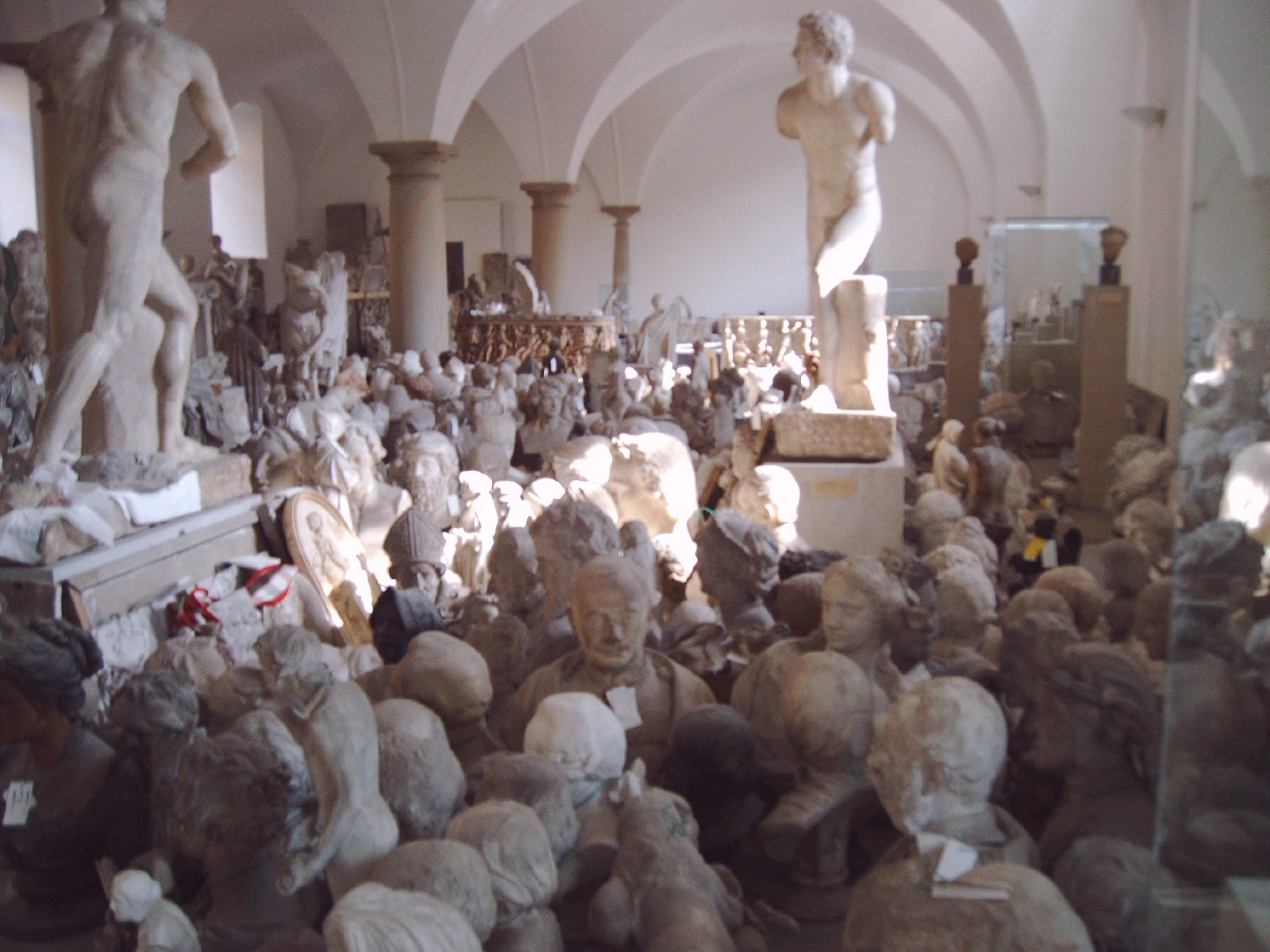
Blick in die Skulpturensammlung mit den vor der Flut ausgegliederten Gipsabgüssen

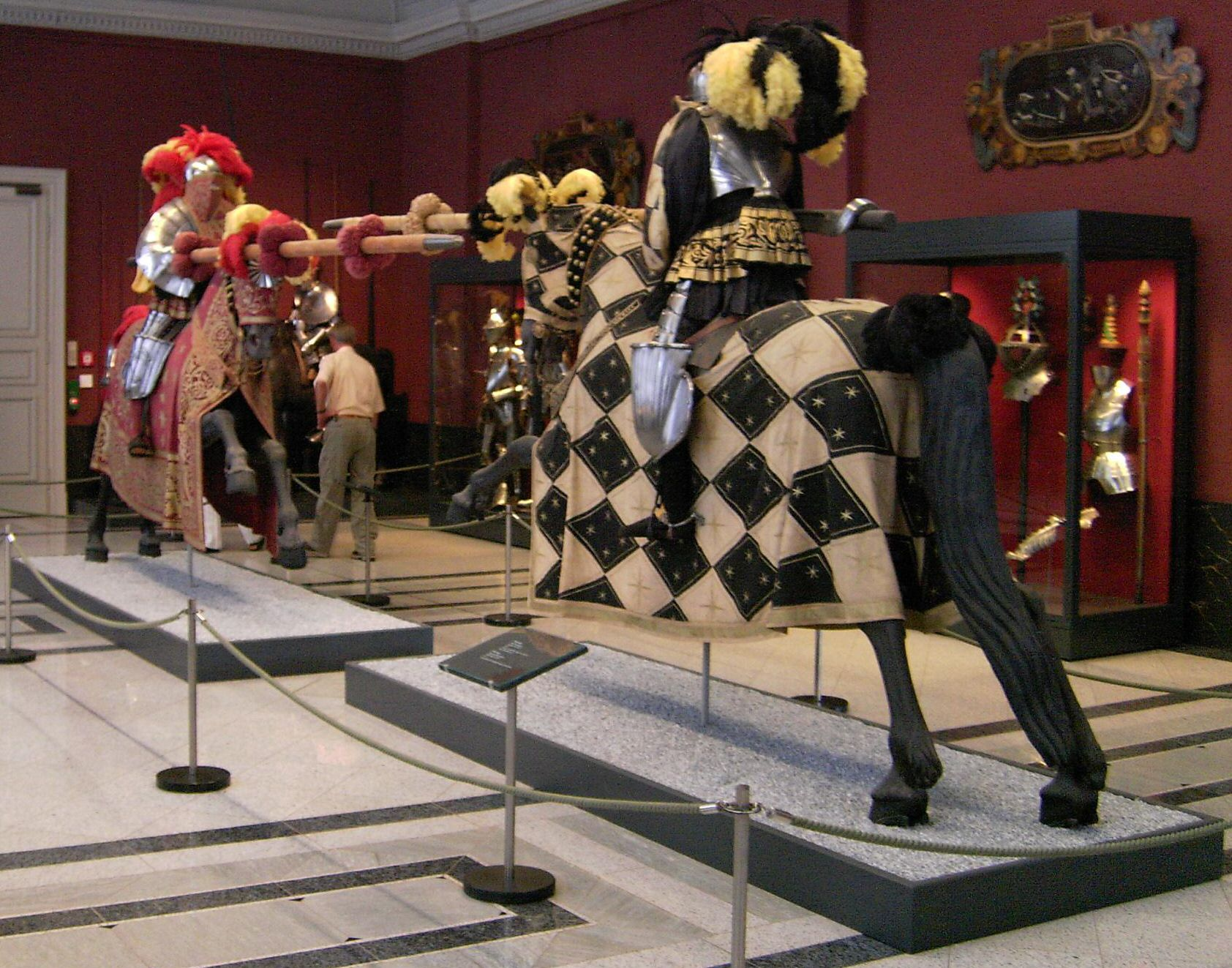
Ausstellung der Rüstkammer

Dresden hat eine vielseitige Museumslandschaft – eine Komposition von historisch gewachsenen und wertvollen jüngeren Einrichtungen. Der über Jahrhunderte anhaltende kulturelle Beitrag Dresdens wird mit etwa 50 Museen repräsentiert, darunter viele halbstaatliche und private Institutionen.

#### Landesmuseen
Die Staatlichen Kunstsammlungen Dresden (SKD) enthalten die bekanntesten Museen der Stadt. Die zentralen Einrichtungen der Kunstsammlungen sind das Residenzschloss und der Zwinger.
Die Gemäldegalerie Alte Meister befindet sich seit 1855 im Semperbau des Zwingers. Das berühmteste Exponat ist die Sixtinische Madonna von Raffael, die ursprünglich 1512/13 als Altarbild gemalt wurde. Mit weiteren Werken unter anderen von Rembrandt, Rubens und Canaletto führt die Galerie Bilder der Renaissance und des Barock. Der Begriff „Alte Meister“ soll dabei die epochale Abgrenzung zu den Malern der Galerie Neue Meister späterer Epochen schaffen.
Zu den Neuen Meistern zählen Maler wie Caspar David Friedrich, Max Liebermann, Max Slevogt, Otto Dix und Künstler der Gruppe Brücke. Damit führt die Galerie Werke der Romantik, des Impressionismus und des Expressionismus. Im Gegensatz zu den Alten Meistern hatten bei den Künstlern dieser Galerie sehr viele einen persönlichen Bezug zu Dresden, indem sie an der Kunstakademie studierten, lehrten oder hier lebten.
Eine weitere Einrichtung der SKD ist das Grüne Gewölbe. Es beherbergt die Sammlung der sächsischen Kurfürsten und Könige. Der Schatz in Form von Schmuck und repräsentativen Ausstellungsstücken ist eine Sammlung europäischer Goldschmiedekunst und des Feinhandwerks. Die wohl bekanntesten Werke entstanden durch den Hofgoldschmied Johann Melchior Dinglinger und seine Söhne. Der Hofstaat zu Delhi am Geburtstag des Großmoguls Aurang-Zeb zählt zu den herausragenden Stücken der Sammlung. Besonders bekannt ist der mit 185 menschlichen Köpfen beschnitzte Kirschkern.
Ein besonderes Museum der SKD ist der Mathematisch-Physikalische Salon, der sich ebenfalls im Zwinger befindet. Er enthält mathematische und physikalische Instrumente aus der Zeit des Barock und der Aufklärung sowie Globen und astronomische Kartografien. Er ist eines der frühesten Zeugnisse für die Verbindung von Kultur und Wissenschaft in Dresden und wurde 1728 aus der allgemeinen Kunstsammlung ausgegründet. Die Grundlagen dieser Sammlung wurden dort schon Jahrhunderte vorher gelegt.
Weitere Einrichtungen der Kunstsammlungen sind das Kunstgewerbemuseum im Schloss Pillnitz, das Kupferstichkabinett mit dem Josef-Hegenbarth-Archiv, das Museum für Sächsische Volkskunst, die Porzellansammlung – eine Sammlung von Meissener Porzellan –, die Puppentheatersammlung, die Skulpturensammlung und die Kunsthalle im Lipsius-Bau.

#### Nationale Museen

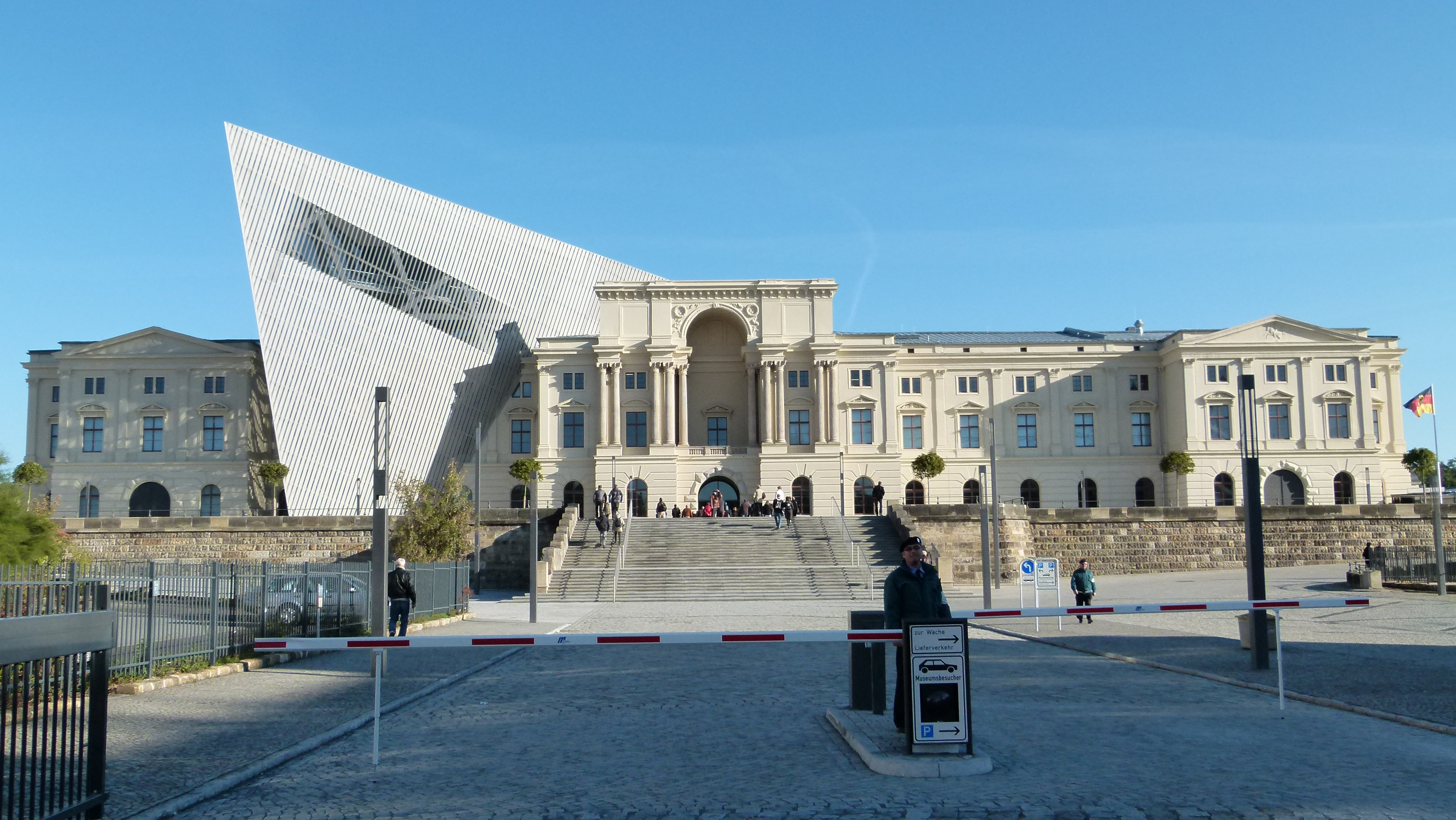
Militärhistorisches Museum der Bundeswehr

Das Deutsche Hygiene-Museum dient seit seiner Gründung 1912 der gesundheitlichen, humanbiologischen und medizinischen Aufklärung der breiten Bevölkerung. Bekanntestes Exponat ist die Gläserne Frau, die einen plastischen Einblick auf alle inneren Organe zulässt.
Im Norden der Stadt, in der ehemaligen Kasernenvorstadt Albertstadt, liegt das Militärhistorische Museum der Bundeswehr. Es wurde von 2006 bis 2011 nach Plänen von Daniel Libeskind umgebaut (siehe Moderne Bauwerke). 10.000 Objekte bezeugen Kulturgeschichten der Gewalt. Die Sammlung umfasst Waffen und Kriegsgeräte aus mehreren Jahrhunderten.

#### Städtische Museen

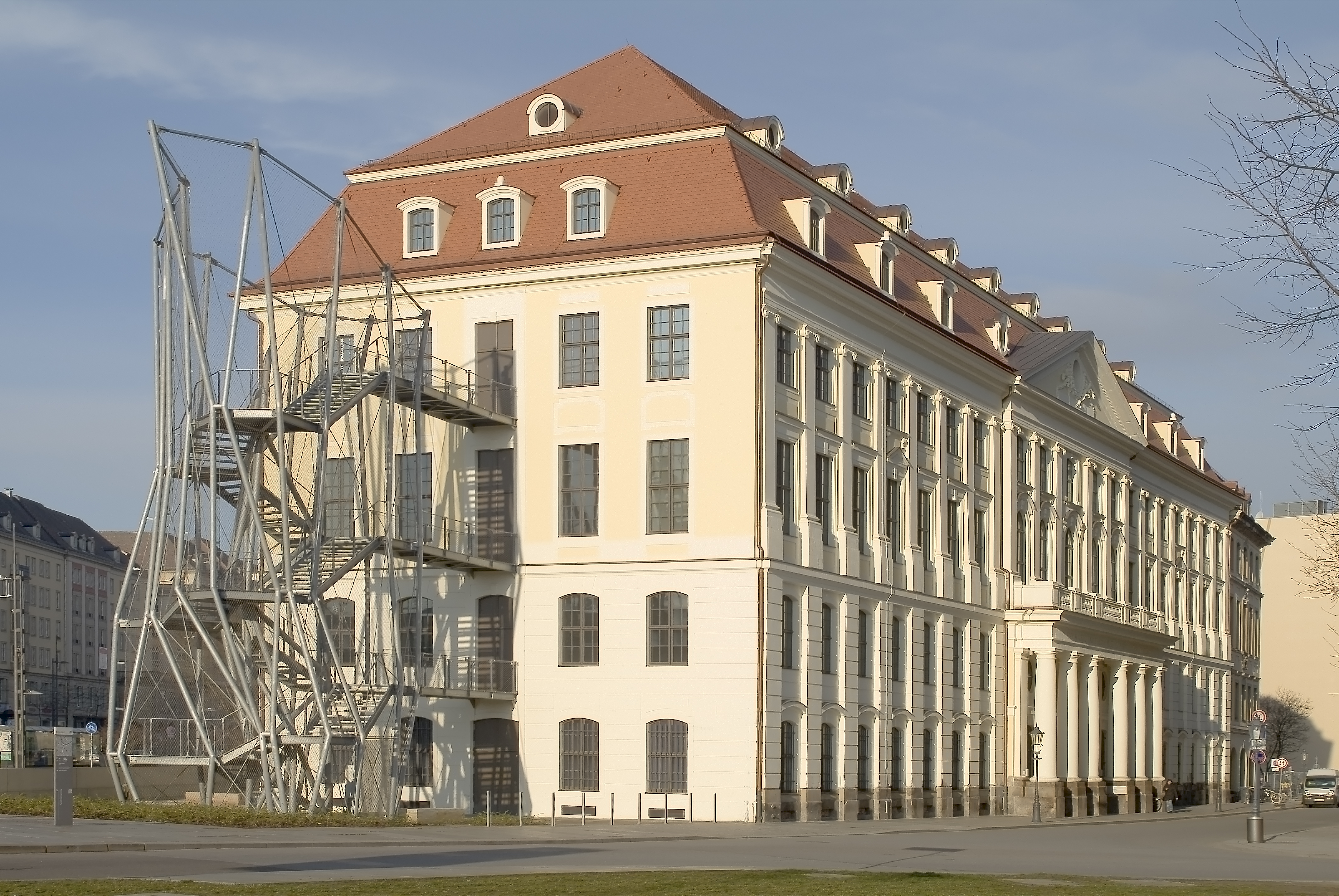
Landhaus am Pirnaischen Platz

Das Stadtmuseum Dresden und die Städtische Galerie Dresden sind im Landhaus (dem ersten Tagungsgebäude für die Landstände) am Pirnaischen Platz untergebracht.
Weitere Museen in städtischer Verantwortung sind die Technischen Sammlungen, das Carl-Maria-von-Weber-Museum, das Kraszewski-Museum, das Kügelgenhaus – Museum der Dresdner Romantik, das Schillerhäuschen, das Palitzsch-Museum, Leonhardi-Museum und das Kunsthaus Dresden.

### Bibliotheken

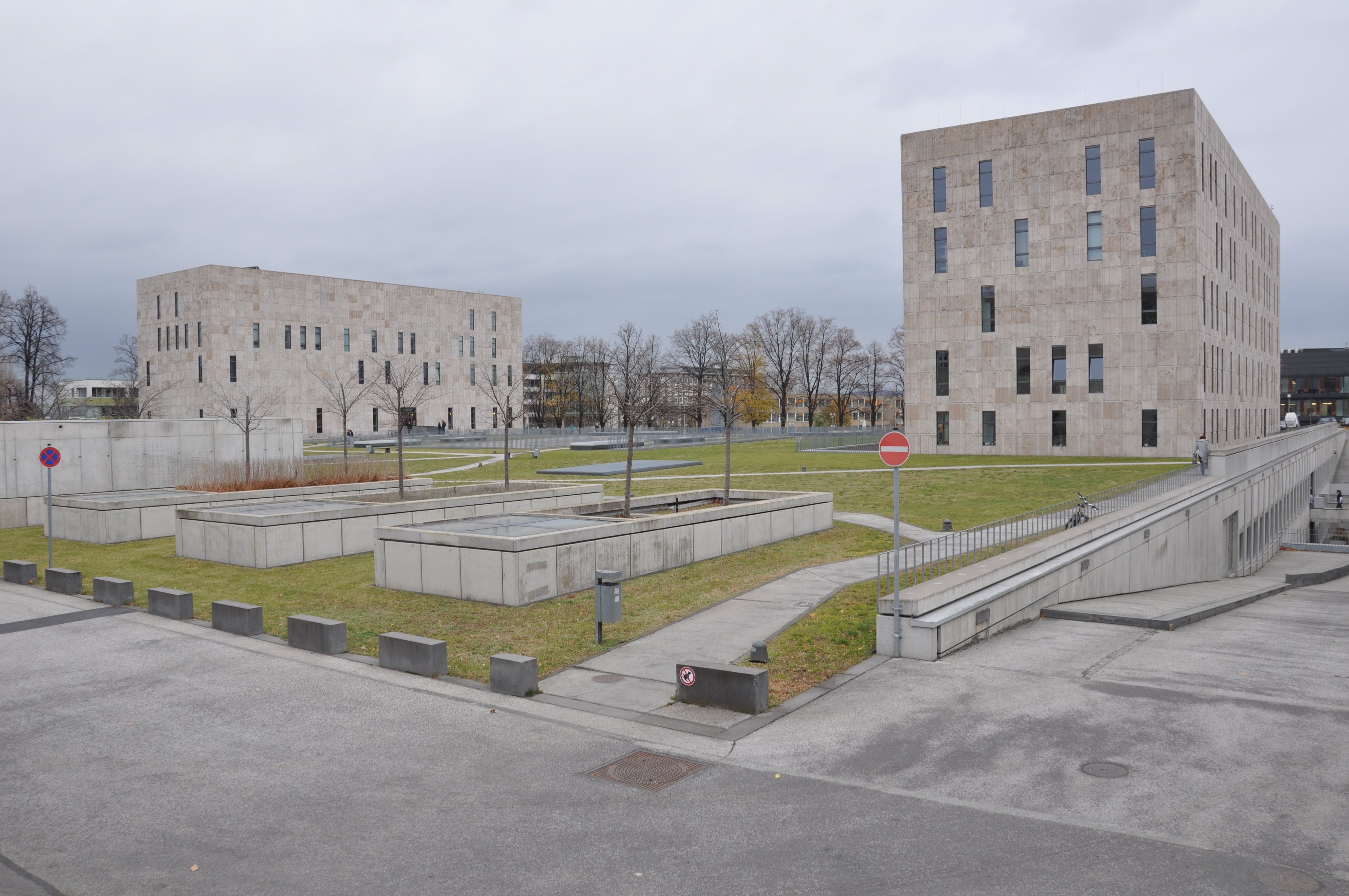
Sächsische Landes- und Universitätsbibliothek (SLUB)

Die Sächsische Landesbibliothek – Staats- und Universitätsbibliothek Dresden befindet sich im Süden der Stadt auf dem Campus der Technischen Universität. Sie entstand 1996 aus dem Zusammenschluss der Dresdner Universitätsbibliothek mit der Sächsischen Landesbibliothek, die 1556 als Hofbibliothek gegründet wurde. Sie gehört mit etwa neun Millionen Bestandseinheiten zu den größten Bibliotheken in Deutschland und hat das Pflichtexemplarrecht für in Sachsen erschienene und erscheinende Bücher. In der Bibliothek befindet sich die Deutsche Fotothek.
Hochschulbibliotheken bestehen an der Hochschule für Wirtschaft und Technik, an der Hochschule für Musik Carl Maria von Weber, an der Hochschule für Bildende Künste sowie am gemeinsamen Campus der Staatlichen Studienakademie Dresden und der Evangelischen Hochschule Dresden.
Die Städtischen Bibliotheken bestehen neben der Zentralbibliothek aus 19 Stadtteilbibliotheken und einer Fahrbibliothek.
Bedeutende Archive in Dresden sind das Stadtarchiv und das Hauptstaatsarchiv.

### Kinos

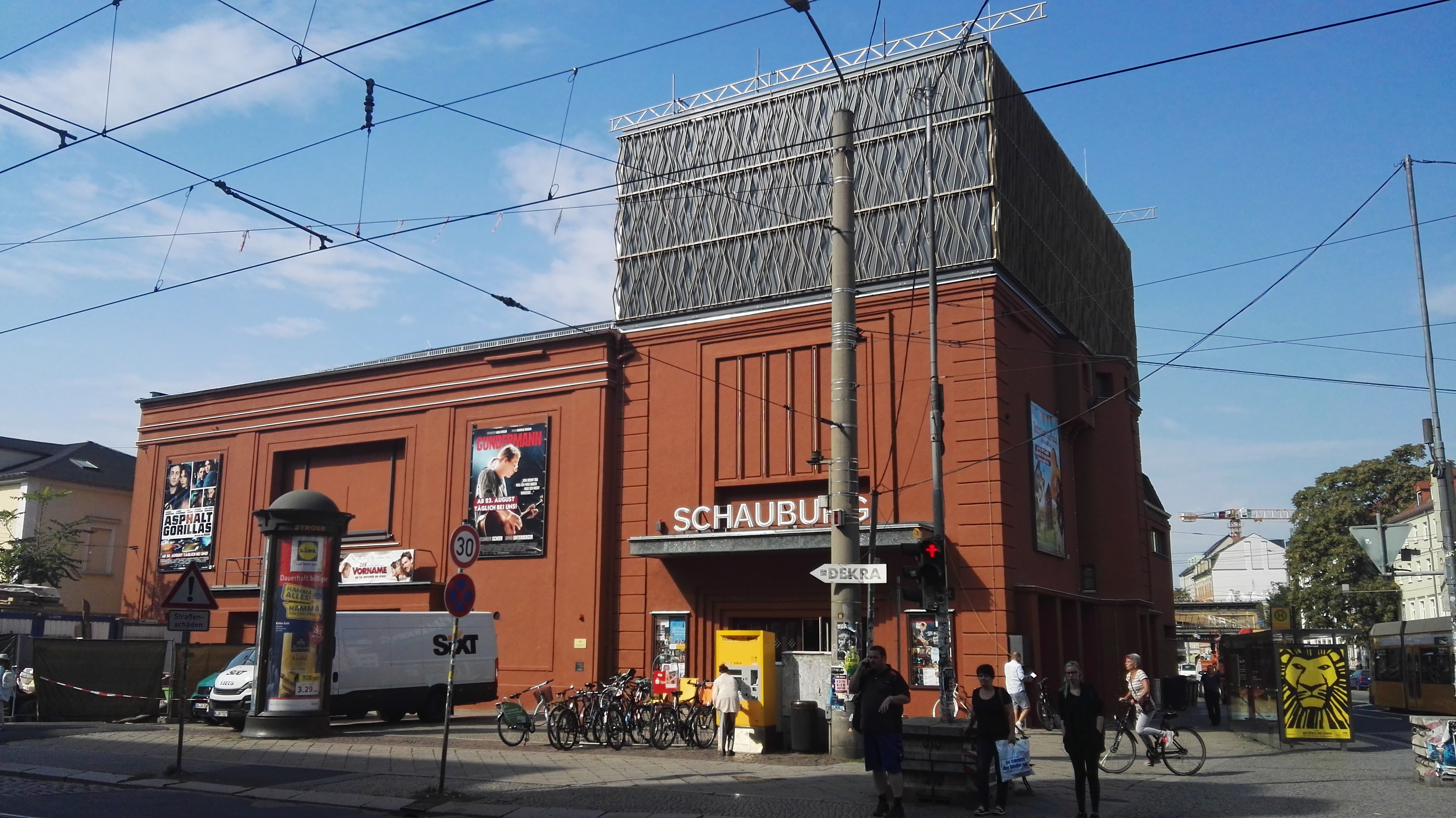
Filmtheater Schauburg

In Dresden gibt es 15 Kinos mit rund 10.200 Sitzplätzen. Mit dem CinemaxX in Blasewitz (2000 eröffnet), dem UCI im Elbe-Park (1997 eröffnet) und dem Ufa-Kristallpalast an der Prager Straße (1998 eröffnet) existieren insgesamt drei Multiplex-Kinos. Nach deren Eröffnung war Dresden mit über 12.000 Kinositzen in den Jahren 2001 und 2002 die deutsche Stadt mit über 200.000 Einwohnern mit den meisten Plätzen pro Einwohner. Nach einem Bevölkerungswachstum lag Dresden im Jahr 2010 in dieser Statistik auf Platz drei hinter Augsburg und Magdeburg; 2023 liegt es auf dem sechsten Platz. Besonders der UFA-Palast ist architektonisch interessant; der vom Architekturbüro Coop Himmelb(l)au entworfene auffällige „Glaskristall“ (siehe Abschnitt Bauwerke) steht direkt neben dem ebenso markanten Rundkino aus DDR-Zeiten.
Trotz der Häufung von Multiplex-Kinos bestehen weiterhin verschiedene Programmkinos und mit der Schauburg in der Neustadt ein großes „klassisches“ Kino. Trotz der Konkurrenz wurde beispielsweise die Schauburg wiederholt bei Umfragen eines Stadtmagazins zum beliebtesten Kino gewählt. Unter den Programmkinos sind vor allem das Programmkino Ost, das Kino im Dach, das Kino im Kasten und das Kino Thalia zu nennen. Im Jahr 2006 wiedereröffnet wurde das Kino in der Fabrik (kurz KIF), das jedoch kein reines Programmkino ist. Erwähnenswert ist dessen ungewöhnliches Ambiente in einer ehemaligen Fabrik, das unter anderem durch eine ausgefallene Farbgebung besticht.

### Bauwerke

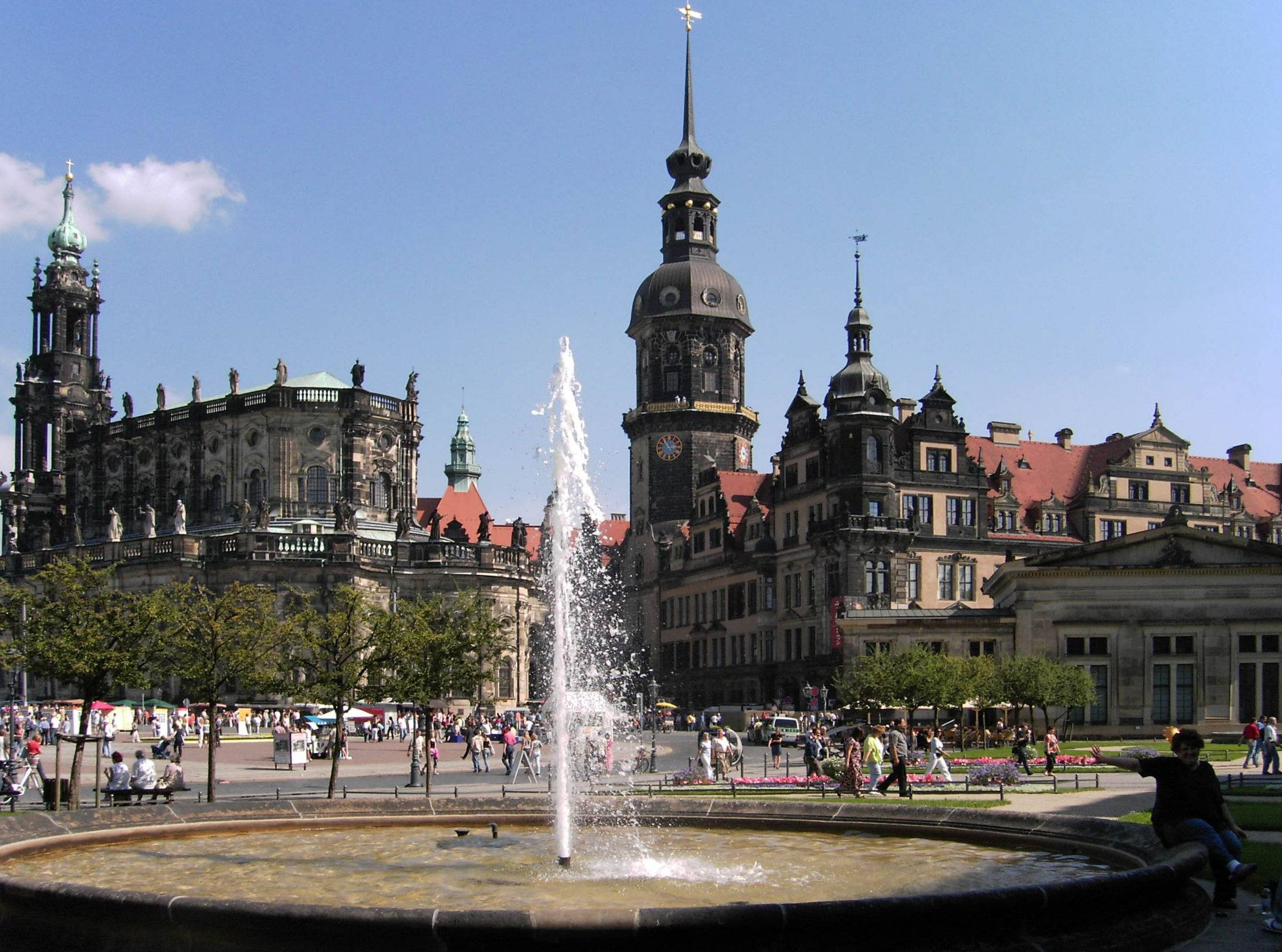
Schloss (rechts) und Hofkirche am Theaterplatz

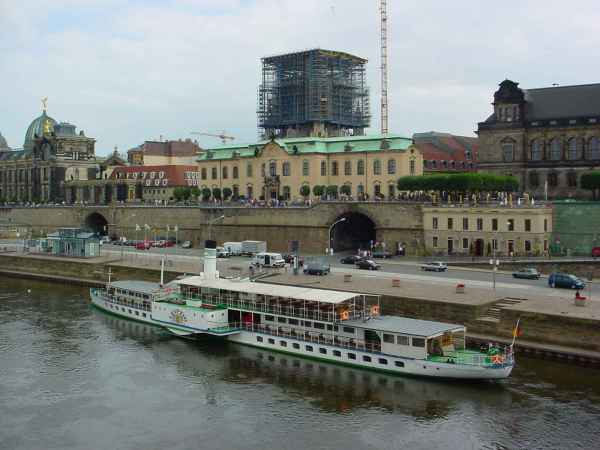
Brühlsche Terrasse mit der im Aufbau befindlichen Frauenkirche

Dresden ist bekannt als Stadt des Barock, wobei Dresden mit Ausnahme der Inneren Neustadt keine Barockstadt im eigentlichen fachlichen Sinne ist. Im Bereich der Architektur hat sich der Dresdner Barock entwickelt, wobei die erhaltenen Bauwerke meist für sächsische Monarchen errichtet worden und teilweise dem Neobarock zuzuordnen sind. Für den originalen bürgerlichen Barock gibt es einige erhaltene Beispiele. Auf der anderen Seite werden viele Gebäude irrtümlich dem Barock zugeordnet: So sind weite Bereiche der Stadt entweder im Stil der Renaissance oder des Klassizismus, vor allem aber im Neobaustil des Historismus nach der Barockzeit errichtet worden. Der eigentlichen barocken Zielsetzung einer Einordnung in klare symmetrische Formen entgegengestellt, achtete man bei der Stadtplanung auf Freiräume für die Elbe.

#### Kulturelles Erbe
Die Stadt wurde neben gotischen Bauten (Ursprungsbau der Kreuzkirche, abgerissene Sophienkirche) und Renaissancebauten (Residenzschloss Dresden) sowie Bauten des 19. Jahrhunderts vor allem vom Dresdner Barock und seinen großartigen Bauwerken geprägt. Ein Wahrzeichen der Stadt ist die Frauenkirche. Nach der Zerstörung Dresdens am 13./14. Februar 1945 standen nur zwei Seitenmauern um ihren Trümmerberg. Ihre Stätte wird seither als Mahnmal des Krieges wahrgenommen, insbesondere beim alljährlichen Gedenken an den 13. Februar 1945. Seit dem 2005 beendeten Wiederaufbau versteht sich die Frauenkirche zudem als „internationale[s] Symbol für Frieden und Versöhnung“. In den ersten zweieinhalb Jahren nach der Neueröffnung wurde sie von fünf Millionen Menschen besucht, nach sieben Jahren waren es 14,5 Millionen.
Kulturelle Wahrzeichen der Stadt sind die Semperoper und der Zwinger. Die Semperoper wurde von 1977 bis 1985 wieder errichtet nach Originalplänen des zweiten Opernbaus (1878 bis 1945) von Gottfried Semper. Sie ist ein Bauwerk des Historismus und trägt vor allem Elemente des Klassizismus. Mit Ausnahme der von 1847 bis 1854 errichteten Sempergalerie wurde der Zwinger von 1711 bis 1728 im barocken Baustil als Ort für königliche Feste sowie Kunstausstellungen auf einer ehemaligen Bastion der Stadtfestung errichtet. Auf der Südseite blieben dabei die Reste der Stadtmauer erhalten. Hier steht das Kronentor, das der königlichen Krone nachempfunden ist. Als eines der ersten Gebäude wurde es nach dem Zweiten Weltkrieg wiederaufgebaut und restauriert.
Zusammen mit dem Italienischen Dörfchen, der Altstädtischen Hauptwache und der Hofkirche bilden der Zwinger und die Semperoper die architektonische Einheit des Theaterplatzes.

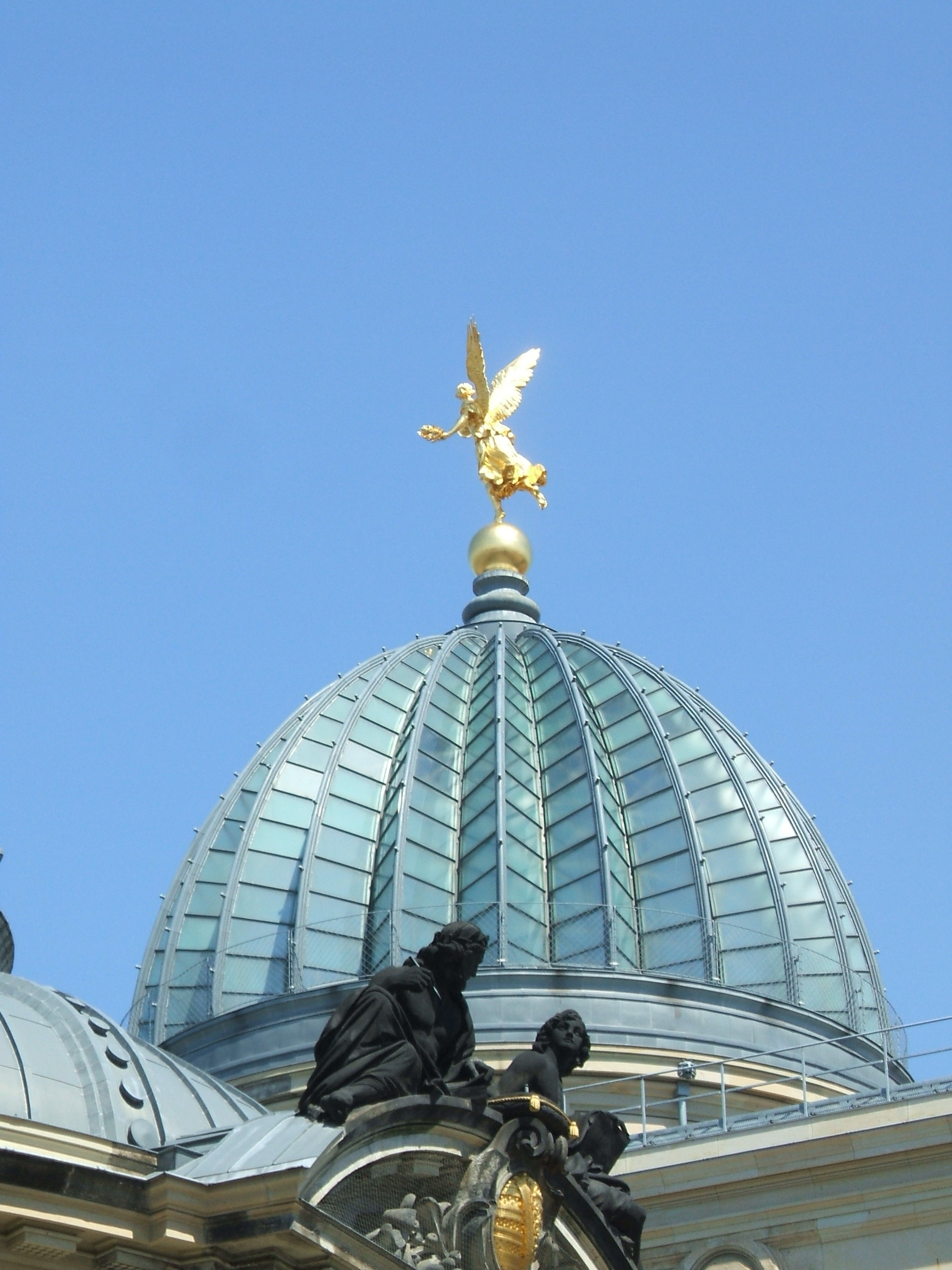
„Zitronenpresse“, die Kuppel der Hochschule der Bildenden Künste

Die Brühlsche Terrasse erstreckt sich in der Innenstadt entlang des Elbufers. Sie ist eine Zusammenstellung aus mehreren Bauwerken und befindet sich auf der alten Stadtbefestigung etwa zehn Meter über der Elbe. Die Kasematten, die ehemaligen unzugänglichen Wehranlagen der Stadt, unter der Terrasse sind in Form eines Museums begehbar. Gebäude, die zur Brühlschen Terrasse gezählt werden, sind zum Beispiel das Albertinum, die Kunstakademie und die Sekundogenitur. Am östlichen Ende befinden sich die Jungfernbastei und der Brühlsche Garten.
Das Residenzschloss Dresden war Wohnsitz der sächsischen Kurfürsten und später Könige. Es ist im Verlauf seiner Geschichte häufig erweitert und verändert worden. Es weist daher sehr viele Baustile in verschiedenen Flügeln und Teilen des Gesamtbauwerks auf. Die ältesten Strukturen lassen sich auf Stichen des 15. Jahrhunderts erkennen. Der Georgenbau ist dabei einer der wenigen erhaltenen Renaissancebauten in Dresden. Der Wiederaufbau des Schlosses begann 1986 und ist im Jahre 2015 weit fortgeschritten und es wird umfangreich durch die Staatlichen Kunstsammlungen Dresden genutzt. Als erstes eigenständiges Element der Schlossanlagen konnte der Stallhof fertiggestellt werden. Zur architektonischen Einheit des Schlossplatzes zählen noch die Hofkirche (siehe unten), der Fürstenzug und das erst Ende des 19. Jahrhunderts errichtete Ständehaus.
Am Rand der Innenstadt befindet sich der Große Garten, ein Park mit Merkmalen barocker Gartenbauweise und symmetrischer Wegführung, allerdings mit freien Verläufen von Bewaldung. Dort befindet sich das Sommerpalais. Der Große Garten gehörte nicht zum Weltkulturerbe.

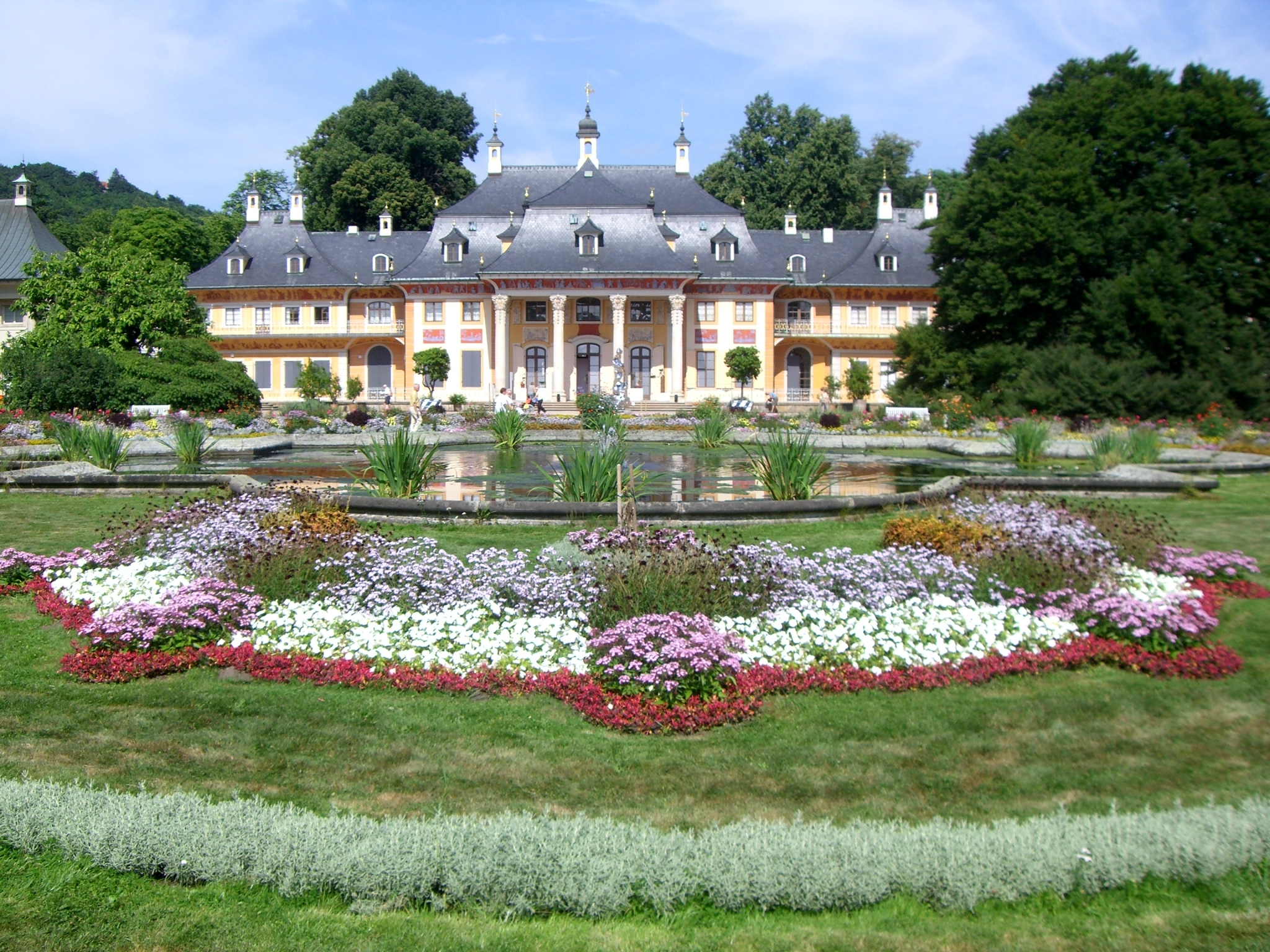
Schloss Pillnitz war Teil der Dresdner Welterbe-Stätten

Am Rande von Dresden, direkt an der Elbe, liegt das Schloss Pillnitz. Dieses besteht aus drei Palais im barocken und chinamodischen Baustil und wurde als Sommerresidenz genutzt. Am Palais an der Elbseite liegt die berühmte Treppe zur Elbe, über die es möglich war, aus der Innenstadt per Gondel an diesem Schloss zu landen. In die europäische Geschichte ging es über die Pillnitzer Deklaration ein.

#### Weltkulturerbe
Die Kulturlandschaft Dresdner Elbtal mit einer Ausdehnung von Schloss Pillnitz bis Schloss Übigau wurde im Jahr 2004 durch die UNESCO in deren Liste der Welterbestätten aufgenommenen, 2009 mit dem Bau der Waldschlößchenbrücke jedoch wieder daraus gestrichen. Die UNESCO sah in der Brücke eine Gefährdung der Landschaft als Welterbe.
Zu Beginn des 20. Jahrhunderts entstanden im Dresdner Raum bedeutende Bauwerke der Reformbaukunst. Für die daraus besonders hervorzuhebende 1909 gegründete erste deutsche Gartenstadt Dresden-Hellerau laufen seit ca. 2011 Bemühungen, für diesen Dresdner Stadtteil die Aufnahme in das UNESCO-Welterbe zu beantragen. Namhafte Künstler und Architekten wie Richard Riemerschmid, Hermann Muthesius, Theodor Fischer, Kurt Frick und Heinrich Tessenow waren an der Gestaltung der von Karl Schmidt-Hellerau gegründeten Reformsiedlung beteiligt.

#### Sakralbauten

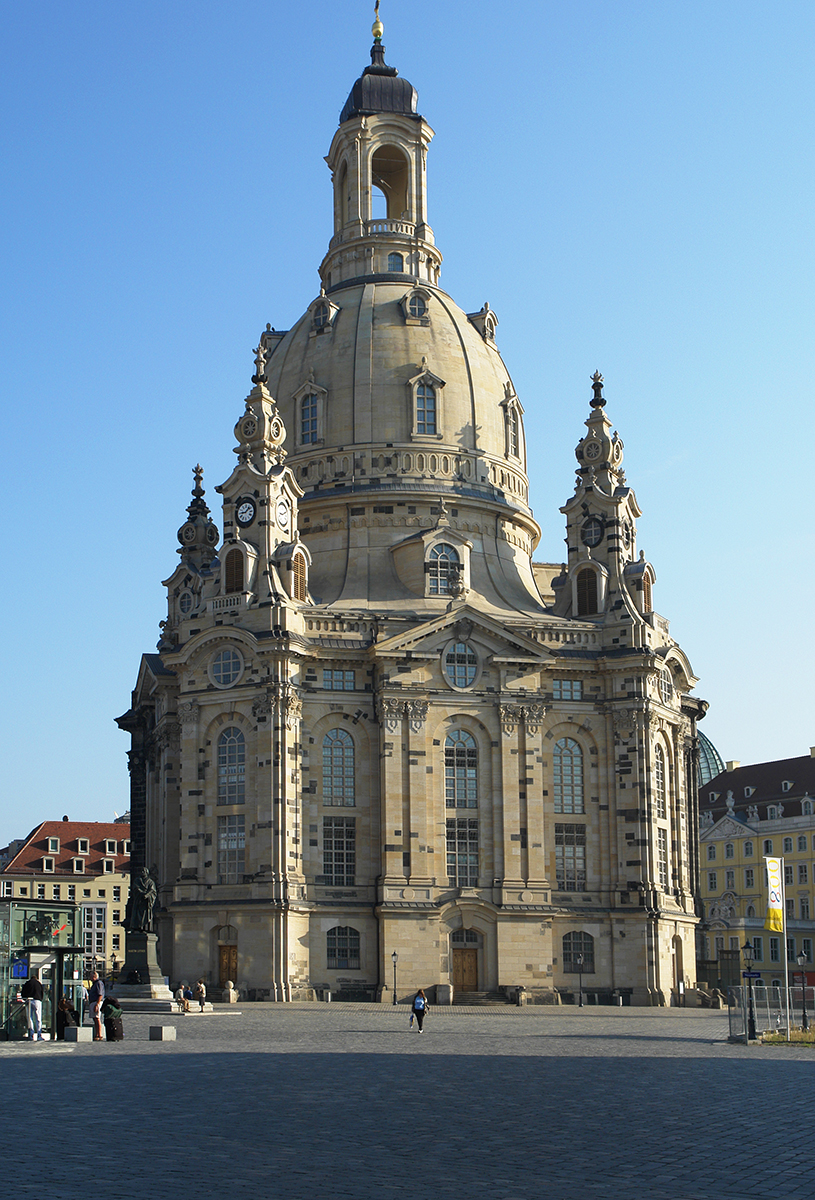
Die Frauenkirche

Das berühmteste Wahrzeichen der Stadt ist die evangelische Frauenkirche. Sie ist international bekannt als Mahnmal gegen Krieg und als Zeugnis von Versöhnung. Die Frauenkirche wurde nach ihrer Zerstörung am 14. Februar 1945 infolge der Luftangriffe auf Dresden und langjährigem Wiederaufbau, der sich wesentlich über Spendengelder aus der ganzen Welt finanzierte, am 30. Oktober 2005 geweiht. Mit ihrer hohen und breiten Kuppel beherrscht sie das Stadtbild, auf das man von der begehbaren Laterne an der Spitze einen Rundblick werfen kann. Das Original von George Bähr war eines der wenigen hervorragenden Beispiele für bürgerlichen Barock. Die Kirche wurde von 1723 bis 1743 erbaut und ersetzte einen gotischen Vorläufer. Die Bauzeit von 17 Jahren war für damalige Zeiten sicher sehr schnell, wenn man bedenkt, dass der Wiederaufbau mit wesentlich besseren Kränen und Baugeräten etwa zehn Jahre dauerte. Die Kirche in ihrer alten Form wie in ihrem Neubau ist etwas mehr als 91 Meter hoch.

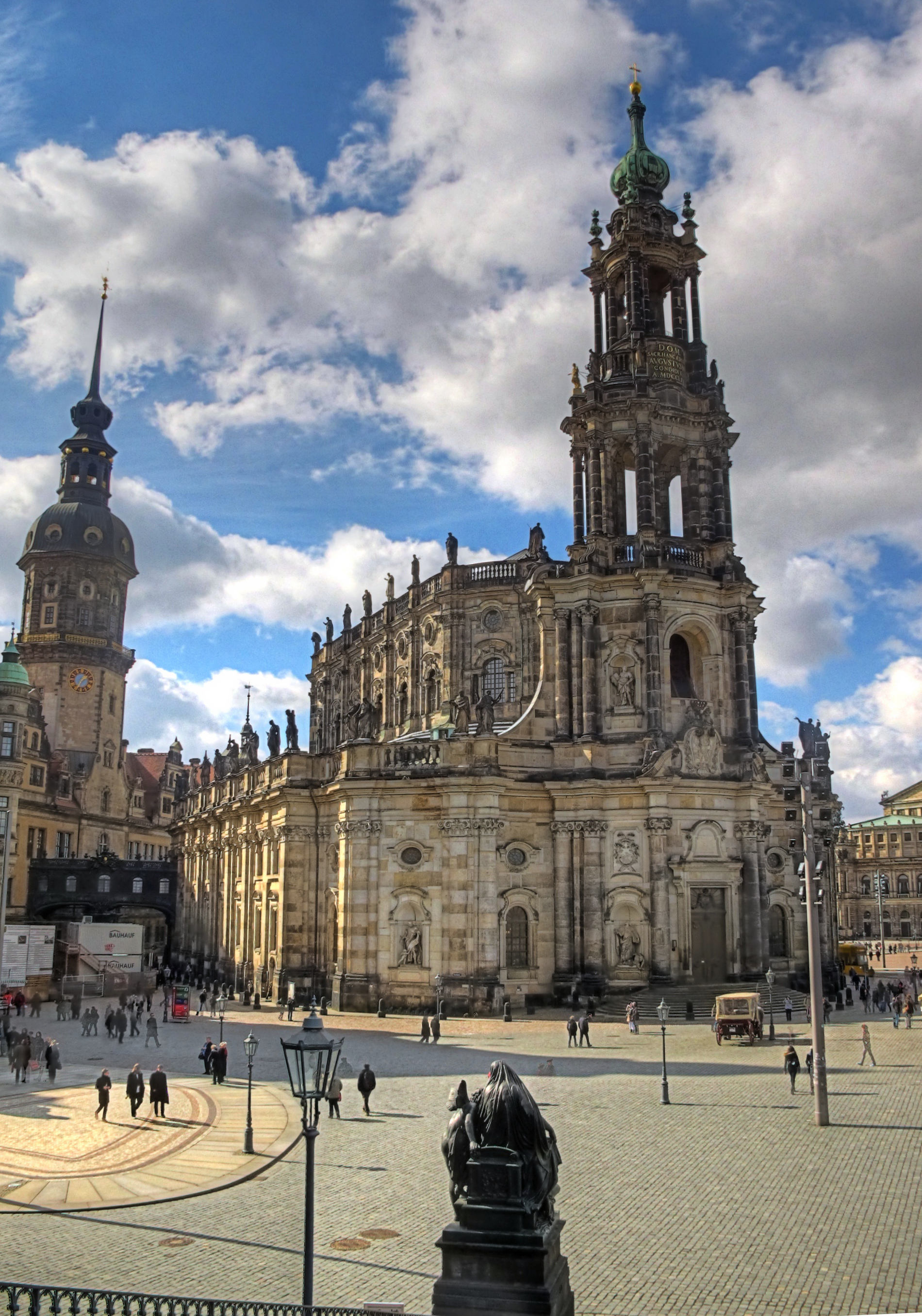
Die Katholische Hofkirche

Durch den Wiederaufbau der Frauenkirche ist die Katholische Hofkirche wieder das zweithöchste Kirchengebäude der Stadt. Sie wurde zwischen 1739 und 1751 erbaut und im selben Jahr der Heiligsten Dreifaltigkeit („Sanctissimae Trinitatis“) geweiht. Ebenfalls am 13. Februar 1945 zerstört, wurde sie dennoch ab Juni 1945 weiter zur Feier von Gottesdiensten benutzt. 1962 konnte auch das Hauptschiff wieder genutzt werden. 1964 wurde die Hofkirche zur Kon-Kathedrale (so viel wie Mit-Kathedrale) erhoben. Durch den Umzug des Bischofs von Bautzen nach Dresden ist sie seit 1980 Kathedrale des Bistums Dresden-Meißen.
Evangelische Hauptkirche ist allerdings die am Südost-Rand des Altmarkts gelegene Kreuzkirche. Sie ist der größte Kirchenbau Sachsens und, durch Zerstörungen oder Brände mit anschließenden Wiederaufbauten in veränderter Form, seit dem 13. Jahrhundert überliefert.
Die Sophienkirche, die am Postplatz in unmittelbarer Nähe des Zwingers stand, war eines der wenigen Bauwerke der Gotik in der Stadt. Die Ruine dieser Kirche wurde trotz eines guten Erhaltungszustandes im Rahmen einer sozialistisch-antikirchlichen Einstellung abgetragen und musste der HO-Gaststätte „Am Zwinger“ weichen (von den Dresdnern Fresswürfel genannt), die ihrerseits den Start in die Marktwirtschaft nicht überlebte. Heute geben einerseits der Cholerabrunnen, andererseits durch die Bemühungen bürgerschaftlichen Engagements, Elemente der Busmannkapelle der früheren Sophienkirche Auskunft über den vormaligen Standort. Mit ihr verbunden ist der Sophienschatz im Stadtmuseum Dresden.
Auch die in der Südvorstadt gelegene Zionskirche fiel – als damals eine der jüngsten Kirchen in der Stadt – dem Zweiten Weltkrieg zum Opfer. Nach der Grundsteinlegung im Jahr 1901 wurde die im Jugendstil errichtete Kirche schließlich im September 1912 geweiht. In der Bombennacht vom 13. Februar 1945 brannte das Gotteshaus völlig aus. In einer Baracke in unmittelbarer Nähe der Ruine fanden ab 1949 Aktivitäten der evangelischen Studentengemeinde statt, die die Räumlichkeiten ab 1956 mit der Zionsgemeinde teilte. Im Juni 1981 wurde mit dem Bau der neuen Zionskirche in der Bayreuther Straße begonnen, der durch die Unterstützung der schwedischen Kirche möglich wurde. Deren feierliche Weihe fand am 31. Oktober 1982 statt.

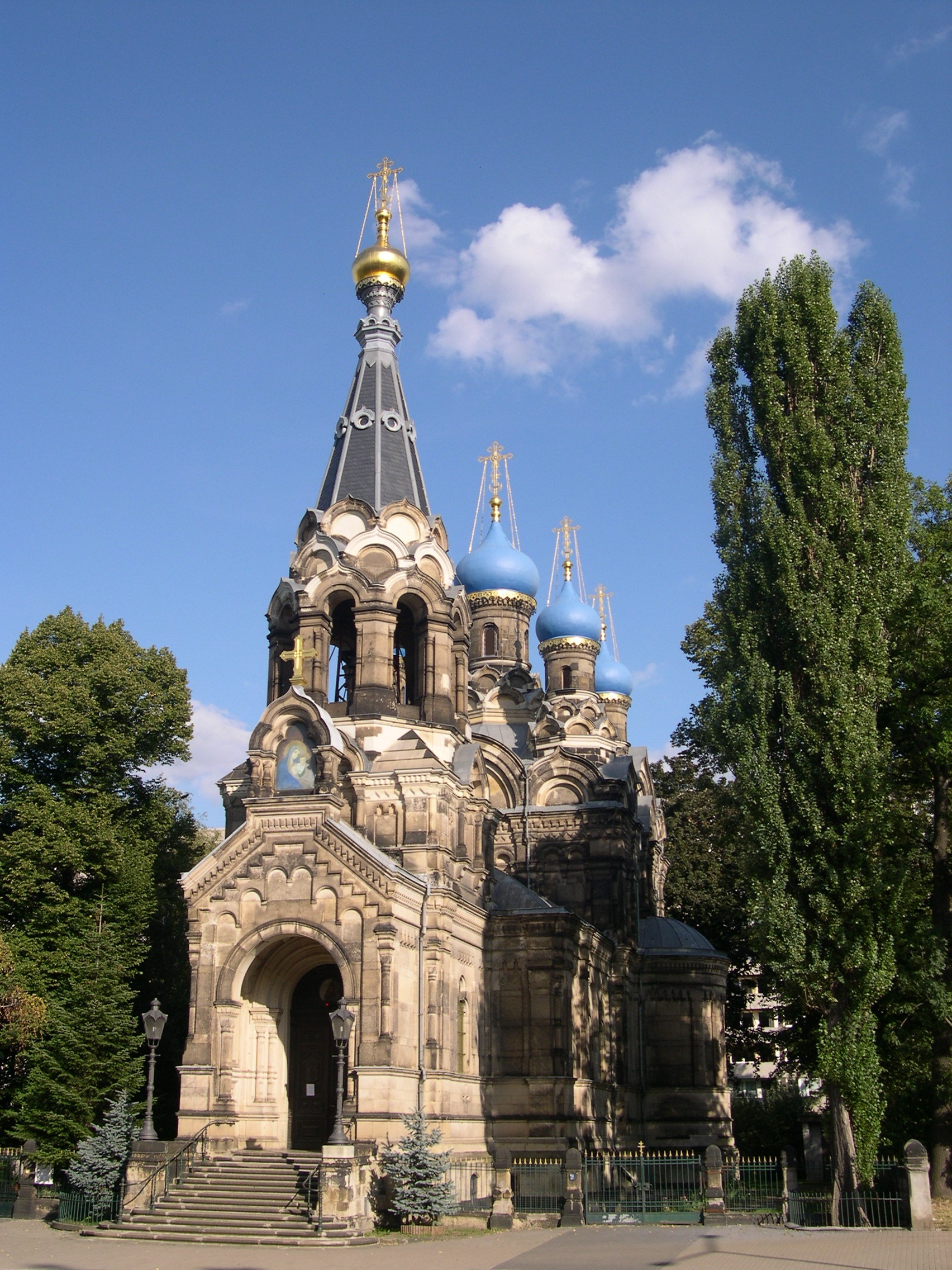
Russisch-orthodoxe Kirche

Die kirchenfeindliche Haltung der sozialistischen Zeit hat dazu geführt, dass mehrere Ruinen Dresdner Kirchen in den fünfziger Jahren endgültig beräumt wurden, davon wären einige wiederaufbaufähig gewesen: Neben der Sophienkirche waren dies die Johanneskirche, die Jakobikirche, die anglikanische und die amerikanische Kirche, die Kirche des Ehrlich’schen Gestifts und die Erlöser-Andreas-Kirche, die Reformierte Kirche, die schottische Kirche und in den sechziger Jahren die katholische Kirche des hl. Franziskus-Xaverius in der Inneren Neustadt.
Andere Kirchenruinen konnten vor einem Abriss bewahrt und zum Teil wieder aufgebaut werden. Von der im Neorenaissancestil errichteten Trinitatiskirche in Johannstadt wurden der Turm und Mauerreste erhalten und einzelne Räume in den 1990er Jahren, nach Enttrümmerung und Sicherung der Ruine, wieder ausgebaut. Heute dient sie der evangelisch-lutherischen Johanneskirchgemeinde Dresden-Johannstadt-Striesen wieder als Kirchenraum, dem Förderverein als Veranstaltungsort, unter anderem für Konzerte, der Offenen Sozialen Jugendarbeit der Gemeinde als Anlaufpunkt für Kinder und Jugendliche aus dem Stadtteil und fungiert als Ausgabestelle der Dresdner Tafel. Die St.-Pauli-Kirche im Hechtviertel wird von einem gemeinnützigen Verein intensiv als Sommertheater genutzt.
Am südlichen Rand der Innenstadt, ebenfalls in der Südvorstadt, liegen die Russisch-Orthodoxe Kirche und die Lukaskirche.
In der Inneren Neustadt befindet sich die Dreikönigskirche mit ihrem Totentanzrelief. Ihre Kriegsruine wurde im Zusammenhang mit der Fertigstellung der Neustädter Hauptstraße wieder aufgebaut. Von 1990 bis 1993 war sie Sitz des sächsischen Landtags.
Die im Stadtteil Strehlen auf einer Anhöhe am Kaitzbach gelegene Christuskirche entstand in den Jahren 1902–1905. Erbaut von den Dresdner Architekten Schilling & Graebner, stellt sie eine der modernsten und kühnsten Kirchenbauten ihrer Zeit in Deutschland dar und wird der Reformarchitektur zugeordnet.
Die Alte Synagoge wurde während der Reichspogromnacht am 9. November 1938 zerstört. Der Architekt des von 1838 bis 1840 erbauten Sakralgebäudes war Gottfried Semper. Aus dem alten Gebäude konnte nur einer der beiden Davidsterne gerettet werden. Fast exakt am selben Ort entstand der Bau der Neuen Synagoge, die am 9. November 2001 eingeweiht wurde.

#### Moderne Bauwerke

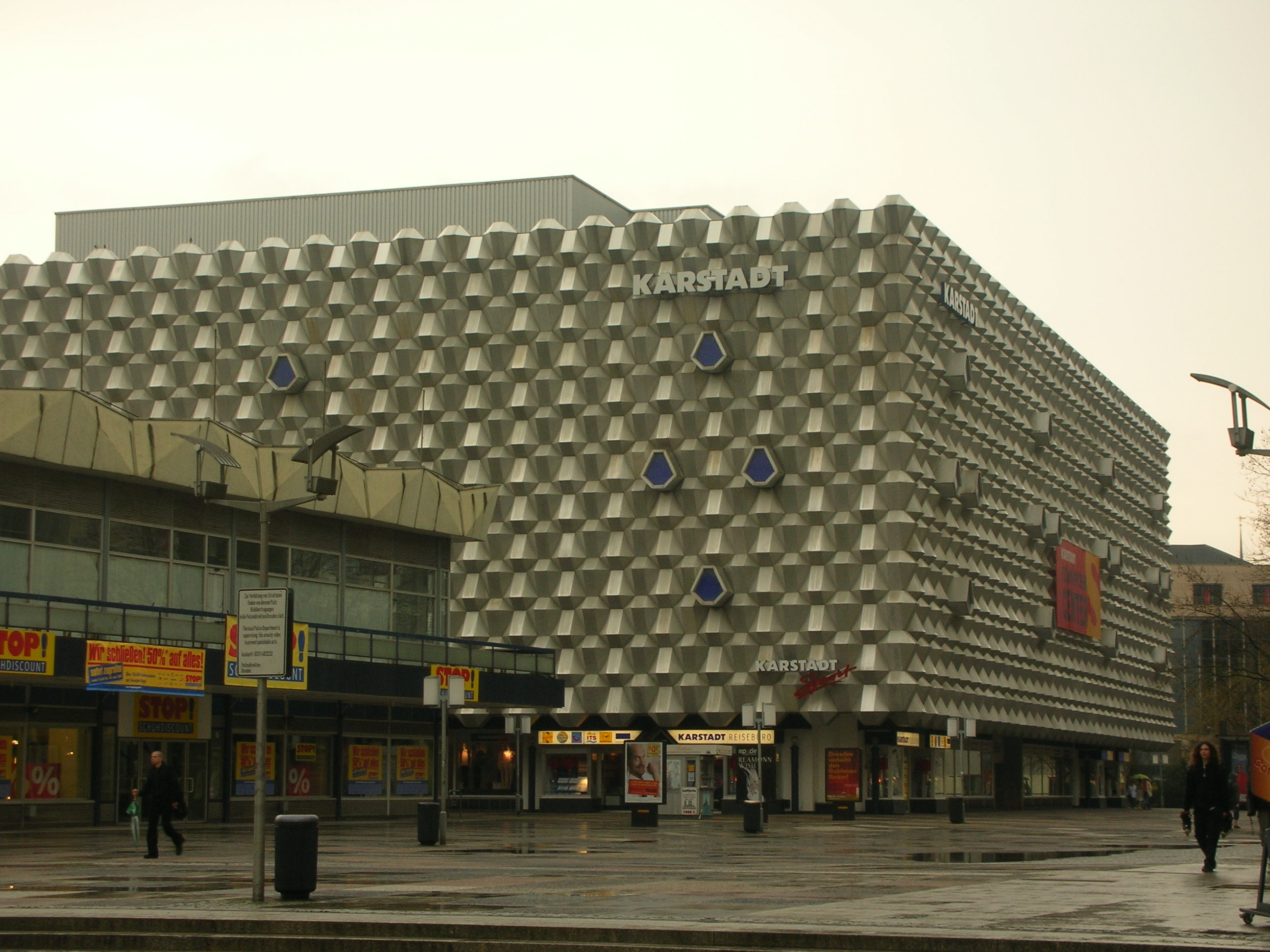
Das ehemalige Centrum-Warenhaus war mit seiner Fassade ein bekanntes Beispiel für DDR-Architektur. Das Gebäude wurde abgerissen; an diesem Ort steht das Einkaufszentrum Centrum-Galerie.

In Dresden befinden sich viele Baudenkmäler des 19. und 20. Jahrhunderts. Die neudeutsche Romantik ist ebenso vertreten wie neoklassizistische Bauten und Gebäude der Gründerzeit, des Jugendstils und der Moderne wie Postmoderne. Teilweise bauen diese neuen Bauwerke auf Vorgängern auf beziehungsweise dienen der Erneuerung dieser Bauwerke. In der Gegenwart werden in Dresden wieder Projekte von international bedeutsamen Architekten durchgeführt.
Das Gebäude des Sächsischen Landtags besteht aus mehreren Flügeln. Der alte südliche, 1928 bis 1931 errichtete Teil gehört dem Bauhaus-Stil an und beherbergt jetzt die Büros der Abgeordneten. Ursprünglich wurde das Gebäude als Landesfinanzamt errichtet und nach 1945 bis 1990 durch die SED-Bezirksleitung genutzt. Neu errichtet wurden der Glasflügel im Norden und die davorliegende „Neue Terrasse“ an der Elbe. Der Plenarsaal und die Räume für die Sitzung befinden sich entlang des Flusses in diesem Glasanbau. Ein weiteres Gebäude, das der Architektur der Weimarer Republik angehört, ist das 1930 eröffnete Deutsche Hygiene-Museum. Es befindet sich in Verlängerung der Hauptachse des Großen Gartens zwischen diesem und der Innenstadt. Der mehrflügelige Bau nimmt die Symmetrie des barocken Parks auf, ist also bewusst als modernes Bauwerk in die bestehende Stadtlandschaft integriert worden. Er trägt vor allem Stilelemente des späten Historismus und bedient sich als solches bei verschiedenen europäischen Baustilen.

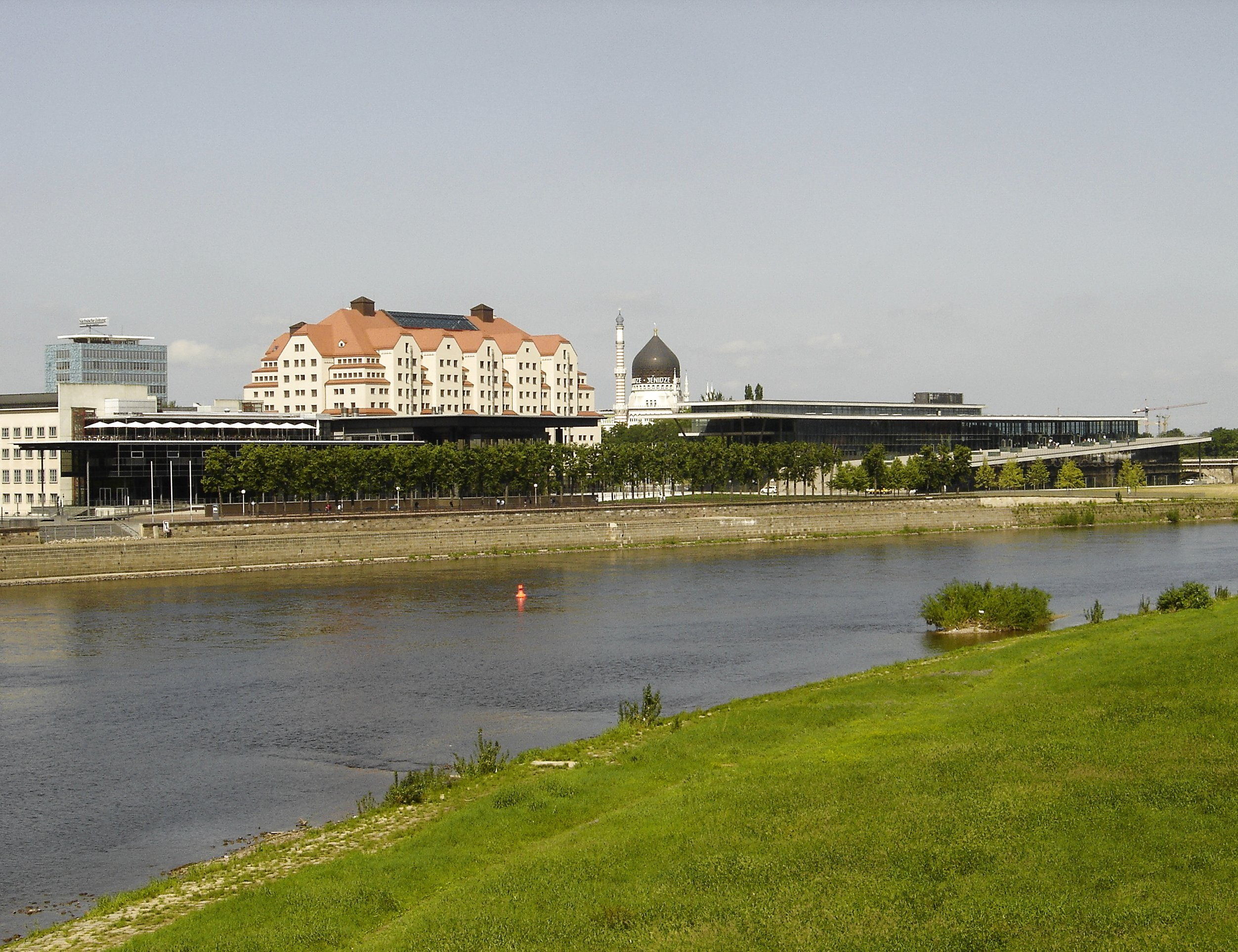
Die Neue Terrasse, Ensemble der Moderne in Dresden

Direkt gegenüber dem Landtag befindet sich das Kongresszentrum der Stadt. Es soll die Innenstadt nach Westen hin abschließen, besteht zu großen Teilen aus Glas und nimmt in seiner Form der Fassade die Kurven des Flusses auf. Eine weitere Einrichtung für große Veranstaltungen ist der Kulturpalast, der von 1962 bis 1969 errichtet und 2013 bis 2017 umgebaut wurde. Er schließt den Altmarkt in Richtung der wiedererrichteten Frauenkirche ab und brach vor deren Rekonstruktion die Leere in der entkernten Stadt. Das sonstige Umfeld am Altmarkt wurde durch Gebäude im Stil des Neoklassizismus errichtet.
In der nördlichen Albertstadt, dem ehemaligen Garnisonskomplex, befindet sich das Militärhistorische Museum der Bundeswehr. Dessen Bauwerk (das Arsenal), das 1875 das Albertinum in der Altstadt als Zeughaus ersetzte, wurde nach Plänen von Daniel Libeskind erneuert, umgebaut und 2011 wiedereröffnet. Libeskind ist zudem der Architekt des Imperial War Museum North in Trafford bei Manchester.
Am 10. November 2006 wurde der nach Plänen von Norman Foster umgebaute und modernisierte Dresdner Hauptbahnhof wiedereröffnet. Wie schon beim Reichstag in Berlin oder dem British Museum wird dabei die alte Struktur und Beschaffenheit des Gebäudes mit neuen Materialien und Formen kombiniert. Das Hauptaugenmerk beim Hauptbahnhof lag auf der Erneuerung des Daches, das mit einem lichtdurchlässigen Teflon-Glasfaser-Gewebe belegt wurde. Dabei heben sich die filigrane Stahlkonstruktion der Bahnhofshalle und der schlicht fallende Stoff gegenseitig hervor. Durch die Dachform des reißfesten Stoffes ergeben sich weitere Einblicke in die Struktur der Stahlträger. Ebenfalls nach Bestrebungen von Foster wurde die lange Zeit mit einem festen Dachbelag überbaute Glaskuppel der Empfangshalle wieder lichtdurchlässig gestaltet. Das Gebäude ist dadurch insgesamt heller und transparenter geworden.

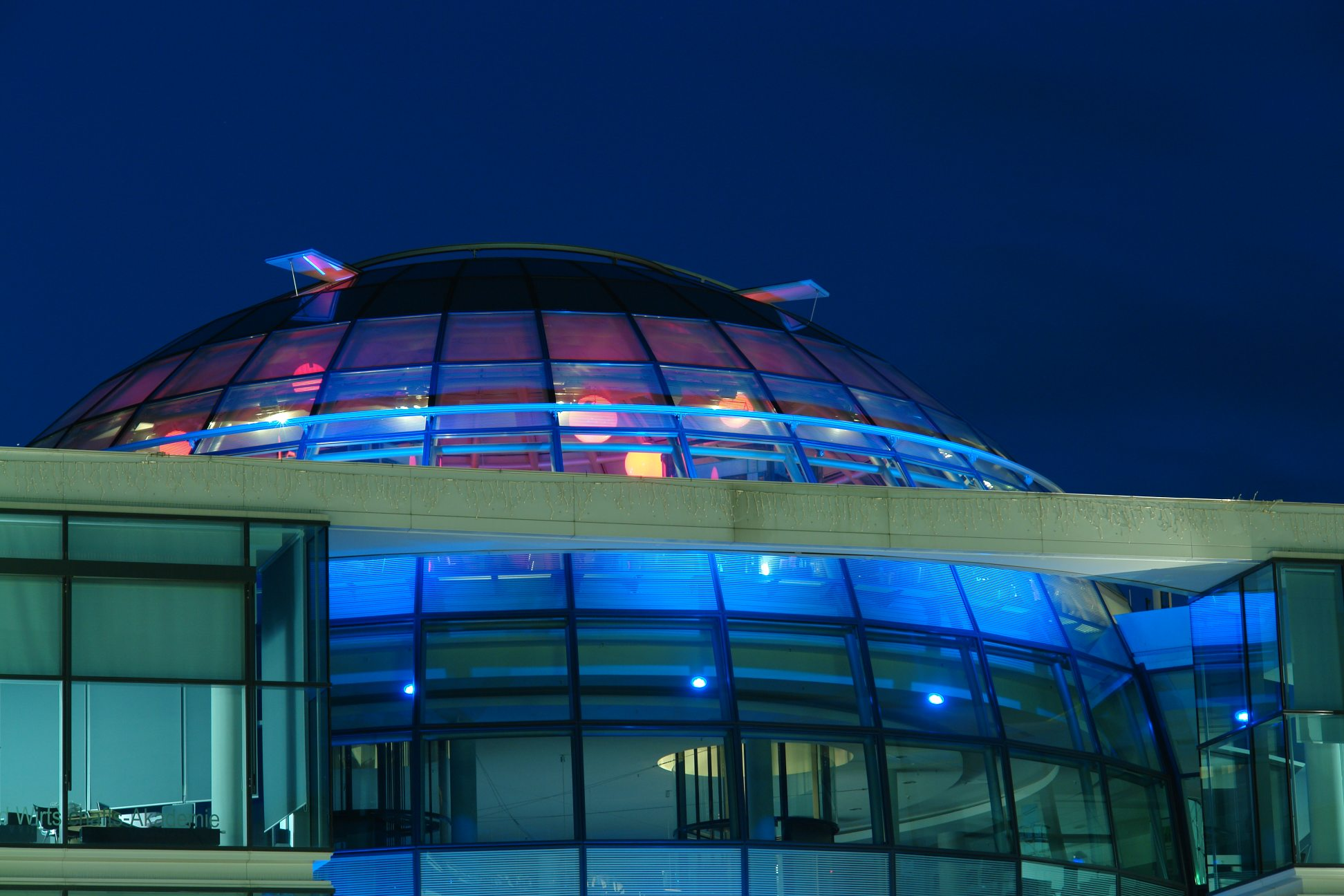
Das (neue) Kugelhaus

Direkt am Hauptbahnhof befindet sich das neuerrichtete Glaskugelhaus. Der Gedanke eines Hauses in Kugelform wurde erstmals 1928 in Dresden verwirklicht. Das für Ausstellungszwecke errichtete Kugelhaus befand sich bis 1938 auf dem Messe- und Ausstellungsgelände, dem heutigen Gelände der Gläsernen Manufaktur. Das neue Kugelhaus, das eine reine Glasfassade hat, soll das Motiv der Kugel wieder aufnehmen.

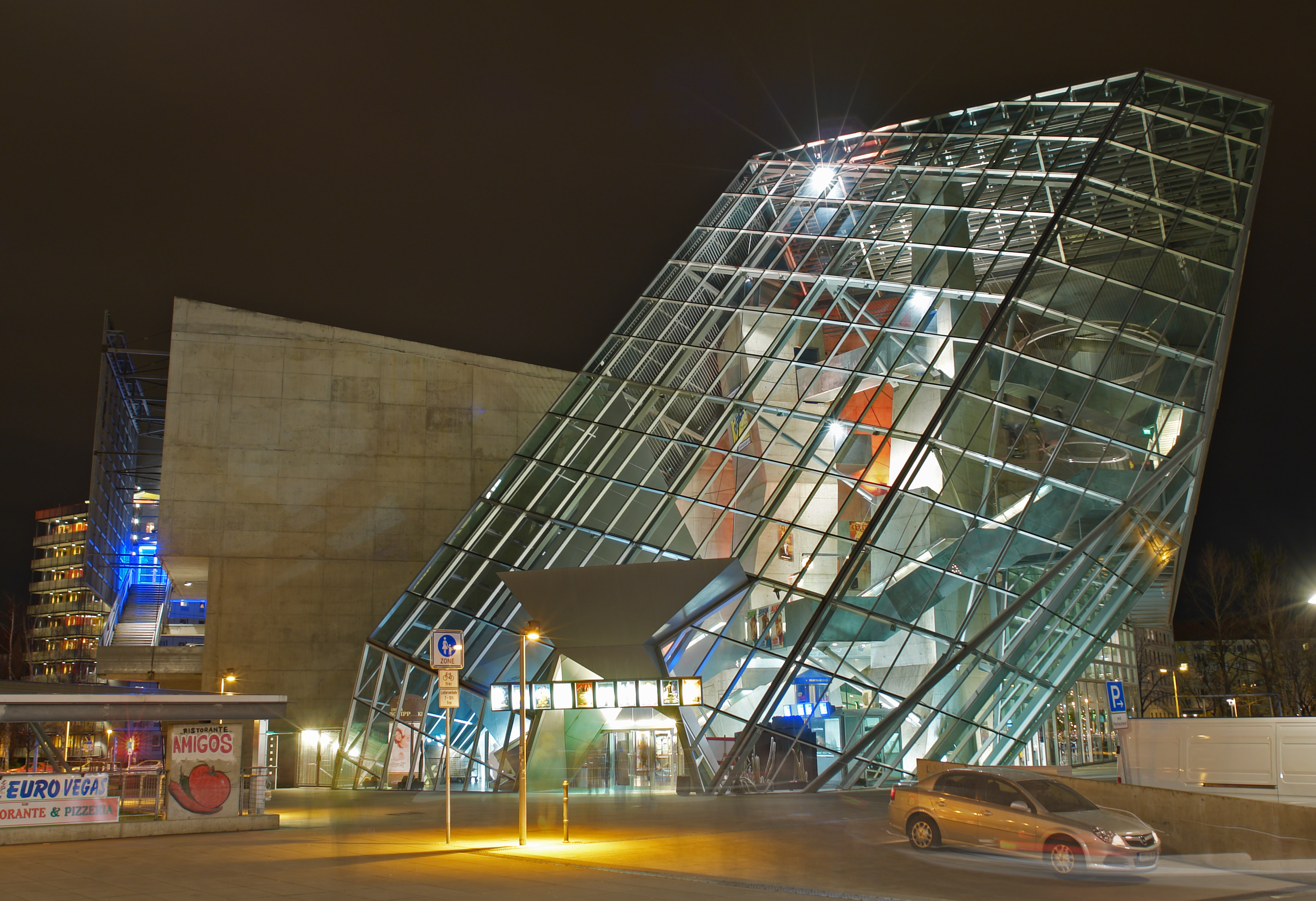
Der dekonstruktivistische UFA-Kristallpalast

Eines der Gebäude der Moderne ist der Ufa-Kristallpalast des Architekturbüros Coop Himmelb(l)au. Dieses mittlerweile bekannte Büro baute mit diesem Gebäude sein erstes großes Projekt. Es gehört trotz nutzungsbedingter Kompromisse zum Dekonstruktivismus, was vor allem am großen Glaskubus des Baus zu erkennen ist.
Weitere bekannte glasbetonende Bauwerke sind zum Beispiel das World Trade Center und die Gläserne Manufaktur von VW, beide am sogenannten „26er Ring“ (Straßenzug um die Altstadt aus Ammonstraße, Wiener Straße, Lennéstraße und Güntzstraße) gelegen.

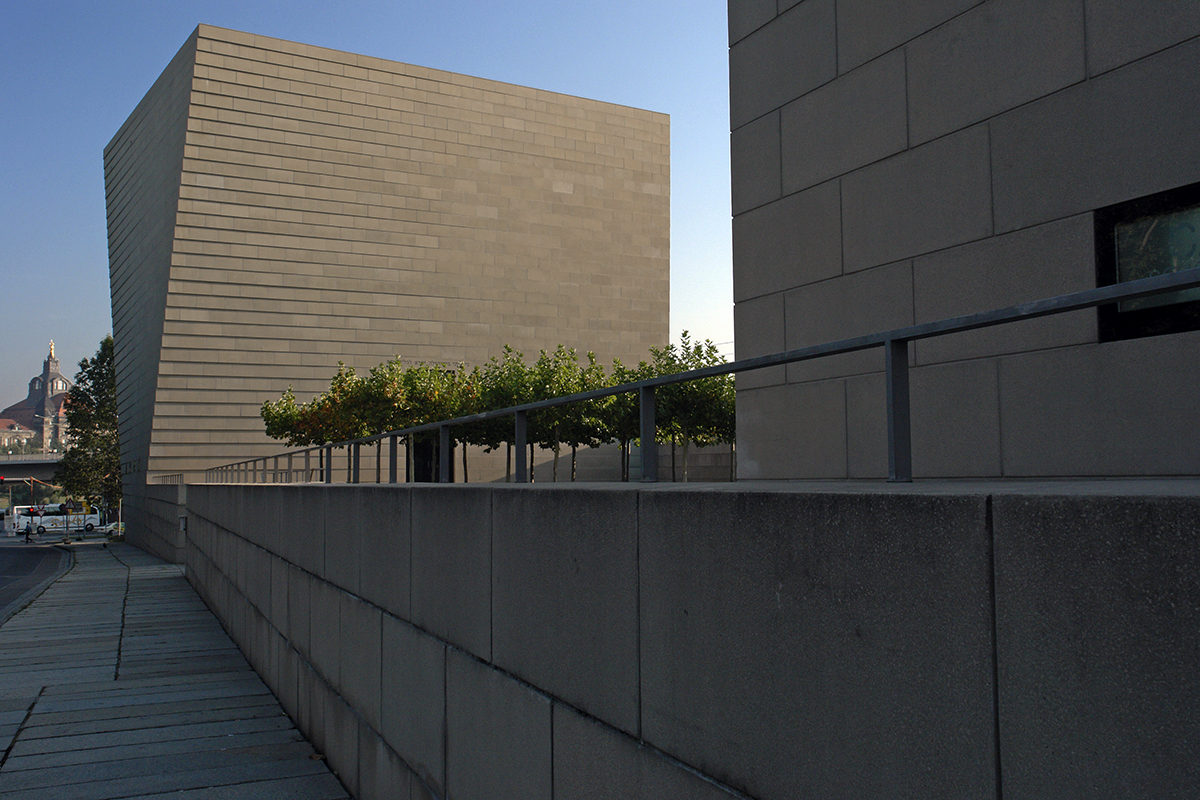
Neue Synagoge

Zu den der Überbetonung des Glases entgegengestellten Bauwerken gehört die Synagoge, ein auch wegen der markanten Lage am alten Standort der 1938 in der Reichspogromnacht zerstörten Synagoge von Gottfried Semper direkt an der Elbe in seiner Gestaltung umstrittenes Gebäude. Sie besteht aus zwei Flügeln, dem Gebets- und Gemeinderaum. Der Gebetsraum ist nach außen fast völlig fensterlos. Auffällig an dem Gebäude sind die verdrehten senkrechten Kanten. Das Gebäude wurde 2001 zum Europäischen Gebäude des Jahres ernannt.
In der Auffassung von Glas sehr ähnlich ist die Sächsische Landesbibliothek – Staats- und Universitätsbibliothek Dresden. Die Auslage- und Lesebereiche der Bibliothek liegen größtenteils unter der Erde. Die einzige echte Fassade des Bauwerks besitzen die beiden aufragenden Riegel, die wenig Fensterfläche aufweisen. Eine natürliche Beleuchtung der Bibliothek wird über Lichtschächte und das große Glasdach des zentralen Lesesaals erreicht. Die Innenarchitektur wirkt ruhig und gleicht der einer Klosterbibliothek mit sehr vielen Nischen, Galerien und Säulen.
Am Rande der Innenstadt befindet sich das St. Benno-Gymnasium, einer der ersten Schulneubauten nach 1989. Das von Behnisch Architekten entworfene Gebäude fällt durch seine aufgelockerte und farbige Gestaltung auf.
Ein repräsentativer Bau der 1990er ist das Gebäude der sächsischen Landesärztekammer auf der Schützenhöhe.
In den Jahren 2016 bis 2019 wurde das Gebäude der ehemaligen Oberpostdirektion saniert. Dabei wurden die Altbauten durch zwei Neubauten ergänzt.

#### Brücken

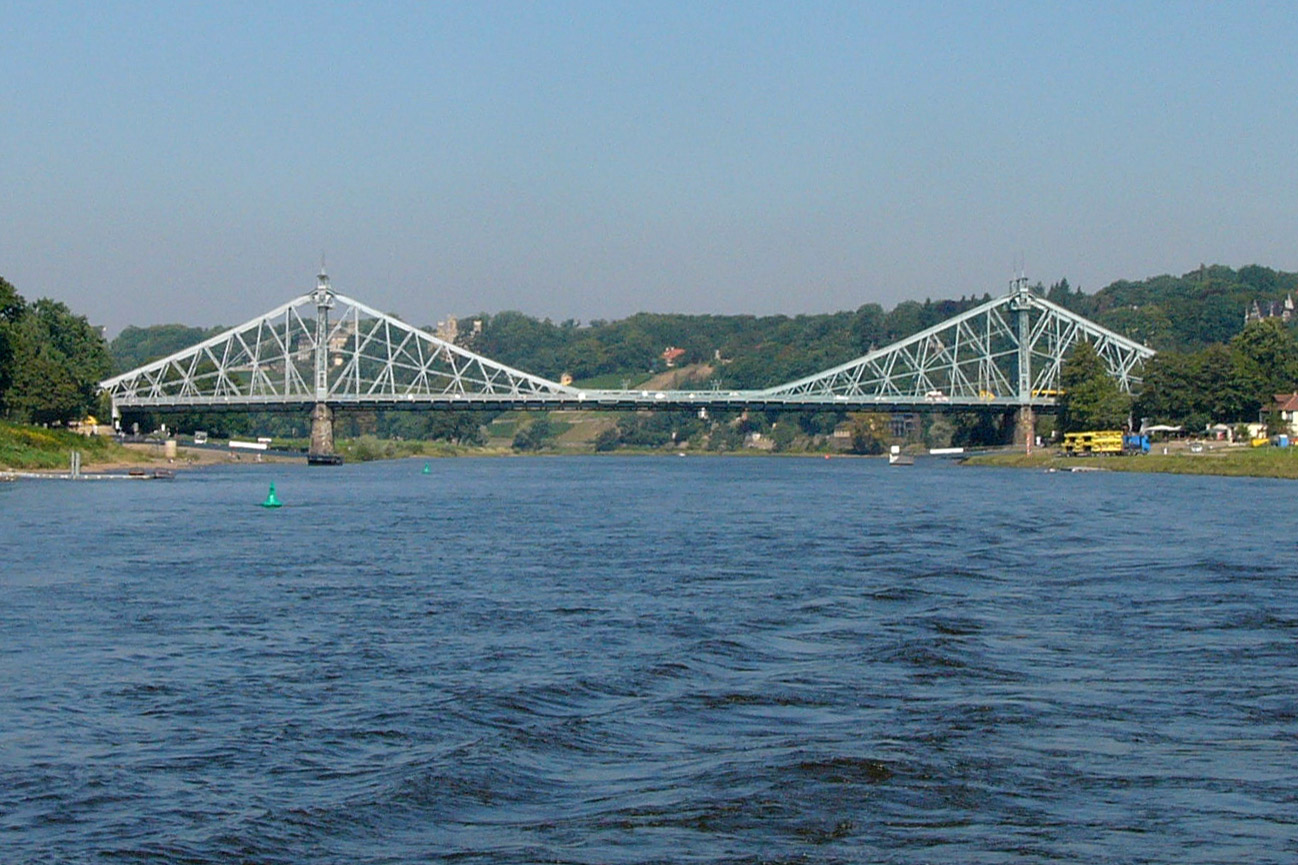
Blaues Wunder, Elbbrücke zwischen Blasewitz und Loschwitz

Dresden, beiderseits der Elbe gelegen, weist mehrere Elbbrücken auf. Die berühmteste ist das 1893 fertiggestellte Blaue Wunder (eigentlich Loschwitzer Brücke). Die Stahlfachwerkbrücke gehört zu den technischen Sehenswürdigkeiten und liegt etwa acht Kilometer stromaufwärts der Innenstadt zwischen Loschwitz und Blasewitz. Sie überspannt die Elbe über eine Länge von 141,5 m.
Nach jahrelangem politischen und juristischen Tauziehen (siehe Dresdner Brückenstreit) wurde am 24. August 2013 östlich der Innenstadt die neue Waldschlößchenbrücke eröffnet.

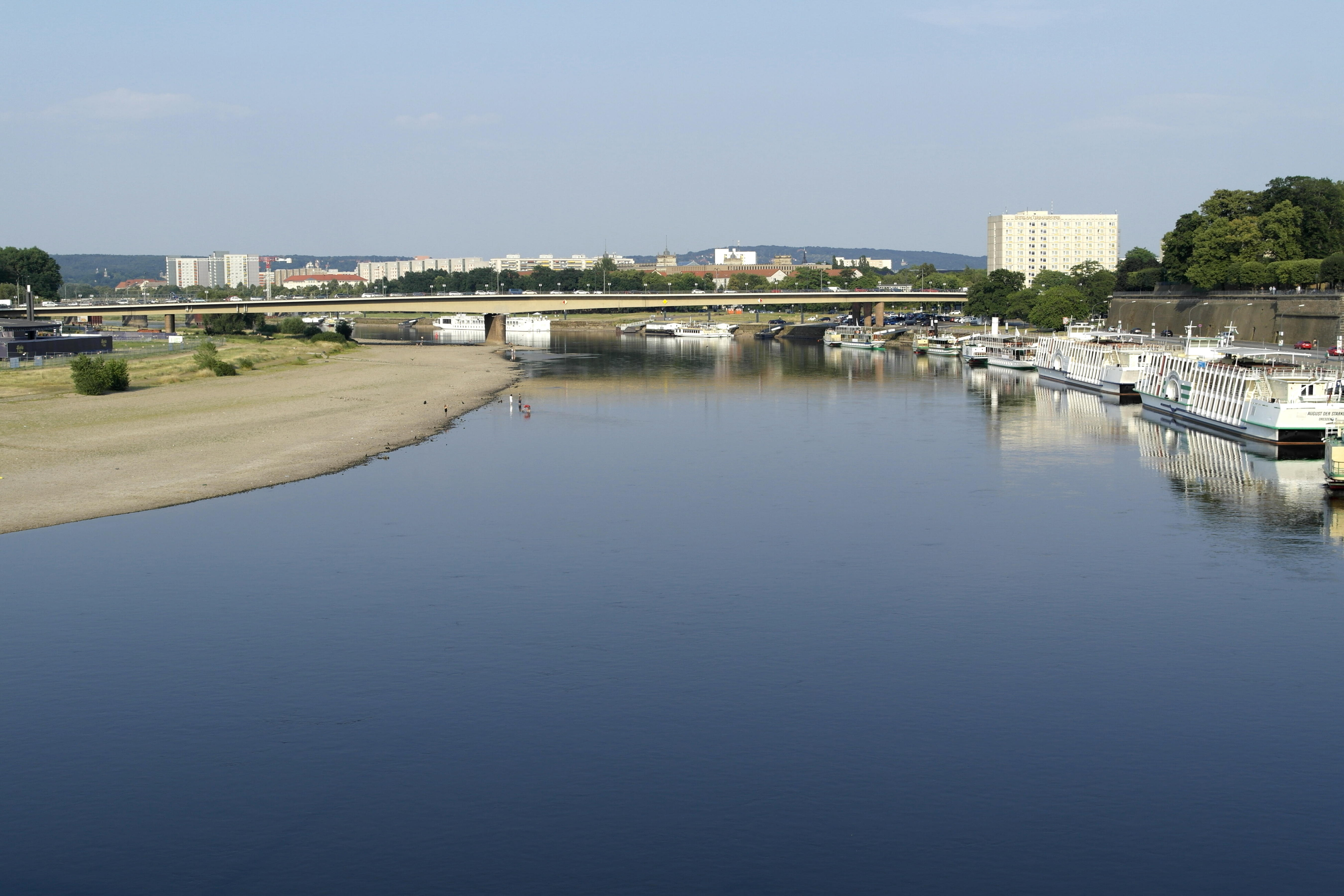
Blick stromaufwärts zur Carolabrücke, Elbe mit Wasserstand 65 cm, Juli 2015

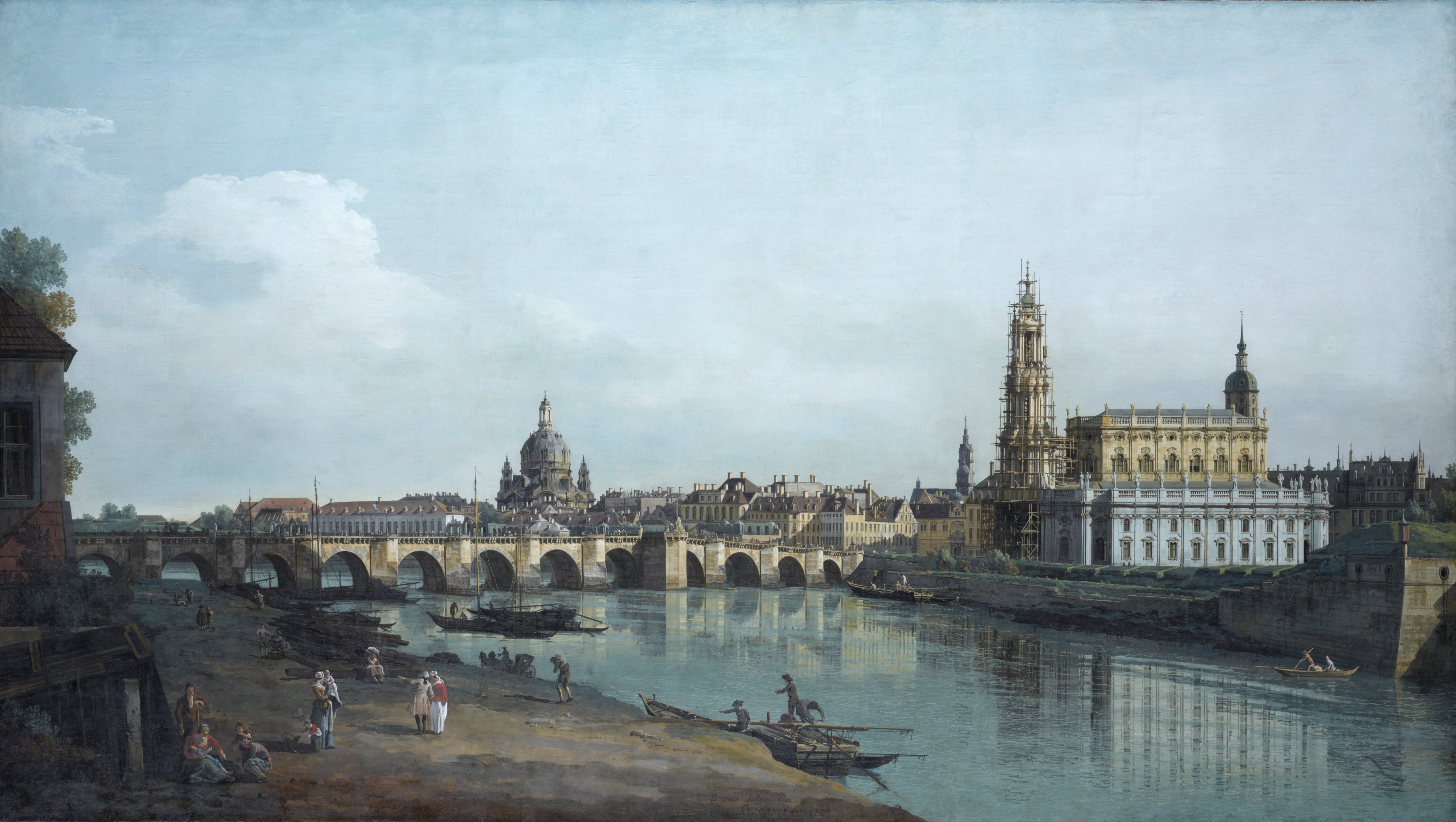
Die historische, 1910 ersetzte Augustusbrücke auf einem Canaletto-Bild

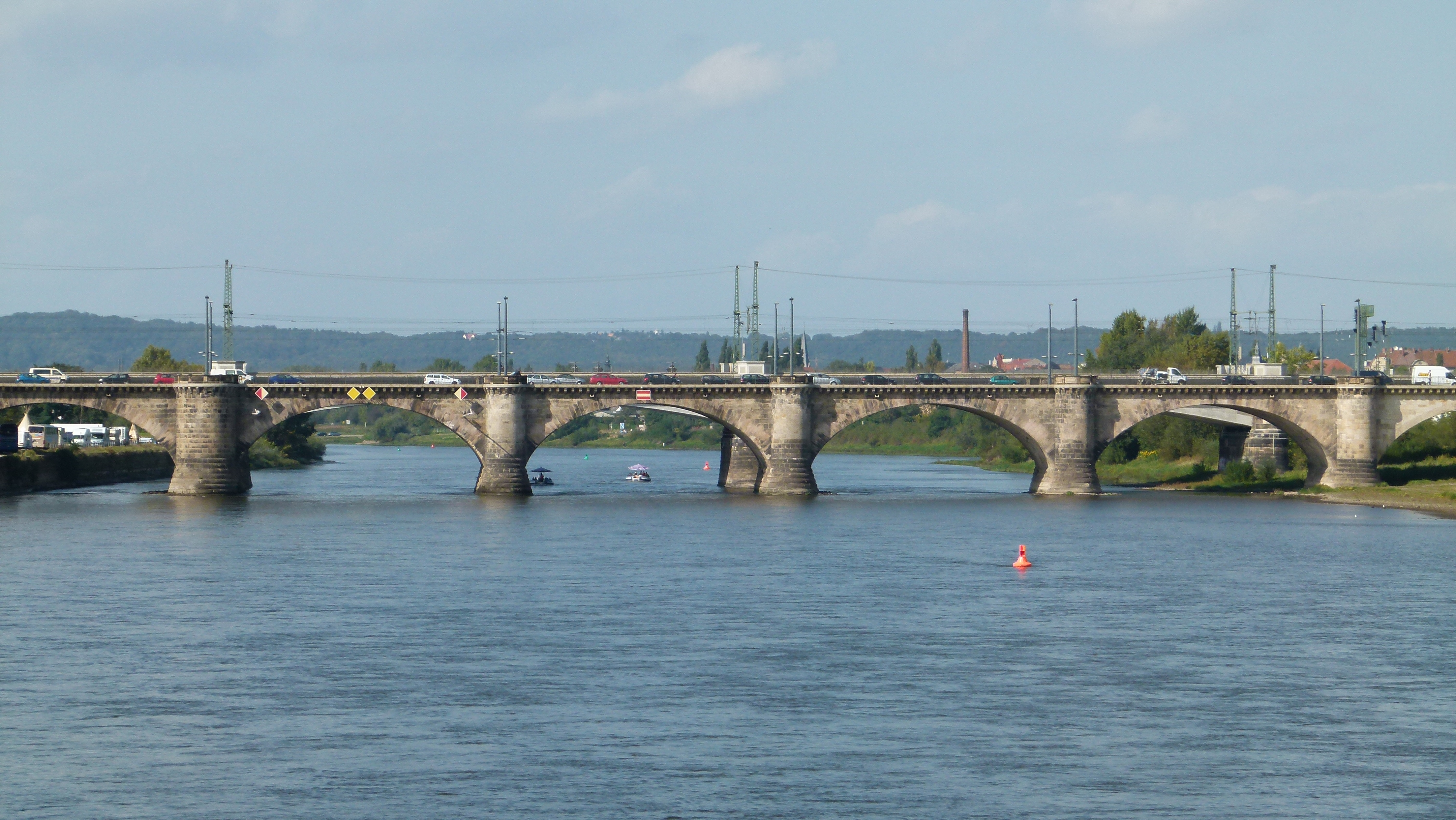
Marienbrücken: Eine Straßenbrücke und dahinter (hier weitgehend verdeckt) eine Eisenbahnbrücke

In der Innenstadt befinden sich vier Straßenbrücken und eine Eisenbahnbrücke:
Die Albertbrücke folgt in der Brückenfolge auf die Waldschlößchenbrücke und wurde als letzte der Steinbrücken angelegt. Im Rahmen der spätestens seit 2008 notwendigen Sanierung, die letztlich 2014–2016 erfolgte, wurde die Brücke verbreitert und der ihr nördlich vorgelagerte Rosa-Luxemburg-Platz umgestaltet.
Die Carolabrücke folgte etwa 640 Meter weiter. Sie war ursprünglich eine auf steinernen Pfeilern ruhende Bogenbrücke mit Bögen aus Stahlfachwerk, wurde aber nach der Zerstörung im Zweiten Weltkrieg durch eine Spannbetonbrücke ersetzt. Zu DDR-Zeiten trug sie den Namen Dr.-Rudolf-Friedrichs-Brücke. Mit der vierspurigen B 170 trug sie eine der wichtigsten Nord-Süd-Verbindungen der Stadt. Der westliche Brückenteil mit Straßenbahngleisen und einem Fuß- und Radweg stürzte im September 2024 ein, was zur Sperrung der gesamten Brücke führte. Untersuchungen ergaben, dass der gesamte Brückenoberbau erneuert werden muss, woraufhin ihr Abriss bis Mitte 2025 erfolgte.
Weitere 600 Meter flussabwärts folgt die Augustusbrücke. Sie ist ebenfalls seit ihrem Neubau, eingeweiht 1910 als Friedrich-August-Brücke, eine Stahlbetonbrücke, allerdings historisierend in Bogenbauweise und von außen mit Sandstein verkleidet. An dieser Stelle befand sich im Strom die mittelalterliche steinerne Dresdner Elbbrücke, die 1727–1731 unter August dem Starken aufwendig umgebaut und dann nach ihm benannt wurde. Die Reste der mittelalterlichen Brücke, wie auch der von Pöppelmann umgestalteten Brücke sind teilweise an beiden Elbufern erhalten geblieben. Die Brücke selbst liegt direkt im alten Stadtkern.
Die stromabwärts letzte Brücke im Stadtzentrum ist die Marienbrücke, die zunächst eine kombinierte Eisenbahn-Straßenbrücke war. Im Zuge der Neugestaltung der Dresdner Eisenbahnanlagen des auslaufenden 19. Jahrhunderts besteht sie nunmehr aus zwei Brücken: flussaufwärts die eigentliche Marienbrücke, seit 1900 eine reine Straßenbrücke und flussabwärts eine seit ihrer Sanierung (und teilweisem Neubau) fünf- (vorher vier-)gleisige Eisenbahnbrücke. Um beide Brücken zu unterscheiden, meint der heutige Sprachgebrauch mit „Marienbrücke“ die Straßenbrücke, die zweite wird als „Eisenbahn-Marienbrücke“ bezeichnet.
Weiter flussabwärts liegt die zwischen den beiden Weltkriegen errichtete Flügelwegbrücke, die die Stadtteile Kaditz und Cotta verbindet. Der Brückenüberbau wurde 2004 komplett ausgetauscht und trägt nun sechs Fahrstreifen der Westumfahrung Dresdens.
Weitere Brücken auf dem Stadtgebiet sind die ebenfalls erneuerte Autobahnbrücke der A 4 sowie die Niederwarthaer Eisenbahnbrücke der Berlin-Dresdner Eisenbahn im äußersten Westen. Beide Brücken haben zusätzlich gesonderte Fuß- und Radwege. Dazu kommt die 2008 fertiggestellte Straßenbrücke zwischen dem Ortsteil Niederwartha und Radebeul, die direkt neben der dortigen Eisenbahnbrücke entstanden ist. Die Fertigstellung einer Vorlandbrücke und die Anbindung der Straßen verzögerte sich bis 12. Dezember 2011, da aus Gründen des Hochwasserschutzes umfangreiche Umplanungen (Verlängerung von ursprünglich geplanten 68 m auf 112 m) an der Vorlandbrücke vorgenommen wurden.
Für weitere Elbbrücken gab es seit 1867 teilweise recht detaillierte Planungen, die zugunsten der Waldschlößchenbrücke jedoch immer wieder aufgegeben wurden.

#### Technische Bauwerke

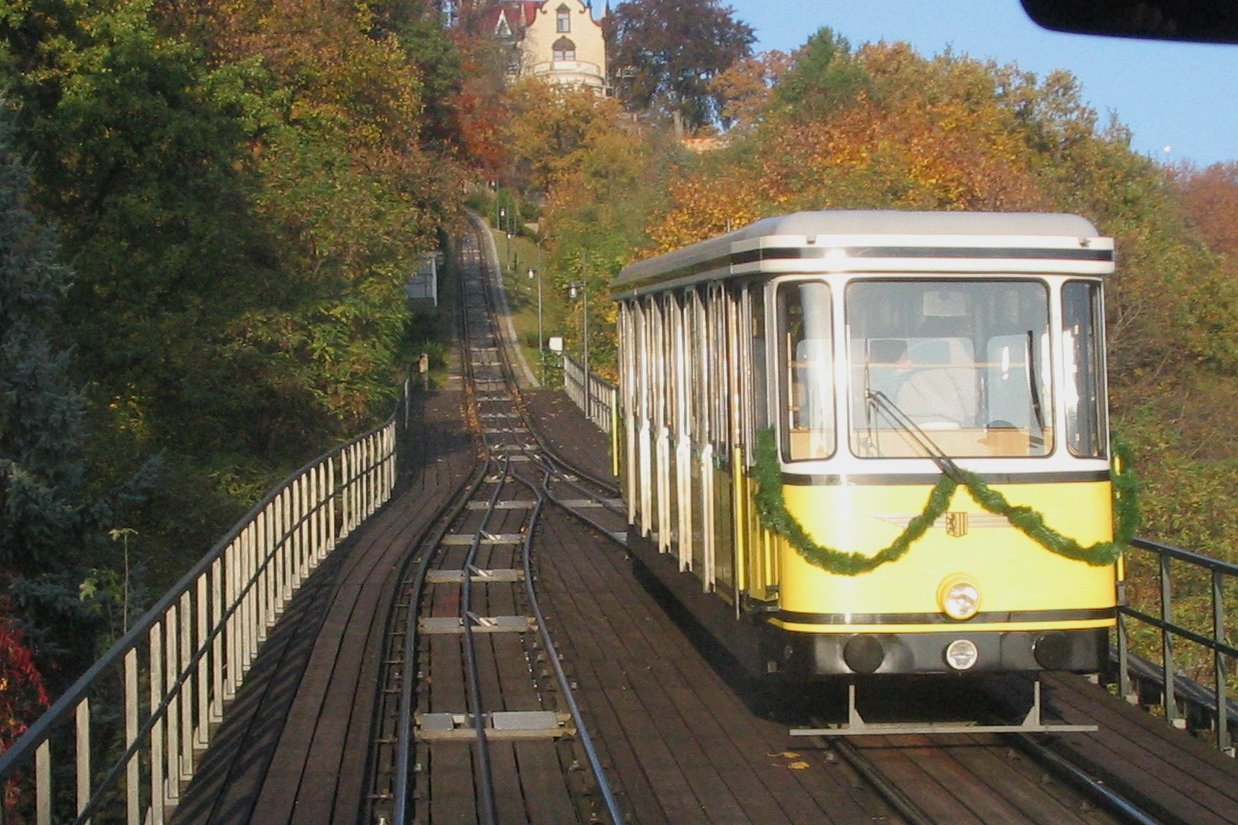
Die Standseilbahn zu ihrem 110. Jubiläum, 2005

An den Elbhängen im Stadtteil Loschwitz befinden sich die beiden Dresdner Bergbahnen. Die Standseilbahn verbindet Loschwitz über eine 547 Meter lange Strecke mit dem 95 Meter höher gelegenen Stadtteil Weißer Hirsch. Auf gegenüberliegender Seite des Nebentals des Loschwitzbachs verbindet die Schwebebahn die Stadtteile Loschwitz und Oberloschwitz. Sie überwindet auf 274 Metern Länge 84 Höhenmeter. Beide Einrichtungen zählen weltweit zu den ersten ihrer Art; die Standseilbahn wurde 1895, die Schwebebahn 1901, als erste Bergschwebebahn der Welt, eröffnet. Die Berghänge machen eine Fahrt mit diesen zu den Dresdner Verkehrsbetrieben gehörenden Fortbewegungsmitteln sehr reizvoll. Die Hänge von Loschwitz gehörten vor 100 Jahren zu den teuersten Wohnflächen in Europa.
Nach 1905 entstanden unter dem Stadtbaurat Hans Erlwein zahlreiche Industriebauten, die bewusst so gestaltet waren, dass sie das Stadtbild in der Innenstadt so wenig wie möglich stören. Markantestes Beispiel dafür ist der unter Denkmalschutz stehende Erlweinspeicher, der wenige Meter hinter der Semperoper liegt. Er gehört zu den ersten in Stahlbetonbauweise errichteten Gebäuden. Damit das zehngeschossige Gebäude nicht zu grob wirkt, hat Erlwein das Dach und die Fassade in kleinen Strukturen gebrochen. Im Frühjahr 2006 wurde der Umbau des Speichers in ein Hotel abgeschlossen. Weitere bedeutende Gebäude von Erlwein sind der Gasometer in Reick und der (neue) Schlachthof im Ostragehege, in dem sich seit 1999 die Messe Dresden befindet.
Der Alte Schlachthof liegt auf der anderen Elbseite in der Leipziger Vorstadt und wird als Veranstaltungsort für Konzerte genutzt.

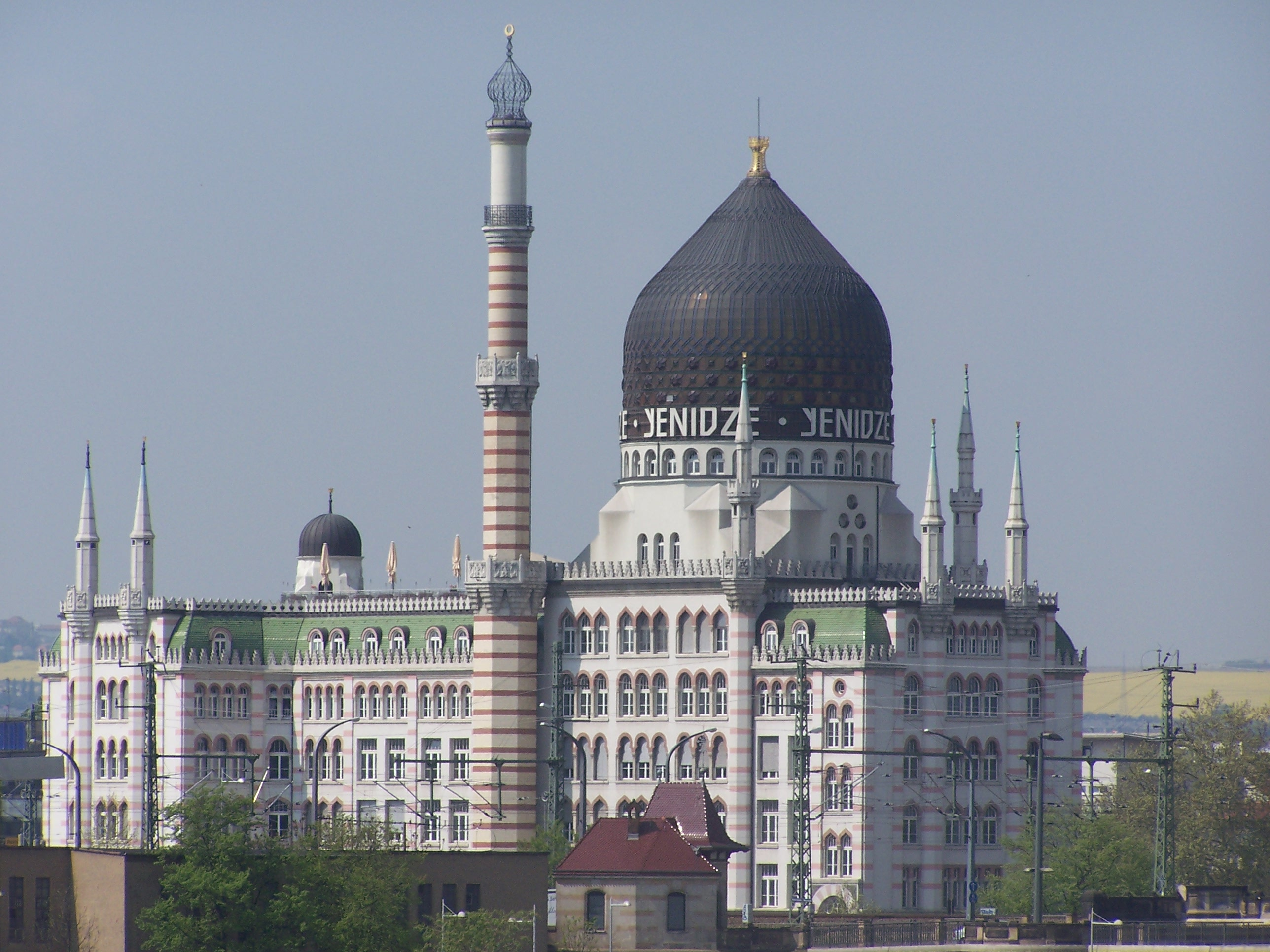
Die einer Moschee nachempfundene Tabak- und Zigarettenfabrik „Yenidze“

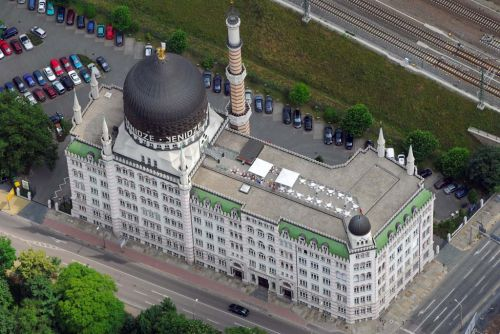
Fabrikgebäude der Zigarettenfabrik Yenidze

In Sichtweite des Erlweinspeichers wurde von 1908 bis 1909 die Tabakwarenfabrik Yenidze im Stil einer Moschee erbaut, die ebenfalls unter Denkmalschutz steht. Sie wird immer wieder für einen Sakralbau gehalten. Der Baustil war damals insbesondere wegen der Distanz zur orientalischen Kultur äußerst umstritten. Seit seiner Restaurierung 1996 dient das Gebäude als Bürokomplex.
An der Yenidze vorbei führt die Bahnstrecke zwischen Hauptbahnhof und dem Bahnhof Dresden-Neustadt. Sie wurde ähnlich wie die Berliner Stadtbahn auf Viadukten durch die enge Innenstadt gebaut. Bis zur Fertigstellung des durchgängigen Bahnsystems gab es Kopfbahnhöfe: den Leipziger Bahnhof und den Schlesischen Bahnhof auf Neustädter Elbseite sowie den Berliner Bahnhof, den Böhmischen Bahnhof und den Albertsbahnhof linkselbisch, die mittels ebenerdiger Bahngleise lose verbunden gewesen waren.
Einmalig in seinem Aufbau ist der Hauptbahnhof: Der mittlere Teil ist als ebenerdiger Kopfbahnhof für Züge aus Richtung Leipzig, Nürnberg oder Berlin errichtet. Auf beiden Seiten gibt es aber durchgängige Hochbahnsteige Richtung Prag, mit jeweils zusätzlicher Bahnhofshalle. Das Empfangsgebäude befindet sich auf der Stirnseite des Kopfbahnhofteils zwischen den Durchgangsgleisen.
Der Fernsehturm befindet sich am Rand des östlichen Hochlands und ist 252 Meter hoch. Er überragt die Stadt aufgrund der Berglage um etwa 370 Meter und wurde 1969 eröffnet. Bis 1991 befand sich eine gastronomische Einrichtung auf knapp 150 Metern Höhe, also etwa 268 Meter über der Stadt. Ebenfalls am Elbhang, wenngleich am südlichen in der nordwestlich gelegenen Ortschaft Cossebaude, liegt das Pumpspeicherwerk Niederwartha. Es wurde 1930 erbaut und hat eine Leistung von 120 Megawatt. Aus dem oberen Becken strömt das Wasser 143 Meter in das untere, das an der Elbe liegt.
Weitere nennenswerte technische Bauwerke sind das Krematorium Tolkewitz, das Wasserwerk Saloppe und das Automatische Parkhaus Dresden-Neustadt, das im Rahmen der zur Fußball-WM 2006 gestarteten Initiative „Deutschland – Land der Ideen“ als einer von 365 repräsentativen Orten ausgezeichnet wurde.

#### Brunnen, Denkmäler und Skulpturen

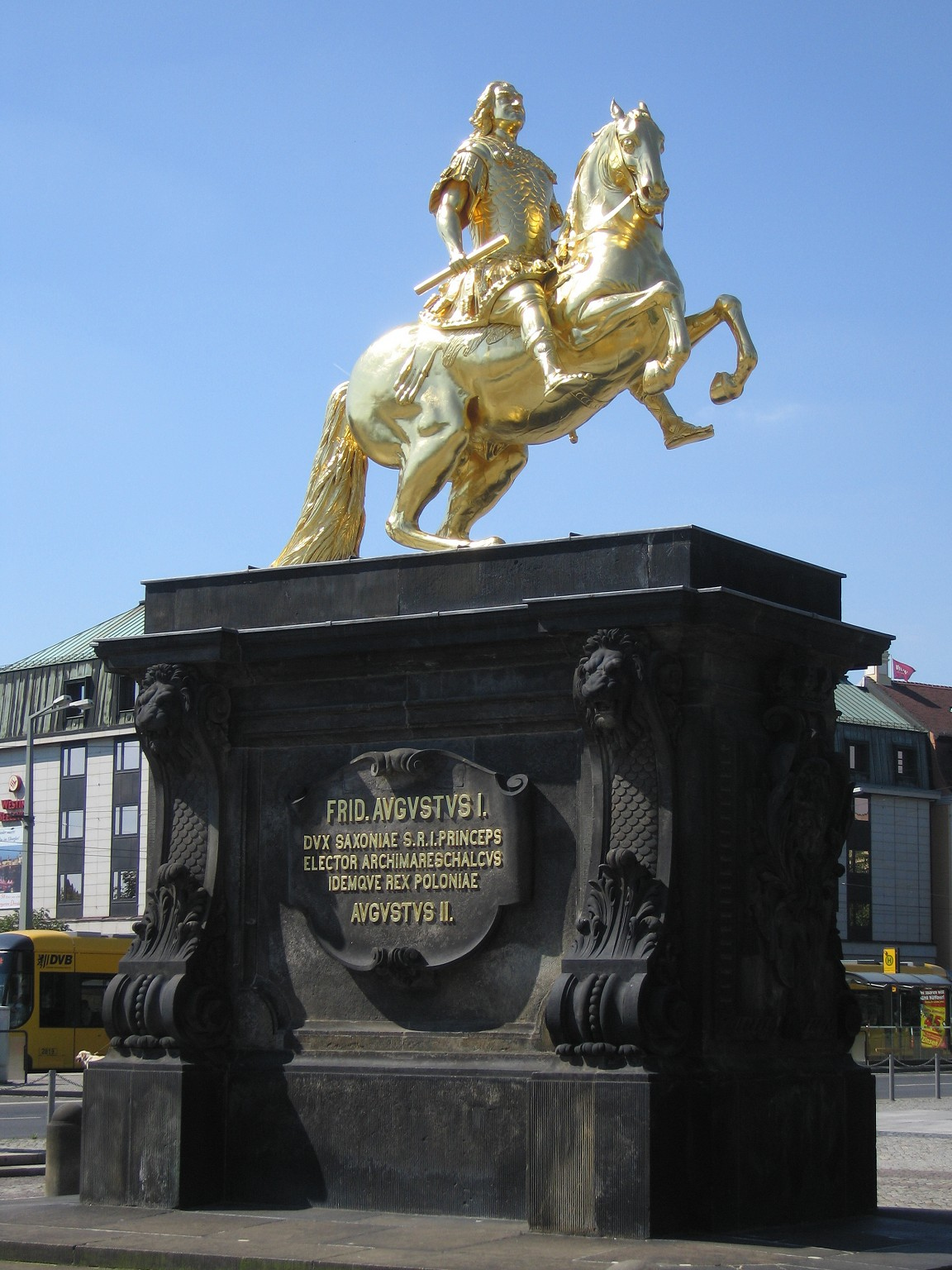
Goldener Reiter

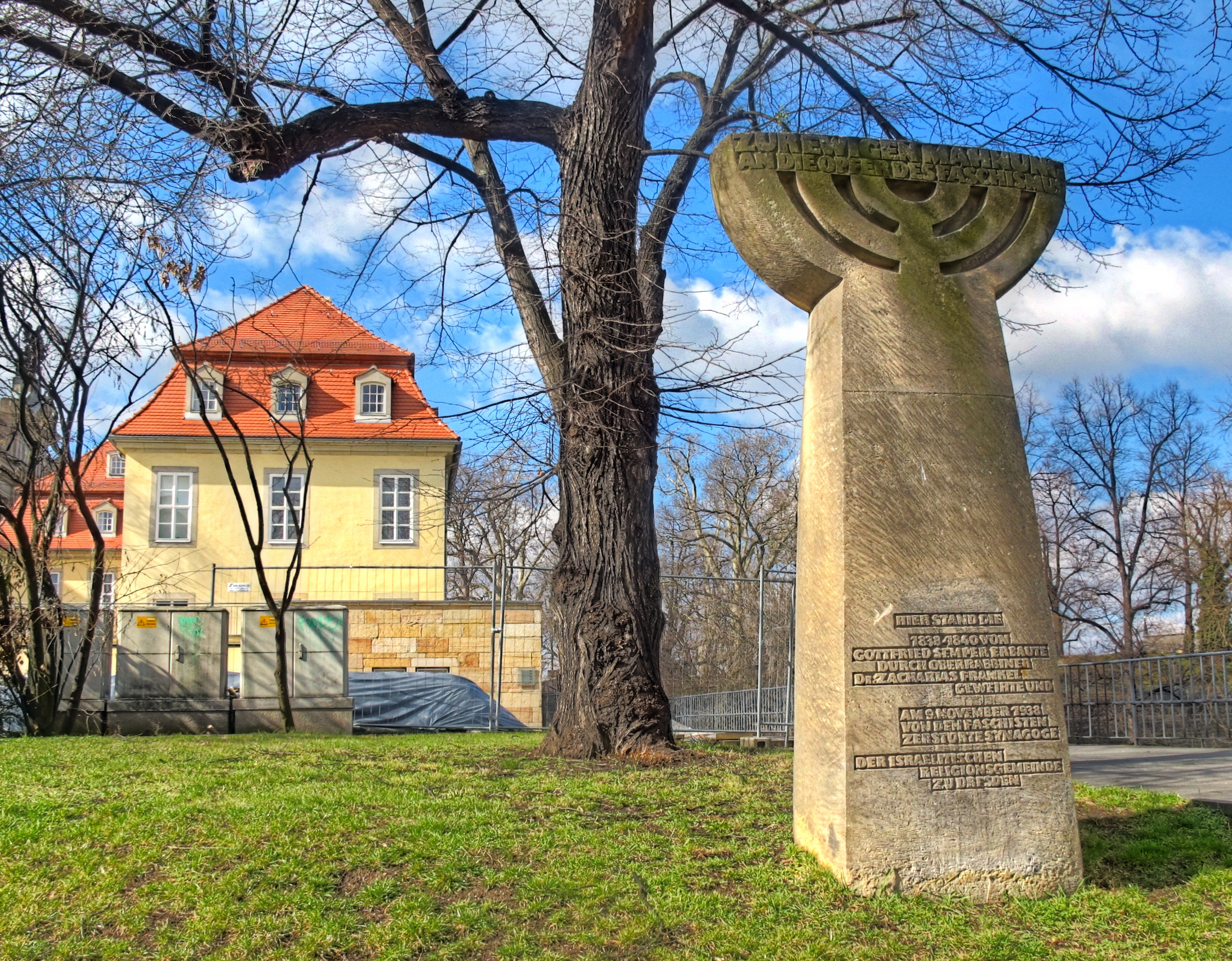
Denkmal an die 1938 zerstörte Alte Synagoge

Die bekannteste Skulptur in Dresden ist der Goldene Reiter, ein Abbild Augusts des Starken im römischen Schuppenpanzer hoch zu Ross. Er scheint als König von Polen in Richtung Warschau zu reiten. Das Denkmal befindet sich auf der Hauptstraße in der historischen Neustadt. Das Modell stammt vermutlich von Hofbildhauer Jean Joseph Vinache. Der Kanonenschmied Ludwig Wiedemann (1690–1754) trieb die Figuren 1733 in Kupfer. Im selben Jahr starb August der Starke und erlebte die Aufstellung seines Denkmals nicht mehr. 1735 wurde die erste Feuervergoldung aufgebracht, die Denkmalweihe fand am 26. November 1736 statt. Die Figuren sind heute mit Blattgold beschichtet.
Ganz in der Nähe des Goldenen Reiters befindet sich ein Denkmal für Augusts Hofnarren Joseph Fröhlich, und zwar an der Stelle, wo bis 1945 dessen Wohnhaus stand, das sogenannte Narrenhäusel.
Aus Dankbarkeit, dass die Stadt von der Cholera verschont blieb, wurde der Cholerabrunnen 1846 auf dem Postplatz errichtet. Aus Platzgründen (der Postplatz war bereits um 1920 das Drehkreuz des Dresdner Straßenbahnnetzes) wurde er später etwas abseits des Platzes in die Nähe der Hofkirche verlegt. Er ist eines der wenigen Bauwerke der Neugotik in Dresden.
Am Albertplatz befindet sich ein 240 Meter tiefer artesischer Brunnen, der ursprünglich der Trinkwasserversorgung in der damals stark wachsenden Antonstadt dienen sollte, dies aber nie erreichen konnte. Auf dem Albertplatz befinden sich zwei Zierbrunnen, stadteinwärts links „Stille Wasser“ und „Stürmische Wogen“ stadteinwärts rechts, auf dem parkähnlichen und kreisrunden Albertplatz, zwischen denen sich die Straßenbahnhaltestellen befinden. Eine historische und ebenfalls sehr berühmte Brunnenanlage ist das Nymphenbad im Zwinger.
Zur Erinnerung an Opfer des Nationalsozialismus wurden seit 2009 über 100 Stolpersteine verlegt.
Die Leistung der Dresdner Frauen bei der Enttrümmerung nach dem Zweiten Weltkrieg wird durch das Denkmal der Trümmerfrau von Walter Reinhold von 1952 gewürdigt. Es steht, nach 1990 in Bronze neu gegossen, in einer Grünanlage vor dem Neuen Rathaus. Dieses Denkmal war das erste seiner Art in der DDR.
In Dresden befinden sich etwa 300 Brunnen, Wasserspiele und Fontänen. Darunter sind auch moderne Anlagen wie die „Pusteblumen“ auf der Prager Straße (diese sind den Springbrunnen aus sozialistischen Zeiten nachempfunden, die sich am selben Ort befanden) oder die Brunnen vor dem Hauptbahnhof, in denen sich das Glasdach der darunterliegenden Tiefgarage befindet.

#### Sonstige
- Alter Jüdischer Friedhof
- Japanisches Palais

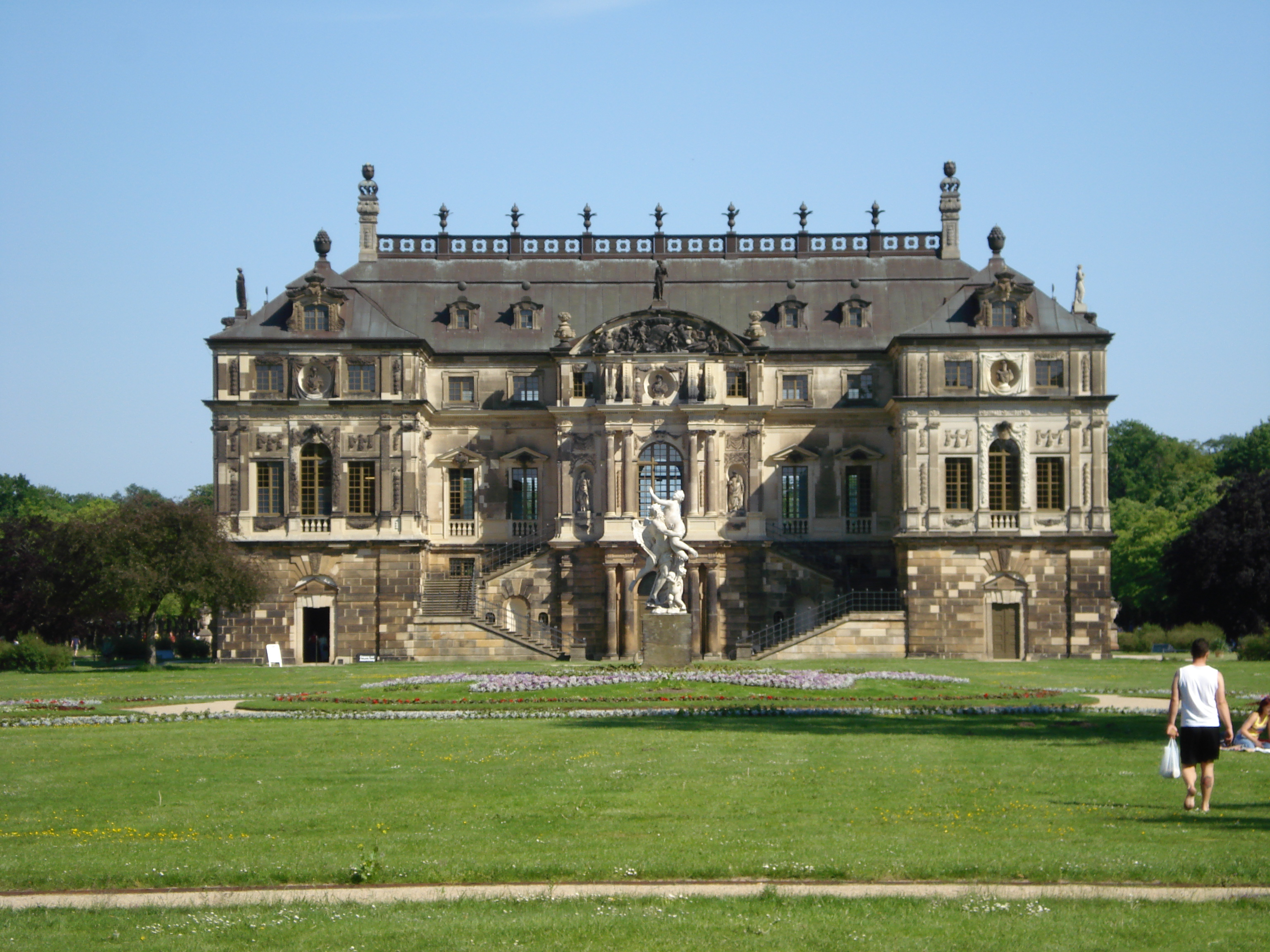
Palais im Großen Garten

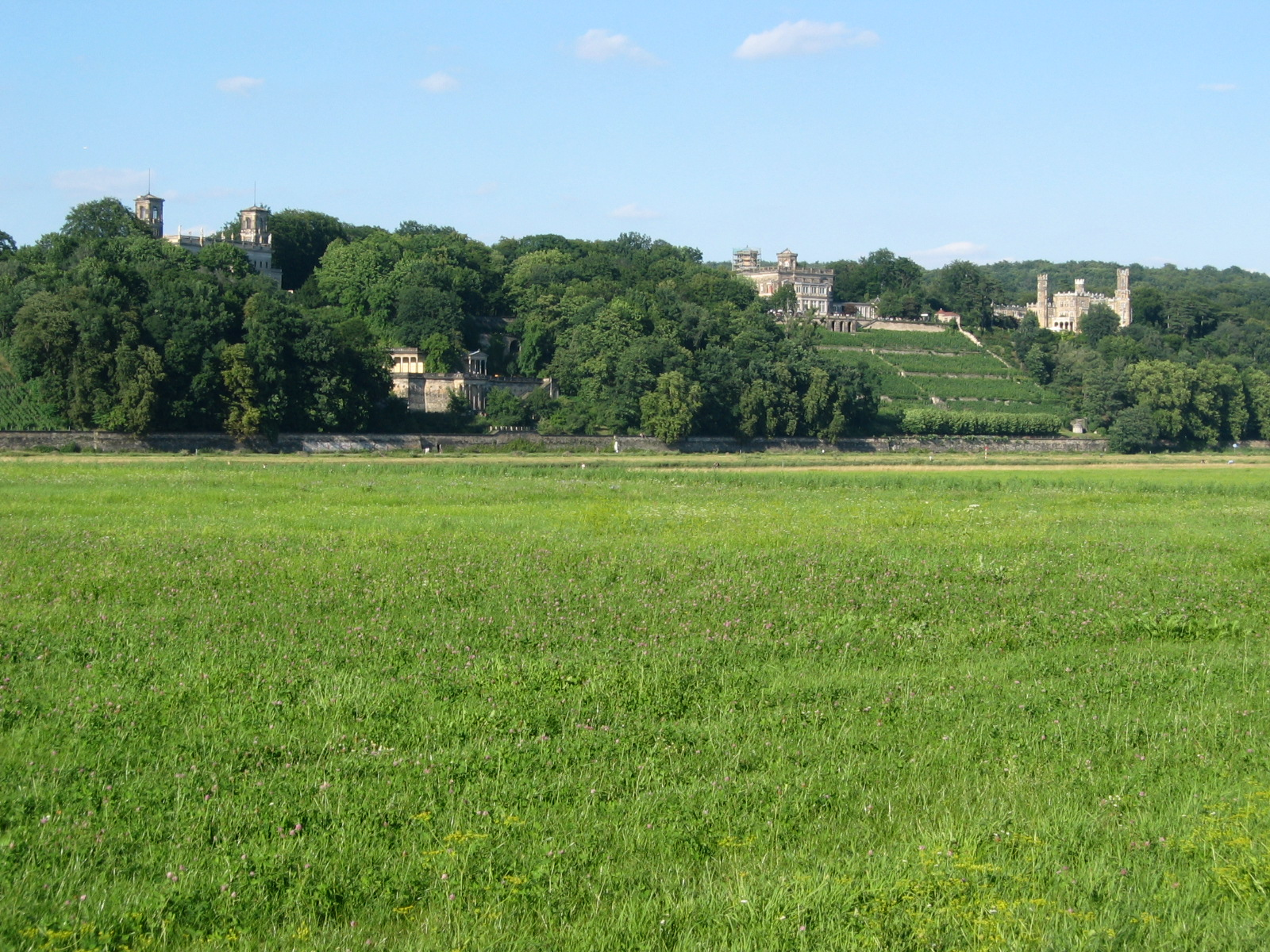
Elbwiesen und Elbschlösser

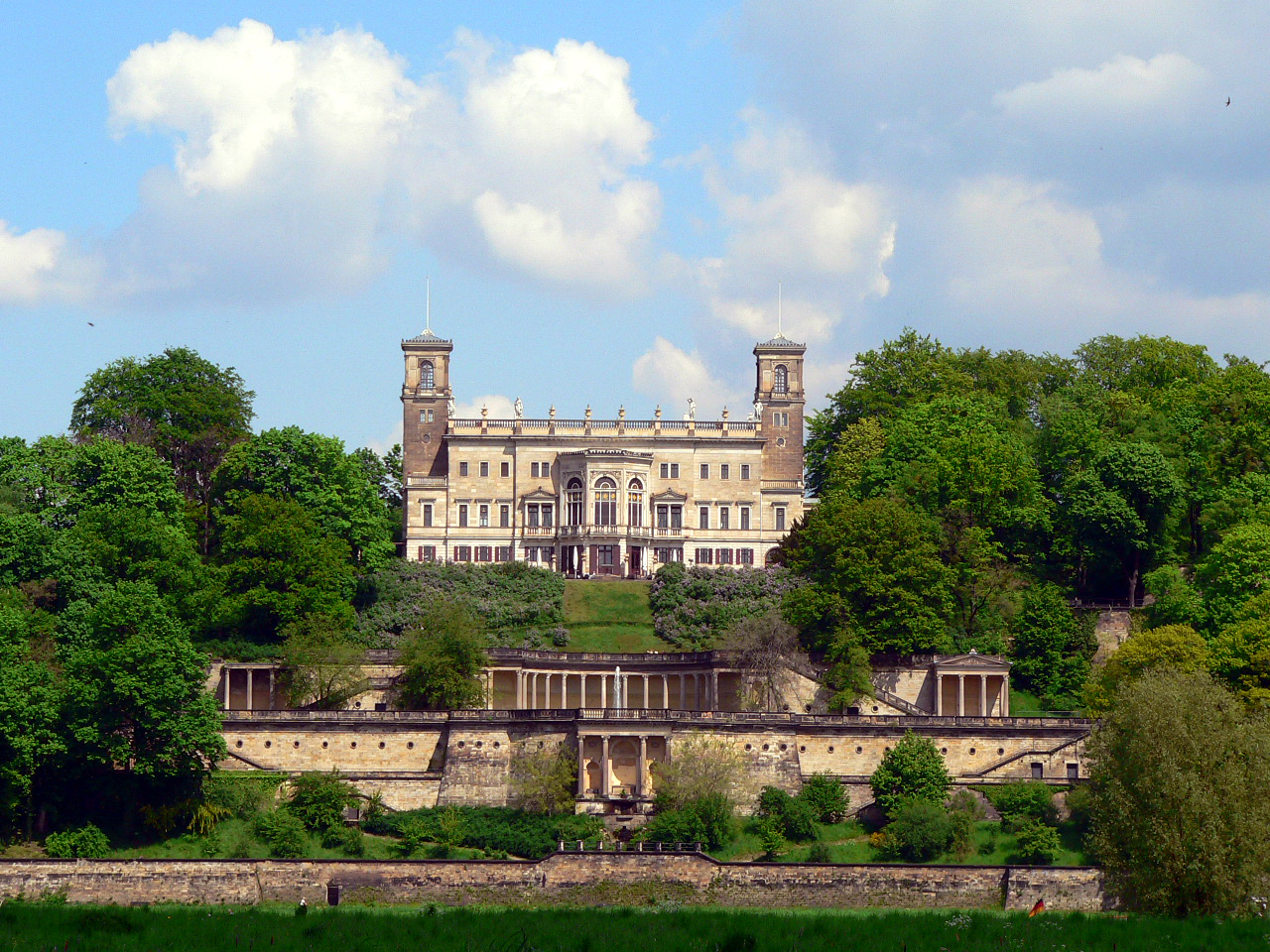
Schloss Albrechtsberg, Elbseite

- Gartenstadt Hellerau mit Festspielhaus
- Luisenhof in Loschwitz
- Pfunds Molkerei
- Königstraße
- Kunsthofpassage
- Messe Dresden
- Sarrasani (zerstört)
- Schillerhäuschen
- Städtischer Heidefriedhof
- Nachbildungen der Kursächsischen Postdistanzsäule aus dem Jahr 1722/32 vom ehemaligen Wilsdruffer Tor (Postplatz) in Zschertnitz und an der Freiberger Straße/Hertha-Lindner-Straße (Telekom) sowie des Kursächsischen Viertelmeilensteins Nr. 1 von der Obergebirgischen Poststraße als Denkmal für den Stadtteil Zschertnitz am Ausgang der Paradiesstraße

### Ausflugsziele/Erholung
Dresden hat sowohl auf eigenem Stadtgebiet als auch im Umland zahlreiche Ausflugsziele. Gerade der touristische Wert der Stadt ergibt sich aus der Nähe zu einigen für sich schon bekannten Regionen oder Bauwerken, wie zum Beispiel Schloss Moritzburg, Meißen, dem Erzgebirge sowie der Sächsischen Schweiz. Dorthin bieten sich vor allem Fahrten mit den neun historischen Raddampfern der Sächsischen Dampfschiffahrtsgesellschaft an – jeder für sich ein Technikdenkmal.
Der Schillergarten, eine alte Gaststätte in Blasewitz, liegt direkt neben dem Blauen Wunder. Bekannt ist Friedrich Schillers Verewigung der Tochter des damaligen Wirts als Gustel von Blasewitz in Wallensteins Lager. Der unmittelbar an das Blaue Wunder anschließende Schillerplatz ist eines der bedeutendsten Stadtzentren außerhalb der Innenstadt.
Weite Teile des Stadtgebietes dienen der Naherholung; einige Stadtteile sind ehemalige Kurorte. Die Gesamtgröße der Erholungsflächen in Dresden beläuft sich auf 1561 Hektar (30,5 m² je Einwohner). Davon sind 890 Hektar öffentliche Grünflächen und Erholungsanlagen. Des Weiteren existieren in Dresden 369 Kleingartenanlagen auf einer Fläche von 792 Hektar. Ungefähr 50.000 Dresdnerinnen und Dresdner sind aktive Kleingärtner (Stand: Ende 2009). Außerdem gibt es in der Stadt 58 Friedhöfe mit einer Gesamtfläche von 196 Hektar, mehr als 50.000 Straßenbäume sowie etwa 900 öffentlich zugängliche Spielplätze.
Im Nordosten der Stadt liegt die Dresdner Heide. Sie bedeckt mit 58 Quadratkilometern etwa 15 % der heutigen Stadtfläche. Sie wird von den Stadtteilen und Ortschaften Klotzsche, Weixdorf und Langebrück umfasst.
Südlich schließen direkt an die Dresdner Heide die Elbwiesen an. Diese landwirtschaftlich genutzten, flussnahen Grünflächen durchziehen die gesamte Stadt und bilden damit etwa 5 % des Stadtgebiets. Direkt an die Elbwiesen schließen dabei verlandete Altarme der Elbe an, die ebenfalls weitestgehend Weideflächen, Feucht- oder Trockenwiesen geblieben sind.
Etwa einen Kilometer flussaufwärts der Altstadt befinden sich die drei Dresdner Elbschlösser mit ihren Parkanlagen: Schloss Albrechtsberg, Lingnerschloss (Villa Stockhausen) und Schloss Eckberg. Sie bilden den Anfang des Dresdner Elbhangs, der ab dort bis zur Stadtgrenze im Osten verläuft. An diesen Hängen, die teilweise an die Dresdner Heide grenzen, befinden sich 24 Hektar Weinanbauflächen.
Zentral auf Altstädter Elbseite liegt der Große Garten, in dem der Zoologische Garten Dresden, die Parkeisenbahn (ehemalige Pioniereisenbahn), der Botanische Garten der TU Dresden und der Carolasee liegen. Der Große Garten ist im Grundriss rechteckig, 1,9 Kilometer lang und knapp 2 Quadratkilometer groß. An den Großen Garten schließen sich weitere Parkanlagen wie die Bürgerwiese und der Blüherpark an, weitere kleine Parks wie der Rothermundt- und der Beutlerpark befinden sich unweit davon in angrenzenden Stadtteilen. Auf der Neustädter Elbseite liegen an der Albertbrücke der Stauden- und der Rosengarten, beide in den 1930er Jahren angelegt.
Mit dem Alaunpark und dem Albertpark gibt es in der Neustadt zwei große Parkanlagen. Weitere große Parks sind der Waldpark Blasewitz und der Schlosspark Pillnitz, in dem die Pillnitzer Kamelie steht. Der etwa 200 Jahre alte Baum gilt als älteste Kamelie in Europa. Besonders die Zeit der reichen Blüte des Baums zwischen Februar und April zieht viele Besucher an.

### Freizeit

#### Musische Aktivitäten
Das Heinrich-Schütz-Konservatorium Dresden ist die Musikschule der Stadt. Es werden über 7.000 Schüler unterrichtet.

#### Sport

##### Vereinssport in Dresden
Ein früher Fußballverein war der Dresden English Football Club. In den Kriegsjahren des Zweiten Weltkriegs konnte der Dresdner Sportclub (DSC) um den Nationalspieler und späteren Bundestrainer Helmut Schön jeweils zweimal den deutschen Pokal (Tschammerpokal) und die deutsche Meisterschaft erringen. Der Dresdner SC spielt mittlerweile nur noch im Amateurbereich. Wesentlich erfolgreicher als die Herrenfußball-Abteilung des DSC ist heute die Damenabteilung des DSC im Volleyball, die seit ihrem Aufstieg in die Bundesliga sechsmal Deutscher Meister und 2010 Sieger des Challenge Cup (Europapokal) wurde.
Der heute höchstklassierte Fußballverein SG Dynamo Dresden spielte ab 1968 bis 1991 ununterbrochen in der Oberliga, der höchsten Spielklasse im DDR-Fußball. Insgesamt achtmal gelang der Mannschaft der Gewinn der Meisterschaft. Unter den 98 Europapokal-Spielen war der größte Erfolg das Erreichen des UEFA-Pokal-Halbfinales 1989. Als Vizemeister in der letzten Saison der Oberliga qualifizierte sich Dynamo für die Fußball-Bundesliga, in der der Verein bis 1995 spielte. Dann musste er wegen Lizenzentzugs in die Regionalliga absteigen. Später wurde bei der Reform der Regionalligen der qualifizierende Platz verpasst, wodurch der Verein gezwungen war, in der Oberliga zu spielen. Nachdem Dynamo Dresden zwischenzeitlich in der Regionalliga spielte, pendelt der Verein in den letzten Jahren zwischen der 3. Fußball-Liga und der 2. Bundesliga. Die hohe Schuldenlage aus der Erstligazeit und die geringeren Einnahmen in den unteren Spielklassen führten beinahe zum Konkurs des Vereins, seit 2016 ist er jedoch wieder schuldenfrei. Die Heimspielstätte, das Rudolf-Harbig-Stadion, wurde komplett abgerissen und durch einen 2009 eröffneten Stadionneubau ersetzt. Das neue Stadion war ein Schauplatz der Frauen-Fußball-Weltmeisterschaft 2011 in Deutschland.

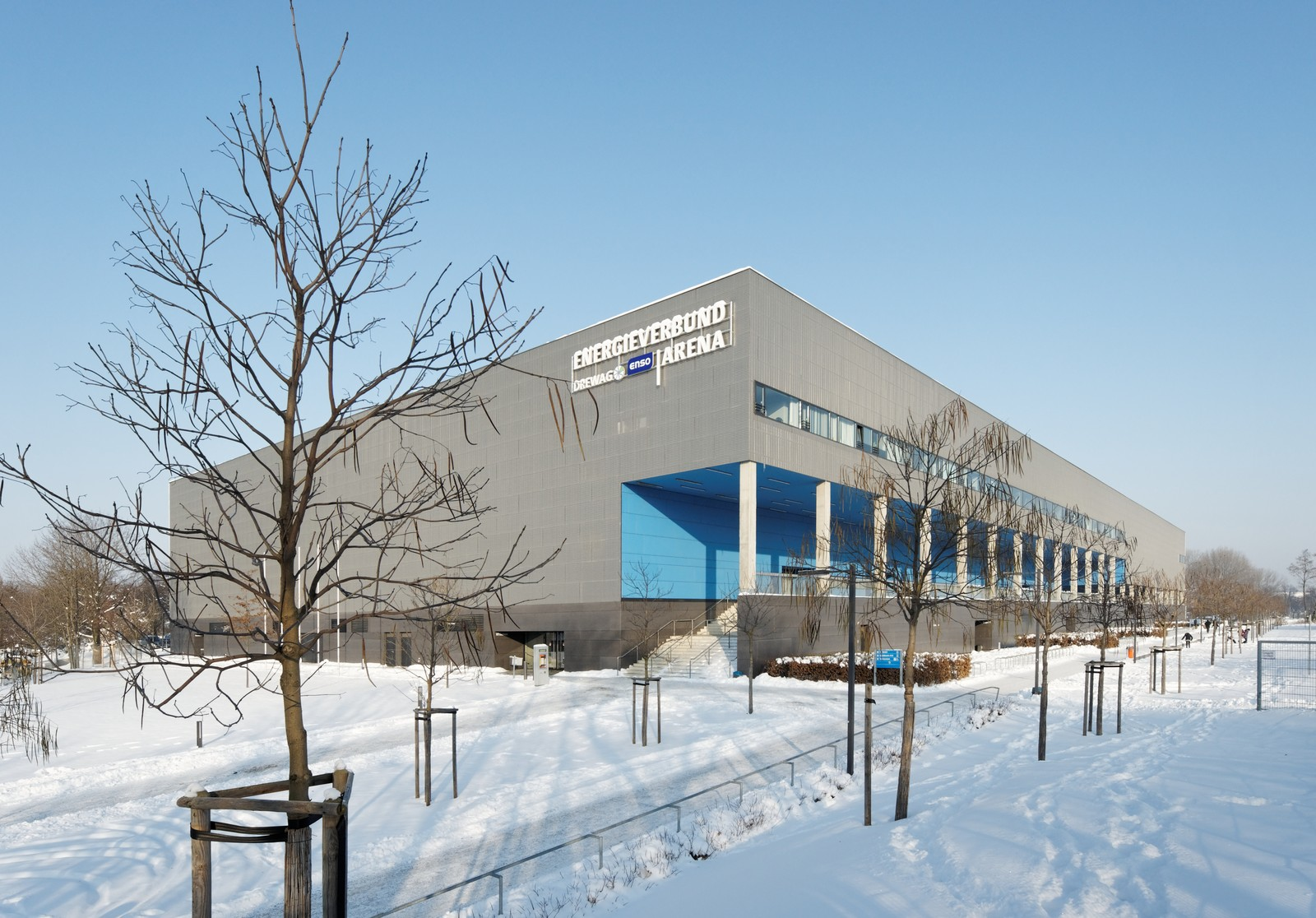
Joynext Arena, Spielstätte der Dresdner Eislöwen

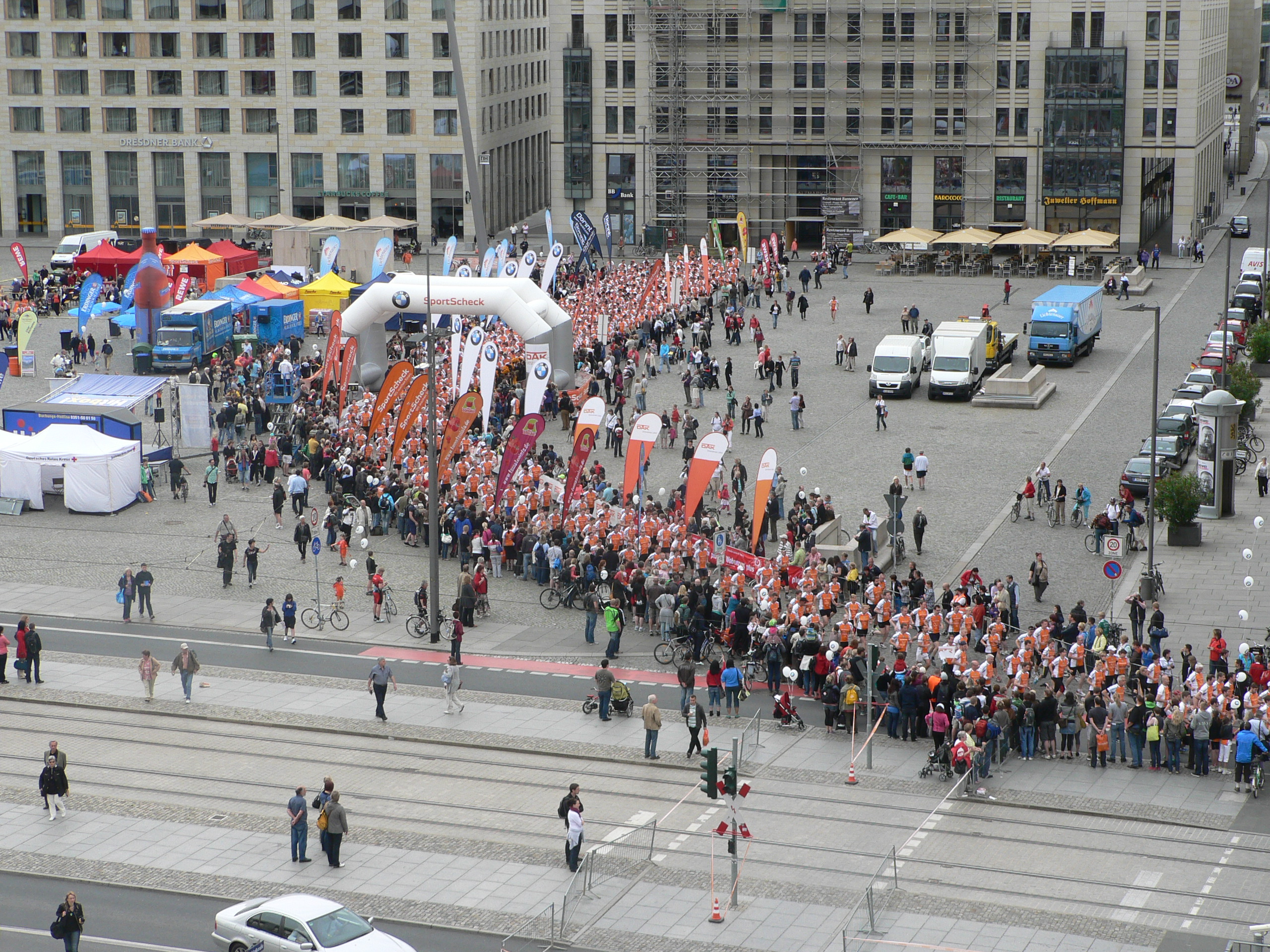
Dresden Citylauf, 2012

Erfolgreiche Sportvereine in anderen Sportarten sind die Dresden Monarchs, die in der GFL, der ersten Bundesliga des American Football spielen, der HC Elbflorenz, der in der 2. Handballbundesliga spielt und die Dresdner Eislöwen, die in der DEL2 spielen. Die Abteilung Para-Eishockey (Dresden Cardinals) spielt in der ersten Liga.
Dresden ist zudem ein historisches Schachzentrum in Deutschland. Dem Dresdner Schachbund gehören mehr als zehn Schachvereine, teils mit langer Tradition, an; im Jahr 2008 wurde hier die Schacholympiade ausgetragen.
Der Snooker-Verein SAX-MAX Dresden spielte von 2013 bis 2016 in der 1. Snooker-Bundesliga.
Im Breitensport sehr erfolgreich ist das Dresdner Nachtskaten, das als erste Veranstaltung dieser Art nächtliches Skaten auf verschiedenen Routen durch die Stadt ermöglicht. Diese Veranstaltungen finden den ganzen Sommer über statt.
Der älteste Mannschaftsduathlon Deutschlands – der 100km-Duathlon – findet seit 1996 jedes Frühjahr statt und verläuft auf einer 100 km langen Wettkampfstrecke rund um Dresden.
Eine Abteilung Rollstuhltanz (Breitensport) gibt es im Tanzclub Saxonia e. V. Dresden (in Kooperation mit dem Verein Eureha e. V.). Darüber hinaus wird im Rollstuhl-Turniertanz trainiert, um an die Erfolge der vergangenen Jahre anzuknüpfen, wo ein Paar mehrfacher Deutscher Meister war und 2004 einen 3. Platz bei der WM in Tokio erreichte.
Weitere Vereine sind:
- FV Dresden 06 Laubegast e. V., Fußball
- SG Dresden Striesen, Fußball
- SSV Turbine Dresden e. V., Fußball
- Dresden Titans, Basketball
- USV TU Dresden, Mehrspartenverein

##### Alpinsport
- Sächsischer Bergsteigerbund mit 16.984 Mitgliedern (Stand: 31. Dezember 2021);[99] zweitgrößter Verein in Dresden, größte DAV-Sektion in Sachsen, gegründet am 1. März 1911
- Sektion Dresden des Deutschen Alpenvereins mit 6.673 Mitgliedern (Stand: 31. Dezember 2021);[100] zweitgrößte DAV-Sektion in Sachsen, zweitälteste Sektion in Ostdeutschland nach der Sektion Leipzig, gegründet am 9. April 1873
- Akademische Sektion Dresden mit 589 Mitgliedern (Stand: 31. Dezember 2021);[101] gegründet am 10. Juni 1901

##### Sportanlagen

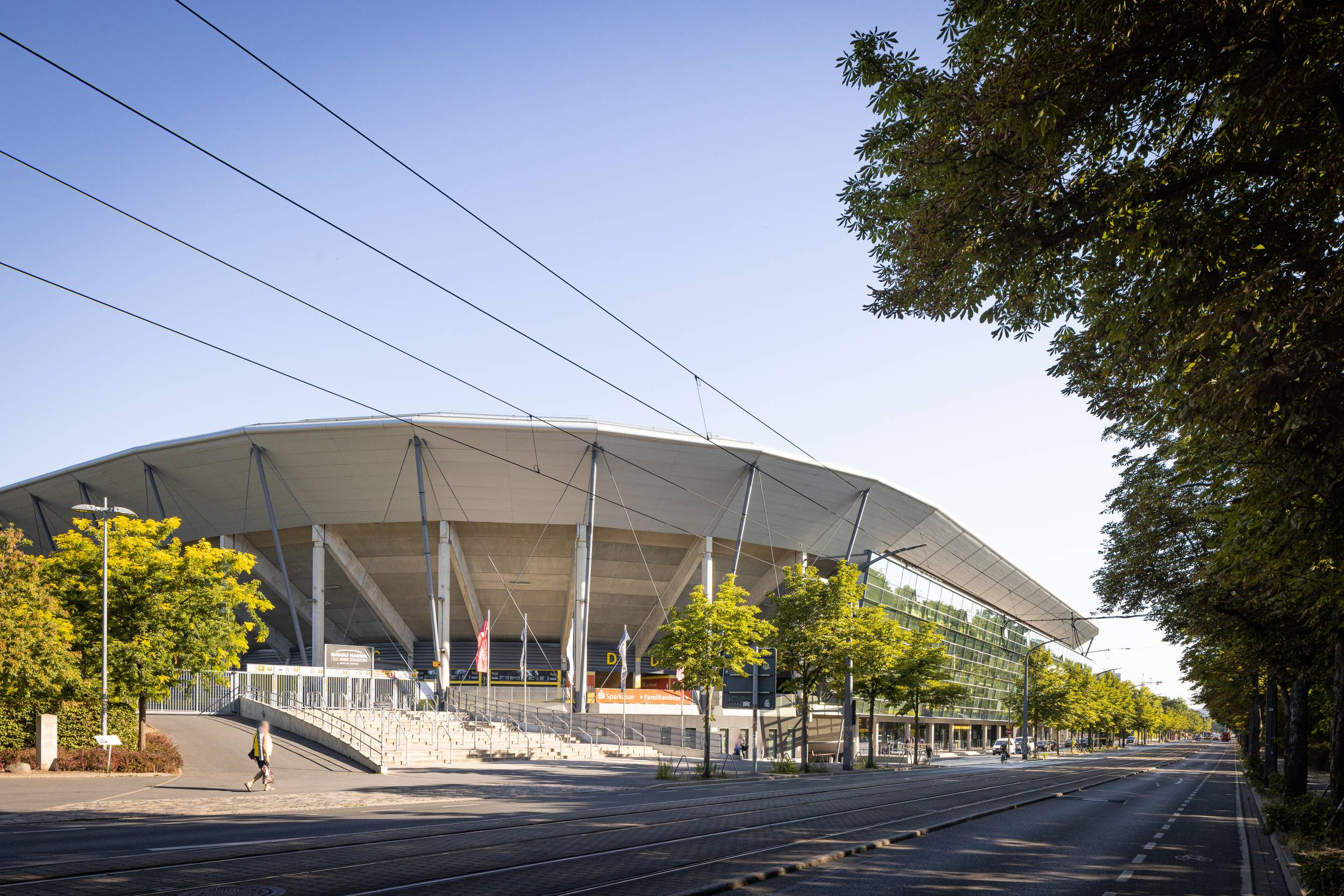
Das Rudolf-Harbig-Stadion 2022

Jahrelang wurde die Modernisierung von Sportstätten vernachlässigt. Am 19. November 2007 begann der Abriss des alten Rudolf-Harbig-Stadions. Die zuletzt max. für 23.000 Zuschauer zugelassene Arena wurde durch einen Stadionneubau an gleicher Stelle ersetzt, der am 15. September 2009 fertiggestellt wurde. Das neue Stadion, das als reine Fußballarena konzipiert wurde und in der Regel somit als Fußballstadion, aber teilweise auch für American Football, Konzerte und als Kongressstätte der Zeugen Jehovas genutzt wird, bietet Platz für maximal 32.249 Zuschauer und war Austragungsort von drei Vorrunden- sowie einem Viertelfinalspiel der Fußball-Weltmeisterschaft der Frauen 2011.
Das zweite große Stadion ist das Heinz-Steyer-Stadion, das 2021–2024 zu einer Multifunktions-Sportstätte umgebaut wurde, rund 10.400 Sitzplätze hat (davon 5.400 überdacht) und mit mobilen Tribünen für große Sportveranstaltungen bis auf 15.000 Zuschauerplätze erweiterbar ist. Es liegt im Sportpark Ostra in der Friedrichstadt direkt an der Marienbrücke.
Die ohnehin marode Eissporthalle Pieschener Allee wurde durch das Elbhochwasser 2002 in Mitleidenschaft gezogen und durch einen Neubau ersetzt. Der Nachfolgebau, die heutige Joynext Arena, konnte 2007 eingeweiht werden.
Weitere Sportstätten sind die Margon Arena, die BallsportArena sowie weitere Anlagen im Ostragehege, in denen eine Leichtathletikhalle errichtet und einige Tennisplätze hochwassersicher verlegt wurden, außerdem die Schwimmhallen und die Wasserspringhalle am Freiberger Platz. Daneben gibt es weitere sieben Hallenbäder und zehn Freibäder im Stadtgebiet. Im Stadtteil Seidnitz gibt es eine Pferderennbahn.

##### Inklusion
2021 bewarb sich die Stadt als Host Town für die Gestaltung eines viertägigen Programms für eine internationale Delegation der Special Olympics World Summer Games 2023 in Berlin. 2022 wurde sie als Gastgeberin für Special Olympics Puerto Rico ausgewählt. Damit wurde sie Teil des größten kommunalen Inklusionsprojekts in der Geschichte der Bundesrepublik mit mehr als 200 Host Towns.

Im August 2025 findet in Dresden mit den 25. World Transplant Games eine internationale Multisportveranstaltung statt, die alle zwei Jahre den Amateursport unter Organtransplantationsempfängern, Lebendspendern und Spenderfamilien fördert. Etwa 3.000 Teilnehmer aus 60 Nationen werden in 17 verschiedenen Sportarten antreten.

#### Nachtleben

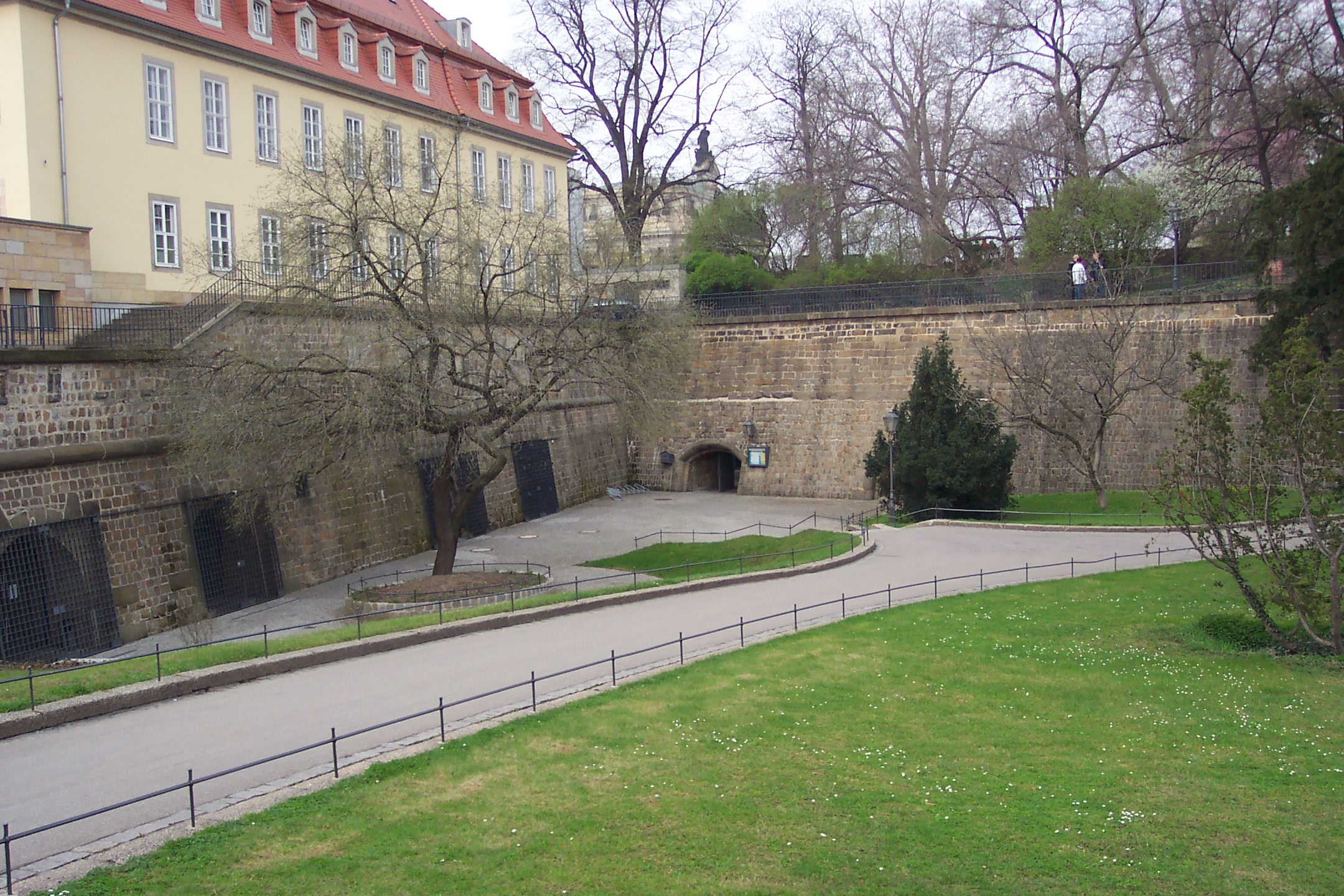
Der Studentenclub „Bärenzwinger“ unter der Brühlschen Terrasse

Die Äußere Neustadt ist eines der größten erhaltenen Stadtgebiete der Gründerzeit in Deutschland. Gleichzeitig befindet sich dort das mit etwa 175 gastronomischen Einrichtungen größte Szene- und Kneipenviertel der Stadt. Hervorgegangen aus dem schlechten Zustand der Bausubstanz entwickelte sich dort eine alternative Kulturszene in der Stadt. 1989 bildeten einige Bewohner aus Protest eine Interessengemeinschaft gegen die schlechte Wohnraumsituation und Abrisspläne, riefen 1990 die Bunte Republik Neustadt aus und begründeten damit den Charakter eines Szeneviertels.
Dort ist die höchste Konzentration an Clubs, Bars und Kneipen in der Stadt. Das Spektrum der Lokale ist sehr vielseitig und reicht von Jazzbar, Indie- und Elektroclubs bis Kleinraumdisko.
Auf südlicher Elbseite, in der Nähe der Hochschulen, befinden sich die dreizehn Studentenclubs der Stadt. Die meisten werden vom Studentenwerk Dresden unterstützt, sind aber in der Regel selbständige Vereine. Bereits in den 1960er Jahren ins Leben gerufen, ist der „Bärenzwinger“ im Gewölbe der ehemaligen Kasematten unter der Brühlschen Terrasse einer der ältesten und der einst bekannteste Studentenclub in Dresden. Die anderen Klubs liegen meist an, teilweise in den Wohnheimen sowie in den Mensen der Technischen Universität und der Hochschule für Technik und Wirtschaft. Seit der Verkleinerung des Bärenzwingers im Jahre 2000 zählt heute unter anderem der „Club Mensa“ (CM) zu den bekanntesten Studentenclubs in Dresden.
Sehr bekannt ist der 1977 gegründete Jazzclub Tonne, der von 1979 bis 1997 im Tonnengewölbe der Ruine des Kurländer Palais residierte. Danach befand er sich in Gewölbekellern im Waldschlösschen-Areal und in der Inneren Neustadt, wurde nach einer Insolvenz neu gegründet und befindet sich seit 2015 wieder im zwischenzeitlich wiederaufgebauten Kurländer Palais. Im Felsenkellergelände befand sich von 2002 bis 2013 der Techno-Club Triebwerk.
Im als „Industriegelände“ bekannten Industriegebiet nördlich der Innenstadt in Richtung Klotzsche haben nicht wenige Industriegebäude eine Umnutzung zu Diskothek- und Konzertsälen erfahren (Kulturzentrum Strasse E), so dass sich in dem Gebiet mittlerweile an Wochenend-Nächten mehr Menschen aufhalten als an Arbeitstagen. Zu den bekannten Clubs im Industriegelände gehören unter anderem Sektor Evolution, Objekt klein a und Club Paula. Weitere Clubs und Veranstaltungsorte für Konzerte befinden sich im Areal des Alten Schlachthofs, einem Industriedenkmal in der Leipziger Vorstadt, unter anderem Klub Neu, Alter Schlachthof und Club Puschkin.
Weiterhin gehören zum Nachtleben Konzertsäle und -häuser, die dauerhaft oder vorübergehend für Veranstaltungen mit Bühnen genutzt werden. Dauerhafte Konzerteinrichtungen sind der Alte Schlachthof, der bis zu 1800 Besucher fasst, der „Beatpol“ (bis 2007: „Starclub“) in Briesnitz und die Freilichtbühne „Junge Garde“ im Großen Garten. Gelegentlich werden für Konzerte die Messe im Neuen Schlachthof, das Kongresszentrum sowie Teile des Campus der Technischen Universität und der Elbwiesen genutzt. Bei den Filmnächten am Elbufer finden ebenfalls Konzerte statt.

### Regelmäßige Veranstaltungen
In Dresden gibt es das ganze Jahr über verschiedene Festivals und Großveranstaltungen. Insbesondere die musikalischen Veranstaltungen genießen internationale Bedeutung. Stadtteilfeste mit verschiedenem Hintergrund ergänzen dieses Angebot.

#### Frühjahr
Im April findet das Filmfest Dresden statt. Es ist ein bedeutendes Festival für Animations- und Kurzfilm. Viel weiter reichende Tradition haben die Dresdner Musikfestspiele, deren ursprüngliche Vorläufer die Musikfeste des barocken Hofs waren. Sie sind als Veranstaltung klassischer Musik deutschlandweit bekannt.
1971 wurde das erste Internationale Dixieland-Festival ausgetragen. Mittlerweile gehört es zu den weltweit bedeutendsten Jazz- und Bluesveranstaltungen. Mit jährlich etwa 500.000 Besuchern ist es außerdem die größte Kulturveranstaltung in Sachsen. Elemente des Festivals wie die Jazzmeile, die sich quer durch die Stadt zieht, sind ohne Eintritt erreichbar. Der Hauptteil des Festivals findet aber auf viele Clubs und Bars verteilt statt.
Jedes Jahr im Frühjahr findet die Internationale Tanzwoche Dresden statt. Sie präsentiert seit 1992 Ensembles von internationalem Rang vom Ballett, Tanztheater bis zum zeitgenössischen Tanz an mehreren Spielstätten in Dresden.

#### Sommer

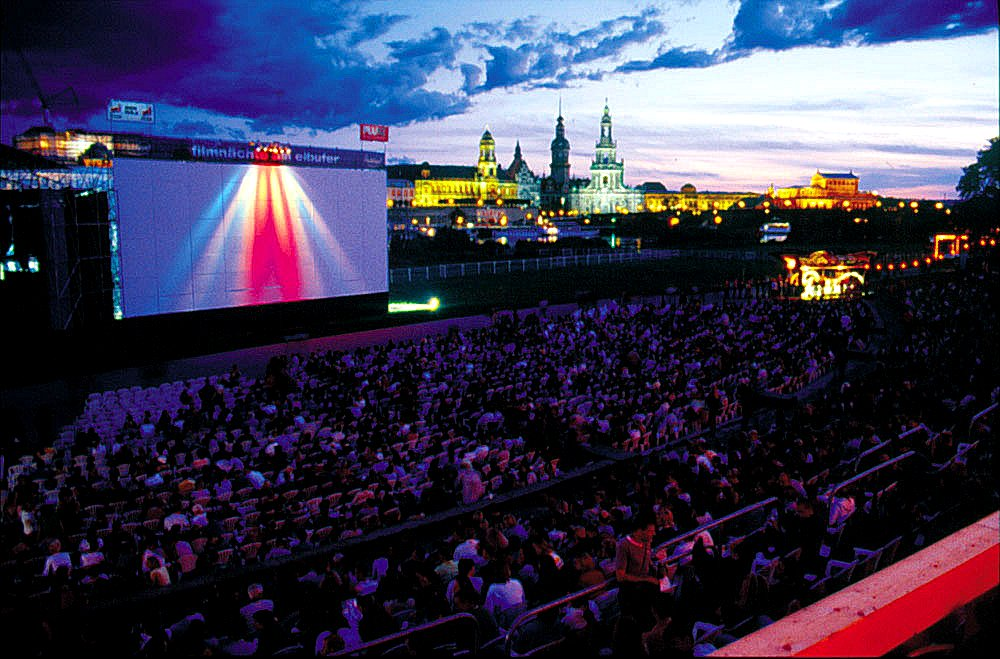
Filmnächte am Elbufer

Gegenüber der Altstadtsilhouette finden seit 1990 jedes Jahr die Filmnächte am Elbufer statt. Schon beim ersten Mal dauerte die Veranstaltung zehn Tage. Mittlerweile ziehen Filme, Veranstaltungen und Konzerte in rund 60 Tagen 150.000 Zuschauer an, wodurch die Veranstaltung als die größte ihrer Art in Deutschland gilt.
Eine Veranstaltung mit politischem Ursprung ist die Bunte Republik Neustadt. Von 1990 bis 1993 bestand im Stadtteil Äußere Neustadt aus Protest gegen die maroden Wohnbedingungen die gleichnamige Mikronation. Bereits 1990 gab es ein entsprechendes Stadtteilfest, das weiterhin veranstaltet wird. 2001 und 2002 kam es während des Festes zu Ausschreitungen, während die letzten Jahre friedlich verliefen. Das Fest ist eines der alternativen Szenekultur geblieben.
Am rechten Elbufer entlang findet am Dresdner Elbhang alljährlich das Elbhangfest statt. Es erstreckt sich vom Stadtteil Loschwitz bis Pillnitz. Höhepunkt ist unter anderem eine Drachenboot-Regatta. Nach der Elbflut 2002, die neben dem Stadtteil Kleinzschachwitz Laubegast mit einschloss, findet dort auf der anderen Elbseite das Inselfest statt.
Im Sommer finden Veranstaltungen in den Abend- und Nachtstunden statt. Ende Juni oder Anfang Juli laden die Forschungseinrichtungen und Hochschulen zur Langen Nacht der Wissenschaften ein. Für die Hochschulen, Institute und die kooperierenden Technologieunternehmen bietet die Veranstaltung die Möglichkeit, Arbeiten einem großen Publikum vorzustellen. Seit 1999 findet Anfang Juli die Museumssommernacht statt. 2015 wurde diese in Museumsnacht umbenannt und fand 2016 und 2017 aufgrund eines Besucherrückgangs in den Vorjahren (durch oftmals am selben Tag stattfindende Spiele von Fußball-Welt- und Europameisterschaften) am dritten Septembersonnabend statt, seit 2018 wird sie ohne Nennung von Gründen wieder im Juli veranstaltet. Einem ähnlichen Konzept folgt seit 2003 die Nacht der Kirchen, bei der etwa sechzig Kirchen und Gemeindehäuser christlicher Konfession ihre Türen öffnen. Sie findet seit einiger Zeit alle 2 Jahre statt, 2016 fiel sie wegen des Deutschen Evangelischen Posaunentages aus und pausiert seitdem.
Im August findet das Dresdner Stadtfest statt. Es erstreckt sich über die gesamte Innenstadt. Neben Live-Musik bietet es ein auf Familien zugeschnittenes Programm, das jährlich etwa 500.000 Gäste zählt.
Weitere Festivals und Veranstaltungen im Sommer sind das Dresdner Kunstfest, die Kulturnacht und das Nachtskaten, das vielfach im Sommer freitags stattfindet. Dabei rollen mehrere tausend Inlineskater einen Parcours auf gesperrten Straßen durch die Stadt.

#### Herbst
Im Herbst findet das Volkstanzfest und Drehorgeltreffen statt. Weitere Veranstaltungen im Herbst sind die Dresdner Tage der zeitgenössischen Musik, das Literaturfestival Bardinale und das Festival der Zauberkunst sowie alle zwei Jahre der Tag der Dorfkirchen. 1997 fand als Höhepunkt der Zauberkunstaktivitäten in Dresden die jeweils dreijährlich stattfindende Weltmeisterschaft des internationalen Dachverbands Fédération Internationale des Sociétés Magiques statt.
Seit 2004 findet jährlich an einem Wochenende im Herbst die CCC-Veranstaltung „Datenspuren“ statt.

#### Winter

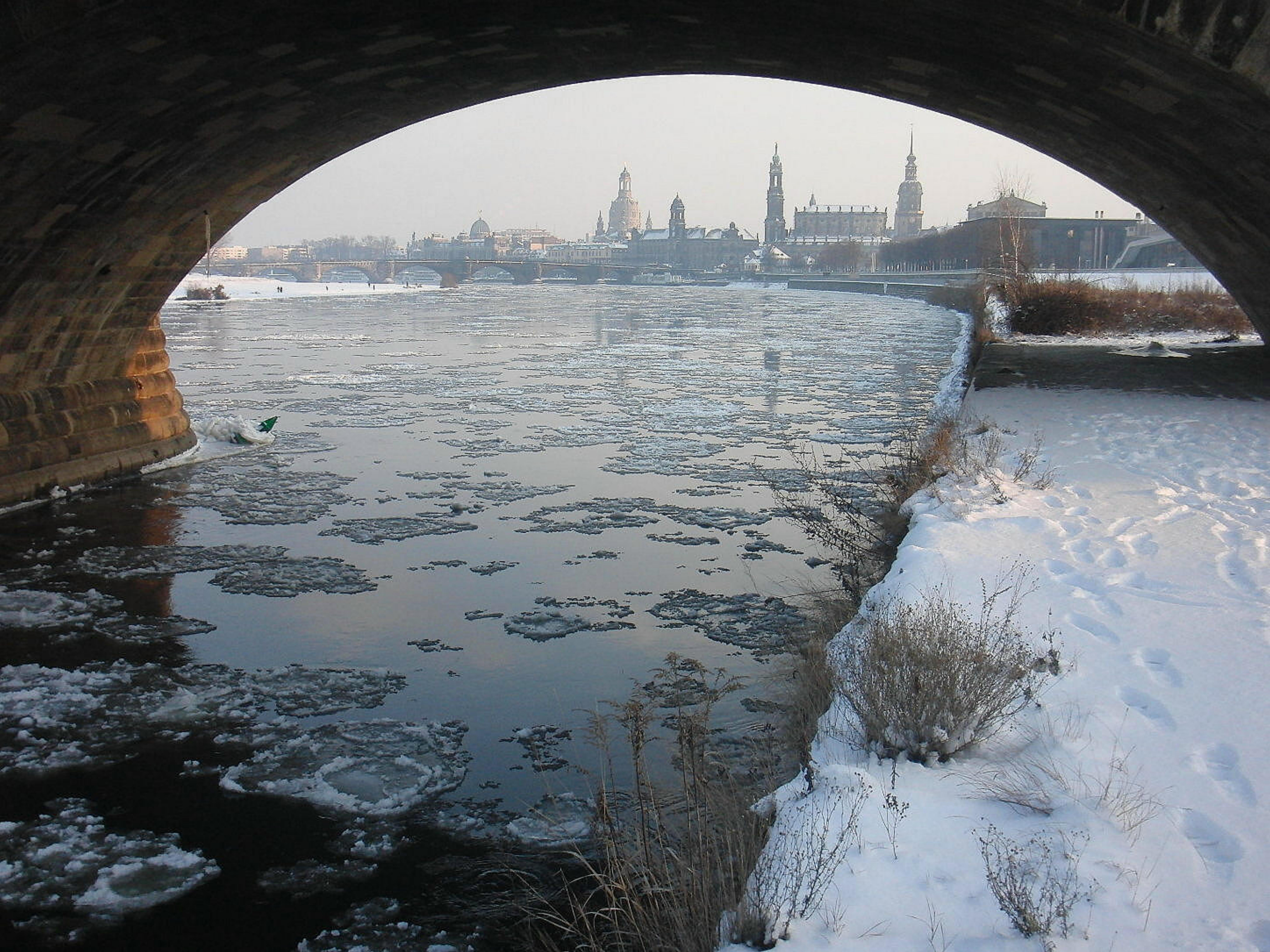
Dresden im Winter, Blick unter der Marienbrücke zur Stadt, Februar 2012

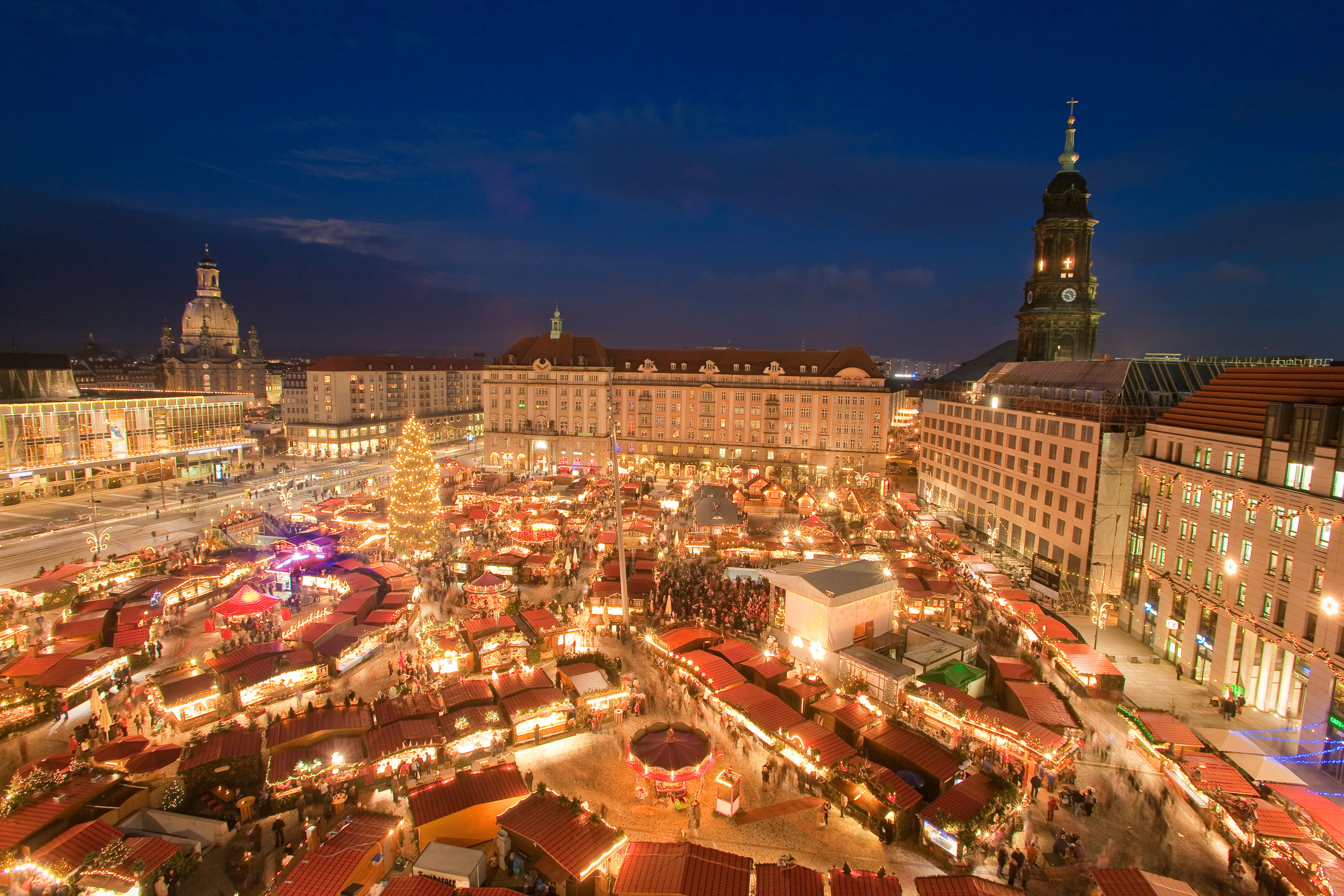
575. Dresdner Striezelmarkt, 2009

Während der Adventszeit findet der Dresdner Striezelmarkt statt. Dieser seit 1434 bestehende Weihnachtsmarkt ist einer der ältesten in Deutschland. Er wird in der Regel auf dem Altmarkt errichtet und gehört zu den größten Touristenattraktionen in der Weihnachtszeit. Der Name des Marktes leitet sich von seinem Hauptprodukt, dem Dresdner Stollen („Striezel“), ab. Ein Höhepunkt des Marktes ist das Dresdner Stollenfest. Die Frage, ob der Bautzener Wenzelsmarkt oder der Striezelmarkt der älteste Weihnachtsmarkt Deutschlands sei, klärte das Rekord-Institut Hamburg im Dezember 2015. Der Wenzelsmarkt ist Deutschlands ältester in einer Chronik erwähnte Weihnachtsmarkt, der Striezelmarkt der älteste mit einer Urkunde bestätigte Weihnachtsmarkt Deutschlands.
Gleichzeitig mit dem Striezelmarkt findet jährlich ein mittelalterlicher Weihnachtsmarkt im Stallhof des Residenzschlosses statt, an einigen weiteren Orten in der Stadt wie Prager Straße, Neumarkt oder Hauptstraße gibt es parallel dazu weitere Weihnachtsmärkte.
Am 13. Januar 2006 fand erstmals seit 67 Jahren wieder der Dresdner Opernball in der Semperoper statt. Mittlerweile findet der Opernball regelmäßig jedes Jahr statt und erfreut sich immer größerer Beliebtheit. Stargast des Opernballs 2009 war der russische Ministerpräsident Wladimir Putin.
Im Februar findet das Fest sächsischer Puppen- und Marionettenspieler statt.

### Kulinarische Spezialitäten
- Dresdner Stollen
- Russisch Brot
- Dominosteine
- Eierschecke
- Pflaumentoffel
- Quarkkäulchen

### Sonstiges
Dresden ist der Handlungsort des Kunstmärchens Der goldne Topf.

## Wirtschaft und Infrastruktur

### Kennzahlen
Dresden bildet das Zentrum des gegenwärtig wirtschaftsstärksten Raums der neuen Bundesländer und gehört zu den wirtschaftlich stärksten Räumen in Deutschland. Im Jahre 2016 erbrachte Dresden, innerhalb der Stadtgrenzen, ein Bruttoinlandsprodukt (BIP) von 20,725 Milliarden Euro und belegte damit Platz 15 innerhalb der Rangliste der deutschen Städte nach Wirtschaftsleistung. Das BIP pro Kopf lag im Jahr 2017 bei 39.134 Euro (Sachsen: 31.453 Euro, Deutschland 41.358 Euro). In der Stadt gab es 2020 ca. 341.000 erwerbstätige Personen. Der Kaufkraftindex pro Einwohner lag 2013 bei 90,1 (Deutschland: 100). Es ist zu beobachten, dass der Kaufkraftindex pro Einwohner jährlich abnimmt. Im europäischen Vergleich erhielte Dresden einen Index von etwa 121 (EU-27: 100) im Vergleich zum ehemaligen Direktionsbezirk Dresden 87,7, Sachsen 86,1 und Deutschland 115,1. Besonders hohen Anteil an der gesamten wirtschaftlichen Leistung hat das verarbeitende Gewerbe. Allein die Unternehmen der Mikroelektronik erreichten mehr als drei Milliarden Euro Umsatz.
Im sogenannten Zukunftsatlas 2016 belegte die Stadt Dresden Platz 28 von 402 Landkreisen und kreisfreien Städten in Deutschland und zählt damit zu den Orten mit „sehr hohen Zukunftschancen“. Laut der Studie belegt Dresden damit den ersten Platz unter allen Städten und Landkreisen in Ostdeutschland. Im Zukunftsatlas 2019 wird Dresden auf Rang 41 gelistet, der Stadt werden dennoch „sehr hohe Zukunftschancen“ zugesprochen.
Die Gewerbesteuereinnahmen der Stadt betrugen 2018 305 Millionen Euro. Die Zweitwohnungssteuer erbrachte 2022 1,3 Millionen Euro Einnahmen. 41.625 Personen über 18 Jahren waren 2019 überschuldet (9,25 Prozent).

### Arbeitsmarkt
Ende 2019 waren in Dresden 15.700 Menschen (5,3 Prozent) arbeitslos, der niedrigste Stand seit 1990. Im März 2020 lag der Anteil der Arbeitslosen in Dresden im Vergleich zu allen zivilen Erwerbspersonen bei 5,5 Prozent. Als absolute Zahl wurden 16.410 Personen angegeben. Rund ein Drittel der Arbeitslosen sind langzeitarbeitslos, im Oktober 2018 waren das 5.470. Die Arbeitslosenquote in Dresden lag 2019 durchschnittlich bei 5,3 Prozent. Aufgrund der COVID-19-Pandemie wuchs im April 2020 die Arbeitslosenquote auf 6,2 Prozent (18.426 Arbeitslose), im Mai 2020 auf 6,4 Prozent (19.254 Personen), im Juni 2020 auf 6,5 Prozent (19.479), im Juli 2020 auf 6,7 Prozent (19.950) und im August 2020 auf 6,8 Prozent (20.419).
Im Mai 2023 gab es 18.100 Arbeitslose (Quote von 5,9 Prozent), davon durch Flucht vor dem russischen Überfall auf die Ukraine etwa 5.000 ausländische Arbeitslose.
Etwa 282.800 sozialversicherungspflichtige Beschäftigte arbeiteten 2024 in der Stadt.
- 88.000 Beschäftigte gibt es in öffentlicher Verwaltung, Schul-, Gesundheits- und Sozialwesen,
- 52.000 Beschäftigte in Handel, Verkehr, Lager und Gastgewerbe,
- 38.000 Beschäftigte im produzierenden Gewerbe ohne Bau,
- 11.000 Beschäftigte im Baugewerbe.
- 14.000 Beschäftigte sind vom Tourismus abhängig.

Es gibt ca. 98.000 Einpendler, der höchste Wert seit Jahren, vor allem aus Freital, Radebeul, Pirna, Heidenau und Radeberg. In der Stadt haben etwa 237.000 Arbeitnehmer ihren Erstwohnsitz, von ihnen sind ca. 59.000 Auspendler. Durch den Saldo der Aus- und Einpendler von knapp 40.000 Personen ist Dresden eine Einpendlerstadt.
Im Stadtgebiet entfällt eine Fläche von 307 Hektar auf Betriebsflächen, 10.885 Hektar werden landwirtschaftlich genutzt.

### Tourismus

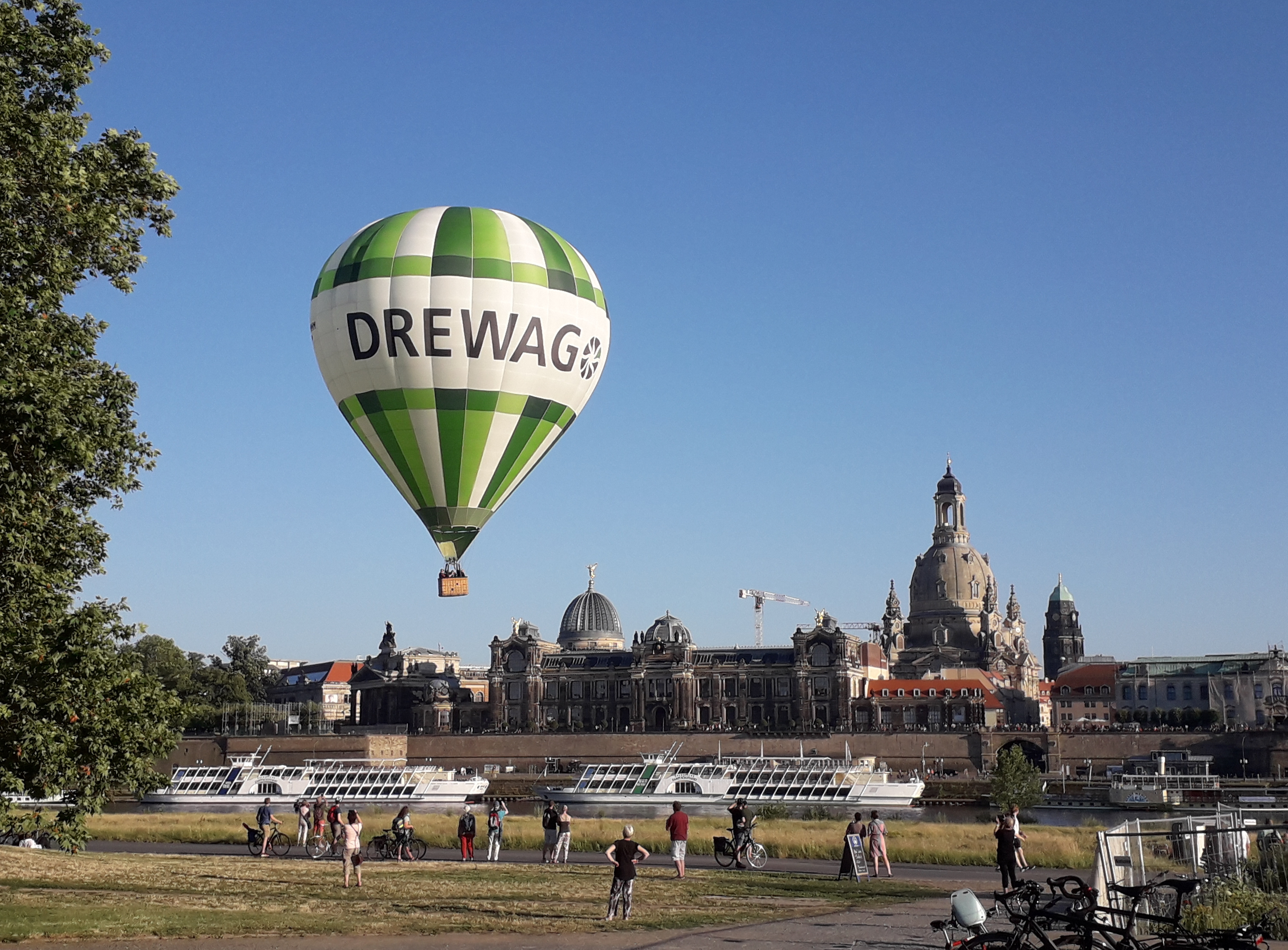
Touristenattraktion: Ballonfahren über Dresden, Start eines Heißluftballons vor der Brühlschen Terrasse / Frauenkirche

Im Rekordjahr 2019 gab es 2,3 Millionen Übernachtungsgäste, darunter etwa 20 Prozent aus dem Ausland. 2024 konnte die Zahl von 2,27 Millionen Übernachtungsgäste erreicht werden, darunter 18,8 Prozent aus dem Ausland. Die größten Gruppen der ausländischen Gäste kamen aus Polen sowie weitere Gäste aus den Niederlanden, der Schweiz, Österreich und den Vereinigten Staaten. Der Zeitraum mit den höchsten Besucherzahl in der Stadt war der Dezember.
163 Hotels und Beherbergungsstätten mit jeweils mehr als 10 Betten boten im Jahr 2021 zusammen über 22.000 Betten an. Dabei gibt es 26 Hotels der Ober- und Luxusklasse. Zusammen mit der Messe Dresden und dem Kongresszentrum versucht sich die Stadt als Kongress- und Tagungsort zu profilieren. Die Sächsischen Spielbanken betreiben in Dresden die Spielbank Dresden im Café Prag, eine von drei Spielbanken in Sachsen.

### Ansässige Unternehmen

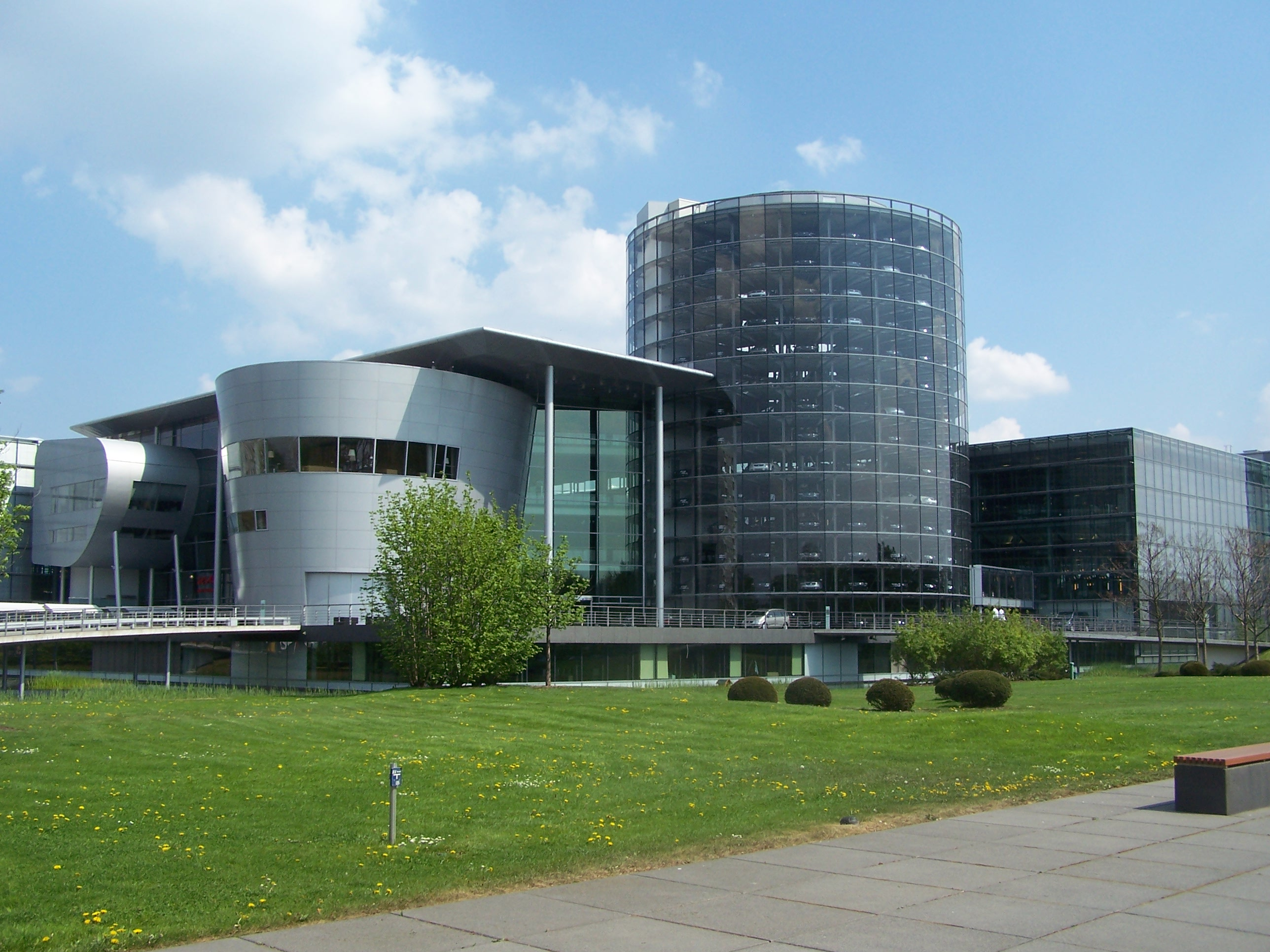
Gläserne Manufaktur von Volkswagen

In der Stadt sind vor allem Unternehmen aus dem Bereich Mikroelektronik, Informations- und Biotechnologie sowie Elektrotechnik tätig, die die Nähe der Universität und zahlreicher Forschungsinstitute nutzen. Die Kompetenzfelder der Stadt liegen in den Bereichen
- Mikroelektronik, Informations- und Kommunikationstechnologie
- Neue Werkstoffe und Nanotechnologie
- Maschinen- und Anlagenbau/Fahrzeug-, Luft- und Raumfahrttechnik, Solartechnik
- Biotechnologie, Pharmazie und Impfstoffe
- Tourismus, Handel und Märkte
- Bildung, Kunst-, Geistes- und Sozialwissenschaften

Viele der Kompetenzfelder entstanden nicht erst nach der Wende oder nach der Jahrtausendwende 1999/2000. Einige, wie zum Beispiel die Mikroelektronik, besaßen schon vor 1989 in Dresden ein Zentrum und wurden erfolgreich ausgebaut.
Durch die Möglichkeiten der engen Zusammenarbeit der Industrie mit den hier ansässigen Universitäten und Forschungseinrichtungen entwickelt sich die Stadt immer mehr zu einem der führenden Zentren der Halbleiterfertigung in Europa. So entstanden über die Jahre neue Fertigungsstätten führender Unternehmen wie Globalfoundries und Infineon. Ein neues Halbleiterwerk der Robert Bosch GmbH wurde 2021 eröffnet. Die Jenoptik AG eröffnete 2025 eine Fabrik in Dresden.
Der taiwanesische Chip-Hersteller TSMC wird mit fünf Milliarden Euro Subventionen gefördert und hat mit dem ersten Spatenstich am 20. August 2024 mit dem Bau eines Werks der ESMC im Airport-Park in Dresden-Rähnitz begonnen. Die Genehmigung der EU liegt vor. Die Investition beträgt 10,5 Milliarden Euro. Es wird die größte Einzelinvestition eines Unternehmens in Sachsen seit 1990. Ende 2027 soll mit 2.000 vorgesehenen Arbeitsplätzen die Produktion v. a. mit Chips für die Autoindustrie beginnen. 200 Arbeitskräfte sollen direkt aus Taiwan kommen. Indirekt könnten mit der Ansiedlung bis zu 11.000 neue Jobs geschaffen werden. ESMC sucht vor allem die Nähe zu den Universitäten in Dresden, Chemnitz und Freiberg. Bis zum Firmengelände will die DVB auch die Straßenbahnlinie 8 verlängern.
Viele Bereiche der Zulieferindustrie (Reinraumtechnik, Spezialmaschinenbau, Siliziumwafer) lassen sich in und um Dresden nieder, sodass in Anlehnung an das Silicon Valley in Kalifornien oft vom Silicon Saxony gesprochen wird.
Durch Forschungsarbeit im Bereich der Nanotechnologie und Werkstoffe erhofft man sich, führender Wirtschaftsstandort der aufkommenden Nanoelektronik, die einen Quantensprung für die elektronische Datenverarbeitung darstellen wird, zu werden. An der wirtschaftlichen Nutzung von besonderen elektromagnetischen Eigenschaften von Supraleitern (Meißner-Ochsenfeld-Effekt) wird ebenfalls gearbeitet.
Neben der Mikroelektronik- und Halbleiterindustrie ist die Softwareindustrie vertreten, etwa durch das T-Systems-Tochterunternehmen T-Systems MMS sowie die Niederlassungen der Softwarehersteller SAP, Amazon, GoTo und der polnischen Comarch. Ebenfalls findet man drei der Big-Four-Wirtschaftsprüfungsgesellschaften in Dresden vor: EY, KPMG und Deloitte. Es sind zahlreiche kleine und mittlere Unternehmen sowie Startups im Bereich Softwareentwicklung vorhanden, wie Lovoo.
Nach der Wende hat Siemens in Dresden einen Standort errichtet. Der Konzern kaufte 1991 von der Treuhandanstalt das Transformatoren- und Röntgenwerk „Hermann Matern“, das auf die Koch & Sterzel AG zurückgeht. Um dieses Werk herum im Stadtteil Übigau übernahm der Konzern eine Grundstücksfläche von rund 350.000 Quadratmetern.
Volkswagen ließ in der Gläsernen Manufaktur das Luxusfahrzeug (VW Phaeton) der Muttermarke des Volkswagen-Konzerns herstellen. Im März 2016 wurde im 15. Jahr nach Inbetriebnahme die Fertigung eingestellt und nach einem Umbau der Anlagen zwischenzeitlich im April 2017 die nichtexklusive Fertigung des e-Golf aufgenommen. Seit 2021 wird der Nachfolger VW ID.3 gefertigt. Die Airbus-Gruppe (bis 2013 EADS) hat in Dresden mit den Elbe Flugzeugwerken ein Tochterunternehmen insbesondere zum Umbau von Airbus-Flugzeugen. Der Standort ist auch an der Entwicklung des Airbus A380 beteiligt. Zum einen stammen Teile der Innenausstattung aus den Werken, zum anderen wird eine der beiden Materialtestprozeduren bei IABG/IMA durchgeführt. Viele Zulieferer der Automobilindustrie für elektronische Komponenten produzieren in Dresden. Ein Tochterunternehmen der Linde plc konzipiert und plant Anlagen der Pharmazie- und Chemieindustrie.
Im Bereich Pharma und Arzneimittel spielt Dresden seit mehr als hundert Jahren eine bedeutende Rolle. Viele Verfahren zur industriellen Produktion von Arzneimitteln wurden hier entwickelt und angewandt. Das ehemalige Sächsische Serumwerk Dresden (heute Teil des GSK-Konzerns) ist ein international bedeutsamer Lieferant für Grippeimpfstoffe. Die im benachbarten Radebeul ansässige und auf eine lange Tradition (als Chemische Fabrik v. Heyden und Arzneimittelwerk Dresden) zurückblickende Arzneimittelproduktion, gehört jetzt zur italienischen Menarini-Gruppe.
Des Weiteren ist der Zigarettenhersteller Philip Morris (Marke f6) in Dresden ansässig, der als VEB Vereinigte Zigarettenfabriken Dresden (VEZIFA) zu DDR-Zeiten Stammbetrieb des VEB Kombinat Tabak war. Die Feldschlößchen AG braut ihre Biere in Dresden-Coschütz.

### Einzelhandel
Vor der Zerstörung durch den Luftangriff befand sich das repräsentative Einkaufszentrum der Stadt mit zahlreichen Fachgeschäften in der Prager Straße, während die großen Kaufhäuser den Bereich des Altmarktes prägten. Den Wiederbeginn 1952 markierte der Bau des Warenhauses an der Wilsdruffer Straße am Altmarkt. Stand damals dieser Bau für das erwachende Dresden, so ist heute dessen Bedeutung für die Stadt zu Beginn der 1950er Jahre durch die neueren umliegenden Bauten kaum noch nachzuvollziehen.

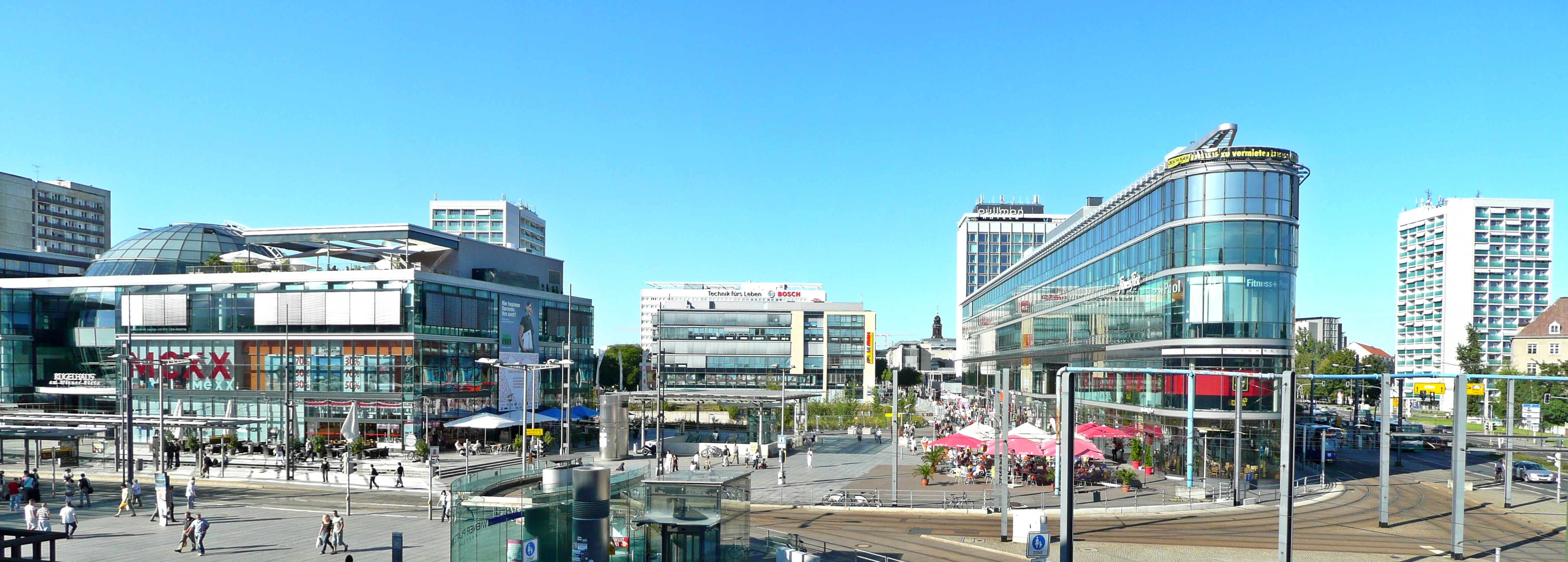
Blick vom Hauptbahnhof in die Prager Straße

Die Innenstadt hat 200.000 Quadratmeter Verkaufsfläche in 549 Geschäften. Dabei wird schätzungsweise ein Umsatz von 849 Millionen Euro im Jahr erzielt. Die größte Konzentration von Warenhäusern und Geschäften befindet sich heute im Dresdner Stadtzentrum an der nördlichen Prager Straße und am Altmarkt. Dort haben sich Filialen der großen Warenhausketten angesiedelt und bilden mit der Altmarkt-Galerie und der Centrum-Galerie eines der großen Einkaufszentren der Stadt. Die Altmarkt-Galerie wurde bis 2011 zum Postplatz hin erweitert und hat seitdem mehr als 200 Geschäfte, darunter viele einmalige Markenstores in Ostdeutschland wie Hollister, Apple und O’Neill. Das Gebiet ist durch mehrere Straßenbahnhaltestellen erschlossen. Der Hauptbahnhof, am südlichen Ende der Prager Straße, ist seit seiner Fertigstellung und der Bebauung des Wiener Platzes ein bedeutendes Zentrum des Einzelhandels.
Als Einkaufsstraße für hochwertige Güter und Luxusartikel – früher das Privileg der Prager Straße – hat sich dagegen die Königstraße in Dresden-Neustadt etabliert. Geschäfte dieser Preisklasse sind stark mit dem Tourismus der Stadt verwoben. Eine ähnliche Struktur hat sich am Neumarkt rund um die Frauenkirche entwickelt.

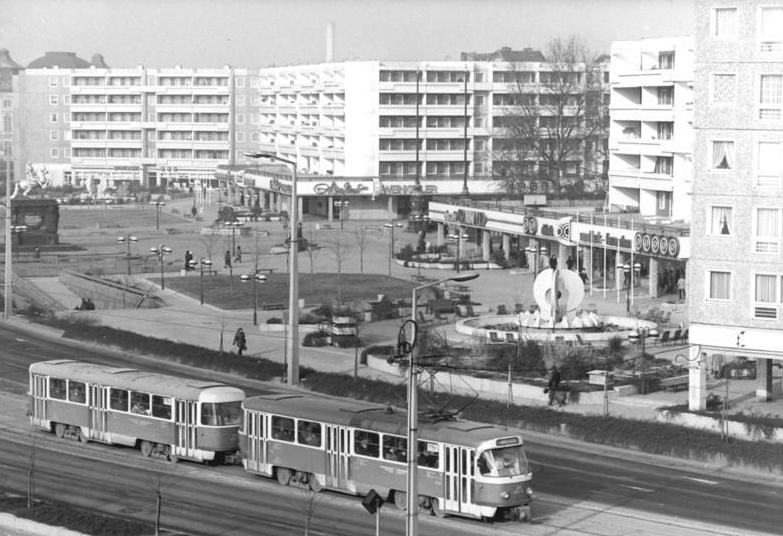
Neustädter Markt mit Goldenem Reiter (links), 1982

Die zur Fußgängerzone umgebaute Neustädter Hauptstraße hatte „ihre beste Zeit“ in den 1980er Jahren. In deren Nähe liegt die Neustädter Markthalle, ein kleines Einkaufszentrum mit 20 Händlern in einem rekonstruierten Jugendstilgebäude.
In alten Stadtteilzentren wie am Schillerplatz in Blasewitz wurden wieder bedeutende Einkaufszentren geschaffen. Andere Anlagen wie der Elbepark konzentrieren sich außerhalb der Innenstadt an Autobahnausfahrten und haben so einen deutlich überregionalen Einfluss. Der Preisdruck auf die Handelsflächen im Stadtzentrum durch große Einkaufszentren der Peripherie ist auch in Dresden spürbar und wird häufig kritisiert. In der Innenstadt werden gerade einmal 22 Prozent des Umsatzes des Einzelhandels erzielt. Das ist vergleichsweise wenig, wenngleich mehrere Nebenzentren existieren.

### Traditions- und ehemalige Unternehmen

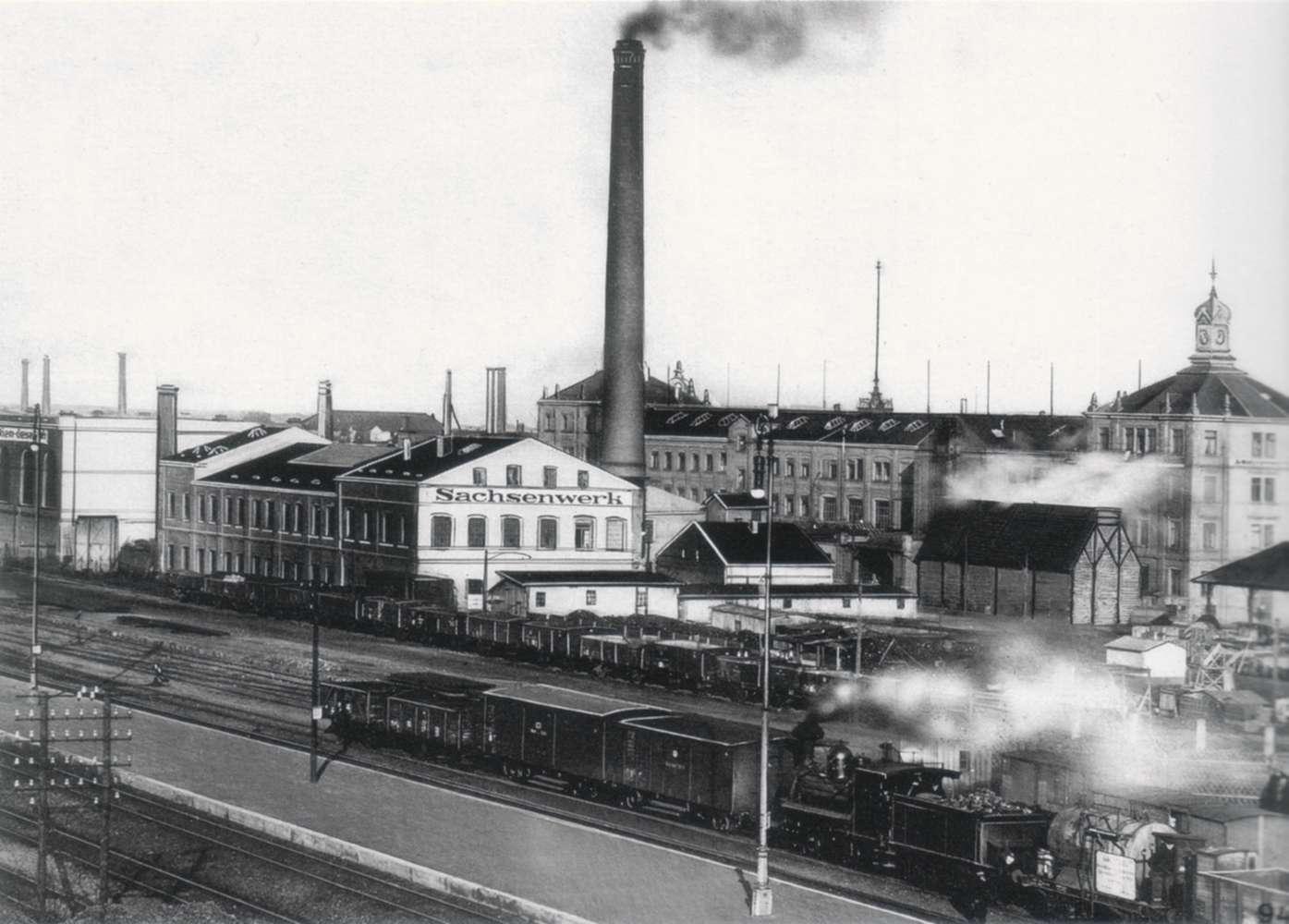
Das Sachsenwerk um 1900

Eines der bekanntesten Unternehmen war die am 12. November 1872 gegründete Dresdner Bank. Bereits 1885 wurde die operative Geschäftsführung nach Berlin verlegt, bis 1950 blieb die Bank aber im Handelsregister der Stadt Dresden eingetragen.
Die Raddampferflotte, die von der Sächsischen Dampfschiffahrtsgesellschaft betrieben wird, gilt als die größte und älteste der Welt. Der 1879 gebaute Raddampfer Stadt Wehlen, benannt nach dem Ort Wehlen in der Sächsischen Schweiz, ist das älteste Schiff der Flotte. Im Jahr fahren etwa 500.000 Passagiere auf den 13 Schiffen.
Nur wenig jünger ist die Genossenschaft Konsum Dresden, ein Handelsunternehmen, das im Jahr 1888 als „Konsumverein Vorwärts“ gegründet wurde. Verunreinigte und überteuerte Lebensmittel führten damals dazu, dass mehrere Dresdner Familien selbst einkaufen und miteinander handeln wollten. Mit eigenen Produktions- und Logistikstrukturen wurde ein Ladennetz aufgebaut und bereits 1931 die erste konsumeigene Fleischfabrik in Dresden eröffnet. Heute betreibt das Unternehmen noch über 40 Filialen und hat rund 25.600 Mitglieder.
Das im Jahr 1892 vom Dresdner Unternehmer Karl August Lingner herausgebrachte Mundwasser Odol wurde in den 1945 zerstörten Dresdner Lingner-Werken hergestellt.
Die „Sachsenwerk, Licht- und Kraft AG“ wurde 1903 gegründet und baute vor allem Transformatoren und Schaltgeräte für elektrische Beleuchtungen sowie große elektrische Maschinen. Seit den 1920er Jahren ist das Werk ein bedeutender Hersteller von Straßenbahn- und Lokomotivmotoren. Heute gehört die VEM Sachsenwerk GmbH zur VEM Gruppe.
1907 begann auf dem Dachboden der Löwenapotheke die Produktion der Zahncreme Chlorodont, die ab 1917 in den neu gegründeten Leowerken in immer größerem Stil erzeugt und vermarktet wurde. Das Nachfolgeunternehmen nutzt die Räume noch heute.
Das seit Jahrzehnten international tätige Unternehmen Melitta wurde am 15. Dezember 1908 mit 73 Pfennigen Eigenkapital von Melitta Bentz ins Dresdner Handelsregister eingetragen.
Mit dem Zentrum Mikroelektronik Dresden (ZMD) und dem Kombinat Robotron begann 1961 die Zeit der Mikroelektronik und Computerfertigung in Dresden. 1989 waren etwa 4000 Angestellte beim Zentrum Mikroelektronik, im Kombinat Robotron wurden bis zu 68.000 Mitarbeiter beschäftigt. Das ZMD firmierte von 1961 bis 1976 als Arbeitsstelle für Molekularelektronik Dresden (zunächst AME, ab 1969 AMD). Nach weiteren Umbenennungen und der Privatisierung in den 1990er Jahren arbeiteten 2011 in dem nun „ZMD AG“ genannten Unternehmen ca. 300 Ingenieure, Techniker und Facharbeiter. Das Kombinat Robotron wurde 1990 aufgelöst und dessen Teilbetriebe wurden privatisiert. Von diesen Nachfolgeunternehmen existiert in Dresden nur noch die Robotron Datenbank-Software GmbH mit 442 Mitarbeitern (Geschäftsjahr 2017/2018).
Der Dresdner Maschinenbau hat eine Tradition als direkter Zulieferer der ansässigen Industrien der Pharmazeutik, Optik und Lebensmittelherstellung. Wettbewerbsvorteile konnte die Sächsische Industrie vor allem durch die Anwendung der Feinmechanik im Großmaschinenbau erlangen. Die Historie setzte sich zuletzt bei den Spezialmaschinenbauern für Reinraumtechnik fort.
Dresden und Umland war bis in die Nachkriegszeit hinein ein Schwerpunkt der deutschen optisch-feinmechanischen Industrie, insbesondere im Bereich des Kamerabaus. Die Ernemann-Werke, Zeiss Ikon, die Ihagee (Erfindung der einäugigen Kleinbild-Spiegelreflexkamera), die Kamera-Werke Niedersedlitz sowie das Kombinat VEB Pentacon (Praktica-Kameras) hatten hier ihren Sitz. Ebenfalls in Dresden wurde 1923 von dem 18-jährigen gelernten Fotografen Martin Hanke Hama gegründet.
Die Elbe Flugzeugwerft, die heute als Elbe Flugzeugwerke firmiert und zu Airbus gehört, war schon sehr früh nach dem Zweiten Weltkrieg ein bedeutendes Werk des Flugzeugbaus, das am Nordostrand des Flughafens Dresden-Klotzsche auf einem Teil des Geländes der vormaligen Luftkriegsschule 1 errichtet wurde. Mit der Baade 152 entstand dort in den 1950er Jahren das erste deutsche Verkehrsflugzeug mit Strahltriebwerken. Auf Beschluss des Politbüros der SED musste 1961 aufgrund mangelnder Absatzmöglichkeiten der Flugzeugbau in der DDR und damit dieses Projekt eingestellt werden.
| Unternehmensname                                                                                               | Gegründet                                 | Gegenwärtiger Status | Branche                                                                  |
| Pharmazie und Kosmetik                                                                                         | Pharmazie und Kosmetik                    | Pharmazie und Kosmetik | Pharmazie und Kosmetik                                                   |
| --- | ----------------------------------------- | --- | ------------------------------------------------------------------------ |
| Apogepha | 1882                                      | Selbständiges Familienunternehmen | Pharmazeutische Produkte                                                 |
| Dental-Kosmetik (zwischenzeitlich VEB Elbechemie Dresden)                                                      | 1907                                      | GmbH & Co. KG | Zahnhygiene                                                              |
| Lingner-Werke                                                                                                  | 1892                                      | 1945 zerstört; aufgegangen im VEB Elbe-Chemie | Mundhygiene                                                              |
| Sächsisches Serumwerk Dresden                                                                                  | 1911                                      | GlaxoSmithKline Biologicals Dresden, Tochterunternehmen des GSK-Konzerns | Grippeimpfstoff                                                          |
| Infrastruktur                                                                                                  |                                           | |                                                                          |
| Dresdner Verkehrsbetriebe (zwischenzeitlich VEB Verkehrsbetriebe der Stadt Dresden)                            | 1872                                      | AG im Besitz der Stadt | Nahverkehr                                                               |
| Drewag (zwischenzeitlich VEB Energiekombinat Dresden)                                                          | 1930                                      | seit 1997 Städtisches Unternehmen | Energie                                                                  |
| Maschinen - und Anlagenbau                                                                                     |                                           | |                                                                          |
| Clemens Müller                                                                                                 | 1855                                      | 1945/46 enteignet, ab 1951 mit Seidel & Naumann VEB Schreibmaschinenwerk(e) Dresden | Nähmaschinen, Schreibmaschinen                                           |
| Dresdner Centralheizungsfabrik Louis Kühne                                                                     | 1873                                      | 1972 aufgelöst | Zentralheizungen, Stahlfachwerktürme, Windturbinen, Transmissionsanlagen |
| Elbe Flugzeugwerft                                                                                             | 1955                                      | Airbus-Tochtergesellschaft | Flugzeugbau                                                              |
| Gläser-Karosserie                                                                                              | 1864                                      | 1946 VEB Karosseriewerk Dresden (KWD), 1994 privatisiert | Karosserien                                                              |
| Sächsische Stahlwindmotoren-Fabrik                                                                             | 1870                                      | in Löbtau (1903 eingemeindet) gegründet; GmbH 1937 aufgelöst | Aussichtstürme, Windturbinen                                             |
| Schiffswerft Laubegast                                                                                         | 1898                                      | selbstständige AG | Binnenschiffbau, letzte der Schiffswerften in Dresden                    |
| Seidel & Naumann                                                                                               | 1870 (1868 Naumann)                       | 1945/46 enteignet, ab 1951 mit Clemens Müller VEB Schreibmaschinenwerk(e) Dresden, ab 1980 Kombinat Robotron, ab 1990 Robotron Erika GmbH, 1992 liquidiert                                                                                 | Nähmaschinen, Fahrräder, Schreibmaschinen, Rechenmaschinen               |
| VEB Mikromat                                                                                                   |                                           | seit 1992 GmbH | Werkzeugmaschinen                                                        |
| Nagema |                                           | liquidiert | Verpackungsmaschinen                                                     |
| Vereinigte Windturbinenwerke                                                                                   | 1911 (1859 Reinsch)                       | von Carl Reinsch gegründet, 1911 mit den Deutschen Windturbinen-Werken Rudolph Brauns vereinigt, ab 1923 AG (ab 1930 Turbowerke Meißen, 1946 enteignet; später Teil von ILKA; heute (Stand 2023) Teil von Howden Turbo mit Sitz in Coswig) | Aussichtstürme, Windturbinen (bis 1930), Lüfter                          |
| Optische Industrie                                                                                             |                                           | |                                                                          |
| Liste von Fotounternehmen in Dresden                                                                           |                                           | |                                                                          |
| Balda AG | 1909                                      | Sitz verlagert nach Bad Oeynhausen | Optik                                                                    |
| Ernemann-Werke AG                                                                                              | 1889                                      | 1926 zu Zeiss Ikon | Optik (mit denkmalgeschütztem Bau)                                       |
| Zeiss Ikon (ehemals Ernemann-Werke AG und weitere)                                                             | 1926                                      | 1955 verstaatlicht, Integration in spätere Pentacon | Optik                                                                    |
| VEB Pentacon Dresden (ehemals Zeiss Ikon, Ihagee, Kamera-Werke Niedersedlitz, Meyer-Optik Görlitz und weitere) | 1955                                      | Tochtergesellschaft der J. Schneider Optische Werke, ausgegliederte Meyer-Optik GmbH insolvent 1991, Kamera-Werke Niedersedlitz teilweise restituiert (heute Kamera Werk Dresden)                                                          | Optik                                                                    |
| Lebens- und Genussmittel                                                                                       |                                           | |                                                                          |
| Aktienverein der Societätsbrauerei zu Dresden                                                                  | 1836                                      | Gastronomiebetrieb Brauhaus am Waldschlösschen | Bierbrauerei                                                             |
| Feldschlößchen-Brauerei                                                                                        | 1883                                      | Teil der Frankfurter Brauhaus GmbH (TCB Beteiligungsgesellschaft) | Bierbrauerei                                                             |
| f6 Cigarettenfabrik (zwischenzeitlich VEB Dresdner Zigarettenfabriken)                                         | 1909                                      | Teil der Altria Group | Tabakwaren                                                               |
| VEB Dresdner Süßwarenfabriken Elbflorenz (ehemals Hartwig & Vogel)                                             |                                           | liquidiert | Lebensmittel (darunter Schokoladenprodukte)                              |
| Spezialitätenbäckerei Dr. Quendt                                                                               | 1876                                      | Dr. Quendt KG in Privatbesitz | Lebensmittel                                                             |
| Konsum Dresden eG                                                                                              | 1888 als Konsumverein „Vorwärts“          | Selbständige Konsumgenossenschaft mit rund 25.600 Mitgliedern, Konsum Dresden eG | Lebensmittelhandel, Spezialist für Essen und Trinken                     |
| Dr. Doerr Feinkost GmbH & Co. KG                                                                               | 1933 als Feinkostfabrik Dr. Herbert Doerr | Familienunternehmen der Familie Doerr | Feinkost                                                                 |
| Elektrotechnik und Mikroelektronik                                                                             |                                           | |                                                                          |
| Koch & Sterzel AG (zwischenzeitlich VEB TuR „Hermann Matern“ Dresden)                                          | 1904                                      | Tochtergesellschaft von Siemens | Elektrotechnik/Röntgengeräte                                             |
| Radio H. Mende & Co.                                                                                           | 1922                                      | Juni 1945 Demontage; 1948–1969 VEB Funkwerk Dresden, 1969–1990 VEB Robotron-Meßelektronik Dresden | Rundfunkgeräte, elektrische Messtechnik                                  |
| Sachsenwerk | 1903                                      | Teil der VEM Gruppe | Elektrotechnik                                                           |
| Zentrum Mikroelektronik Dresden                                                                                | 1961                                      | selbstständige AG | Mikroelektronik                                                          |
| Dienstleistungen                                                                                               |                                           | |                                                                          |
| Dresdner Bank                                                                                                  | 1872                                      | Sitz 1950 nach Frankfurt am Main verlegt, 2009 mit der Commerzbank fusioniert | Bank                                                                     |
| Dresdner Wach- und Schließgesellschaft                                                                         | 1902                                      | 1945 verstaatlicht | Sicherheit                                                               |
| Andere |                                           | |                                                                          |
| Deutsche Werkstätten Hellerau                                                                                  | 1898                                      | 1946–1989 VEB, 1992 privatisiert | Möbel                                                                    |
| Eg-Gü | 1890                                      | Neuanfang 2006 in Lichtenau b. Chemnitz | Schuhputz-/Reinigungsmittel                                              |
| Eschebachsche Werke                                                                                            | 1867                                      | 2004 liquidiert | Möbel                                                                    |
| Novatic-Gruppe                                                                                                 | 1990                                      | | Farben und Beschichtungen                                                |

### Verkehr

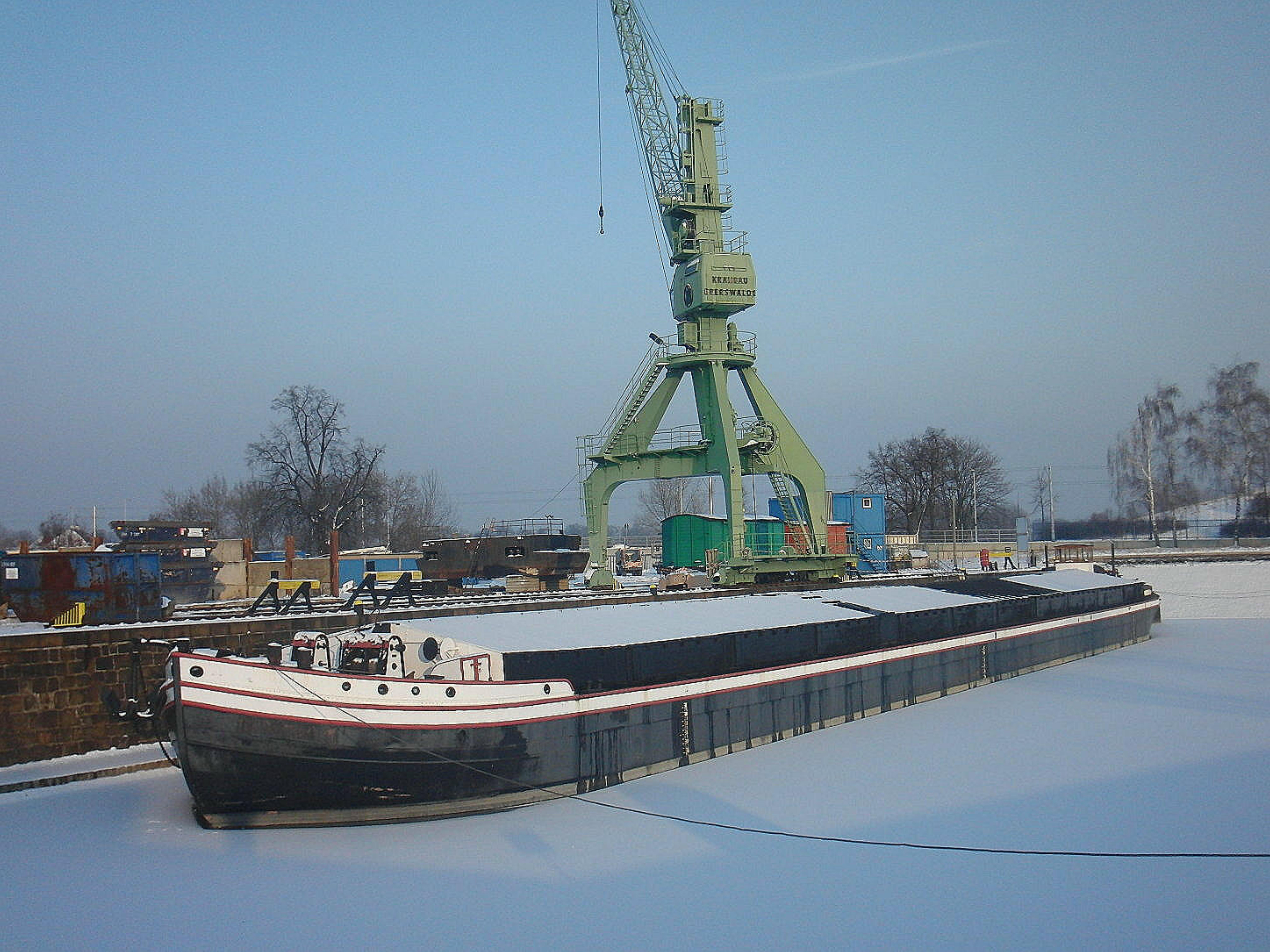
Alberthafen, 2012

Dresden ist einer der wichtigsten Knotenpunkte im Straßen- und Schienenverkehr Ostdeutschlands und hat einen Flughafen. Etwa 3335 Hektar des Stadtgebiets entfallen auf Verkehrsflächen.

#### Verkehrsmittelwahl
Die folgende Tabelle zeigt die Aufteilung der in Dresden zurückgelegten Wege nach Verkehrsmitteln (verkehrstechnisch als Modal Split bezeichnet) und deren Änderung seit 1991.
| Verkehrsmittel                                          | 2018 | 2013 | 2008 | 2003 | 1998 | 1991 |
| ------------------------------------------------------- | ---- | ---- | ---- | ---- | ---- | ---- |
| motorisierter Individualverkehr (Auto, Motorrad, Moped) | 36   | 38   | 41   | 43   | 44   | 36   |
| Radverkehr                                              | 18   | 17   | 16   | 12   | 10   | 6    |
| Fußverkehr                                              | 26   | 24   | 22   | 24   | 26   | 36   |
| öffentlicher Personennahverkehr (ÖPNV)                  | 20   | 21   | 21   | 20   | 21   | 22   |

#### Schienenverkehr

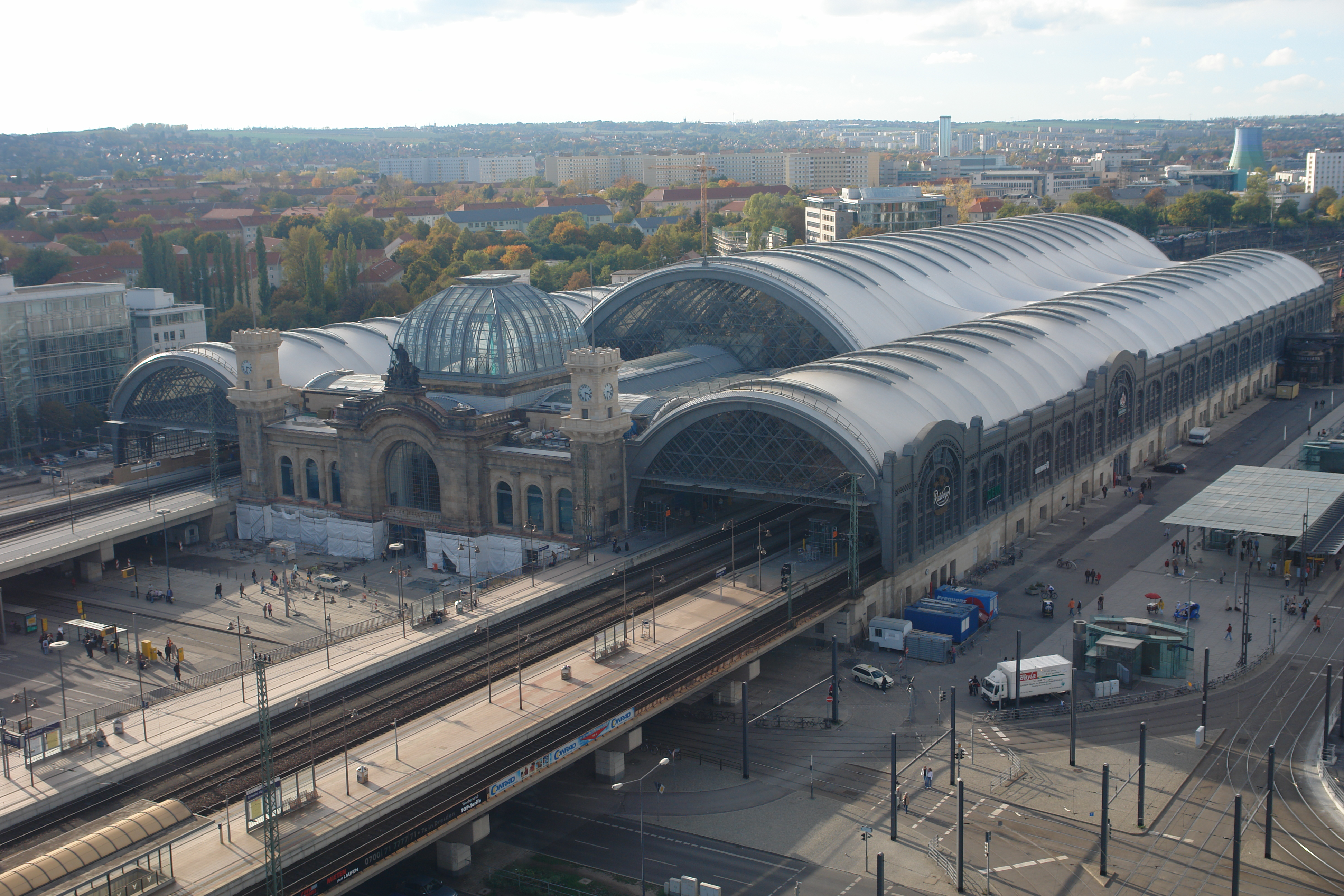
Hauptbahnhof Dresden

Der Eisenbahnknoten Dresden verbindet fünf Haupt- und Fernstrecken. Dresden Hauptbahnhof ist einer von 20 Fernverkehrsknoten in Deutschland und neben dem Bahnhof Dresden-Neustadt der wichtigste Bahnhof der Stadt. Direkte Fernverkehrsverbindungen im Tagesverkehr besitzt Dresden unter anderem mit Leipzig, Chemnitz, Berlin, Prag, Erfurt, Magdeburg, Rostock, Warnemünde, Frankfurt am Main, Wiesbaden, Hamburg, Hannover, Brünn, Bratislava und Budapest. Im Nachtverkehr bestehen Verbindungen nach Zürich. Bis zum Fahrplanwechsel im Dezember 2017 bestanden Nachtzugverbindungen nach Budapest und Wien, seitdem ist für diese Ziele ein Umstieg in Prag notwendig. Die S-Bahn Dresden verbindet die Stadt mit dem Umland und dem Flughafen. Im Regionalverkehr ist Dresden mit der Lausitz, Chemnitz, Zwickau sowie Leipzig und Hof verbunden.
Größter Güterbahnhof der Stadt ist der Bahnhof Dresden-Friedrichstadt mit einem Güterverkehrszentrum und Containerterminal für den kombinierten Verkehr.

#### Straßenverkehr

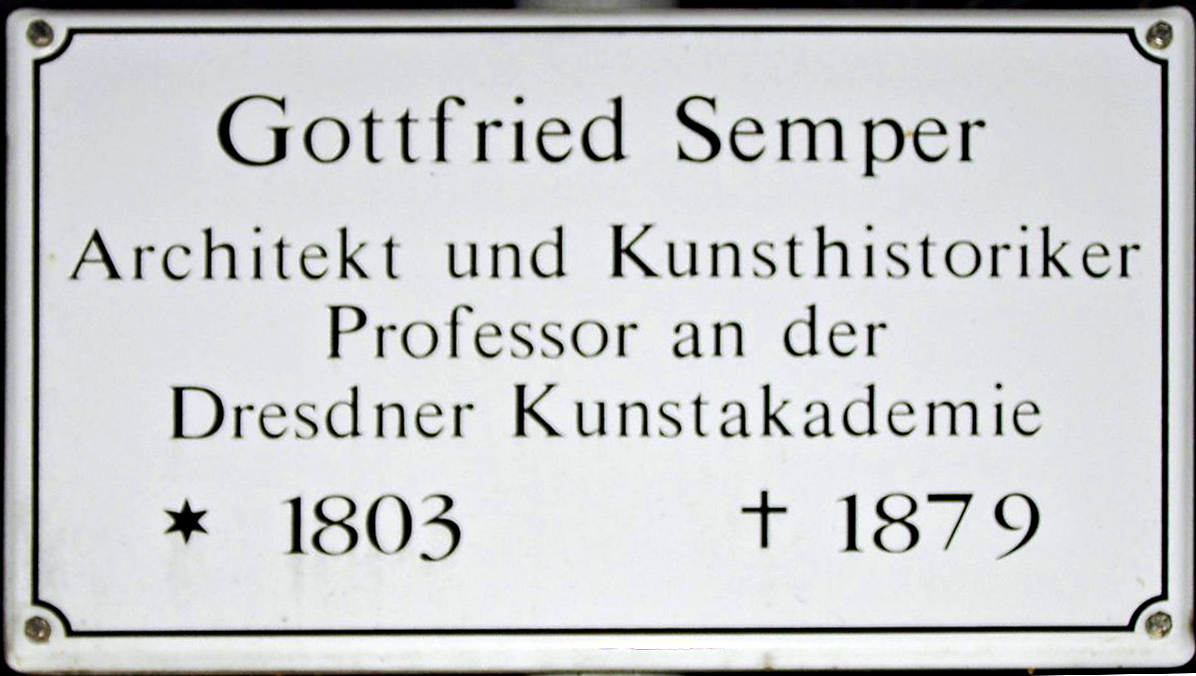
Erläuterung eines Straßennamens auf dem Straßenschild

Im Ballungsraum Dresden gibt es vier Bundesautobahnen. Durch das nordwestliche Stadtgebiet führt die A 4 in Richtung Görlitz beziehungsweise Chemnitz und Erfurt mit fünf Anschlussstellen. Von der A 4 zweigen im äußersten Norden der Stadt die A 13 in Richtung Berlin und westlich von Dresden die A14 nach Leipzig ab.
Die 2006 fertiggestellte A 17 beginnt im Dresdner Westen und tangiert die Stadt südlich mit drei Anschlussstellen. Sie ist gleichzeitig die Europastraße E 55 und führt durch das Erzgebirge nach Prag. Unter zwei Dresdner Stadtteilen verläuft die A 17 in Tunneln. Die Autobahn ist besonders bedeutend für den LKW-Fernverkehr in Nord-Süd-Richtung und entlastet die Hauptstraßen der Stadt im Berufsverkehr, da sie parallel und nah zum Verdichtungsraum um Dresden verläuft und dadurch Pendlern aus Pirna und Heidenau nutzt. Kritisiert wurden die hohen Kosten der neuen Strecke sowie die damit verbundene Förderung der Zersiedelung. Durch die neu erschlossenen Wohnungsstandorte würden langfristig neuer Pendlerverkehr erzeugt und Entlastungen wieder wettgemacht. Der Einfluss auf die Luftzufuhr der Stadt wurde ebenfalls kritisch gesehen.

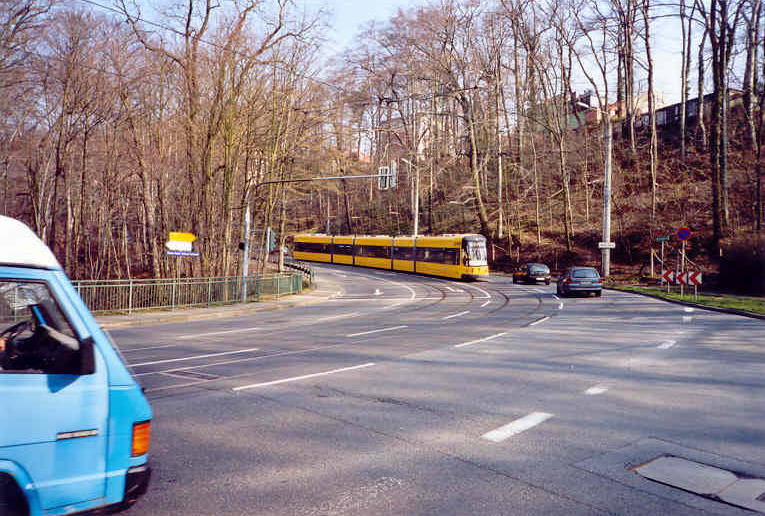
Die B 6 im Mordgrund am Rand der Dresdner Heide

Ferner führen folgende Bundesstraßen durch die Stadt: Die B 6, die B 97, die B 170 und die B 173. Die Stadt Dresden galt mit vielen vierspurigen Straßen und stark gestiegenen, vergleichsweise hohen Reisegeschwindigkeiten zwar als autofreundlich, wobei allerdings das parallel sehr hohe Niveau des öffentlichen Verkehrs nicht geleugnet wurde bzw. wird.
Der Elberadweg (D10), der im Jahr 2015 zum elften Mal in Folge von Mitgliedern des Allgemeinen Deutschen Fahrrad-Clubs (ADFC) zum beliebtesten Radwanderweg Deutschlands gewählt wurde, führt innerhalb der Stadt mit wenigen Ausnahmen durchgehend an der Elbe entlang. In den deutschlandweiten Umfragen zur Radfahrfreundlichkeit (Fahrradklimatest) belegt Dresden einen Platz im Mittelfeld hinter Chemnitz und Leipzig (beim Test im Jahr 2014 war es Platz 21 unter den insgesamt 38 beurteilten Großstädten über 200.000 Einwohner). In der kommunalen Bürgerumfrage 2014 gaben 71 % der Befragten an, dass die Stadtverwaltung sich mehr für den Radverkehr engagieren müsse. Dennoch begeistern sich die Dresdner für das Fahrrad: Schon bei der ersten Teilnahme am Wettbewerb Stadtradeln 2011 Sieger in der Kategorie Fahrradaktivste Stadt mit den meisten Radkilometern. Seit 2020 gibt es das Fahrradverleihsystem MietOn.
Seit dem 21. September 2018 gibt es mit MOBI ein Konzept der nachhaltigen und umweltfreundlichen Mobilität in Dresden. Das MOBI-Angebot der Dresdner Verkehrsbetriebe umfasst die MOBIshuttles (ein On-Demand-Verkehrsmittel in Kooperation mit Via), die MOBIcars (ein Carsharing in Kooperation mit teilAuto), die MOBIbikes (ein Bikesharing in Kooperation mit nextbike by TIER) sowie über 40 Stromtankstellen der SachsenEnergie. Aktuell existieren bereits über 60 MOBIpunkte, die Anzahl soll in den nächsten Jahren auf 76 steigen.
Seit dem 1. Mai 2024 gibt es zudem den Elektroroller-Verleiher Emmy mit 300 Elektrorollern in Dresden.
Insgesamt umfasst das Straßennetz in kommunaler Verwaltung 1.400 km Straßen (3.200 Straßennamen), 1.908 km Fußwege und 370 km Radwege.

#### Öffentlicher Personennahverkehr

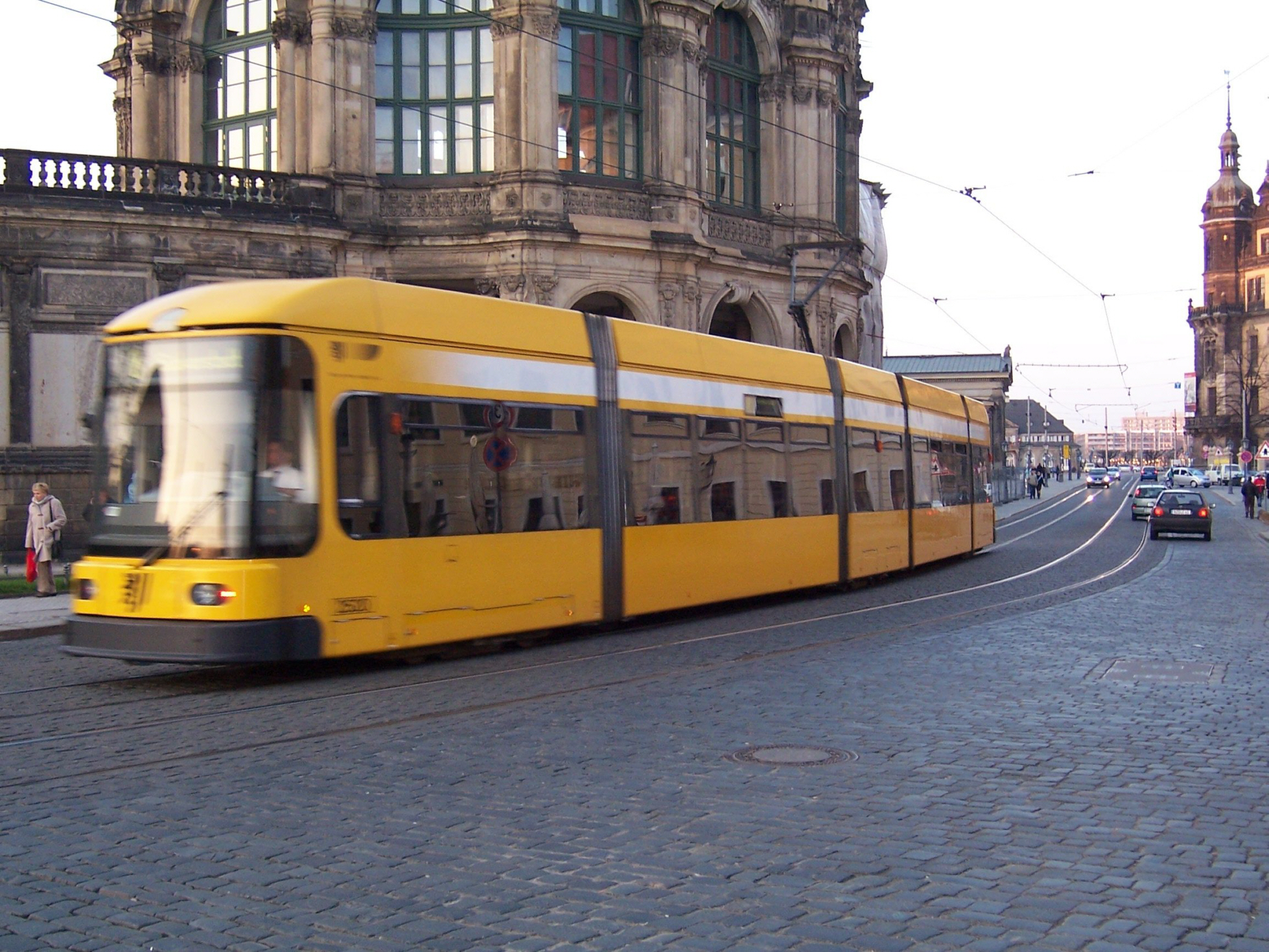
Dresdner Straßenbahnwagen NGT6DD vor dem Zwinger

Den öffentlichen Personennahverkehr bedienen neben den vier S-Bahn-Linien zwölf Straßenbahn- und über 30 Buslinien der Dresdner Verkehrsbetriebe sowie einiger Busunternehmen (vgl. Busverkehr in Dresden). Bedeutende Überlandlinien mit Verbindung nach Dresden betreibt die Regionalverkehr Sächsische Schweiz-Osterzgebirge GmbH. Straßenbahnen verkehren in der ehemaligen sächsischen Residenzstadt seit 1872, zunächst als Pferdebahnen, ab 1893 zunehmend elektrisch. Dabei bestanden zeitweise zwei konkurrierende private Unternehmen, deren äußeres Erkennungszeichen die unterschiedlichen Wagenfarben waren (daher wurden sie in der Bevölkerung als „gelbe“ bzw. „rote“ Gesellschaft bezeichnet). Diese wurden 1905 in der Städtischen Straßenbahn Dresden vereinigt. Seitdem wird das Straßenbahnnetz unter einheitlicher Regie betrieben, zunächst von der Stadt selbst, im Laufe der Zeit von unterschiedlichen mehr oder weniger von der Stadt abhängigen Trägern. Bekannt ist die Dresdner Straßenbahn für den zwischen 1931 und 1972 eingesetzten großen Hechtwagen. Schon in der Weimarer Republik gab es teilweise einen Dreiminutentakt. Seit der letzten Linienumstellung verkehren zwölf Straßenbahnlinien auf einem etwa 213 km langen Liniennetz, das bis zu den benachbarten Städten Radebeul, Coswig und Weinböhla reicht. Diese Überlandstraßenbahnlinie (Linie 4) wird touristisch als Kultourlinie vermarktet.
siehe auch: Meines Vaters Straßenbahn, Filmbiografie

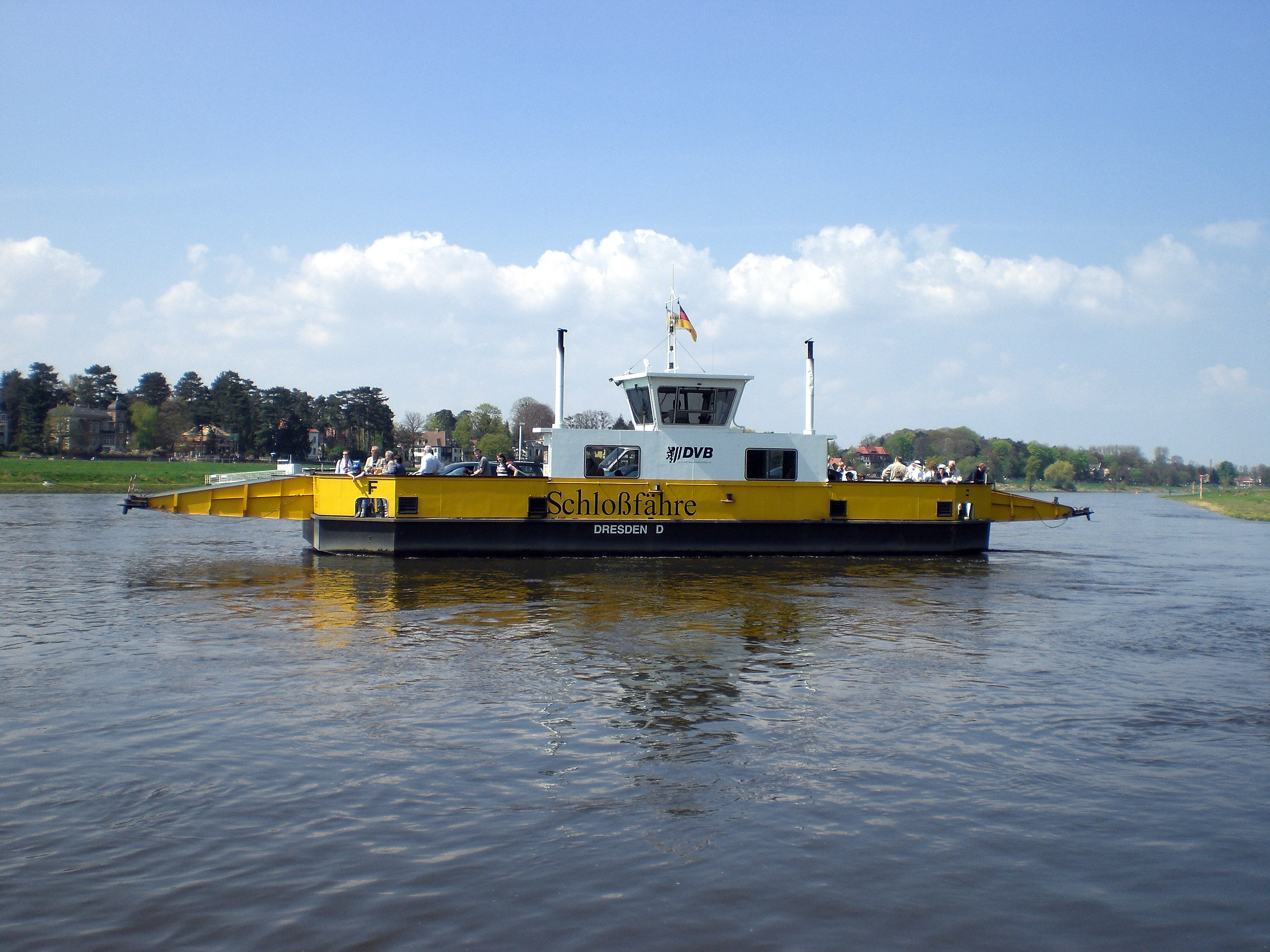
Autofähre über die Elbe in Dresden-Pillnitz

Die Dresdner Verkehrsbetriebe modernisieren seit Jahren ihr Netz und ihren Fuhrpark. Seit Juni 2010 sind im Normalfall ausschließlich Niederflurbahnen von Bombardier Transportation aus Bautzen mit bequemen stufenlosen Einstiegen im Einsatz. Lediglich für Sonderleistungen kamen bis Juni 2023 noch gelegentlich Tatra-Wagen des Typs T4D zum Einsatz, zum Beispiel zur Taktverdichtung auf der Linie 3 in der Vorlesungszeit.
Drei Elbfähren ermöglichen neben den Brücken (jeweils mit öffentlichem Nahverkehr per Eisenbahn, Bus oder Straßenbahn) den Übergang über die Elbe: von der Johannstadt zur Neustadt, von Laubegast nach Niederpoyritz sowie von Kleinzschachwitz nach Pillnitz.
Im Stadtteil Loschwitz gibt es außerdem zwei historische Bergbahnen: die Standseilbahn zum Nobelviertel Weißer Hirsch sowie die Schwebebahn nach Oberloschwitz, an deren Bergstation sich eine gute Aussicht auf die Stadt und das südwestliche Umland bietet.
Auf der Elbe fahren die Raddampfer der Weißen Flotte und stellen ausschließlich touristisch genutzte Verbindungen elbaufwärts in die Sächsische Schweiz und elbabwärts nach Meißen bereit. Dresden ist Haltepunkt für Passagierschiffe der Flusskreuzfahrt-Veranstalter.

#### Flugverkehr

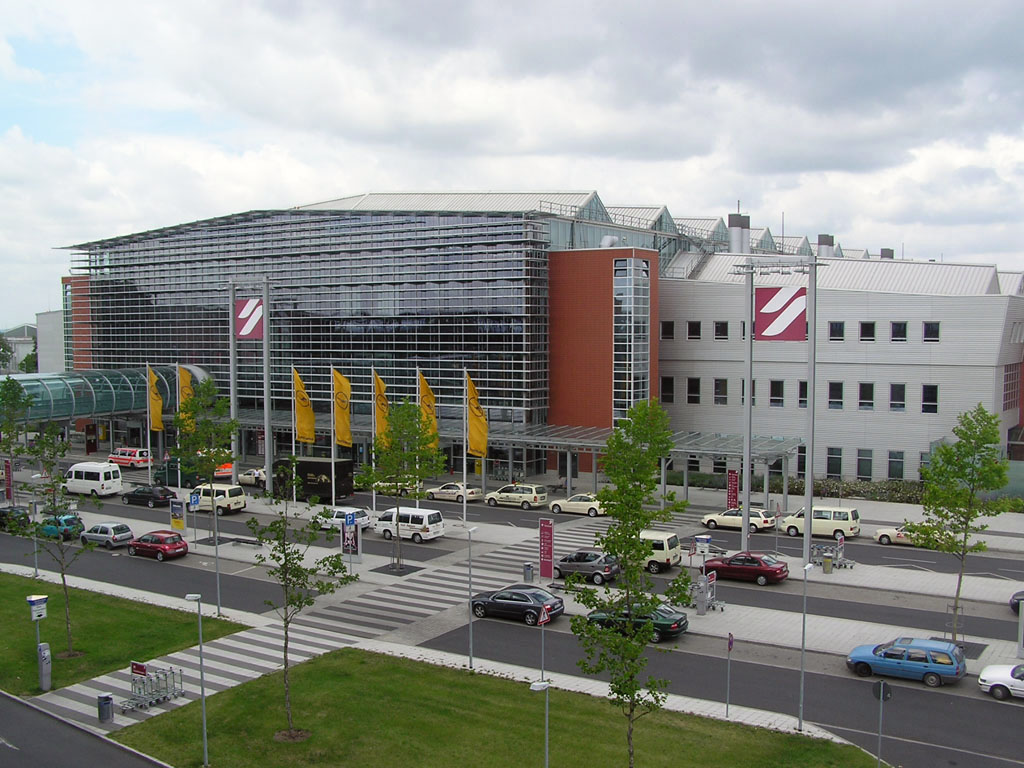
Flughafen Dresden

Im Norden von Dresden, in Klotzsche, liegt seit 1935 der Flughafen Dresden mit nationalen und internationalen Fluglinien. Der Flughafen Dresden hat eine eingeschränkte Nachtruhe zwischen 0 und 5 Uhr, die darüber hinaus in den weiteren Randzeiten davor und danach nur eingeschränkt Flugverkehr zulässt.
Außerdem ist Dresden durch den IC 17 direkt an den Flughafen Berlin Brandenburg angebunden.

#### Fernbusverkehr
Dresden hat kein eigenes Fernbusterminal. Genutzt werden die Bushaltestellen in der Bayrischen Straße am Dresdner Hauptbahnhof oder die Haltestelle am Bahnhof Dresden-Neustadt.
Insbesondere die Bushaltestelle südlich des Hauptbahnhofs ist jedoch nicht für den expandierenden Fernbusverkehr ausgelegt. Vor allem fehlt es an Unterständen und Sitzbänken. So existieren Überlegungen, einen zentralen Omnibusbahnhof nördlich des Hauptbahnhofs am westlichen Ende des Wiener Platzes zu errichten. Der Busbahnhof soll neben einem 43 Meter hohen neuen Hochhaus mit zehn Steigen bis 2025 fertig sein.
Neben einer Vielzahl nationaler, bedienen auch einige internationale Linien Dresden. So können unter anderem die Städte Amsterdam, Budapest, Brüssel, London, Kopenhagen, Paris, Prag, Stockholm, Wien oder Zürich umstiegsfrei erreicht werden.

#### Güterverkehr

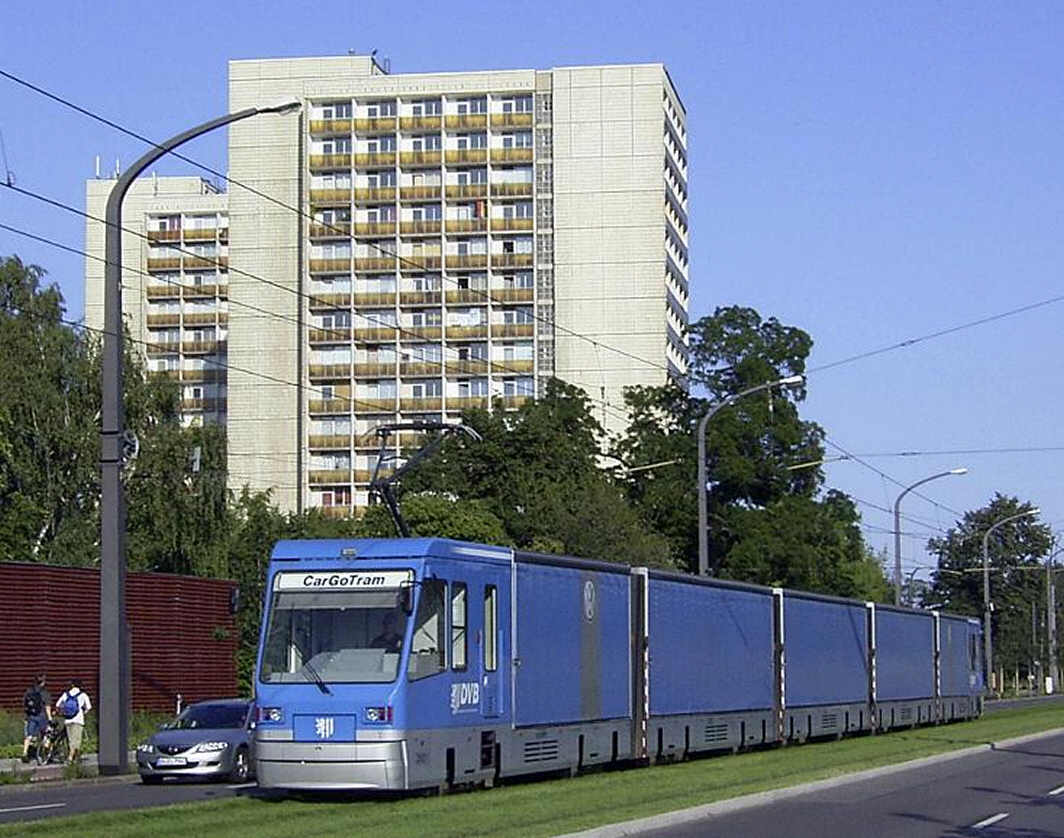
CarGoTram

Dresden war und ist ein wichtiger Eisenbahnknoten im Güterverkehr, zu dessen Eisenbahnanlagen der Rangierbahnhof Dresden-Friedrichstadt gehört. Durch die Automobilwerke des Volkswagen-Konzerns in Chemnitz (VW) und Zwickau (VW), im tschechischen Mladá Boleslav (Škoda) und in Dresden (VW) selbst kommt dem Güterbahnhof als Logistikzentrum eine wichtige Funktion zu. Täglich rollen etwa 200 Güterzüge über die Elbtalbahn von und nach Tschechien.
Eine Besonderheit stellte bis 2020 die Güterstraßenbahn CarGoTram dar, die die Gläserne Manufaktur von Volkswagen am Großen Garten bediente. Die Bahn wurde eingerichtet, um die Innenstadt zwischen Logistikzentrum am Güterbahnhof in der Friedrichstadt und Manufaktur keiner zusätzlichen Belastung durch LKW auszusetzen.
Dresdens Hafen liegt linkselbisch in Dresden-Friedrichstadt und dient der Elbe-Containerlinie und der Binnenschiffslinie ETS-Elbe. Er erhielt 2007 zusätzlich eine RoRo-Anlage mit einer zulässigen Höchstlast von 500 Tonnen.
Dresden liegt am Kreuzungspunkt der E 40 und E 55, zweier wichtiger Europastraßen. Über die A 17 ist es gelungen, den Güterfernverkehr aus der Stadt zu verlagern. Alleine die E55 nutzen täglich mehr als 2000 LKW.

### Medien

#### Tageszeitungen
Mit der Sächsischen Zeitung (SZ) und den Dresdner Neuesten Nachrichten (DNN) erscheinen zwei traditionelle Tageszeitungen. Die Sächsische Zeitung war ab 1946 und zu DDR-Zeiten Organ der SED. Heute gehört sie mehrheitlich zum Verlagshaus Gruner + Jahr.
Die Vorläufer der DNN waren Zeitungen der NDPD (Sächsische Neueste Nachrichten), LDPD (Sächsisches Tageblatt) beziehungsweise CDU (Die Union). Die Dresdner Neuesten Nachrichten gehören heute zur Leipziger Verlags- und Druckereigesellschaft, die zudem Gesellschafterin der Leipziger Volkszeitung (LVZ) ist. An der Leipziger Verlags- und Druckereigesellschaft ist zu 100 % die Verlagsgesellschaft Madsack beteiligt, an der wiederum zu über 20 % die Deutsche Druck- und Verlagsgesellschaft (dd_vg) beteiligt ist, das Medienbeteiligungsunternehmen der SPD.
Weitere Zeitungen sind die Dresdner Morgenpost (mit dem Online-Ableger Tag24) und die Lokalausgabe der Bild.

#### Sonstige Zeitungen und Zeitschriften
Das kostenlose Dresdner Amtsblatt (DDA) erscheint als Veröffentlichungsorgan der Stadtverwaltung wöchentlich.
Dresdner Kulturmagazin (kostenlos) und Sax sind monatlich erscheinende Stadtmagazine mit Veranstaltungskalender. Das Gastronomiemagazin Augusto erscheint jährlich. Weitere Magazine sind Frizz, Spot, DD-INside, Skunk, SPIESSER, Urania, caz, Prinz und port01, die teilweise werbefinanziert sind. Einige dieser Blätter sind auch in anderen deutschen Städten vertreten.
Weiterhin werden in Dresden noch die kostenlosen Anzeigenblätter Wochenkurier, mittwochSZ und freitagSZ sowie Dresden am Wochenende verteilt, die letzteren als Portfolioergänzung des Verlags der Sächsischen Zeitung (DDV Mediengruppe). Des Weiteren gibt es Anzeigenblätter für die jeweiligen Stadtteile, beispielsweise die Leubener Zeitung für den Stadtbezirk Leuben.
Darüber hinaus erscheinen in Dresden die Literaturzeitschriften Ostragehege und Signum.

#### Hörfunk und Fernsehen

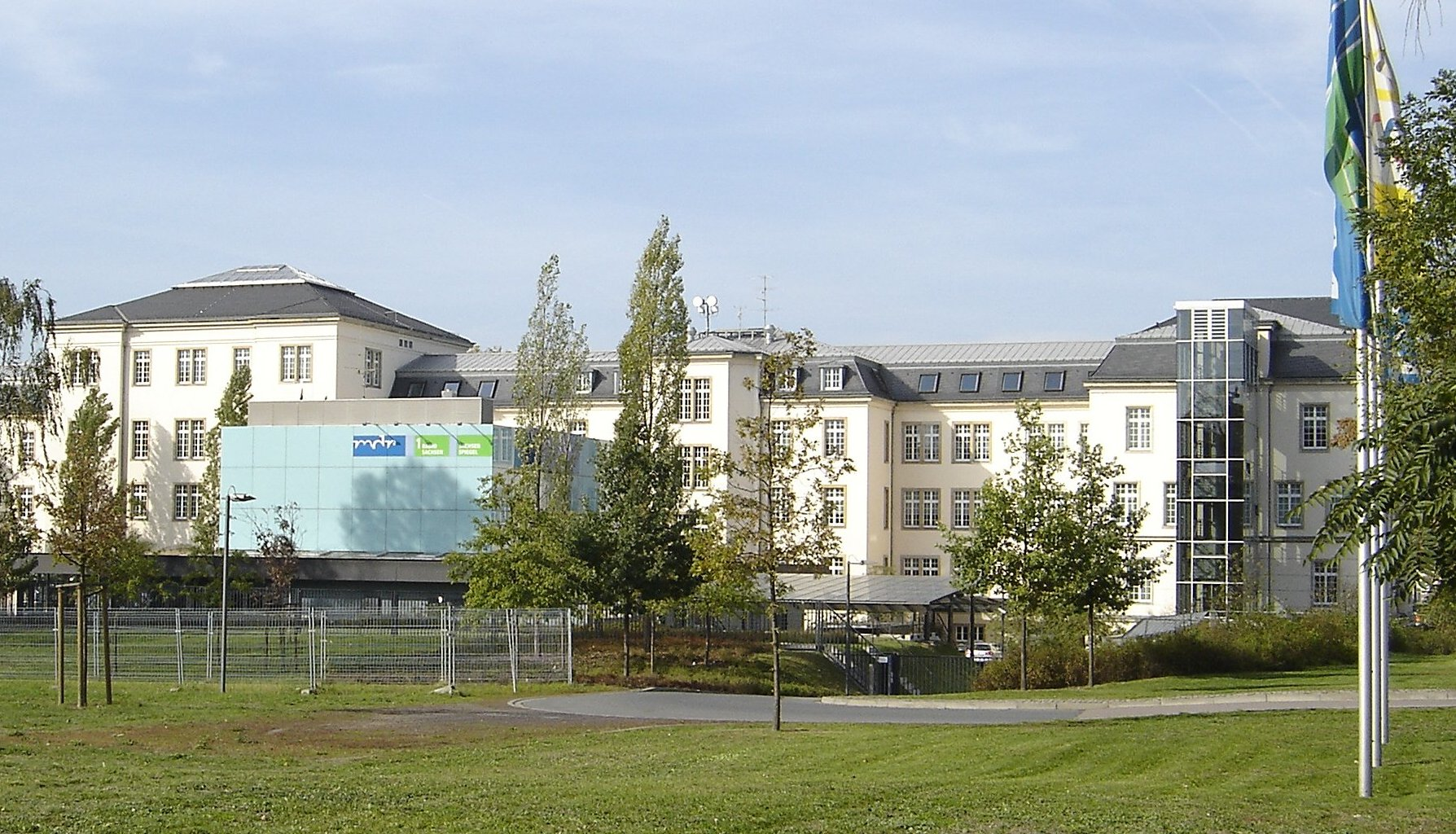
Landesfunkhaus Sachsen

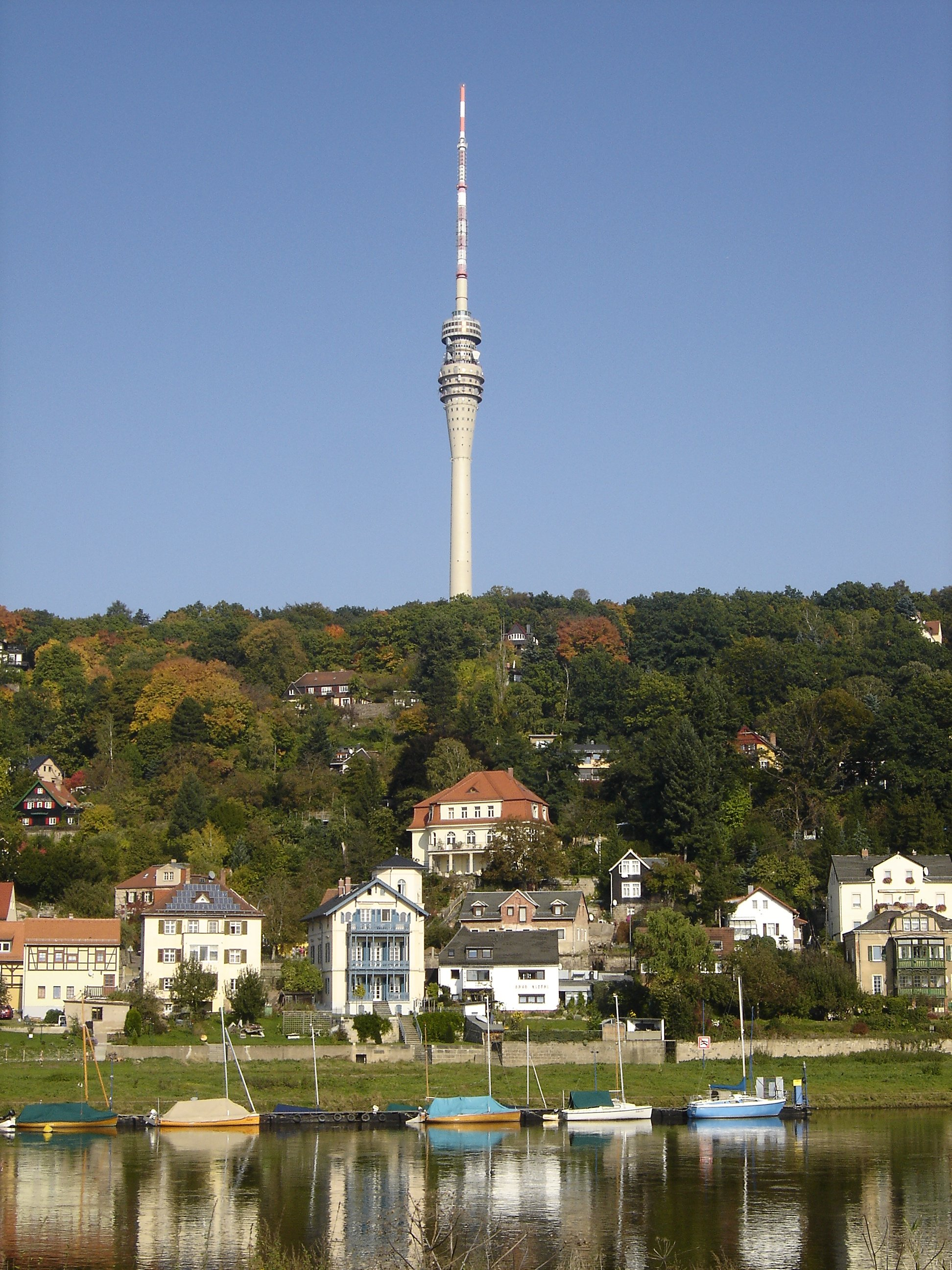
Fernsehturm Dresden-Wachwitz

Da in der Tallage nur an wenigen Orten im Stadtgebiet überregional ausgestrahlte Rundfunkprogramme zu empfangen waren, wurde 1969 der 252 Meter hohe Fernsehturm eröffnet, der heute noch in Betrieb ist.
In Dresden befinden sich neben dem Landesfunkhaus Sachsen des MDR zahlreiche Produktions- und Dienstleistungsunternehmen.
Private Radiosender wie Hitradio RTL, Radio PSR, Energy Sachsen, Radio Dresden und R.SA sind mit ihren Programmen in Dresden vertreten.
Neben Fernsehsendern in einzelnen Stadtteilen, die von Antennengemeinschaften betrieben werden, gibt es Dresden Fernsehen als privatrechtlichen Sender für das gesamte Stadtgebiet. Außerdem sendet rund um die Uhr über das Vodafone-Kabelnetz der Lokalfernsehsender tvM (Meissen Fernsehen). Über Primacom wird der regionale Sportsender 8Sport in Dresden verbreitet.
In Dresden beheimatet sind zwei Sächsische Ausbildungs- und Erprobungskanäle (SAEK) – ein schulisch spezialisierter SAEK im St. Benno-Gymnasium und einer im Medienkulturzentrum Pentacon. Hier findet der interessierte Bürger offene Studios und kann das Produzieren sowie Senden erlernen und auf Sendung gehen (eigener Radiosender NEON 425 auf 104,25 MHz im Dresdner Kabel).
Neben den öffentlichen und privaten Radiosendern besteht in Dresden das Freie Radio coloRadio, das wochentags von 18 bis 24 Uhr sowie am Wochenende von 12 bis 24 Uhr auf den Frequenzen 98,4 und 99,3 MHz zu hören ist. Diese Frequenzen teilt sich coloRadio mit apollo radio.

#### Sonstiges
Während der DDR-Zeit konnten in Dresden größtenteils keine westlichen Fernsehsender empfangen werden, weshalb Dresden den Namen Tal der Ahnungslosen bekam. Im Volksmund wurde der Name der ARD als Außer Raum Dresden gedeutet. Um dennoch westdeutsche Fernsehsender empfangen zu können, gründeten sich ab 1987 mehrere Bürgerinitiativen, die staatlich toleriert über Satelliten empfangene Signale westdeutscher Fernsehprogramme in kleinen Kabelnetzen verbreiteten. Teils wurden in diesen Kabelnetzen schon vorher terrestrisch schwach empfangbare westdeutsche Programme mit hohem Aufwand aufbereitet und in schwankender, aber nur an wenigen Tagen wirklich guter Qualität angeboten. Zusätzlich wurden tschechische Fernsehprogramme mit aufbereitet, in denen manchmal deutschsprachige Filme mit tschechischen Untertiteln liefen.

### Öffentliche Einrichtungen von überregionaler Bedeutung
Aufgrund ihres Status als Landeshauptstadt haben in Dresden zahlreiche öffentliche Einrichtungen und Institutionen beziehungsweise Körperschaften des öffentlichen Rechts der Landesebene ihren Sitz, so der Sächsische Landtag, die Sächsische Staatskanzlei, alle Ministerien der Sächsischen Staatsregierung, der Sächsische Datenschutzbeauftragte, das Landeskriminalamt Sachsen und weitere Landesbehörden. Das Prinzip der räumlichen Trennung der Legislative und Exekutive von der Judikative wurde in Sachsen in der Weise eingehalten, dass sich außer dem Oberlandesgericht für die ordentliche Gerichtsbarkeit alle weiteren oberen Landesgerichte in Leipzig, Chemnitz und Bautzen befinden.
Das aus der 1954 gegründeten Medizinischen Akademie Dresden entstandene Universitätsklinikum Carl Gustav Carus an der Technischen Universität Dresden ist das Krankenhaus der Maximalversorgung für Ostsachsen mit etwa 1300 Betten. Das Städtische Klinikum Dresden ist ein Krankenhaus zur Schwerpunktversorgung.
Des Weiteren gibt es eine Handwerkskammer und eine Industrie- und Handelskammer.
Das Wasser- und Schifffahrtsamt Dresden ist der Wasser- und Schifffahrtsdirektion Ost untergeordnet und hauptsächlich für die Elbe auf einer Länge von 290 km verantwortlich. Zur Bundeszollverwaltung gehören ein Zollfahndungsamt und ein Hauptzollamt mit Sitz in Dresden. Letzteres und das dazugehörige Zollamt sind der Bundesfinanzdirektion Mitte in Potsdam unterstellt. Bis zum 31. Dezember 2007 war es der Zoll- und Verbrauchsteuerabteilung (ZuVA) der Oberfinanzdirektion Chemnitz nachgeordnet. Mit Ablauf dieses Datums wurde die ZuVA aufgelöst.
Die Bundesanstalt Technisches Hilfswerk hat in Dresden eine Regionalstelle und einen Ortsverband. Diese sind dem THW Länderverband Sachsen, Thüringen mit Sitz in Altenburg unterstellt.
Die Bundesnetzagentur für Elektrizität, Gas, Telekommunikation, Post und Eisenbahnen ist in Dresden mit einer Außenstelle vertreten.
Darüber hinaus haben die Sächsische Akademie der Künste, die Sächsische Landesstiftung Natur und Umwelt, die Bürgerstiftung, die Brücke/Most-Stiftung und seit 2006 das Gerhard Richter Archiv ihren Sitz in Dresden.

#### Garnison
Dresden kann auf eine lange Geschichte als Garnisonsstadt zurückblicken.
Heute ist in der Albertstadt neben der Offizierschule des Heeres samt Verwaltung sowie des Militärhistorischen Museums auch das Landeskommando Sachsen angesiedelt.

### Sonstiges
In Dresden gibt es 18 genehmigte Prostitutionsstätten.

## Bildung und Forschung
Dresden wurde vom Stifterverband für die Deutsche Wissenschaft für das Jahr 2006 zur „Stadt der Wissenschaft“ ernannt.
Die Verankerung von Wissenschaft und Bildung in der Bevölkerung zeigt sich besonders in der jährlich stattfindenden, gut besuchten Langen Nacht der Wissenschaften.

### Hochschulbildung und universitäre Forschung

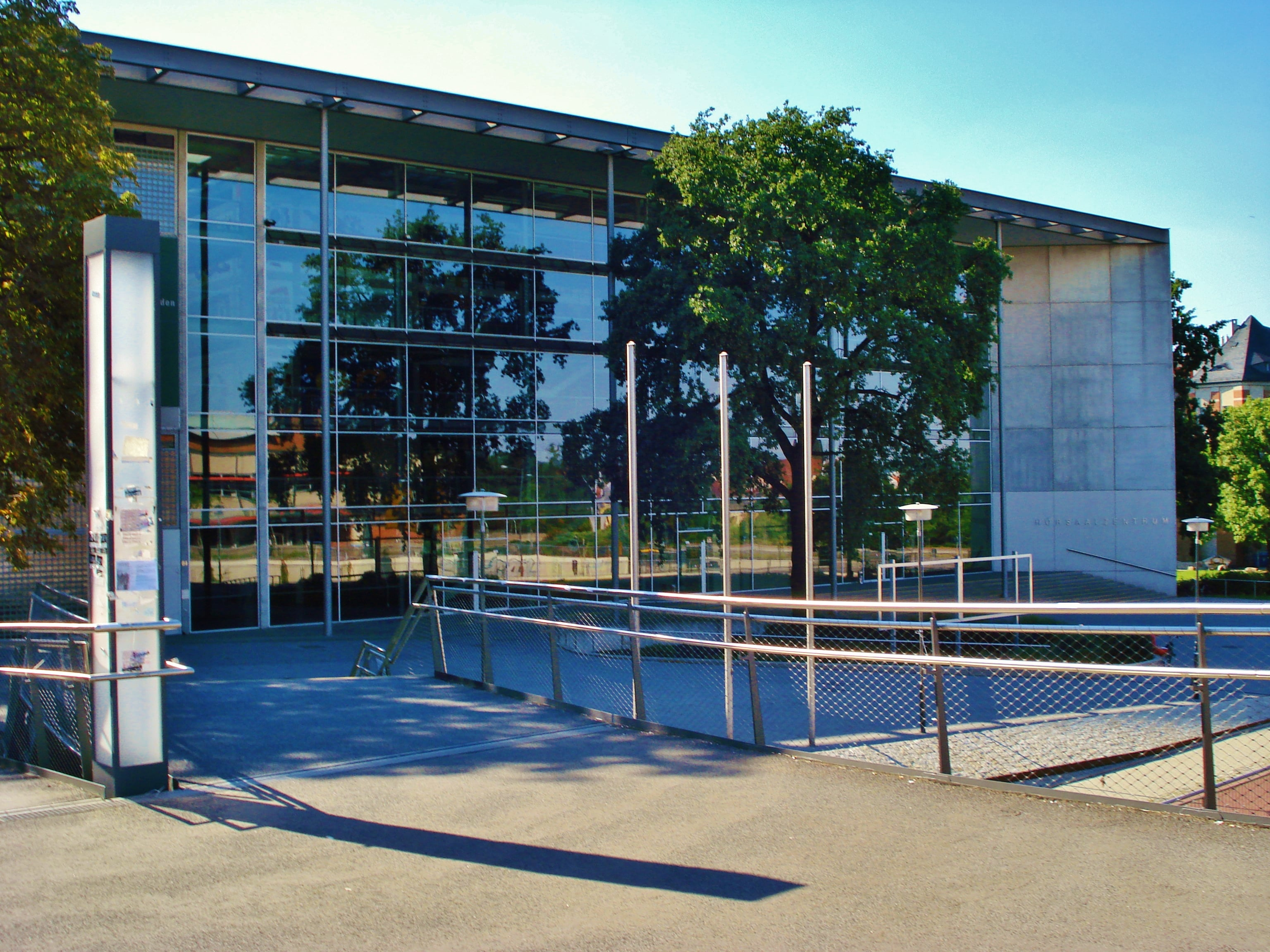
Hörsaalzentrum der TU Dresden

Hochschule für Bildende Künste an der Brühlschen Terrasse

In der Stadt existieren neun Hochschulen. Traditionell liegen deren Stärken und Bedeutungen einerseits in der Technik und Wirtschaft, andererseits in Kunst und Kultur. Insgesamt studieren hier etwa 40.000 Menschen. Die Studenten der Hochschulen werden durch das Studentenwerk Dresden betreut.
Die Technische Universität Dresden (TUD) liegt mit ihren über 31.000 Studenten auf Platz 19 unter den größten Universitäten Deutschlands. Ihr Campus liegt südlich der Innenstadt in der Nähe des Hauptbahnhofs, einen Großteil beherbergt die Südvorstadt. Eine Ausgründung der TU Dresden ist die Dresden International University (DIU), an der nur postgraduale Abschlüsse erworben werden können. Außerdem wird an der TUD in jedem Semester eine Kinderuniversität in der Art einer Ringvorlesung zu verschiedensten Themen veranstaltet.
Die größte Fachhochschule Dresdens ist die Hochschule für Technik und Wirtschaft Dresden (HTW Dresden). Die Hauptgebäude der HTW Dresden liegen direkt am Hauptbahnhof. Sie beherbergten bis 1992 die Hochschule für Verkehrswesen „Friedrich List“, die seit 1992 die gleichnamige Fakultät für Verkehrswissenschaften in der TU Dresden bildet. Derzeit studieren etwa 5000 Menschen an der HTW Dresden.
Bedeutung im Bereich der Bildenden Künste besitzt die Hochschule für Bildende Künste (HfBK), die sich direkt in der Innenstadt an der Brühlschen Terrasse befindet. Ebenfalls in ihren Bereichen bedeutend sind die Palucca Hochschule für Tanz Dresden und die Hochschule für Musik „Carl Maria von Weber“ (HfM).
Seit Dezember 2012 ist zudem die Universität der Vereinten Nationen (United Nations University, UNU) mit dem Institute for Integrated Management of Material Fluxes and of Resources (UNU-FLORES) in Dresden vertreten. UNU-FLORES wird sich mit dem Fokus des Globalen Wandels sowie der Ressourcensteuerung zur Green Economy beschäftigen. Weitere Hochschulen sind die Evangelische Hochschule Dresden und die Hochschule für Kirchenmusik Dresden.
Daneben existieren als weitere wichtige Bildungsanstalten die Staatliche Studienakademie Dresden, eine Zweigstelle der Dualen Hochschule Sachsen sowie die Sächsische Verwaltungs- und Wirtschafts-Akademie e. V. als reine Fortbildungseinrichtung. Ebenfalls den höheren Bildungseinrichtungen kann die Offizierschule des Heeres zugeordnet werden, die traditionell die Offiziere des deutschen Heeres ausbildet.

### Außeruniversitäre Wissenschaftseinrichtungen

#### Fraunhofer-Gesellschaft

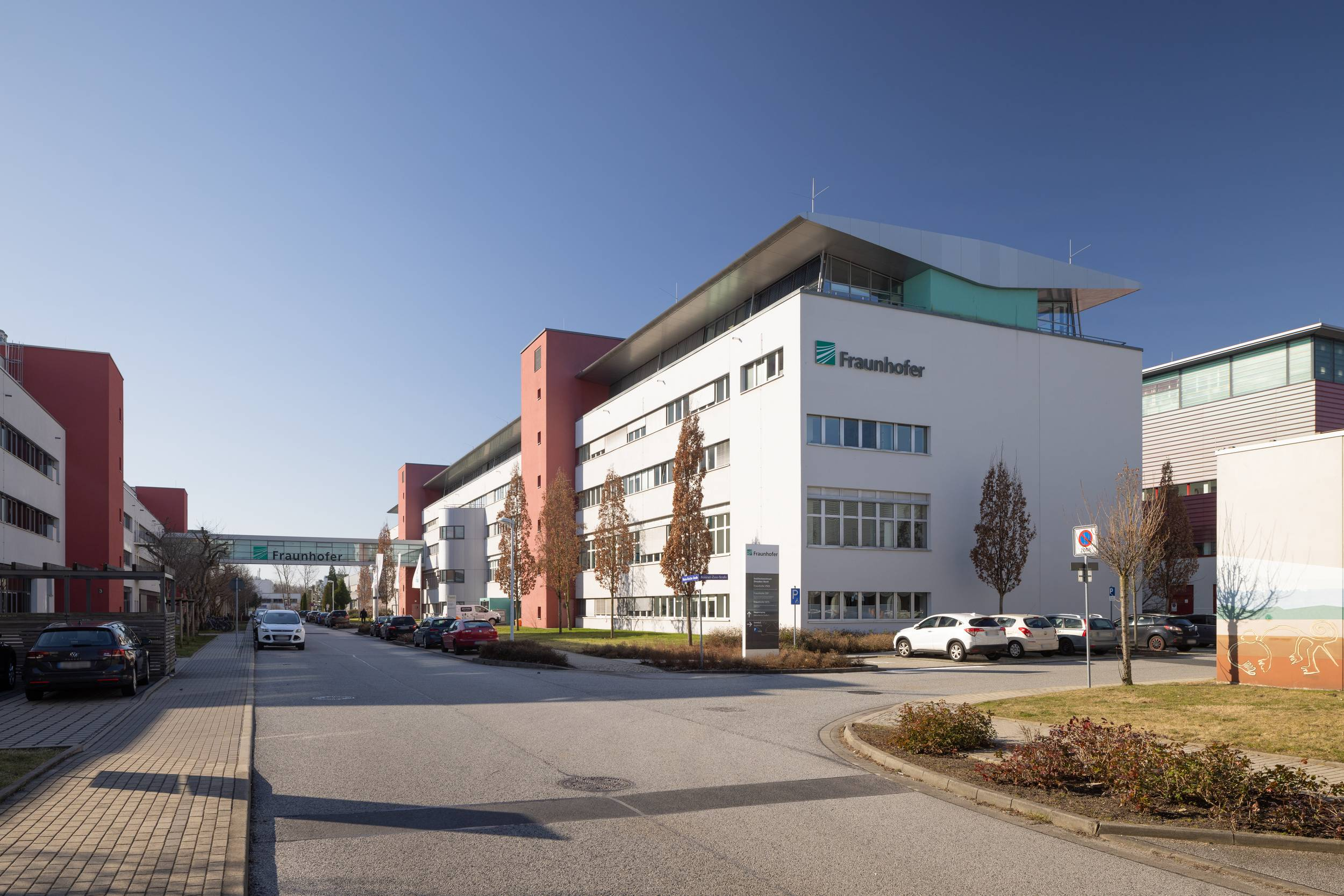
Das Fraunhofer-Institut für Photonische Mikrosysteme (IPMS)

Derzeit baut die Fraunhofer-Gesellschaft in Dresden mit ihren elf Einrichtungen und dem Institutszentrum ihren deutschlandweit größten Standort auf. Als führende Trägerorganisation der angewandten Forschung in Deutschland betreibt sie in ihren Instituten Vertragsforschung. Die Forschung der Fraunhofer-Einrichtungen ist für viele hoch technologisierte Unternehmen ein bedeutsamer Standortfaktor geworden. So betreibt die Gesellschaft – in die Anlagen des ehemaligen Qimonda-Werks integriert – das Fraunhofer-Center Nanoelektronische Technologien (CNT) in Zusammenarbeit in Form einer Public Private Partnership mit AMD Saxony und Qimonda.
Weitere Fraunhofer-Institute in Dresden sind:
- Fraunhofer-Institut für Organische Elektronik, Elektronenstrahl- und Plasmatechnik (FEP)
- Fraunhofer-Institut für Keramische Technologien und Systeme (IKTS)
- Fraunhofer-Institut für Photonische Mikrosysteme (IPMS)
- Fraunhofer-Institut für Verkehrs- und Infrastruktursysteme (IVI)
- Fraunhofer-Institut für Werkstoff- und Strahltechnik (IWS)

Fraunhofer-Institutsteile und -Zentren in Dresden sind:
- Fraunhofer-Institut für Fertigungstechnik und Angewandte Materialforschung (IFAM) – Institutsteil Dresden
- Fraunhofer-Institut für Integrierte Schaltungen (IIS) – Institutsteil Dresden
- Fraunhofer-Institut für Werkzeugmaschinen und Umformtechnik (IWU) – Institutsteil Dresden
- Fraunhofer IVV, Außenstelle für Verarbeitungsmaschinen und Verpackungstechnik (IVV Dresden)

Mit dem Standort Dresden verbunden wird zudem das Zentrum All Silicon System Integration Dresden (IZM-ASSID), das direkt an der Stadtgrenze in Boxdorf steht.

#### Max-Planck-Gesellschaft

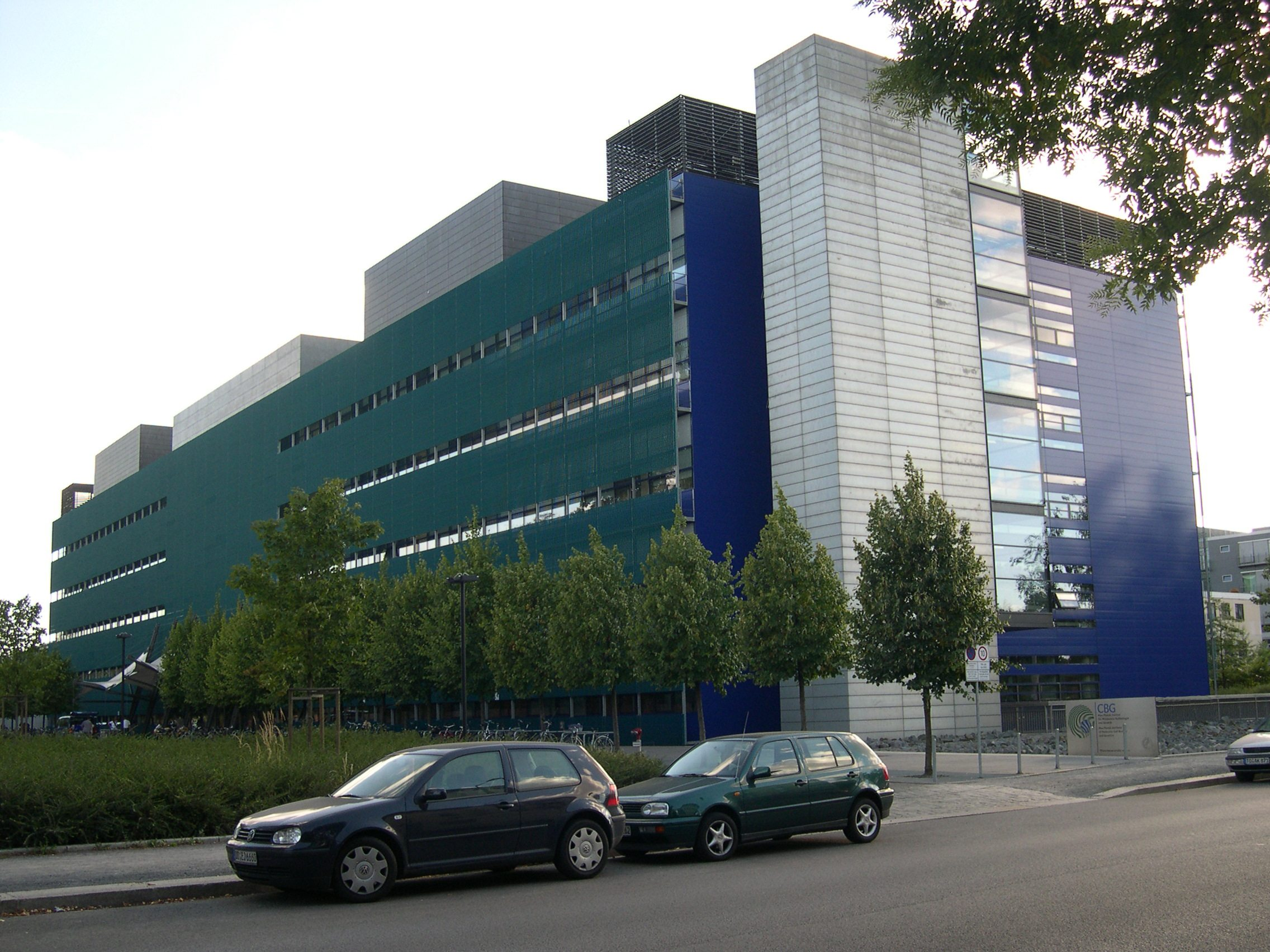
Max-Planck-Institut für molekulare Zellbiologie und Genetik

Die Max-Planck-Gesellschaft betreibt in Dresden seit 2001 das Max-Planck-Institut für molekulare Zellbiologie und Genetik (MPI CBG). Seitdem hat es sich über Forschungsprogramme wie Molecular Bioengineering Dresden zu einem wichtigen Institut im Bereich der funktionellen Genomik entwickelt. Etwa 300 Mitarbeiter arbeiten in diesem Institut.
Weitere Institute der Gesellschaft sind das Max-Planck-Institut für Chemische Physik fester Stoffe (MPI CPfS) und Max-Planck-Institut für Physik komplexer Systeme (MPI PKS).

#### Helmholtz-Gemeinschaft
Das Helmholtz-Zentrum Dresden-Rossendorf e. V. (HZDR) gehörte bis 2011 zur Leibniz-Gemeinschaft und hat Forschungsschwerpunkte in den Lebenswissenschaften (insbesondere Krebsforschung), der Energieforschung und in der Materialforschung. Seit 2009 hat das Deutsche Zentrum für Neurodegenerative Erkrankungen (DZNE) einen Standort in Dresden.

#### Wissenschaftsgemeinschaft „Gottfried Wilhelm Leibniz“
Die als Leibniz-Gemeinschaft bekannte Wissenschaftsgemeinschaft betreibt hier schon seit einigen Jahren Forschungsinstitute verschiedener Disziplinen:
- Leibniz-Institut für Festkörper- und Werkstoffforschung (IFW) Dresden
- Institut für Polymerforschung Dresden e. V. (IPF)
- Leibniz-Institut für ökologische Raumentwicklung e. V. (IÖR)
- ifo Institut für Wirtschaftsforschung (Einzige Niederlassung mit Fokus der Wirtschaft in den Neuen Bundesländern)

### Gymnasien

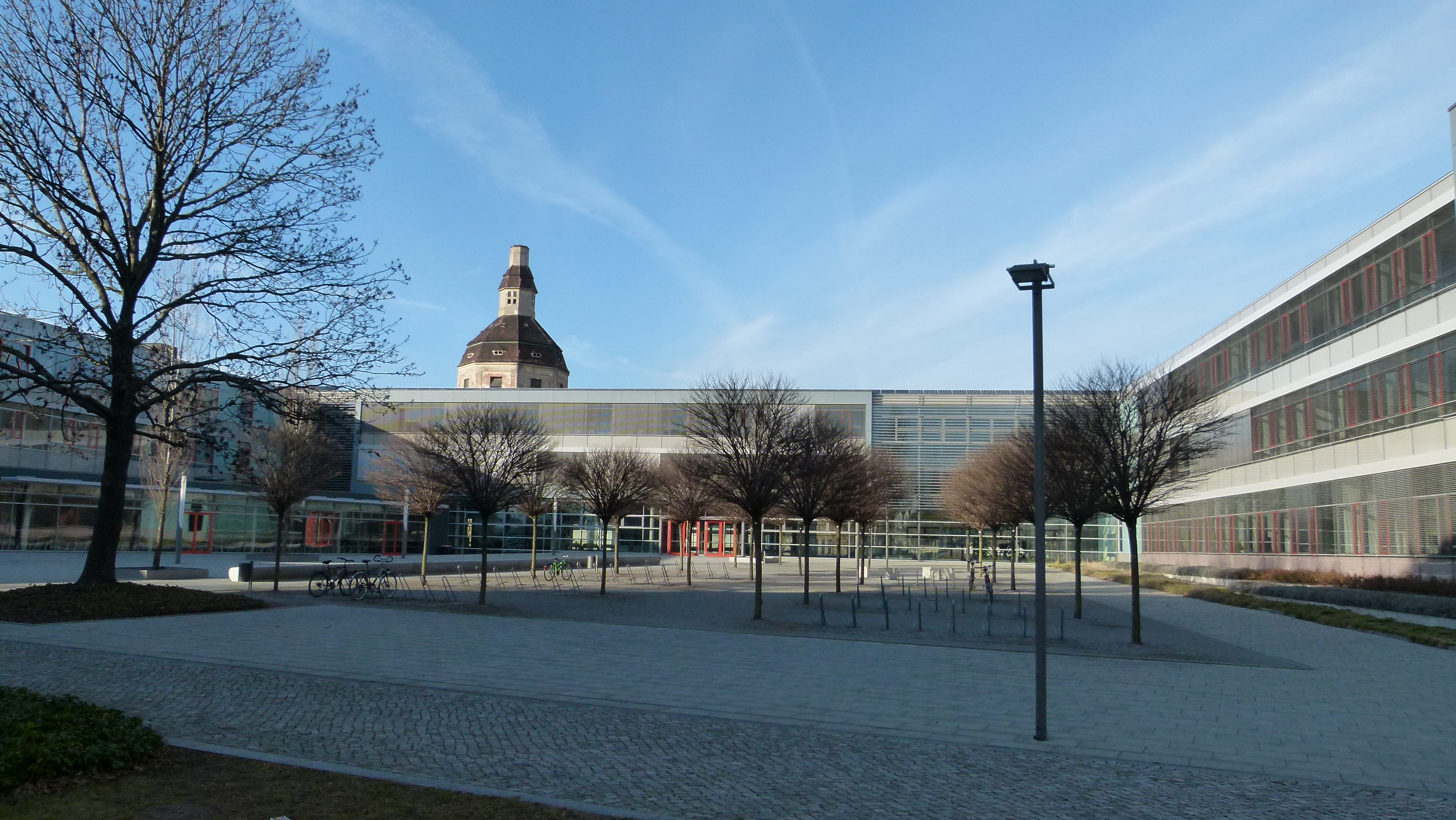
Schulhof des Dresdner Sportgymnasiums in der Umgebung des denkmalgeschützten ehemaligen Städtischen Vieh- und Schlachthofs

Dresden verfügt über 31 Gymnasien, darunter neun in freier und eins in Landesträgerschaft. Das Martin-Andersen-Nexö-Gymnasium vermittelt eine vertiefte mathematisch-naturwissenschaftliche, das Romain-Rolland-Gymnasium eine vertiefte sprachliche Ausbildung und das Semper-Gymnasium eine vertiefte künstlerische Ausbildung. Dresdens altsprachliches Gymnasium und zugleich die älteste Schule der Stadt ist das Evangelische Kreuzgymnasium, dessen Geschichte bis in das 13. Jahrhundert zurückreicht. Das Sächsische Landesgymnasium für Musik „Carl Maria von Weber“ bildet musikalisch besonders begabte Schüler aus. Weiterhin gibt es eine Eliteschule des Sports, das Sportgymnasium.

## Persönlichkeiten

### Ehrenbürger
Zu den Ehrenbürgern der Stadt zählen neben Monarchen und Politikern insbesondere Wissenschaftler und Künstler, die in Dresden wirkten – beispielsweise der Wissenschaftler Manfred von Ardenne, die Tanzpädagogin Gret Palucca und der Musiker Richard Strauss.
Adolf Hitler war während der Zeit des Nationalsozialismus, wie damals üblich, ebenfalls Ehrenbürger der Stadt. Dieser Status wurde ihm aber nach Mai 1945 wieder aberkannt.

### Söhne und Töchter der Stadt
Der weltweit bekannte Autor Erich Kästner wurde in Dresden geboren und wuchs im Stadtteil Neustadt auf. Zu den bekannten Menschen, die in Dresden geboren wurden, zählt der Maler Gerhard Richter. Er studierte an der Kunstakademie und zählt zu den bedeutendsten deutschen Malern der Nachkriegszeit. Ebenfalls aus Dresden stammen der langjährige SPD-Fraktionsvorsitzende Herbert Wehner und sein FDP-Kollege Wolfgang Mischnick sowie der Fußballtrainer Helmut Schön, der die Auswahl der Bundesrepublik 1972 zur Europa- und 1974 zur Weltmeisterschaft führte. Weitere Erfolge sind zwei Pokalsiege und eine deutsche Meisterschaft. Matthias Sammer (1995 Ballon d’Or, 1996 Fußball-Europameister) wurde in der sächsischen Landeshauptstadt geboren. Die ehemalige Bundesministerin für Familie, Christine Bergmann, wurde in Dresden geboren. So auch Peter Scholze, der erst zweite deutsche Träger der Fields-Medaille, des „Nobelpreises“ für Mathematik.
Weitere Personen, die längere Zeit in Dresden lebten und wirkten, waren unter anderem Hans Georg von Arnim-Boitzenburg, Berthold Auerbach, Carl Gustav Carus, Johan Christian Clausen Dahl, Otto Dix, Felix Draeseke, Günter Ehrlich, Hans Erlwein, Caspar David Friedrich, Fritz Salo Glaser, Karl Gutzkow, Heinrich von Kleist, Victor Klemperer, Charlotte Meentzen, Pierre I Mercier, Matthäus Daniel Pöppelmann, Sergei Wassiljewitsch Rachmaninow, Wilhelm Rudolph, Wolf Curt von Schierbrand, Gertrude Seltmann-Meentzen, Richard Wagner, Carl Maria von Weber, Maria Reiche, Mary Wigman, Erhard Ludewig Winterstein, Nicolaus Ludwig Graf von Zinzendorf und Otto Zirnbauer.

### Belletristik
Mit Themen aus Dresden:
- Oliver Bendel: Verlorene Schwestern. Leipziger Literaturverlag, Leipzig 2009, ISBN 978-3-86660-079-9.
- Renatus Deckert (Hrsg.): Die wüste Stadt. Sieben Dichter über Dresden. Insel Verlag, Frankfurt am Main 2005, ISBN 3-458-34849-2.
- Wilhelm von Kügelgen: Jugenderinnerungen eines alten Mannes. u. a. hrsg. von Philipp von Nathusius. W. Hertz, Berlin 1870.
- Eberhard Panitz: Dresdner Novelle 1989. Verlag am Park, Berlin 2009, ISBN 978-3-89793-232-6.
- Detlev Schöttker (Hrsg.): Dresden. Eine literarische Einladung. Wagenbach Verlag, Berlin 2006, ISBN 3-8031-1239-7.
- Uwe Tellkamp: Der Turm. Geschichte aus einem versunkenen Land. Roman. Suhrkamp, Frankfurt am Main 2008, ISBN 978-3-518-42020-1.
- Mathias Ullmann: Ohne Engel. VAT, Mainz 2009, ISBN 978-3-940884-20-6.
- Marcus Wächtler: Grüner Dresdner. SWB Media Publishing, Stuttgart 2015, ISBN 978-3-945769-10-2.
- Frank Goldammer: Max Heller, Band 1 Der Angstmann. dtv Verlagsgesellschaft, München 2017, ISBN 978-3-423-21696-8.
- Michael Göring: Dresden. Roman einer Familie. 2. Auflage. Osburg Verlag, Hamburg 2021, ISBN 978-3-95510-243-2.

### Industrie
- Tilo Richter (Text), Hans-Christian Schink (Fotos): Industriearchitektur in Dresden. Kiepenheuer, Leipzig 1997, ISBN 3-378-01019-3.
- Reinhardt Balzk, Jürgen Leibiger (Hrsg.): Industriegeschichte der Stadt Dresden 1945–1990. Beiträge zum 800. Stadtjubiläum. Schkeuditz 2007.

### Musik
- Musik in Dresden. Schriften der Hochschule für Musik „Carl Maria von Weber“ Dresden. Laaber-Verlag, Laaber 1995–2005.
  - Band I: Die Dresdner Oper im 19. Jahrhundert. Hrsg. von Michael Heinemann und Hans John, ISBN 3-89007-310-7.
  - Band II: Die Dresdner Stadtmusik, Militärmusikkorps und Zivilkapellen im 19. Jahrhundert. Hrsg. von Anneliese Zänsler, ISBN 3-89007-319-0.
  - Band III: Die Dresdner Kirchenmusik im 19. und 20. Jahrhundert. Hrsg. von Matthias Herrmann, ISBN 3-89007-331-X.
  - Band IV: Dresden und die avancierte Musik im 20. Jahrhundert. Teil I: 1900–1933. Hrsg. von Matthias Herrmann und Hanns-Werner Heister, ISBN 3-89007-346-8.
  - Band V: Dresden und die avancierte Musik im 20. Jahrhundert. Teil II: 1933–1966. Hrsg. von Matthias Herrmann und Hanns-Werner Heister, ISBN 3-89007-510-X.
  - Band VI: Dresden und die avancierte Musik im 20. Jahrhundert. Teil III: 1966–1999. Hrsg. von Matthias Herrmann und Stefan Weiss, ISBN 3-89007-511-8.
  - Band VII: Die Dresdner Oper im 20. Jahrhundert. Hrsg. von Michael Heinemann und Hans John, ISBN 3-89007-651-3.